# Fortificaciones de Pamplona
Las Fortificaciones de Pamplona comprenden el conjunto de construcciones defensivas que, desde la Edad Media y hasta el siglo XIX, protegieron la ciudad de Pamplona. En ellas pueden distinguirse, por una parte, las murallas que rodearon la ciudad; por otra, la ciudadela, que defendía el punto suroeste de la ciudad y cuya construcción se inició en el  siglo XVI; y, por último, dos fortines exteriores. A finales del siglo XIX, con motivo de la aprobación del Primer Ensanche de la ciudad, se derribaron parcialmente dos baluartes de la ciudadela y una parte de la muralla que los unía; a este derribo siguieron otros, para ampliar el acceso a la ciudad y, posteriormente —en 1915— se eliminó todo el frente sur de las murallas que rodeaban la plaza, con el fin de permitir su expansión urbana mediante el  Segundo Ensanche.
Actualmente se conserva la Ciudadela, tal como quedó tras los derribos que permitieron el Primer Ensanche, las murallas que, al oeste y al norte, rodeaban el Casco Viejo de Pamplona, los restos de las fortificaciones que se conservan en el Parque de la Taconera, un fortín exterior de las antiguas murallas, situado cenca de su vértice sudeste y restos de otro fortín. Se mantienen además, reconstruidos los portales de San Nicolás  y de la Taconera. El 25 de septiembre de 1939 fue declarado monumento nacional el conjunto subsistente de las murallas de Pamplona. Posteriormente, el 6 de febrero de 1973, la Ciudadela fue declarada monumento histórico-artístico de carácter nacional.

## Origen y evolución de las fortificaciones

### Tras la unión de los tres burgos
Las fortificaciones de Pamplona tuvieron su origen en las murallas que rodeaban los tres burgos que Carlos III unificó con el privilegio de la Unión para formar la ciudad de Pamplona. Aunque esa unión no supuso que desaparecieran las murallas de cada uno de esos burgos, sí que propició la aparición de un recinto amurallado común a toda la ciudad, que ya estuvo completado a finales del siglo XV Utilizaba las murallas de los tres burgos que daban frente al exterior, y se completaba con los muros que dejaban  dentro del recinto la llamada Tierra de nadie que separaba la Navarrería de los otros dos burgos, San Cernin y la Población de San Nicolás. Su descripción y medidas se contienen en una memoria redactada por los ingenieros militares tras la conquista castellana (1512).

### Tras la conquista castellana

Estado de las fortificaciones de Pamplona, tras la conquista castellana.

Las fortificaciones de la ciudad se completan el castillo de Santiago, Castillo de Santiago construido por Fernando el Católico en 1513 al sur de la ciudad y cerca de sus antiguas murallas, en el lugar que ocupaba un convento de los dominicos, del que toma el nombre. De este modo, el muro que había unido la Navarrería con la población de San Nicolás avanzaba hacia el sur.
La toma de Pamplona en mayo de 1521  por las tropas francesas y legitimistas navarras, comandadas por el señor de Asparrost, mostraron la necesidad de mejorar la defensa de la ciudad. Ante la amenaza, confirmada, de una nueva invasión francesa, se procede al refuerzo de las fortificaciones. De este modo en 1532 Juan Rena remite a Carlos V un extenso memorial que contempla las obras realizadas hasta ese año en los siguientes lugares: la Torre del Molino de Caparroso, Postigo de los Abades, Torre del Tesorero, Puertas del Abrevador, de Santa Engracia y San Lorente, Portal de la Traición, Torre Redonda y Puerta de la Tejería. Además, se proyecta edificar bastiones en las cuatro esquinas del cerco, y disponer revellines ante las puertas existentes, habiéndose cerrado las de San Nicolás y Santa Engracia, reforzar los muros asegurando su haz exterior y terraplenando el interior. Las fachadas que requerían una intervención más urgente eran las que daban al sur y al oeste; ya que las otras dos estaban defendidas por el escarpe natural. Desde ese año y hasta 1542 la ciudad es visitada por varios ingenieros militares, y fruto de sus trabajos se refuerzan sus fortificaciones: se aumentan y macizan los bastiones, se le añaden casamatas, se levantan parapetos, se abren troneras, se eliminan padrastros y se derriban las antiguas torres medievales.

### La ciudadela de Felipe II
Sin embargo, es con el advenimiento al trono de Felipe II cuando se inicia una completa renovación de las fortificaciones de la ciudad. Ante la necesidad de mejorar las defensas de Pamplona, el rey encarga a Juan Jacobo Palear, el Fratín, preparar las trazas para la construcción de una ciudadela que sustituya al castillo de Santiago, que se había mostrado obsoleto ante los avances en la potencia de la artillería disponible en esa época.
En la elaboración de los planos y elección del lugar donde situar la nueva fortaleza  intervino tanto el propio Fratín como Vespasiano de Gonzaga, virrey de Navarra entre 1572 y 1575. Las obras comenzaron en 1571 con los baluartes de San Antón y la Victoria, los más cercanos a la ciudad; y se prolongaron durante décadas; un informe de 1604 muestra que los muros de los baluartes y de las cortinas estaban ya levantados, pero faltaban los parapetos y gran parte de los terraplenes de subida a las cortinas, así como completar y mejorar los fosos. En 1641 el ingeniero Juan de Garay  prepara un proyecto de las obras que habría que realizar para reforzar la capacidad defensiva de la ciudadela, ahondando el foso que la rodea, completando terraplenes y construyendo medias lunas delante de cada una de las cortinas. En 1645 se dieron por terminadas las obras de la Ciudadela, que fue visitada el año siguiente por Felipe IV. No obstante, las obras propuestas por Garay. y otras complementarias que se consideraron necesarias ocuparon hasta final del siglo XVII.

### Las nuevas murallas durante los Austrias
La construcción de la Ciudadela, situada al suroeste de la ciudad, exigió una ampliación de las murallas que la rodeaban. Se conoce la propuesta del Fratín que, con pocas modificaciones, fue la que se llevó a cabo. Según estas trazas se mantenían las murallas en los frentes norte y este de la ciudad, y la parte oriental del frente sur, pues el resto de este frente avanzaba para terminar en la Ciudadela; también el frente oeste avanzaba ampliando la ciudad con los terrenos de la Taconera. Aunque enseguida se comenzó la construcción de las nuevas murallas, durante tiempo solo estaban formadas por tierra y fajina; en respuesta a un memorial de 1608 Felipe III dispone que, por seguridad, mientras siguiesen las obras, se ponga una estacada de madera en la ampliación del recinto: desde el castillo viejo a la ciudadela y desde esta al baluarte de Gonzaga.
El informe de Garay, de 1661, aunque se centra en la Ciudadela, repasa también las obras pendientes y en ejecución en los distintos frentes de la ciudad: las cortinas estaban ya revestidas de piedra; se reforzaban los baluartes de San Nicolás y la Tejería, y las puertas de la Taconera y de la Tejería. En 1683 el ingeniero Octaviano Meni prepara un proyecto general de las fortificaciones; por este proyecto se conoce que en ese año se habían ejecutado ya las medias lunas de San Nicolás y de la Tejería; estaba en construcción la de la Taconera; y se proponía otra media luna entre los baluartes de la Taconera y Gonzaga; además, en el baluarte del Redín se estaba construyendo un baluarte bajo. Posteriormente las obras en las fortificaciones de Pamplona estuvieron a cargo del ingeniero Esteban Escudero desde 1686 hasta 1694, año en el que fue sustituido por Hércules Torelli, quien preparó un proyecto general cuya ejecución fue, al menos, iniciada.

### Refuerzo de las fortificaciones durante los Borbones
La llegada de los Borbones a la monarquía española trajo consigo la influencia de la ingeniería militar francesa, con las aportaciones de la escuela de Vauban. En esa línea, en 1711, se crea el cuerpo de ingenieros, dirigido por el ingeniero general Jorge Próspero de Verboom. Bajo su supervisión se elaboraron varios proyectos para la mejora de las fortificaciones pamplonesas, entre las que destaca la del ingeniero Alejandro de Retz quien, en 1720, preparó un proyecto general en el que, junto con indicaciones para la Ciudadela, proponía entre otras obras los refuerzos del Frente de Francia, un fortín en el paraje de la Cruz Negra, y una luneta cerrada por la gola frente al baluarte de Labrit.
Desde octubre de 1725, y hasta septiembre de 1726, Verboom se encuentra en Pamplona, reconociendo la fortificación y revisando las obras que se están realizando; en mayo de 1726 remite al Rey el proyecto general de las fortificaciones, que fue el que se seguiría durante todo el siglo XVIII. Durante el tiempo que Verboom permanece en la ciudad se avanza en la construcción de los baluartes bajos del Redín y del Abrevador, se comienza en el frente de Francia el revellín de los Reyes, con un camino cubierto que se continuaba por el frente de la Magdalena, empalmando con el de la Tejería; se iniciaron también el fortín de San Bartolomé y el de San Roque, y los movimientos de tierra en lo que sería el fuerte del Príncipe. Tras su marcha de Pamplona las obras continuaron a buen ritmo, aunque, entre 1736 y 1756, se ralentizan; los proyectos realizados por los ingenieros Juan Martín Zermeño, en 1756; y Antonio Hurtado, en 1796-1797, se basan en el proyecto de Verboom, y permiten conocer cómo se había avanzado en sus previsiones; añaden también algunos refuerzos en los frentes de la plaza, que no llegaron a ejecutarse. Puede afirmarse que «el proyecto de Verboom fue el último desarrollo de las fortificaciones de Pamplona, de las que algunas de sus propuestas no llegaron a realizarse y otras [...] quedaron a medio camino».

### Demoliciones parciales

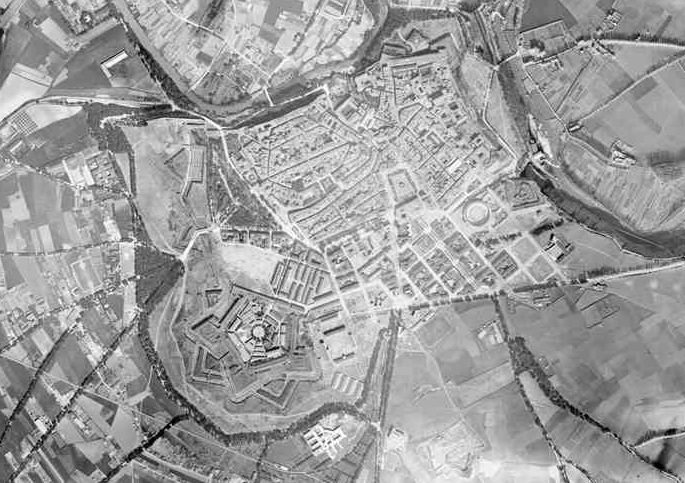
Ortofoto de Pamplona, hacia 1930, en la que pueden verse las fortificaciones que subsistían en aquella época

Mediante la Ley de 22 de agosto de 1888 se autorizó la demolición parcial de la Ciudadela para hacer posible la construcción del Primer Ensanche de la ciudad y de unos nuevos cuarteles: esta medida afectó a los baluartes de la Victoria y San Antón, a una parte de la cortina que los unía  y al revellín situado entre ellos. En 1905 una Real Orden, del 14 de junio, permitía el derribo de tres portales de la ciudad: el portal Nuevo, el de la Taconera y el de San Nicolás; se trataba de facilitar el acceso de los vehículos de pasajeros y mercancías.
Finalmente, para permitir el Segundo Ensanche, la Ley de 7 de enero de 1915 autorizó el derribo de las murallas del frente de San Nicolás y la Tejería, que fueron eliminados entre 1918 y 1921.  Por otra parte, en 1925 las obras de ampliación de los jardines de la Taconera supuso el enterramiento de los muros del baluarte de Gonzaga y el relleno de parte de los fosos del frente de la Taconera; de hecho estas actuaciones y le peligro de nuevos derribos movieron a la declaración como monumento nacional de las murallas de Pamplona.

## Conjunto monumental
La Orden del 25 de septiembre de 1939, declaró Monumento Nacional el conjunto subsistente de las murallas de Pamplona. El mismo texto de la orden expone que la Comisaría General del Servicio de Defensa del Patrimonio Histórico Nacional, al incoar el expediente había solicitado los correspondientes informes a la Real Academia de la Historia y a la Real Academia de Bellas Artes de San Fernando. Formaron estas academias una Comisión Mixta que, emitió su informe; en él refieren expresamente al riesgo que hay de que desaparezcan algunas partes de esa fortificación por los planes de urbanización del Ayuntamiento, por lo que solicitaron 

con urgencia se declare por la Superioridad Monumento Nacional el conjunto subsistente de las murallas de la ciudad de Pamplona con cuantos elementos pertenecen a las mismas, incluso fuerte del Príncipe y puentes de la Magdalena, San Pedro y Miluce, que dan fe de su grandeza e importancia histórica
Orden de 25 de septiembre de 1939.

Puentes de origen medieval incluidos en el monumento de las fortificaciones de Pamplona
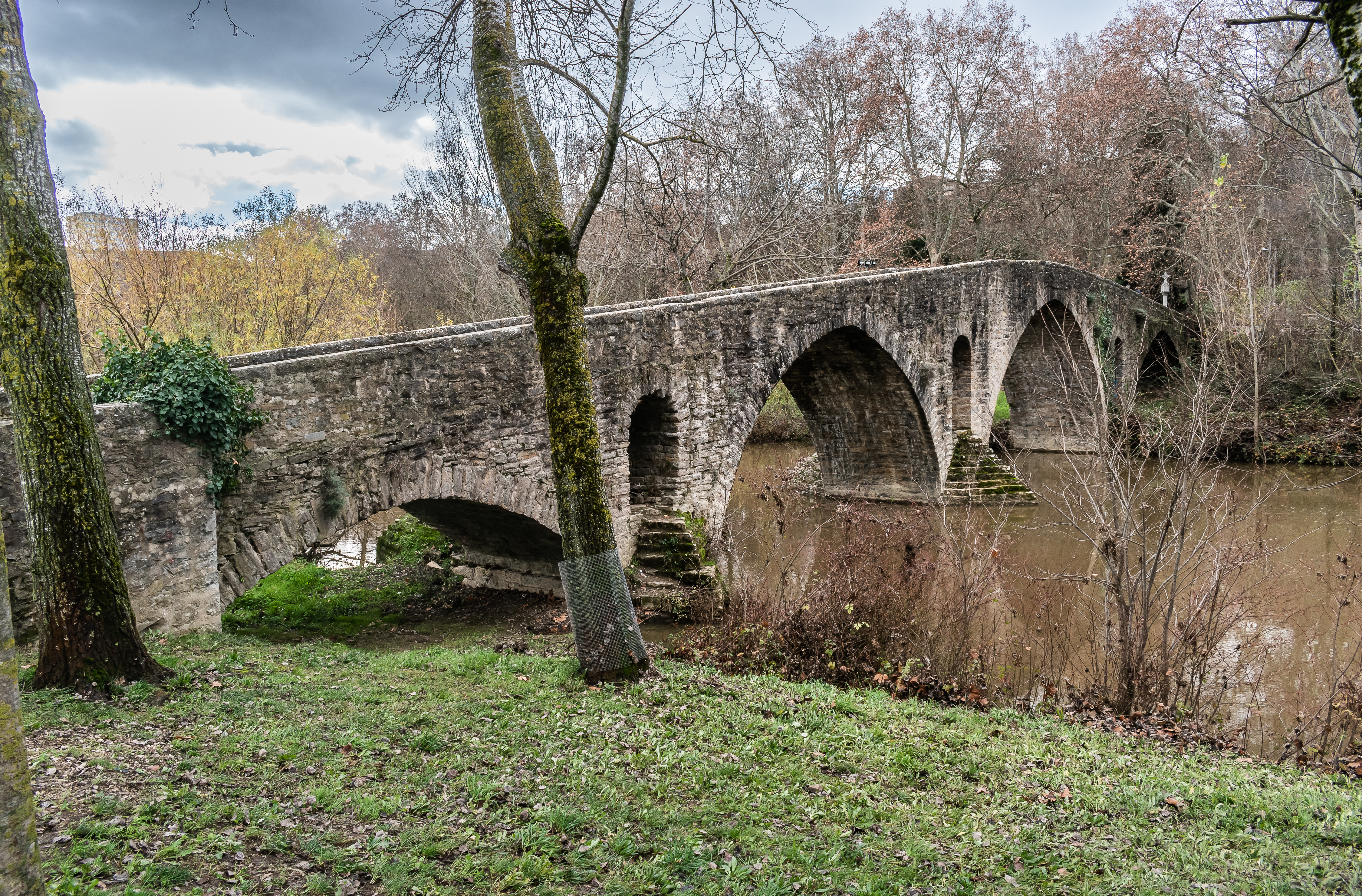
Puente de la Magdalena
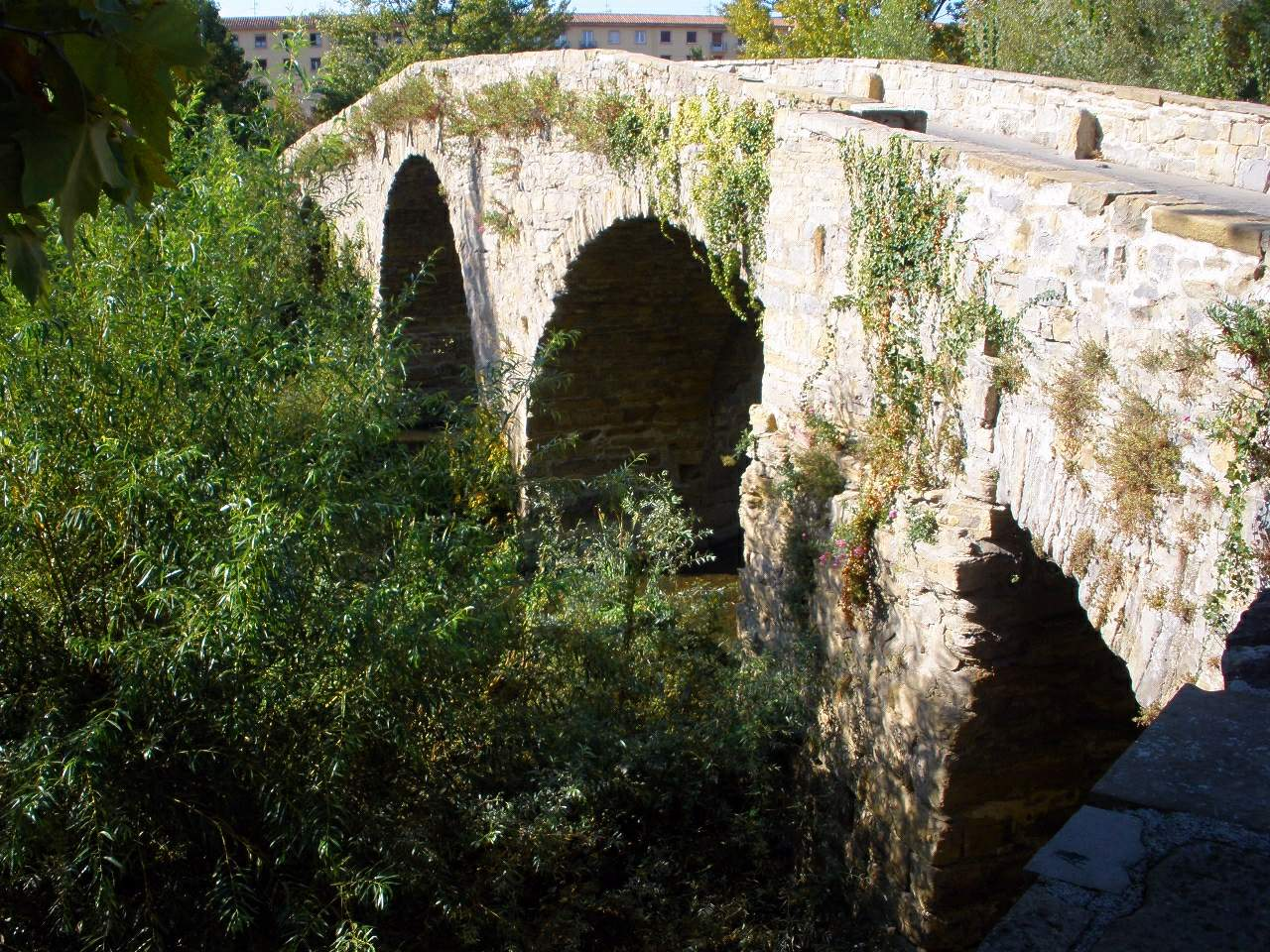
Puente de San Pedro
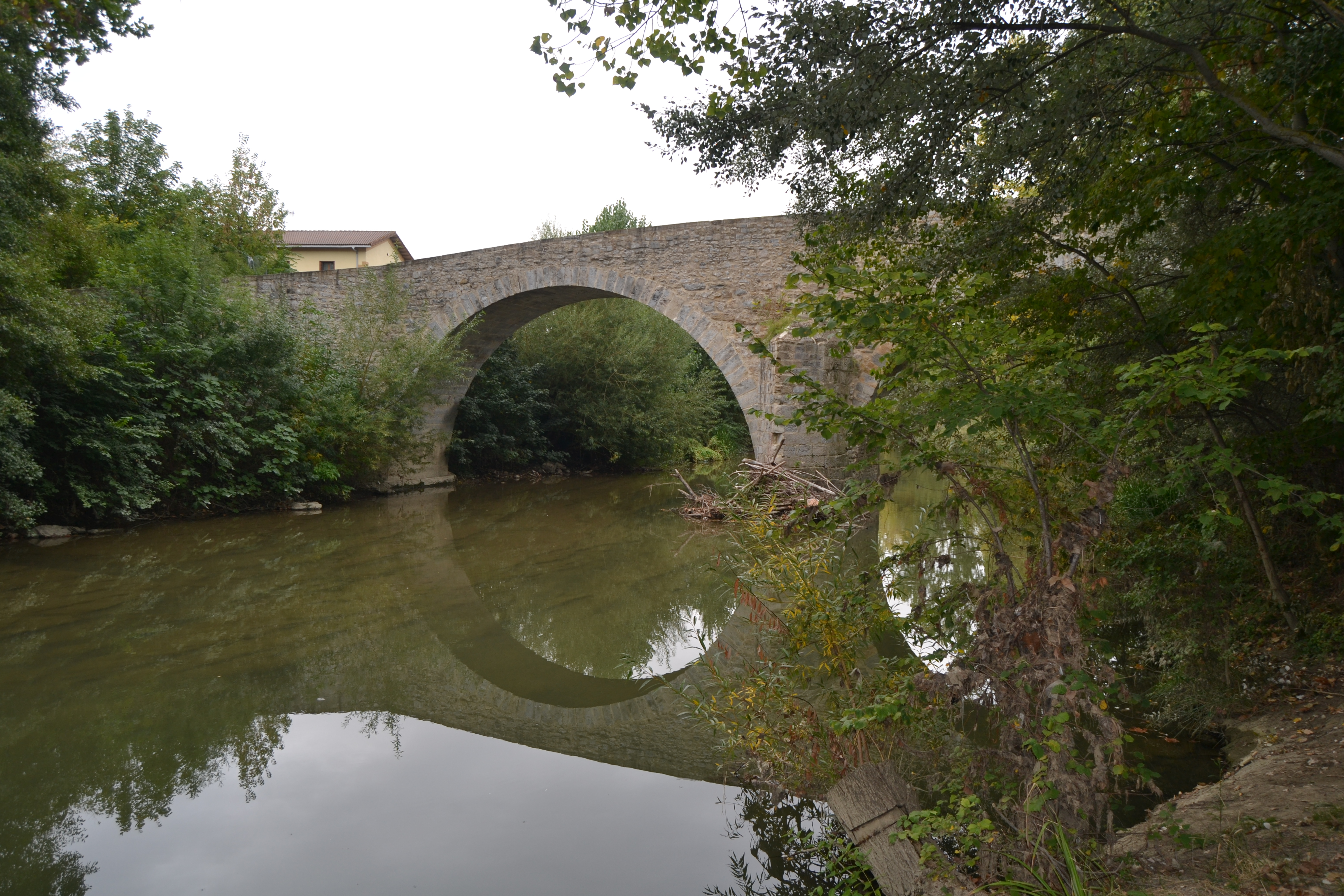
Puente Miluce

Por Decreto del 21 de marzo de 1964 se cedió al Ayuntamiento de Pamplona el conjunto de la Ciudadela con sus defensas exteriores, fosos y puentes; concluía así el destino militar de estas instalaciones; por parte de la corporación municipal se acordó el derribo de las dependencias militares situadas en el interior de la ciudadela que no presentaban  interés arquitectónico ni práctico; posteriormente se acondicionaron las construcciones de interés (Horno, Polvorín, Pabellón de Mixtos, Sala de Armas) y se restauraban murallas y baluartes. Realizadas la mayor parte de estas obras, el Ayuntamiento solicitó a la Dirección General de Bellas Artes la declaración de la Ciudadela como Monumento Histórico-Artístico de carácter nacional, lo que se obtuvo mediante el Decreto 332/1973, de 6 de febrero.

## Estado final de las fortificaciones
Siguiendo el proyecto general de Verboom, las fortificaciones de Pamplona incluyeron, junto con la Ciudadela, los cuatro frentes de la plaza amurallada: Frente de la Magdalena, de Francia, de la Rochapea, de la Taconera, de San Nicolás y de la Tejería.  Todas estas construcciones quedaban formadas por baluartes unidos por las correspondientes cortinas, incluyendo también determinados revellines y contraguardias. Existieron, además, hasta tres construcciones exteriores a modo de fortines que proporcionaban a la plaza una defensa avanzada: Fortín de la Cruz de San Roque, Fortín de San Bartolomé y Fuerte del Príncipe. En los siguientes apartados se describen cada uno de esos frentes y defensas exteriores. Esta descripción exige utilizar términos propios de la ingeniería militar de la época; por este motivo se incluye al final un glosario con los términos utilizados. 

Las fortificaciones finales de Pamplona
Línea continua: elementos que subsisten; discontinua, elementos eliminados

## Frente de la Magdalena
| Plano del Frente de la Magdalena, en el siglo XIX |
| --- |
| |
| Se aprecia el camino cubierto y el baluarte bajo en el centro, previsto por Verboom aunque solo realizado en tierra. El original, del que está extraído se conserva en el Archivo General Militar de Madrid, sin el dato de la fecha. |

El frente de la Magdalena se sitúa al este de la ciudad y se extiende desde el baluarte de Labrit, en su extremo sur, al del Redín, al norte. Su trazado se apoya en el que tuvo en esa zona el cerco de la Navarrería, pero desplazándose hacia el exterior para salvar el estrechamiento que producía la capilla Barbazana. La muralla entre los dos baluartes no tuvo troneras para emplazar cañones, aunque se conserva un par de garitas; en el acondicionamiento como paseo del camino de ronda en 1960 se alternaron tramos con un antepecho de piedra y tramos con una potente barandilla en acero corten. Este paseo es conocido actualmente como ronda del obispo Barbazán, pues la fachada posterior de la catedral muestra el ábside de la capilla gótica construida por este obispo.
Al pie, y a poca distancia de este frente, discurre el río Arga en un meandro que deja en su interior el antiguo barrio de la Magdalena, que da nombre al frente. La topografía de la zona dificultaba la excavación de un foso, aunque se propuso en el proyecto de Verboom de 1726, un camino cubierto con un baluarte bajo en un punto medio de la cortina; una construcción que ya había sido propuesto por Torelli en 1694. Algo de esto debió iniciarse, aunque sin revestirse de piedra; en todo caso, en la memoria de Zermeño en 1756 consta la carencia de ese foso y camino cubierto, que no llegó a completarse.

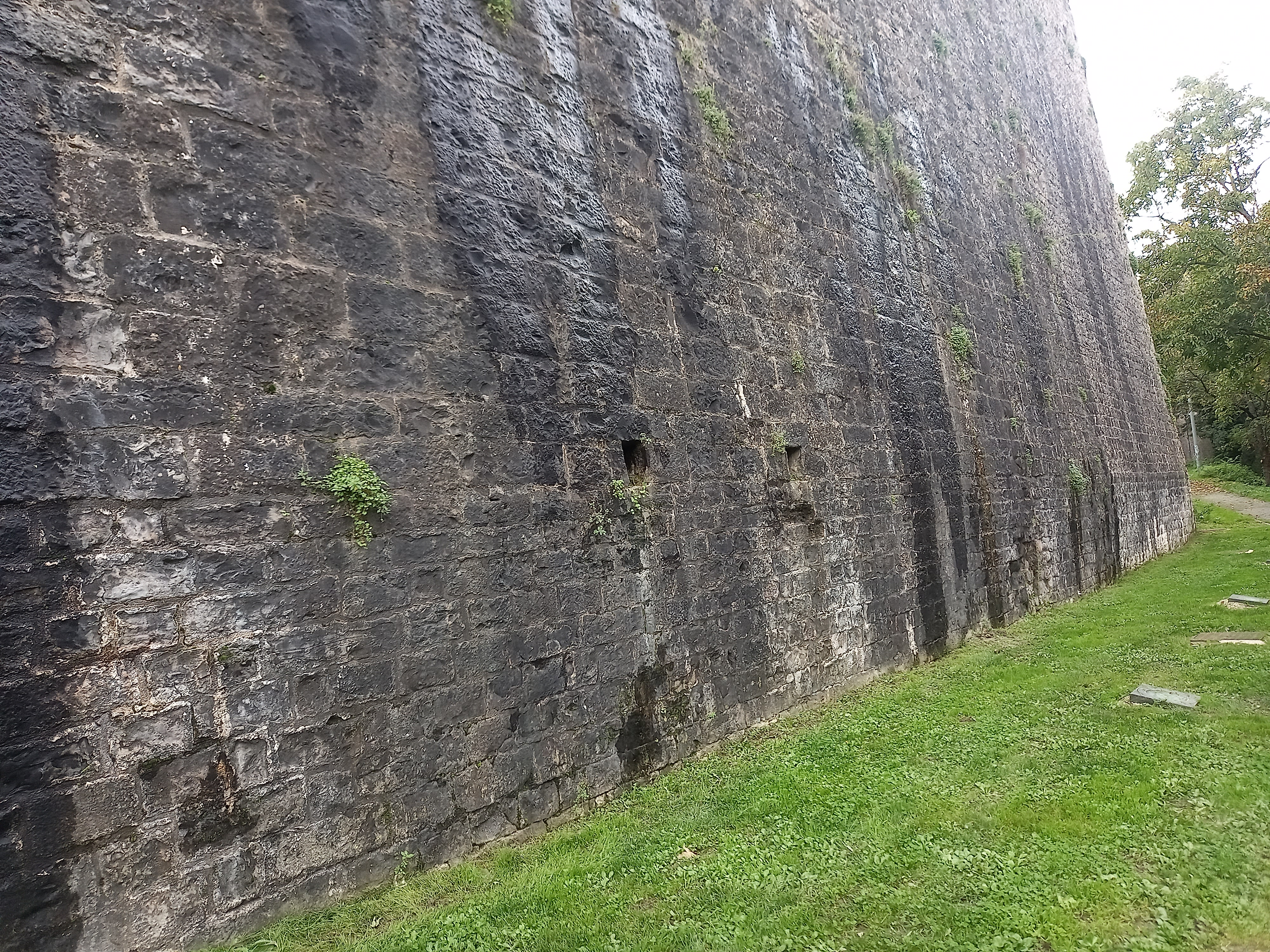
Inicio del frente, bajo el baluarte del Labrit
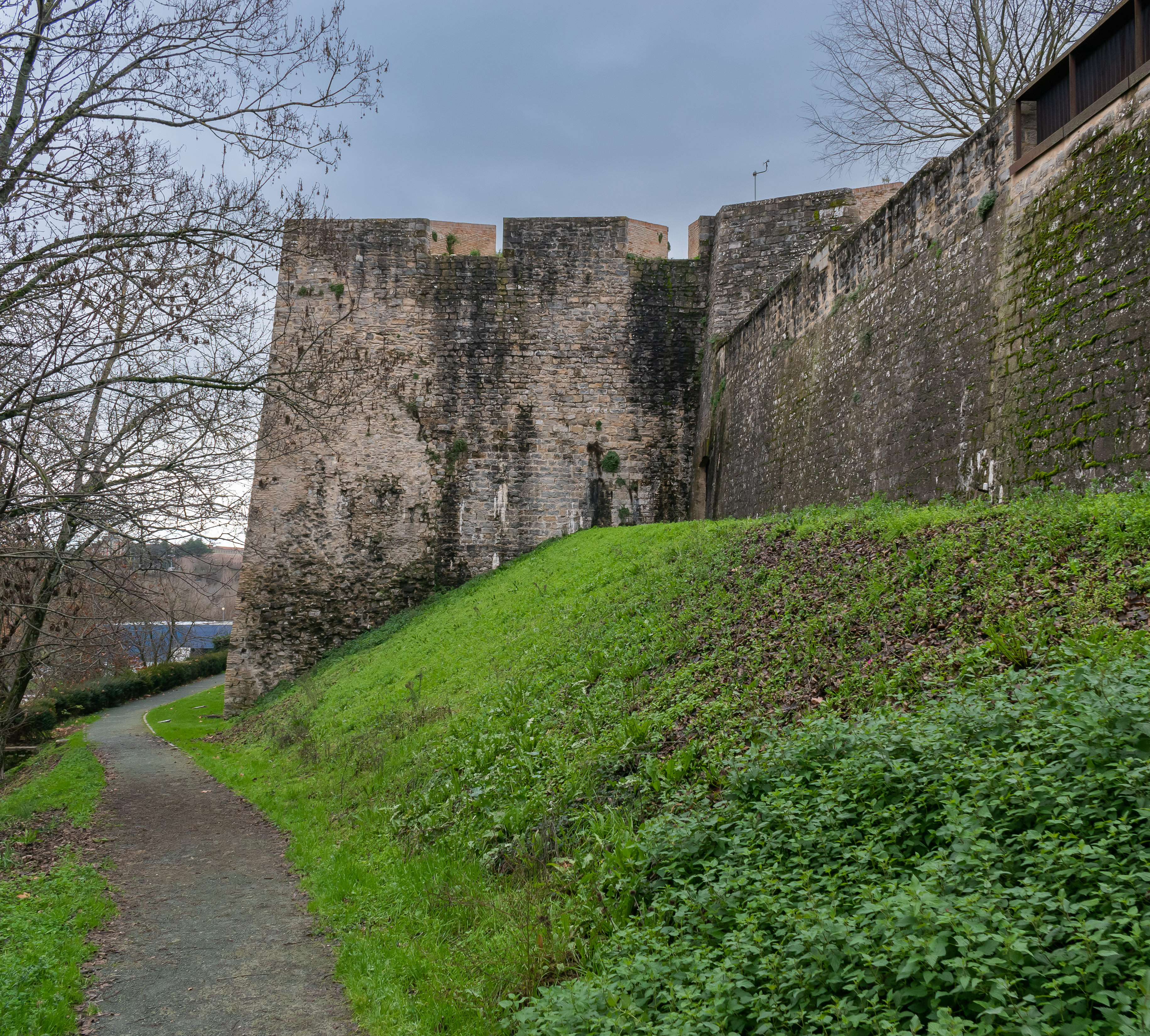
Costado norte del baluarte de Labrit
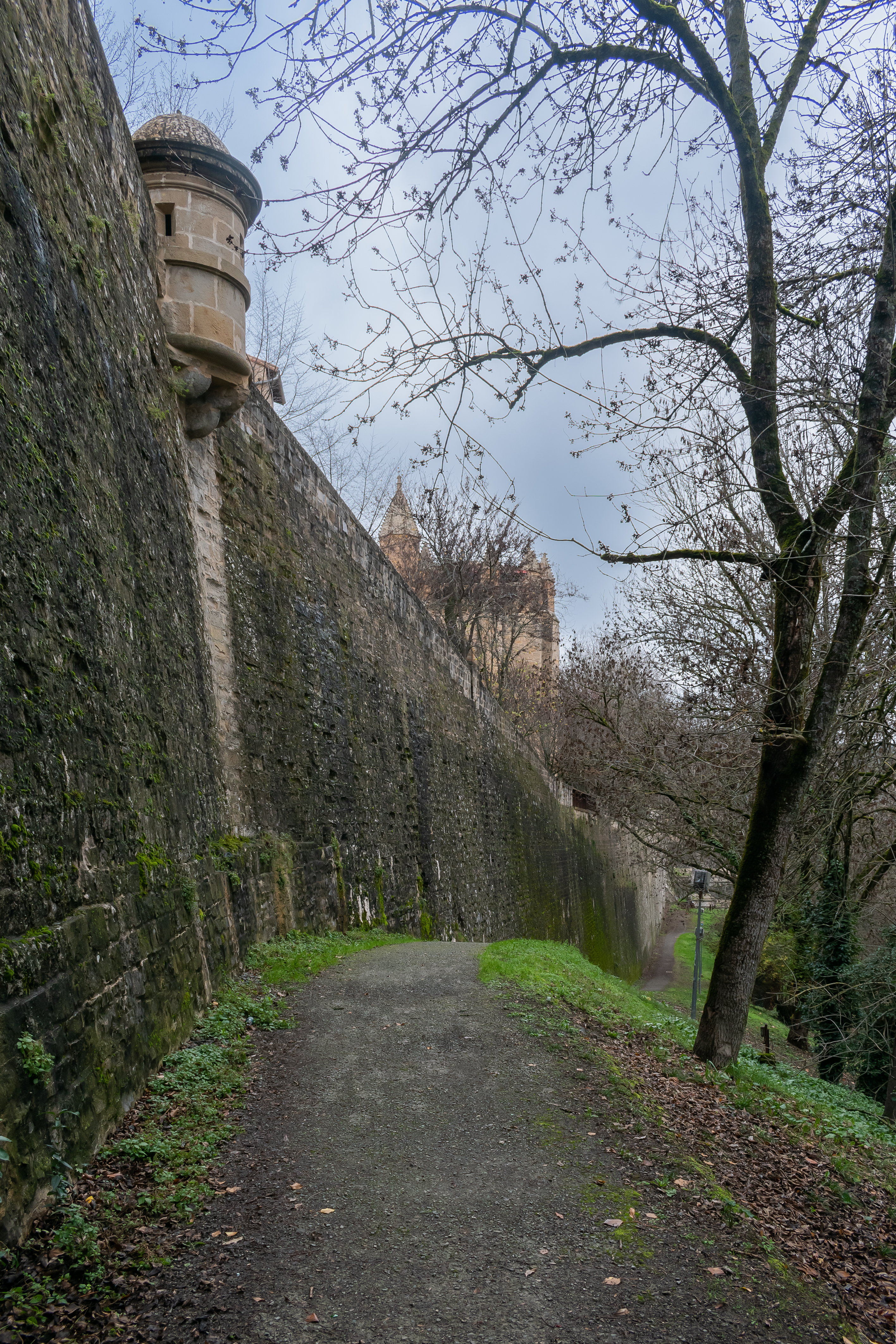
Garita en la ronda del Obispo Barbazán
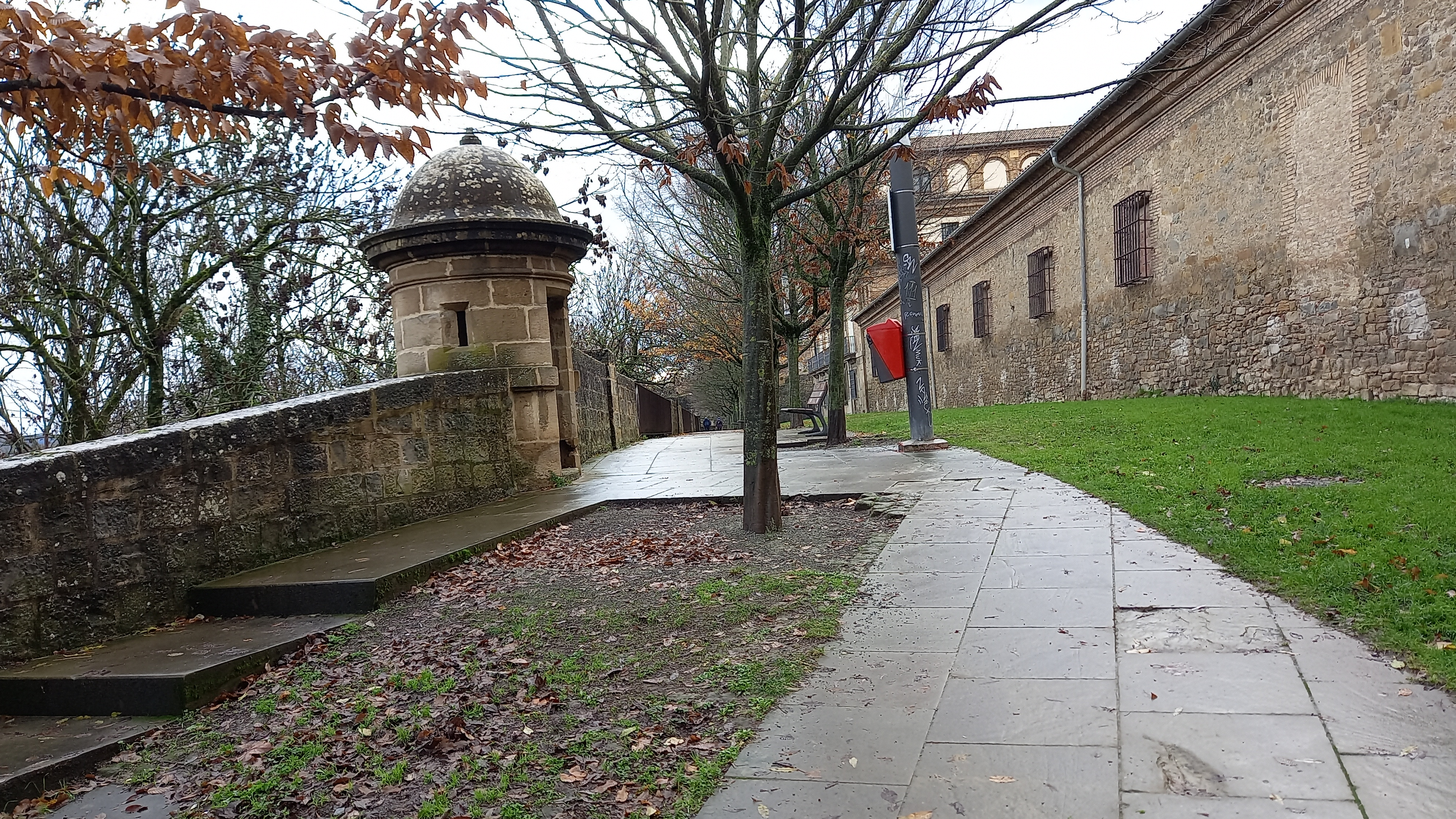
Ronda del obispo Barbazán en el frente de la Magdalena
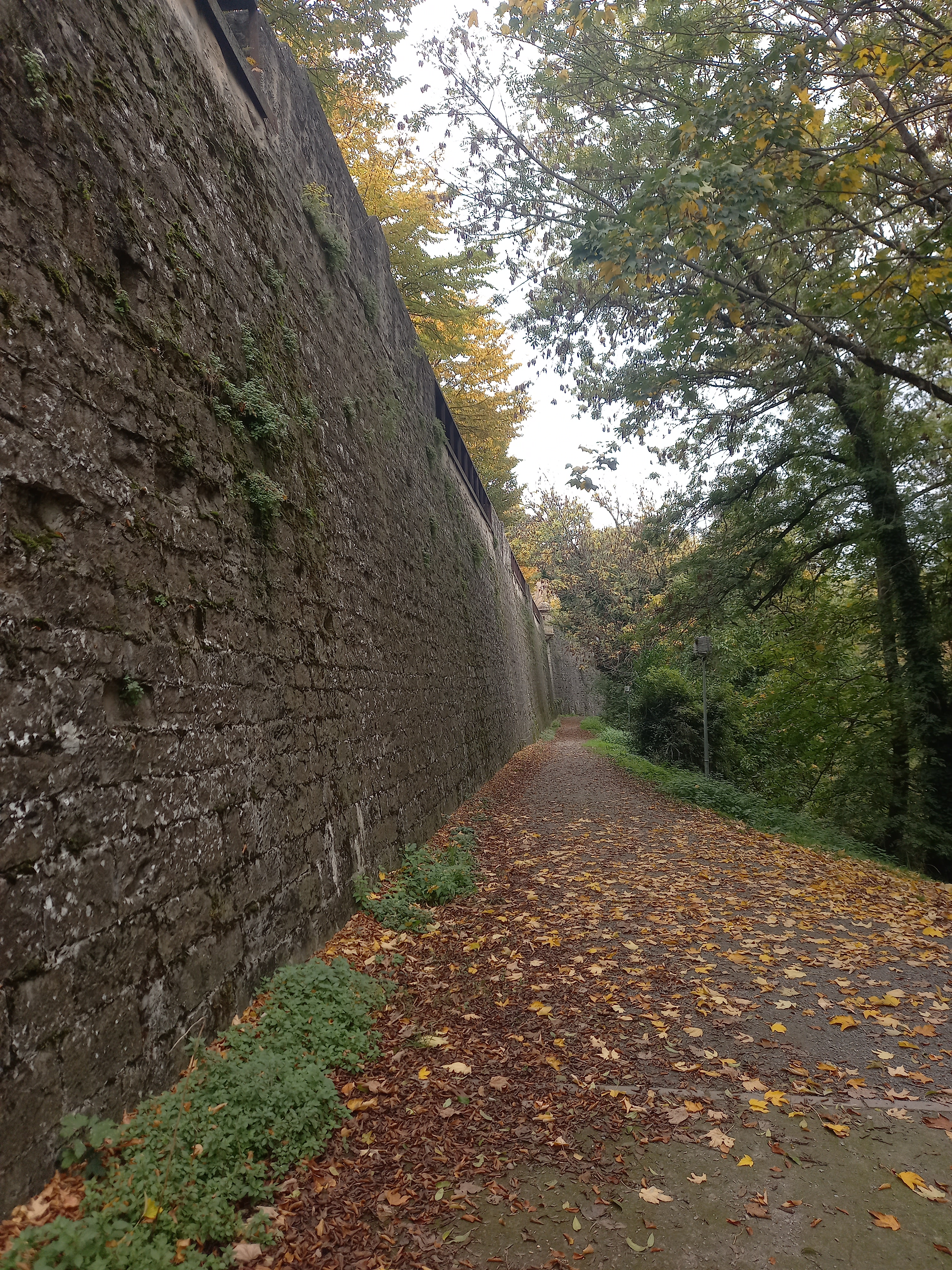
Camino bajo la muralla

### Baluarte de Labrit
El primer bastión en este lugar se construyó hacia 1522, tras derribar dos torres situadas sobre el molino de Caparroso; pero aquella construcción de planta cuadrada, que se conoció como Cubo de Caparroso, se amplió repetidas veces. En 1538 el ingeniero Benedicto de Rávena, al que Carlos V encarga revisar las fortificaciones de la ciudad, propone añadirle además un caballero; y el Fratín en 1574 plantea ya un baluarte pentagonal. Se construyó así el Bastión de Caparroso al que, desde 1669, se le denominó habitualmente del Labrit; posiblemente porque Juan de Labrit, el último rey de Navarra antes de su conquista por el Duque de Alba para Castilla, pudo huir por la puerta que incluía el baluarte y que facilitaba un acceso rápido al molino de Caparroso, situado a sus pies; también por ese mismo lugar trató de acceder a Pamplona Juan de Labrit cuatro meses después, cuando intentó recuperar la plaza. Por su disposición interior se trata de un torreón, elevado sobre el camino de ronda, con dos accesos desde el interior de la fortaleza y una poterna al campo abierto. Sobre el portón situado en la gola, en una hornacina, se dispuso en 1946 una reproducción en piedra de la imagen de Santa María la Real, que venerada en la Catedral, como recuerdo de su coronación canónica ese mismo año. Retz, en 1720, propuso defender este baluarte con una contraguardia, que el proyecto de Verboom sustituyó por un baluarte bajo, que solo llegó a realizarse de tierra, y queda reflejado en la plataforma que rodea actualmente el baluarte en una cota inferior.

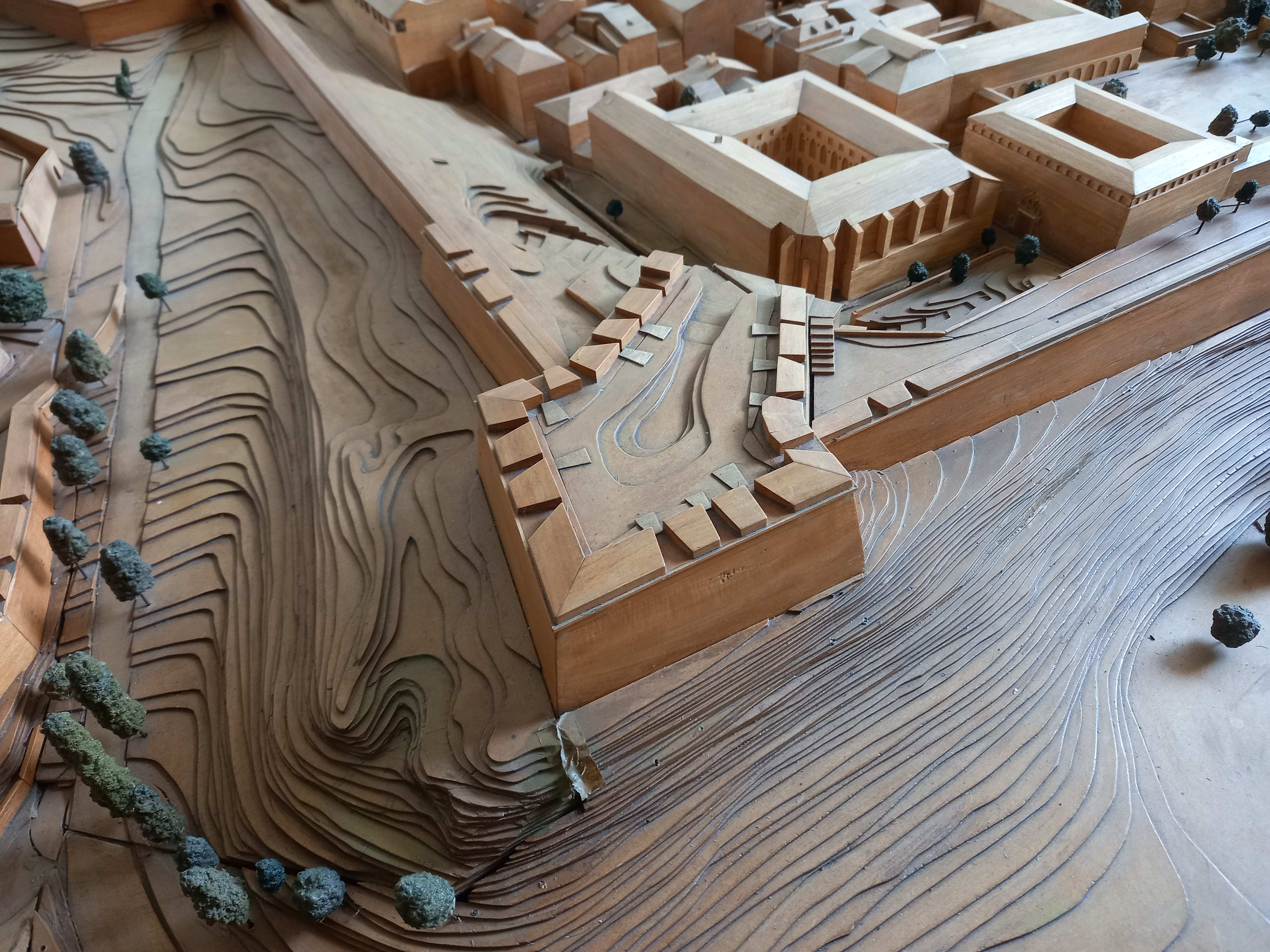
Maqueta del baluarte del Labrit.[o]
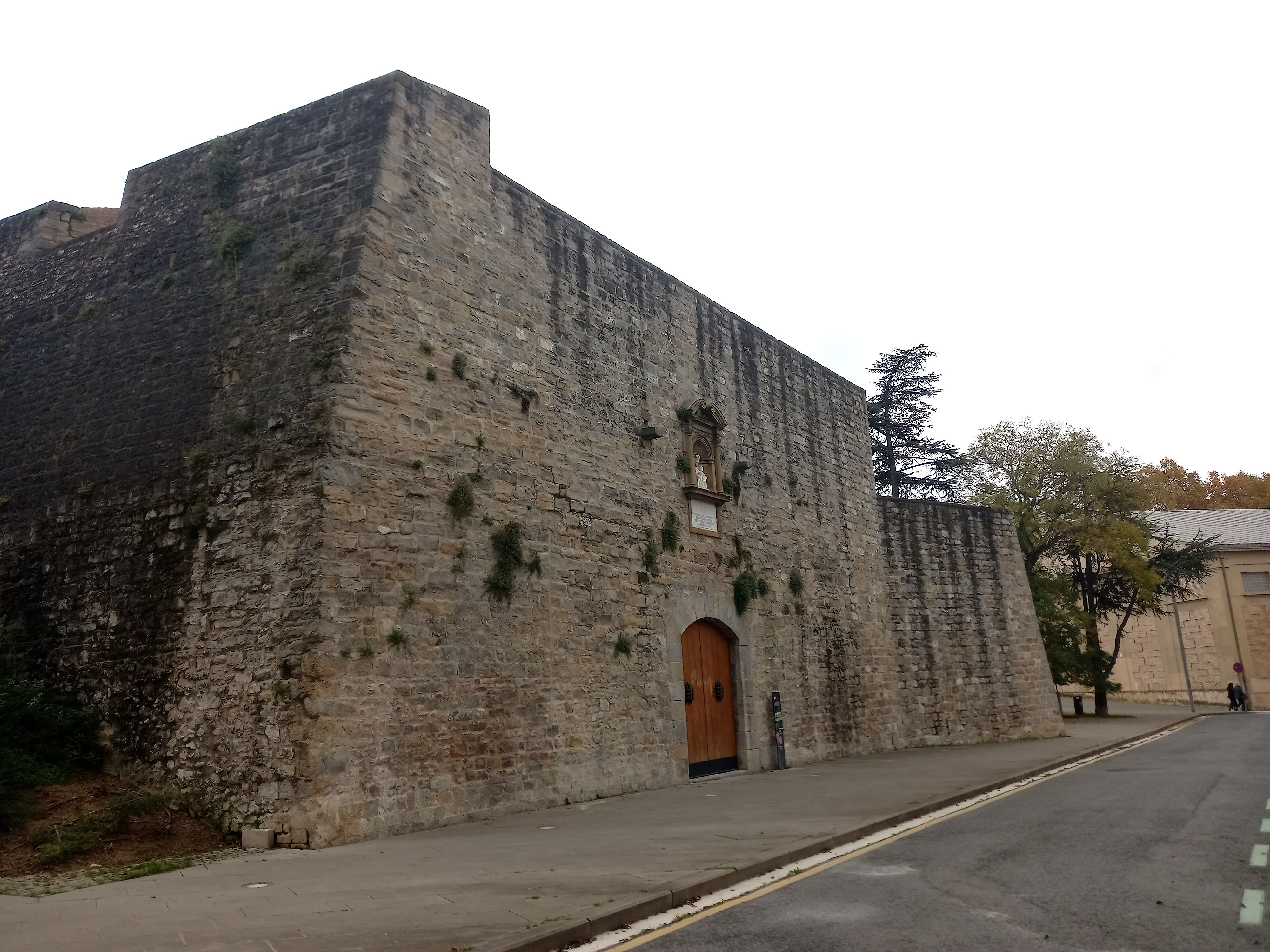
La gola del baluarte en la plaza de Santa María la Real
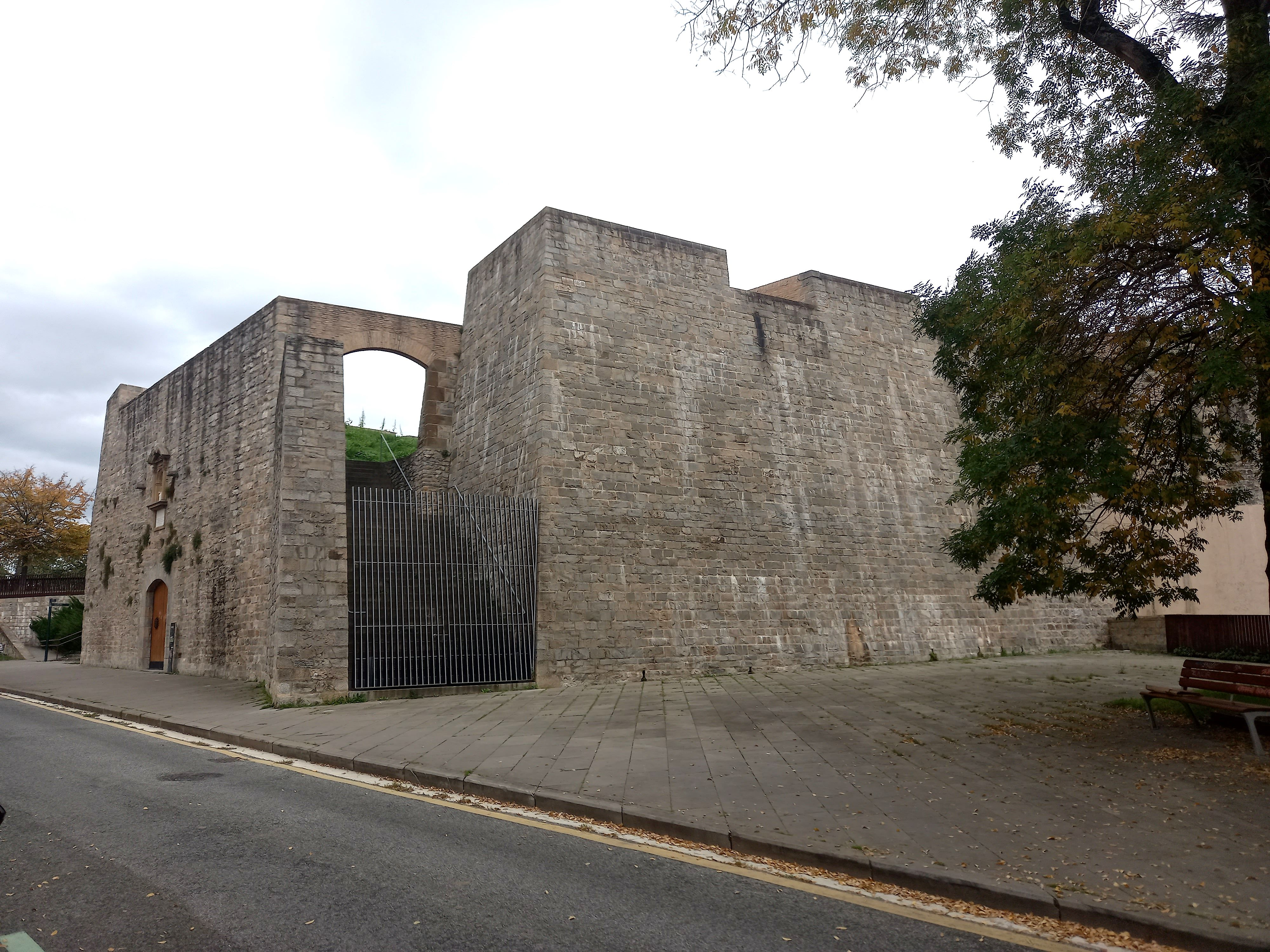
Flanco sur del baluarte
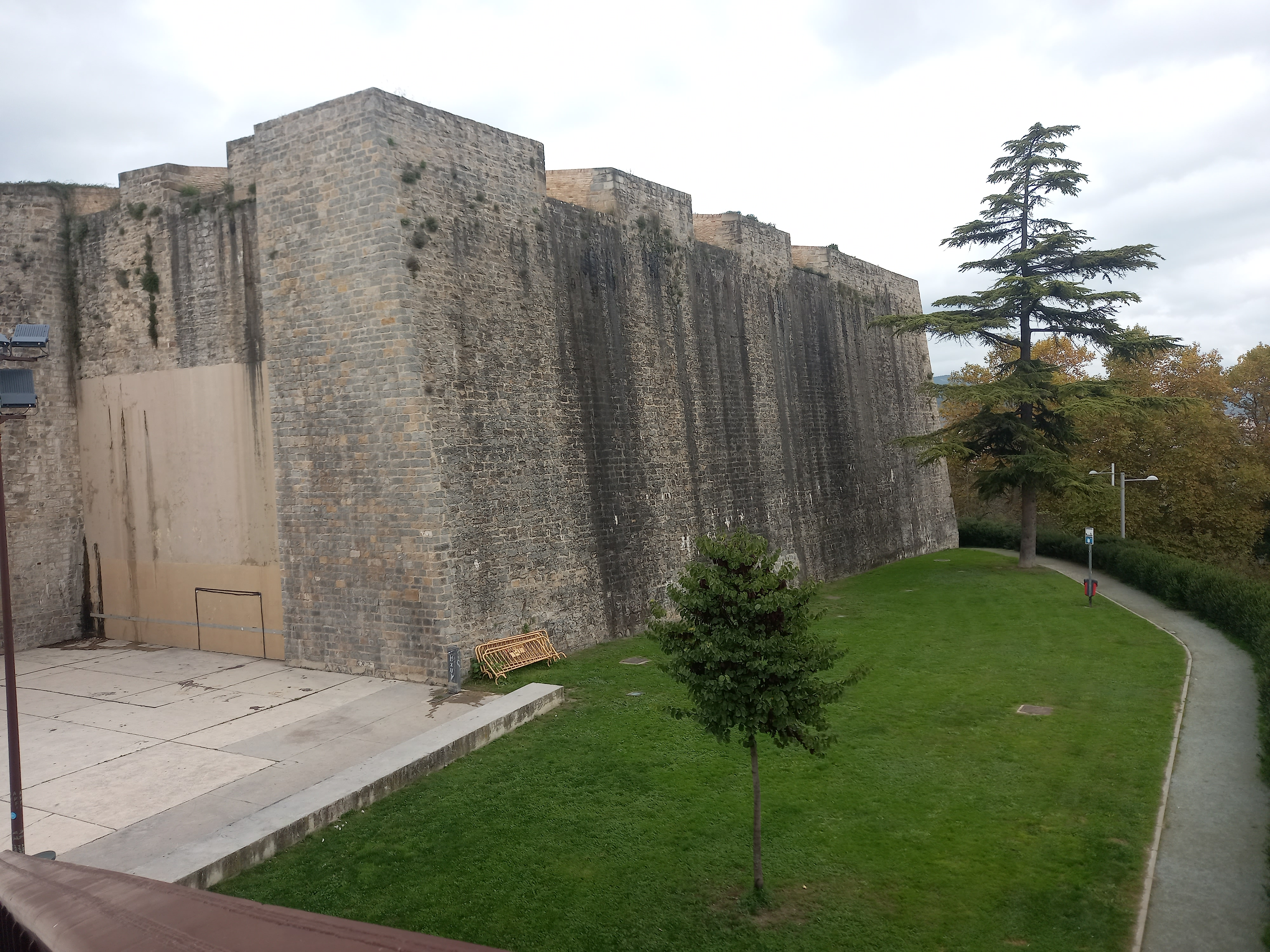
Cara sur del baluarte
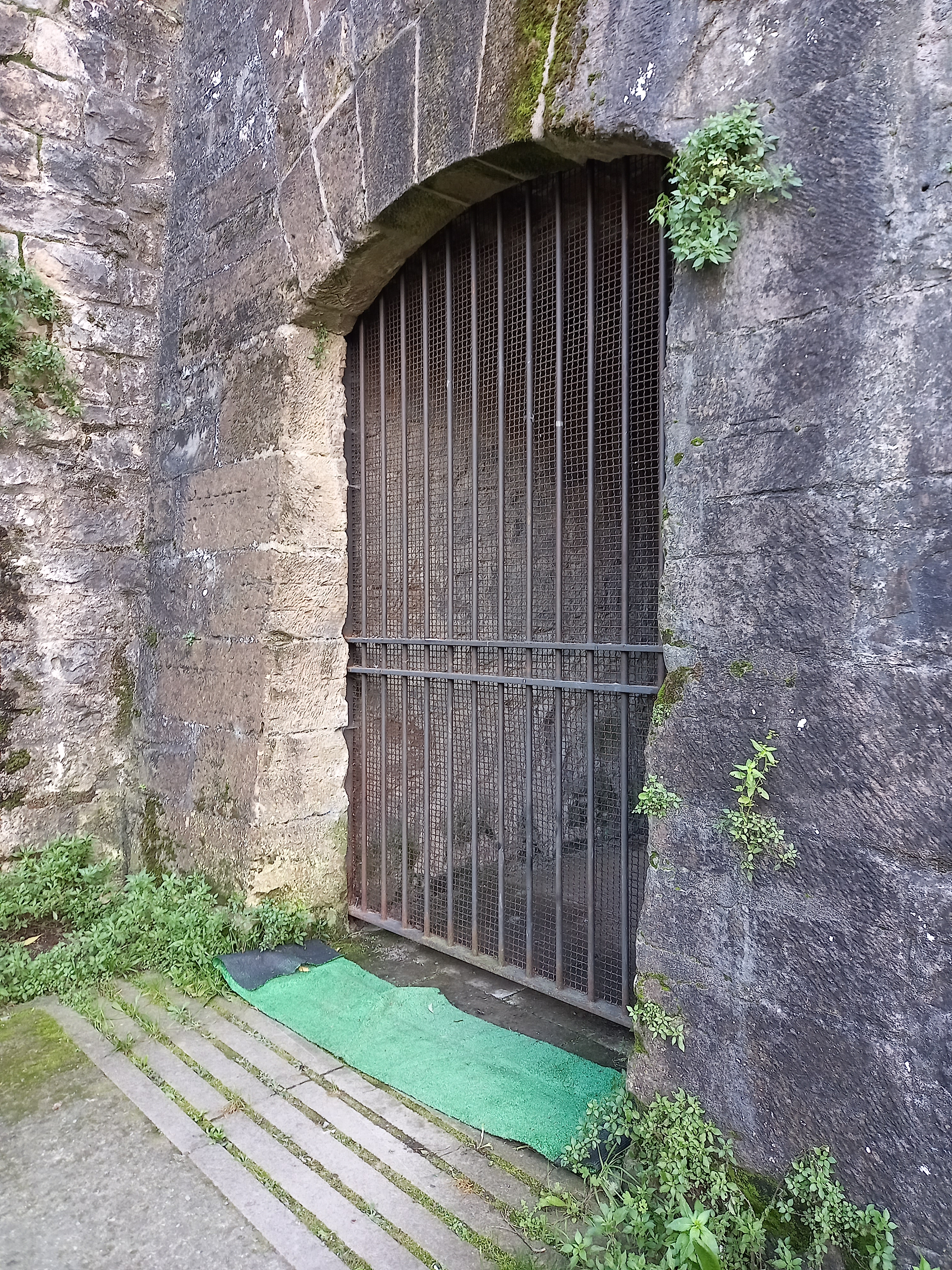
Poterna en el baluarte

### Baluarte del Redín y baluarte bajo de Guadalupe
Dentro de las mejoras de la fortificación de Pamplona llevadas a cabo por Carlos V, alrededor del 1540, se construyó, sobre la antigua torre medieval de la Tesorería, un baluarte, conocido con muy diversos nombres:  Cubo de la Tesorería, Torreón de la Moneda, Baluarte de la Magdalena, de los Canónigos o de la Iglesia Mayor. Desde principio del siglo XVIII se le conoce como Baluarte del Redín, posiblemente en homenaje a Martín de Redín, quien, durante su permanencia en Pamplona, realizó importantes obras de fortificación en esa zona. Se trataba del mejor punto defensivo de la ciudad y menos accesible de todas las fortificaciones; en las plataformas situadas en los tres vértices del baluarte se emplazaban cañones que podían cubrir todos los ángulos de tiro.  A mediados de ese mismo siglo, para aumentar la capacidad defensiva del baluarte, se le añadió, siguiendo los sistemas defensivos de Vauban, un baluarte bajo, denominado de Nuestra Señora de Guadalupe.

## Frente de Francia
| Plano del estado de las obras del Frente de Francia en 1727 |
| --- |
| 1 2 3 4 5 6 |
| 1. Portal de Francia; 2. Baluartillo del Abrevador; 3. Baluarte bajo del Pilar; 4. Revellín de los Reyes; 5. Baluarte bajo de Guadalupe; 6. Baluarte del Labrit. |

El frente de Francia, también llamado del Abrevador, junto con el de la Rochapea, defendió el norte de la ciudad. Comienza en el baluarte del Redín y continúa hacia el oeste hasta alcanzar el Baluartillo del Abrevador. La diferencia de cota de la terraza en que se asienta Pamplona respecto a la vega del río Arga hace innecesario disponer de un foso, pero la misma altura de la muralla exigió reforzar su defensa ante el amplio meandro de Aranzadi que separa al río Arga de la fortificación. Esa necesidad figuraba ya en el proyecto de Hércules Torelli, de 1694, quien proponía dos baluartes bajos: uno a los pies del baluarte del Redín y otro bajo el del Abrevador, en ese momento solo se inició el del Redín. El proyecto general de Jorge Próspero Verboom, de 1726, planteaba esa misma solución, añadiéndole un revellín frente a la cortina que los une; las obras ya habían sido iniciadas ese año, pero avanzaron con cierta lentitud de modo que, aún en 1756, estaban terminándose.  De este modo, bajo el Redín se dispuso el baluarte bajo de Nuestra Señora de Guadalupe, con un plataforma más baja en su flanco derecho cubriendo la parte inmediata de la cortina del frente de la Magdalena; el baluarte del Abrevador, se reforzó con el baluarte bajo de la Virgen del Pilar, que, ante la cercanía del río, tenía su cara izquierda alineada con la del Abrevador, por tanto sin flanco izquierdo.

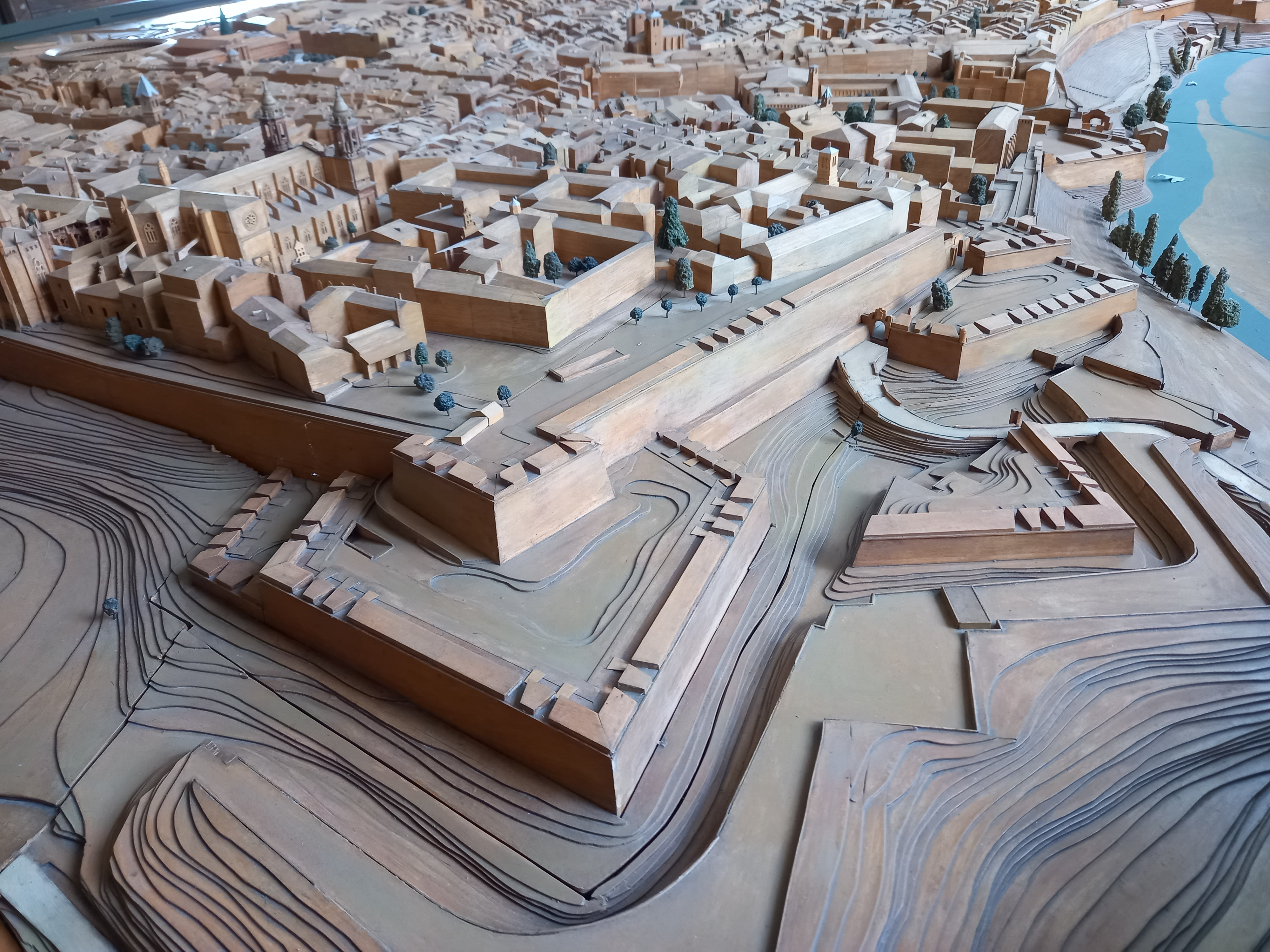
En primer plano baluartes del Redin y de Guadalupe.[o]
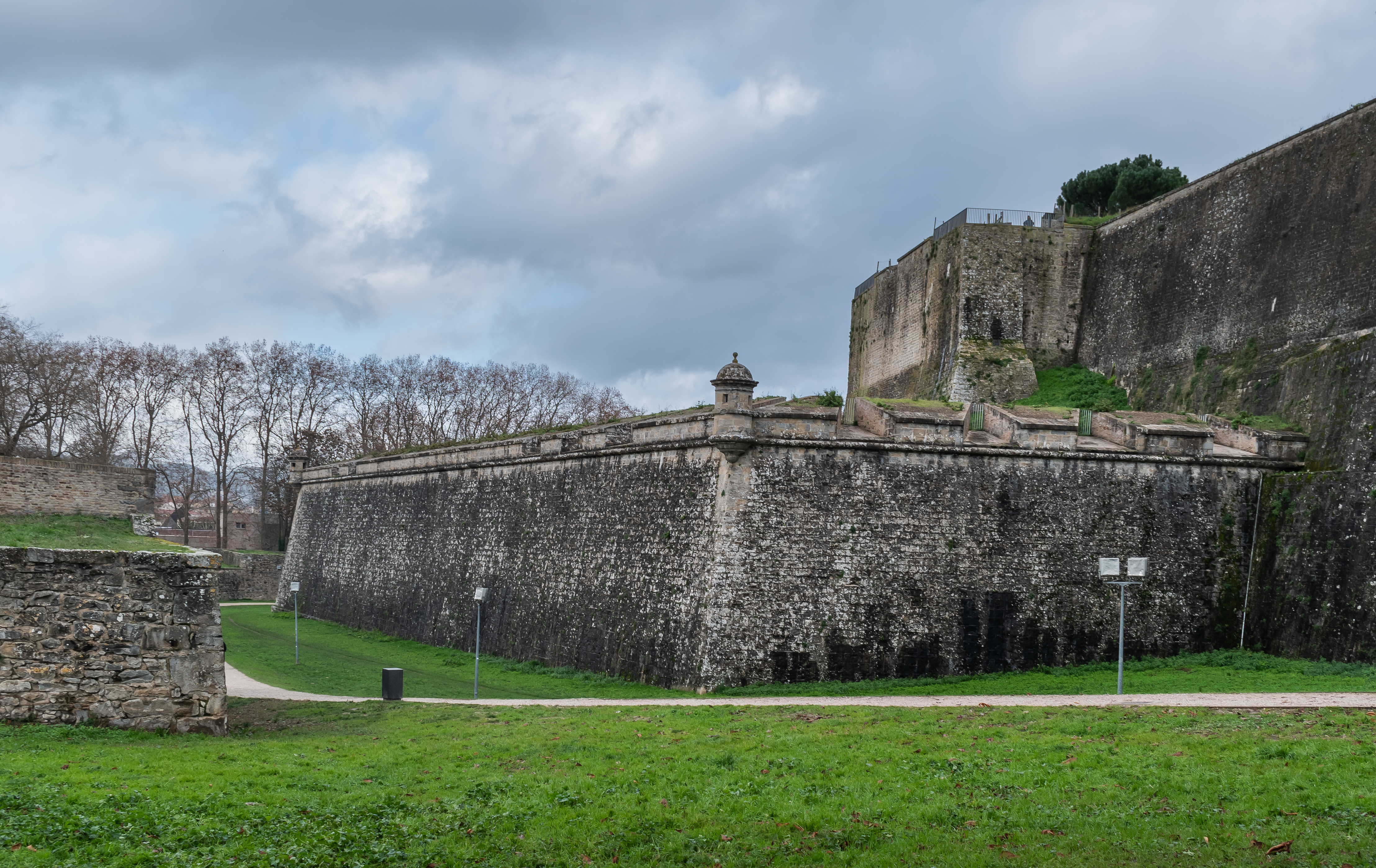
Baluarte de Guadalupe, al fondo baluarte del Redín
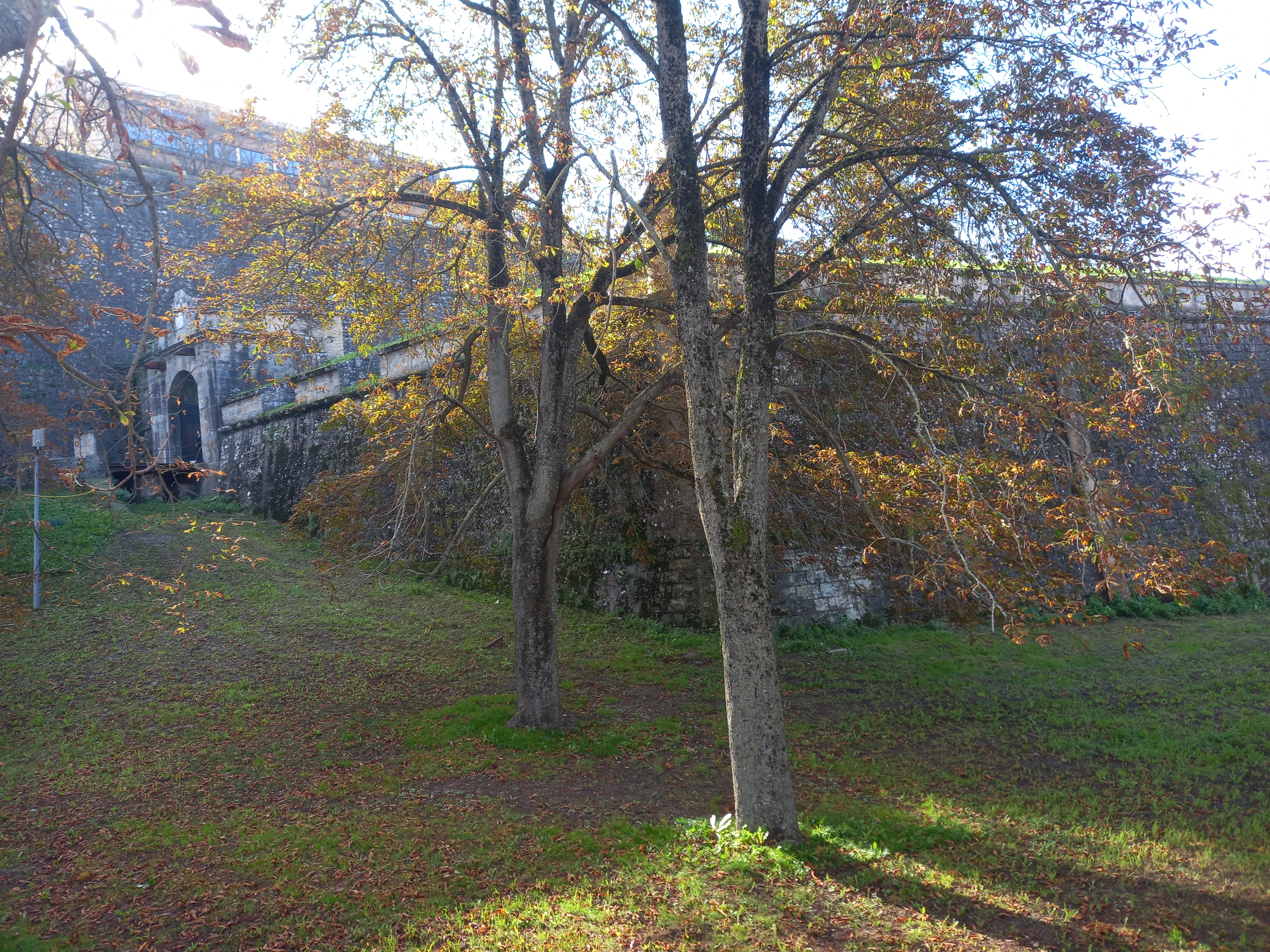
Baluarte bajo del Pilar y portal de Francia
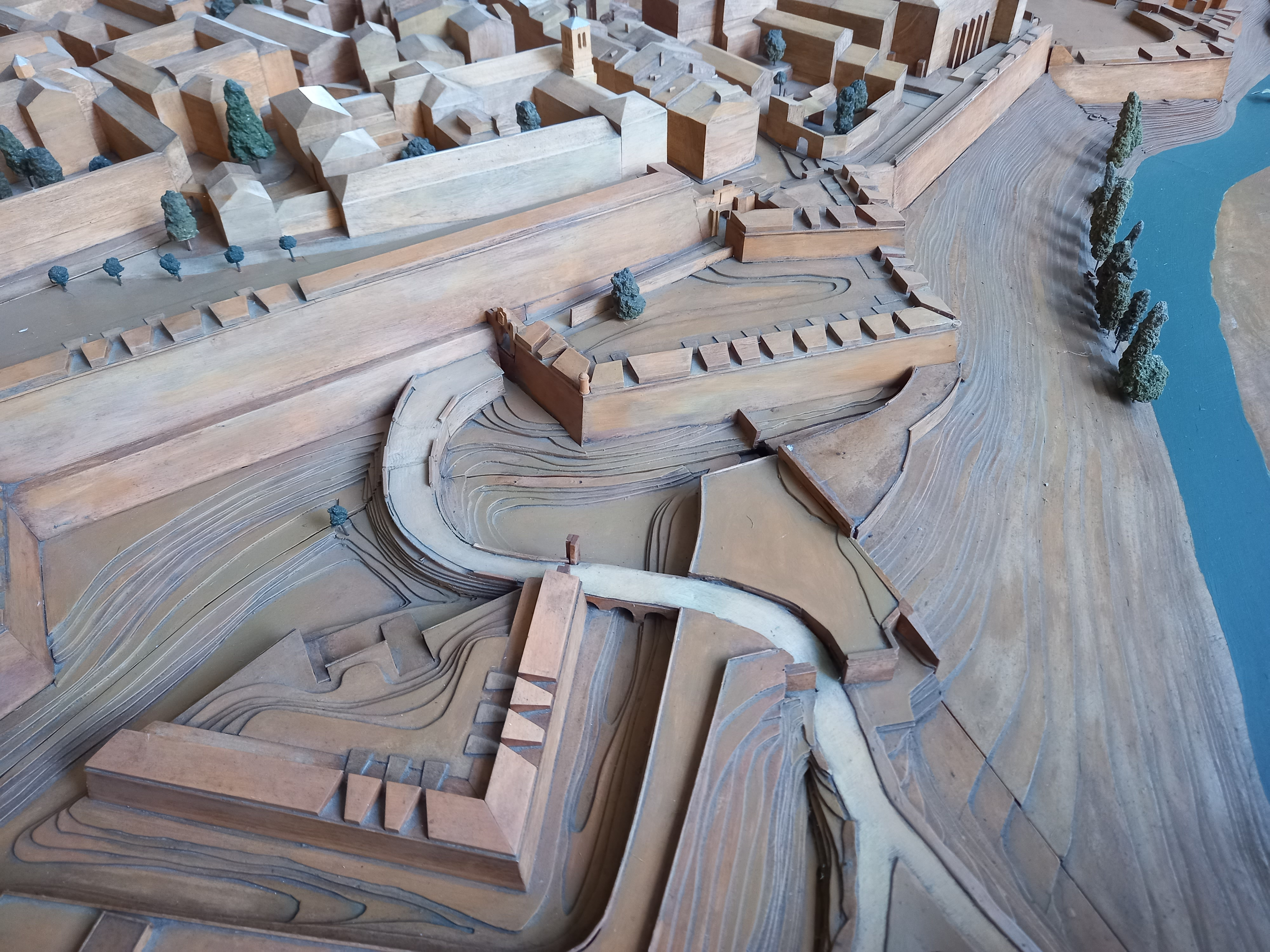
En primer plano revellín de los Reyes, al fondo baluarte del Pilar y baluartillo del Abrevador.[o]

### Baluartillo del Abrevador y Portal de Francia
El frente de Francia, iniciado en el baluarte del Redín, se extiende hasta el baluartillo del Abrevador, el diminutivo utilizado responde a su reducida dimensión y a su ausencia de flanco izquierdo, pero resultó suficiente para proteger el portal que en él se apoya. Efectivamente, en el flanco oriental del pequeño baluarte, en la cortina que lo une con el baluarte del Redín, se abre el portal que se llamó del Abrevador y, posteriormente, de Francia, construido por el virrey duque de Alburquerque en 1553. En el exterior del portal, y entre dos columnas conserva una gran piedra armera con el escudo imperial con águila bicéfala de Carlos V, y una inscripción con el nombre del duque que lo construyó; el portal se cerraba con un rastrillo, cuyas guías aún se pueden ver en las jambas de la puerta. A él se accede por un camino paralelo a la muralla, en cuyo final se abre la puerta que da a la ciudad. Así entraba, y entra, el Camino de Santiago en la Navarrería, a través de la calle del Carmen.
En 1833, por este portal salió el general Tomás Zumalacárregui, que habitaba el número 21 de la calle del Carmen, para ponerse al frente de las tropas carlistas. En 1939 se colocó una placa —enfrente del escudo imperial— recordando este hecho, y desde entonces el portal de Francia se conoce también como el portal de Zumalacárregui.

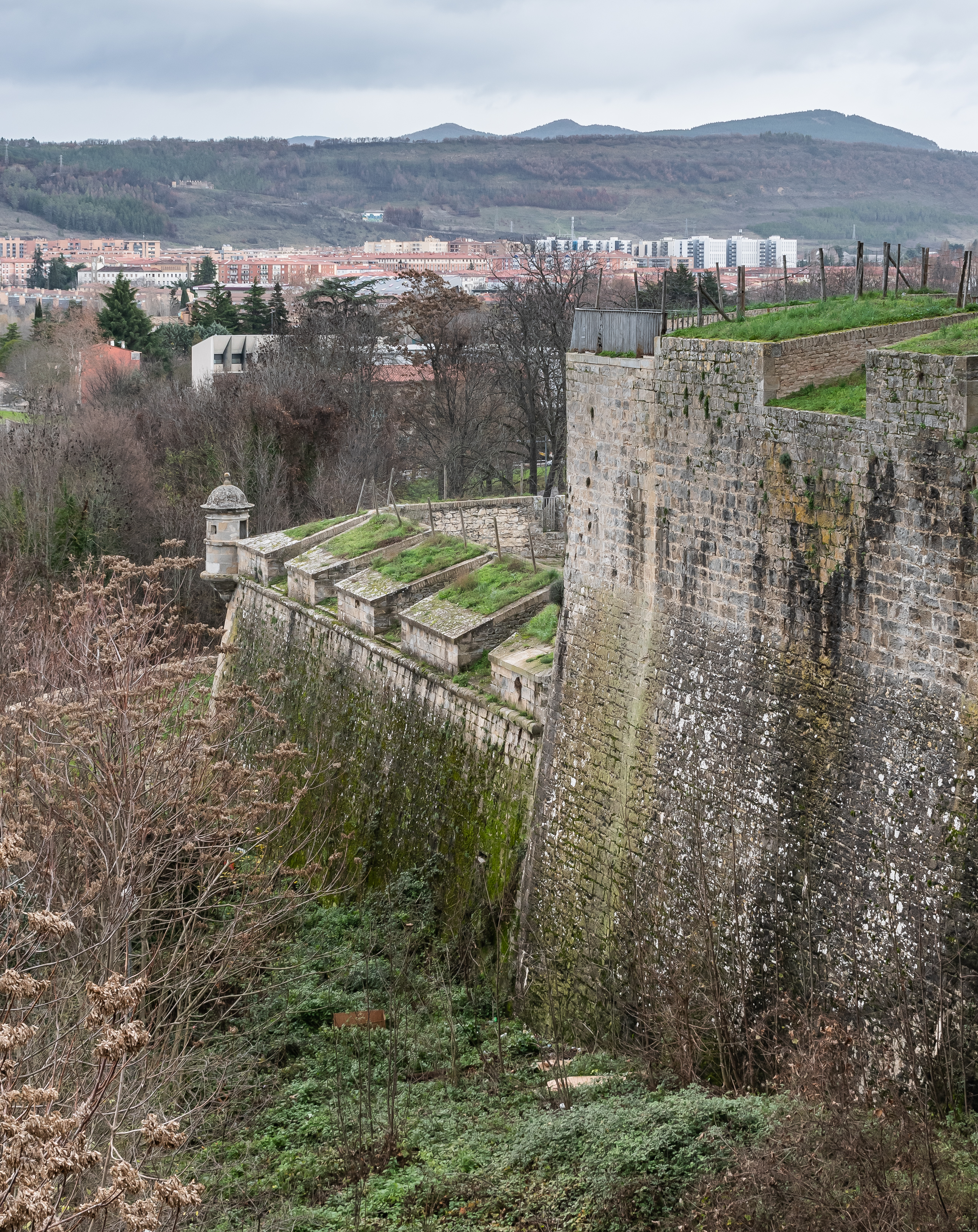
Baluartillo del Abrevador y baluarte bajo de Nuestra Señora del Pilar
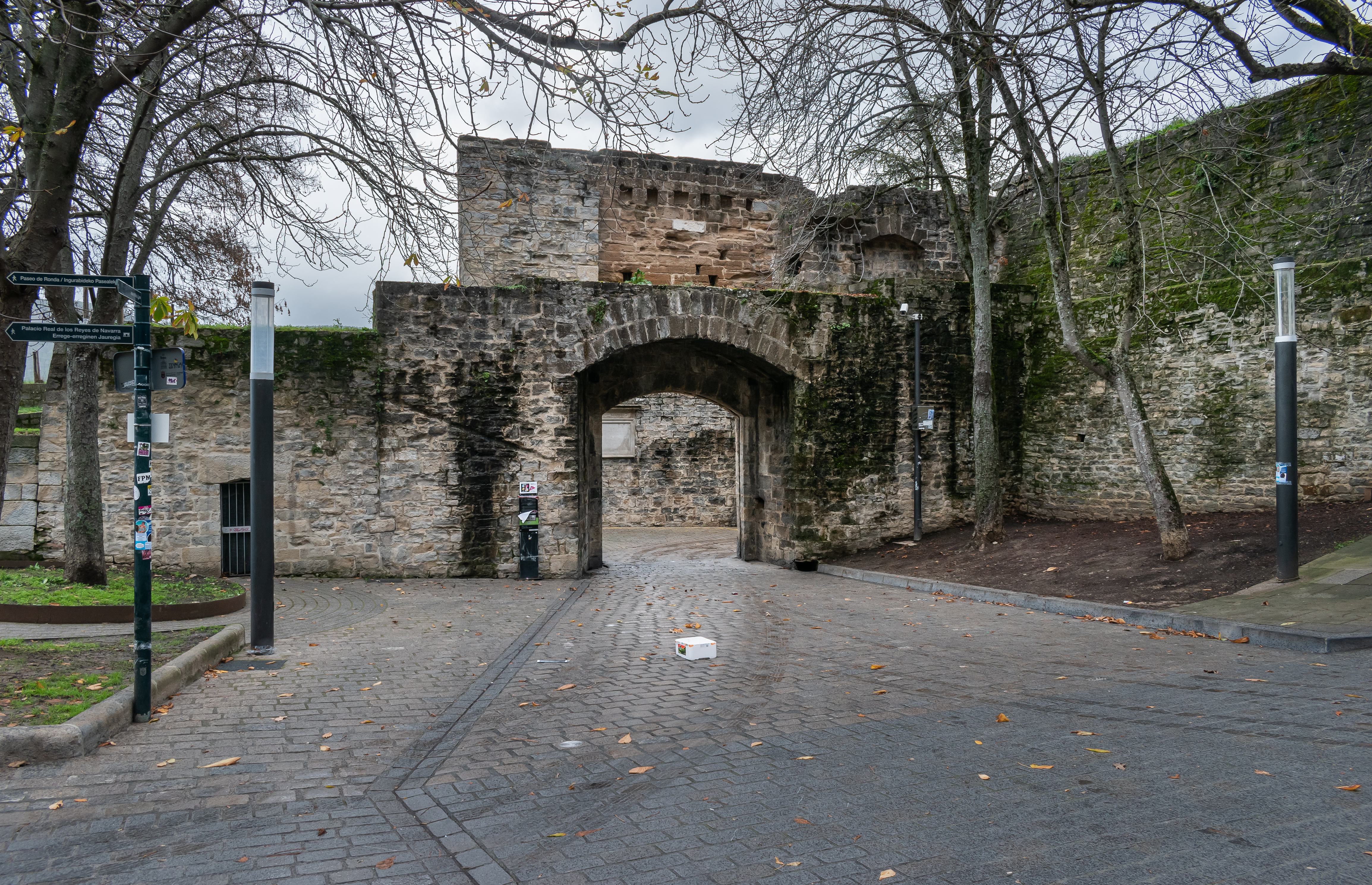
Portal de Francia, desde la Navarrería
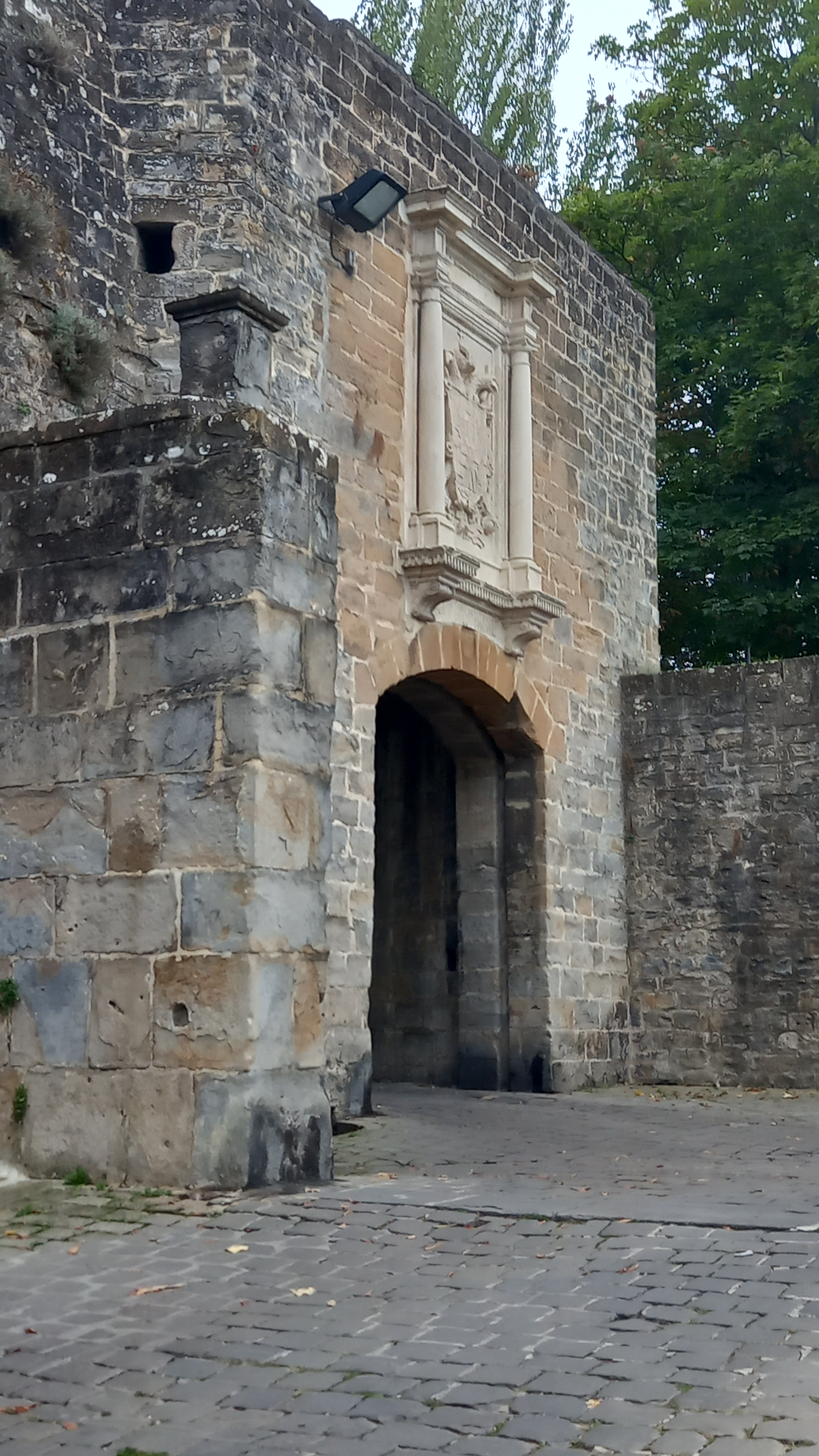
Entrada a la Navarrería
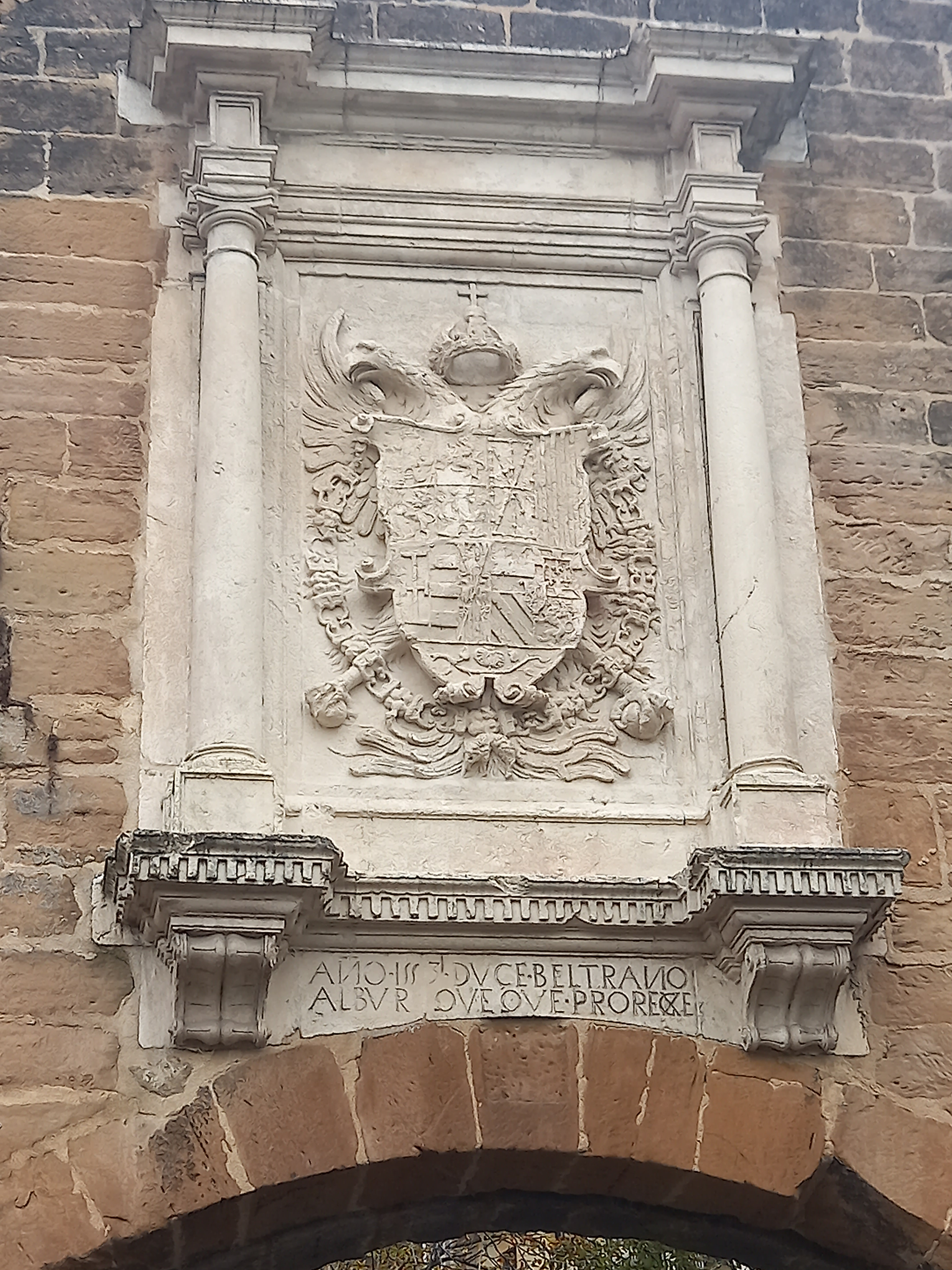
Escudo imperial de Carlos V
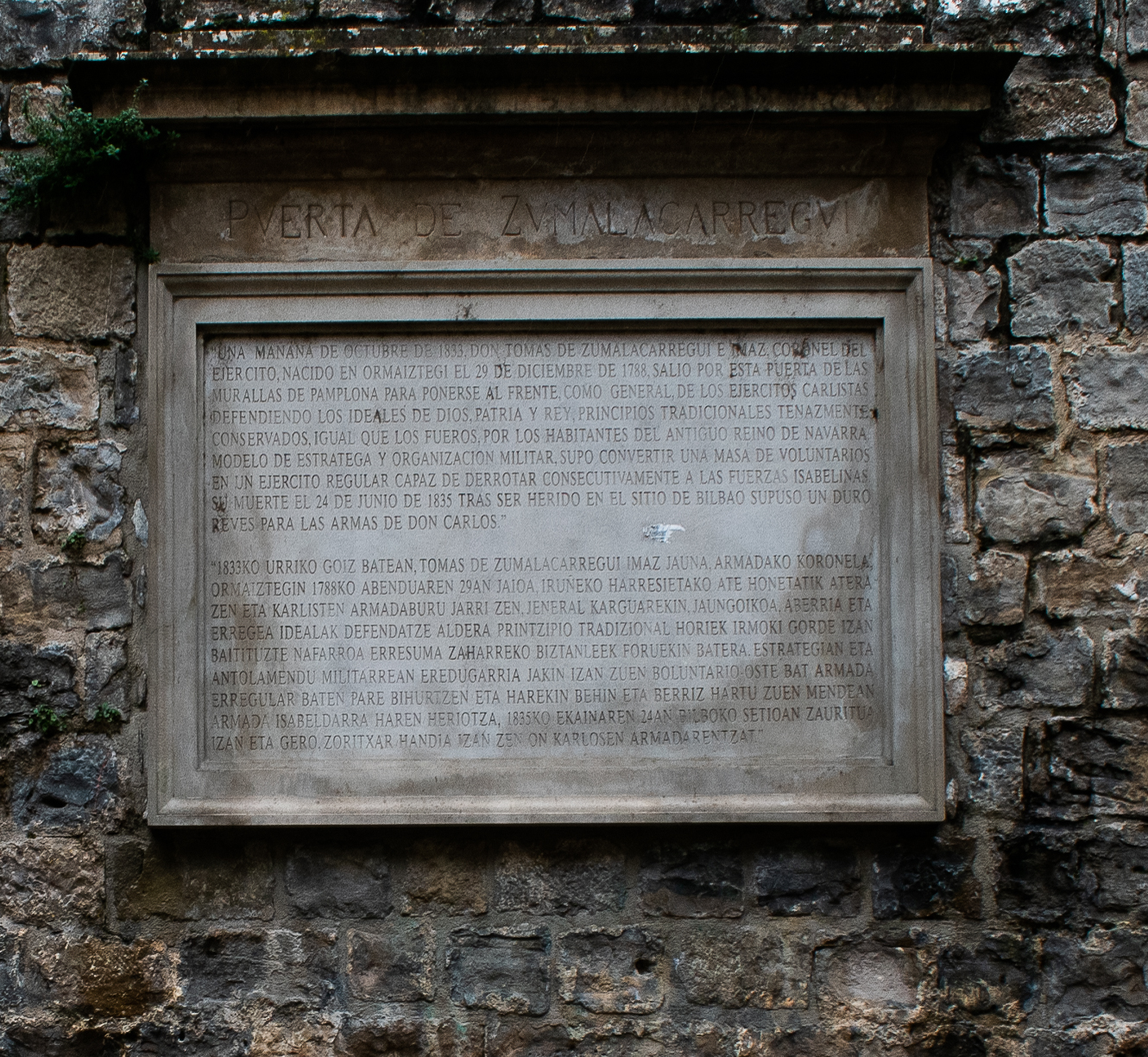
Placa que recuerda la salida por esta puerta de Zumalacárregui

### Baluarte bajo de Nuestra Señora del Pilar y el refuerzo del Portal de Francia
A mediado del siglo XVIII, el baluartillo del Abrevador fue reforzado con el Baluarte bajo de Nuestra Señora del Pilar, contemporáneo con el de Nuestra Señora de Guadalupe. En él se dispuso en 1754 el portal exterior que completa el interior del Abrevador. El portal se protegía con un puente levadizo, movido mediante un mecanismo que fue restaurado en 2007 y que todos los años se abre para que entren por él los Reyes Magos que presidirán la cabalgata de Reyes. El mecanismo de apertura es conocido en arquitectura militar como sistema Derché, en el que las cadenas que se utilizan para levantar el puente se enrollan en una espiral, de modo que la fuerza necesaria para moverlo es constante, aunque el momento de fuerza necesario disminuye en la medida en que el puente se levanta.

Puente levadizo en el portal de Francia
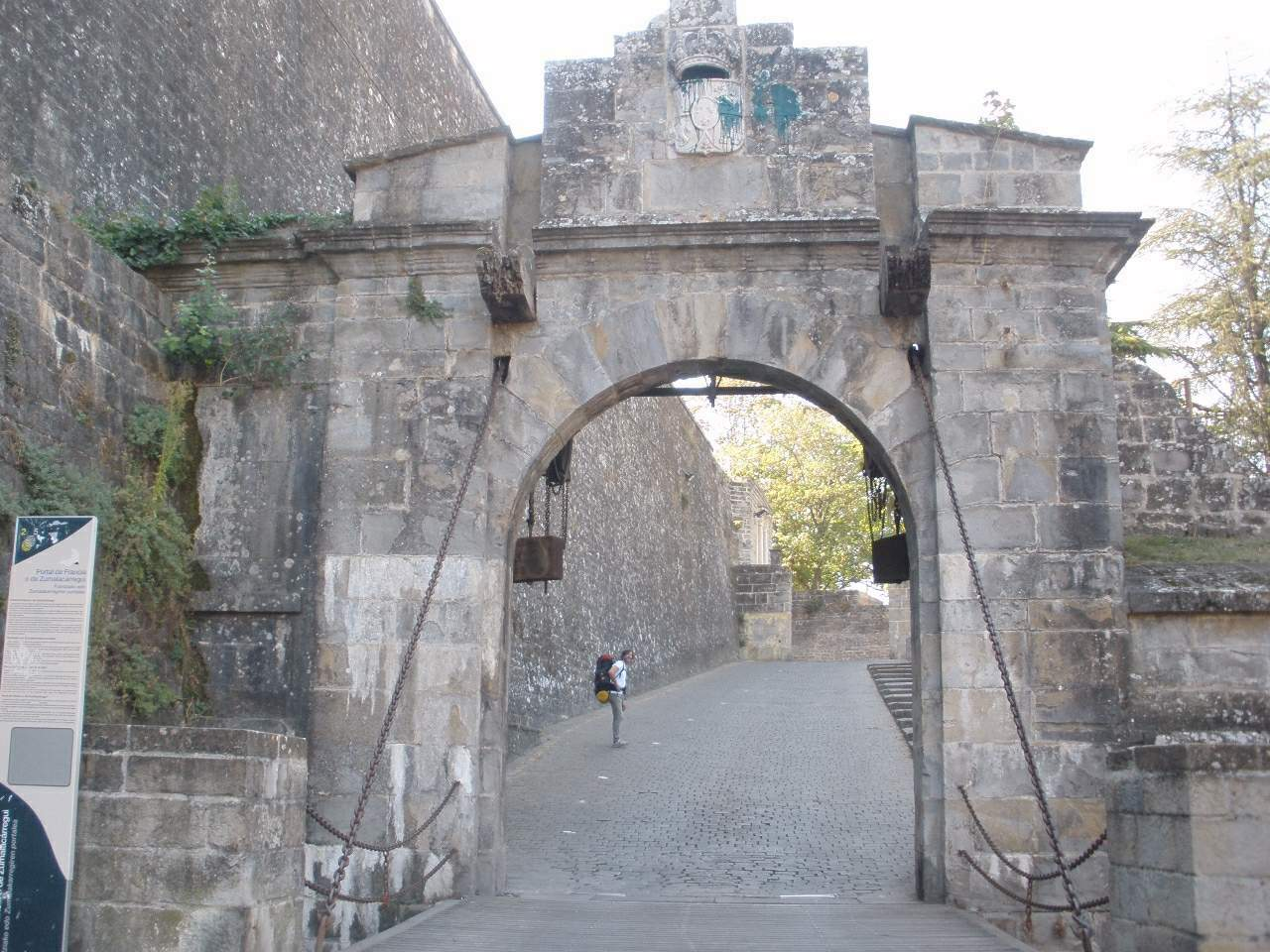
La puerta del puente levadizo desde el exterior
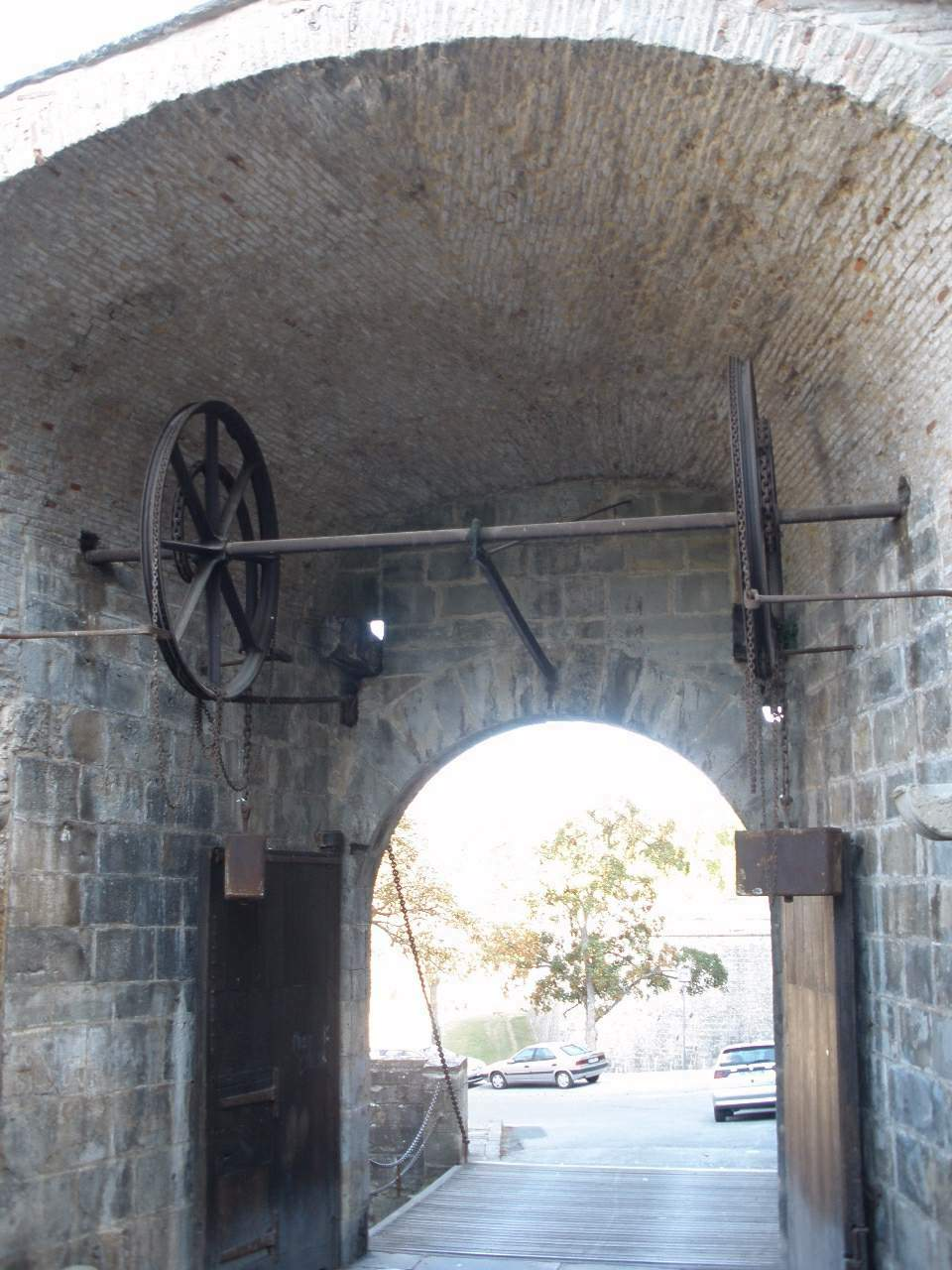
Sistema Derché del puente levadizo
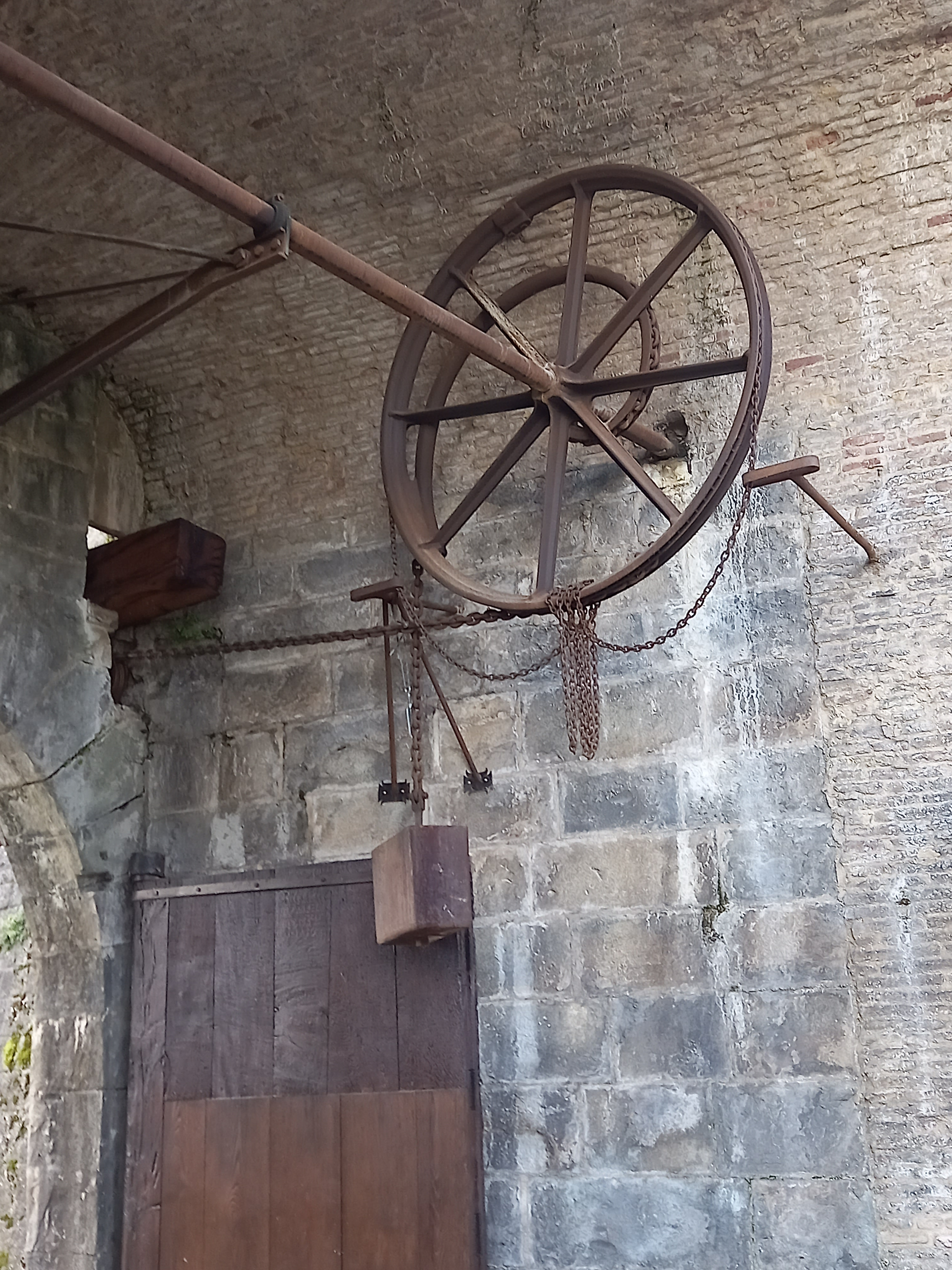
Rueda, guías en espiral y contrapeso
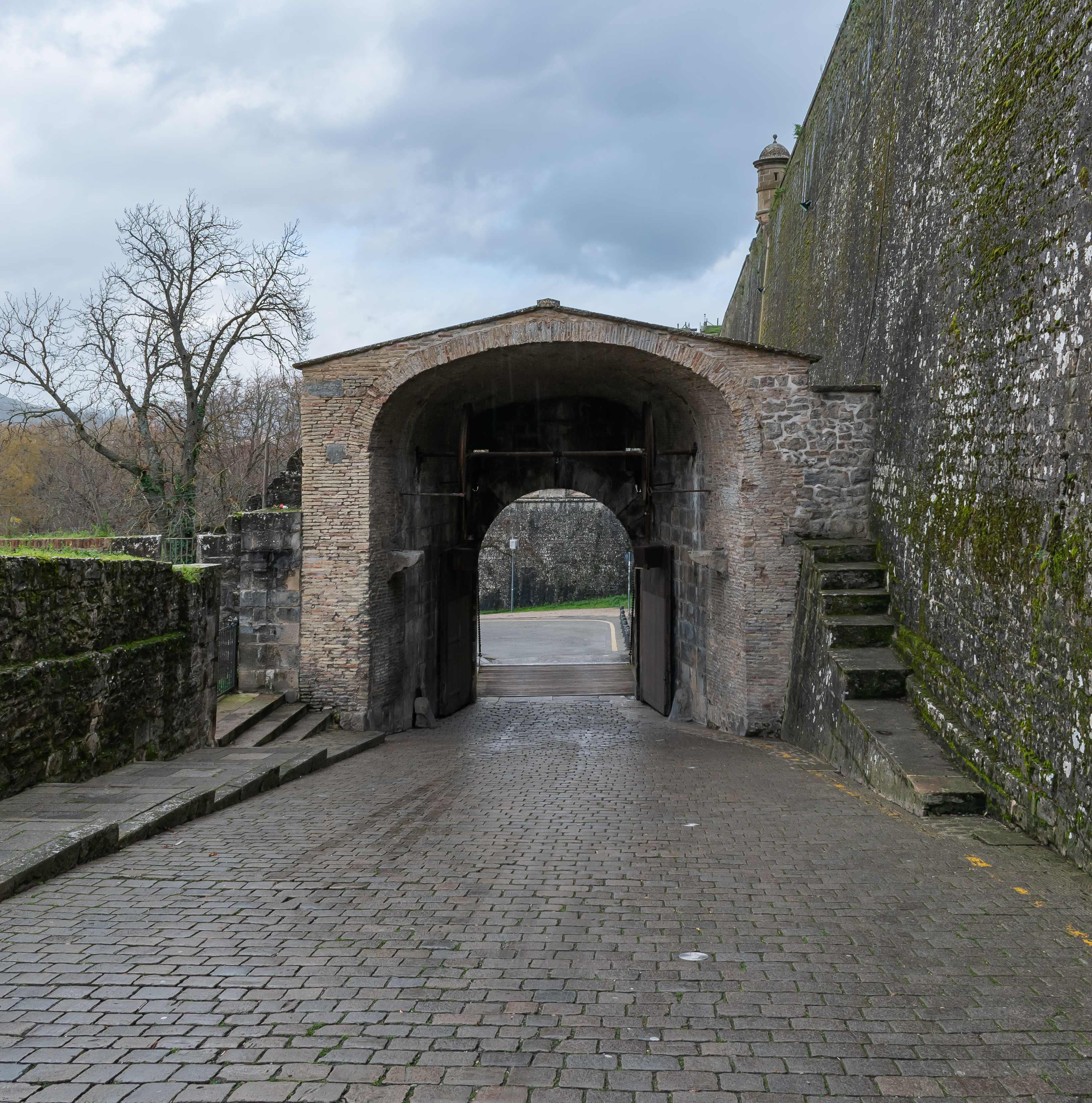
La puerta del puente levadizo desde el interior

### Revellín de los Reyes
El refuerzo de la fortaleza que supuso en el siglo XVIII la construcción de los baluartes bajos de Nuestra Señora del Pilar y de Nuestra Señora de Guadalupe se completó con el revellín de los Reyes, con su contraescarpa, situado en el espacio de que dejaban libres estos baluartes y, por tanto, defendiendo la cortina de la muralla. En su conjunto proporcionaban una protección similar a la de un hornabeque.

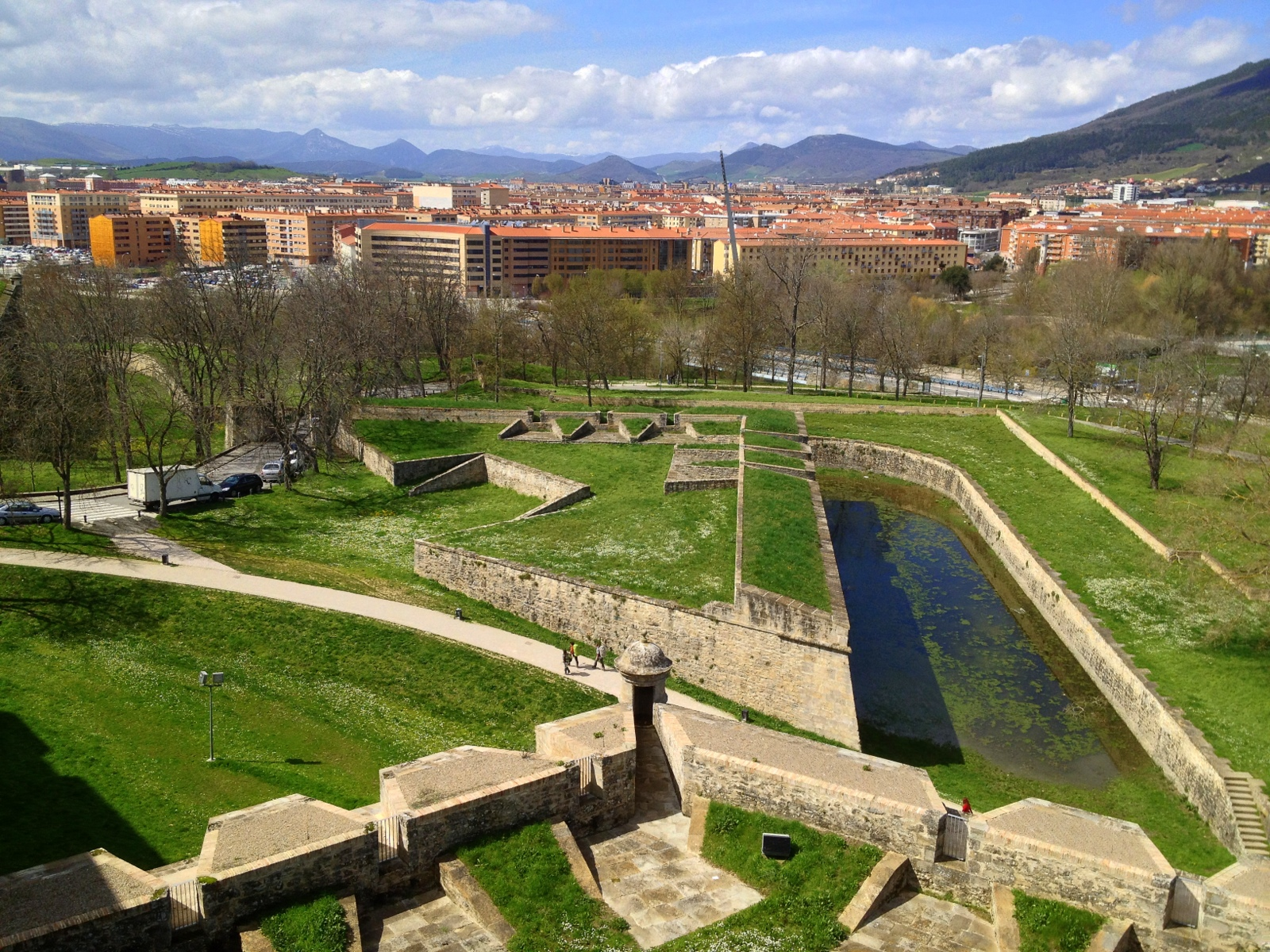
El revellín visto desde el baluarte del Redín
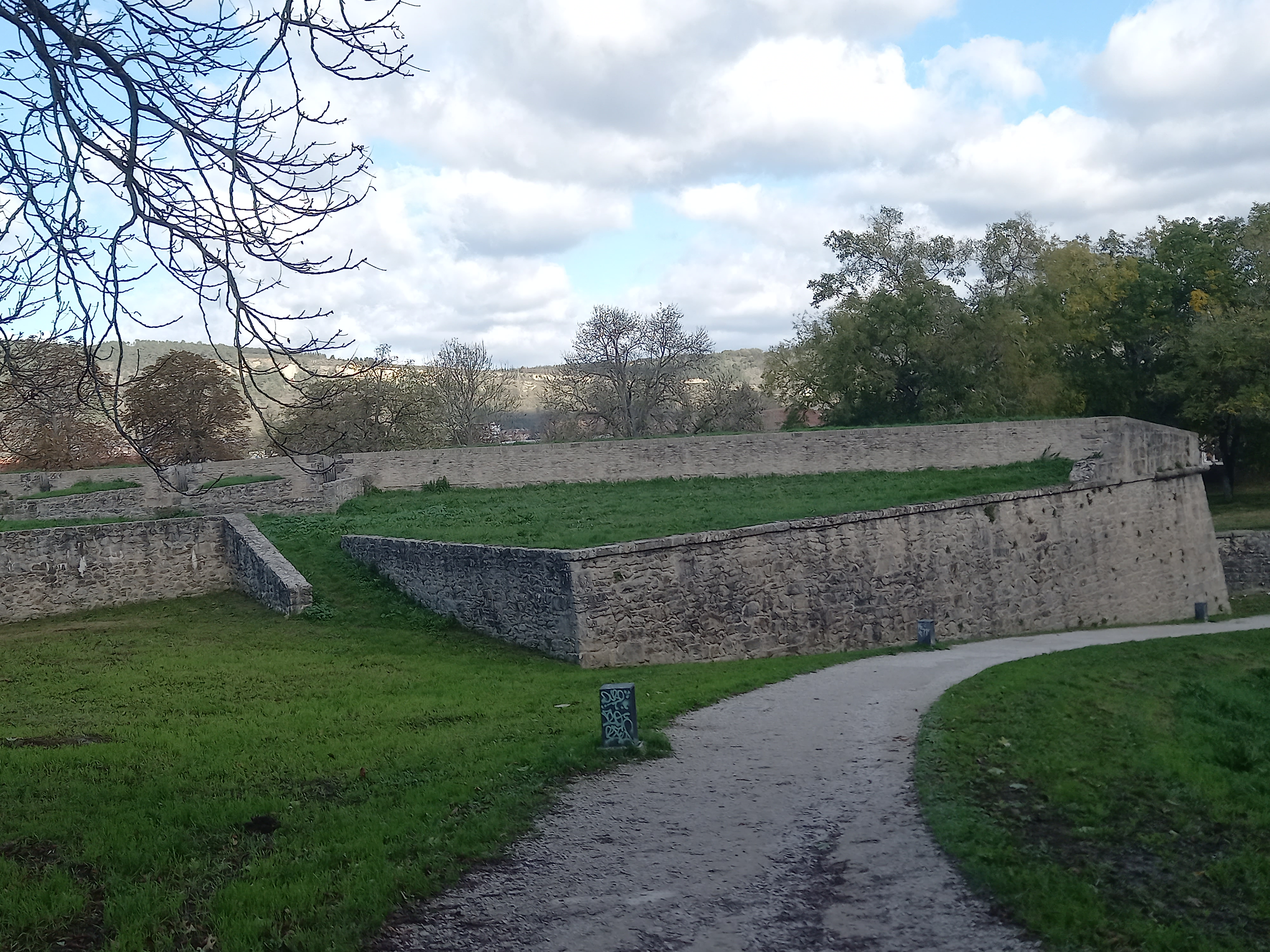
Vista de la gola del revellín
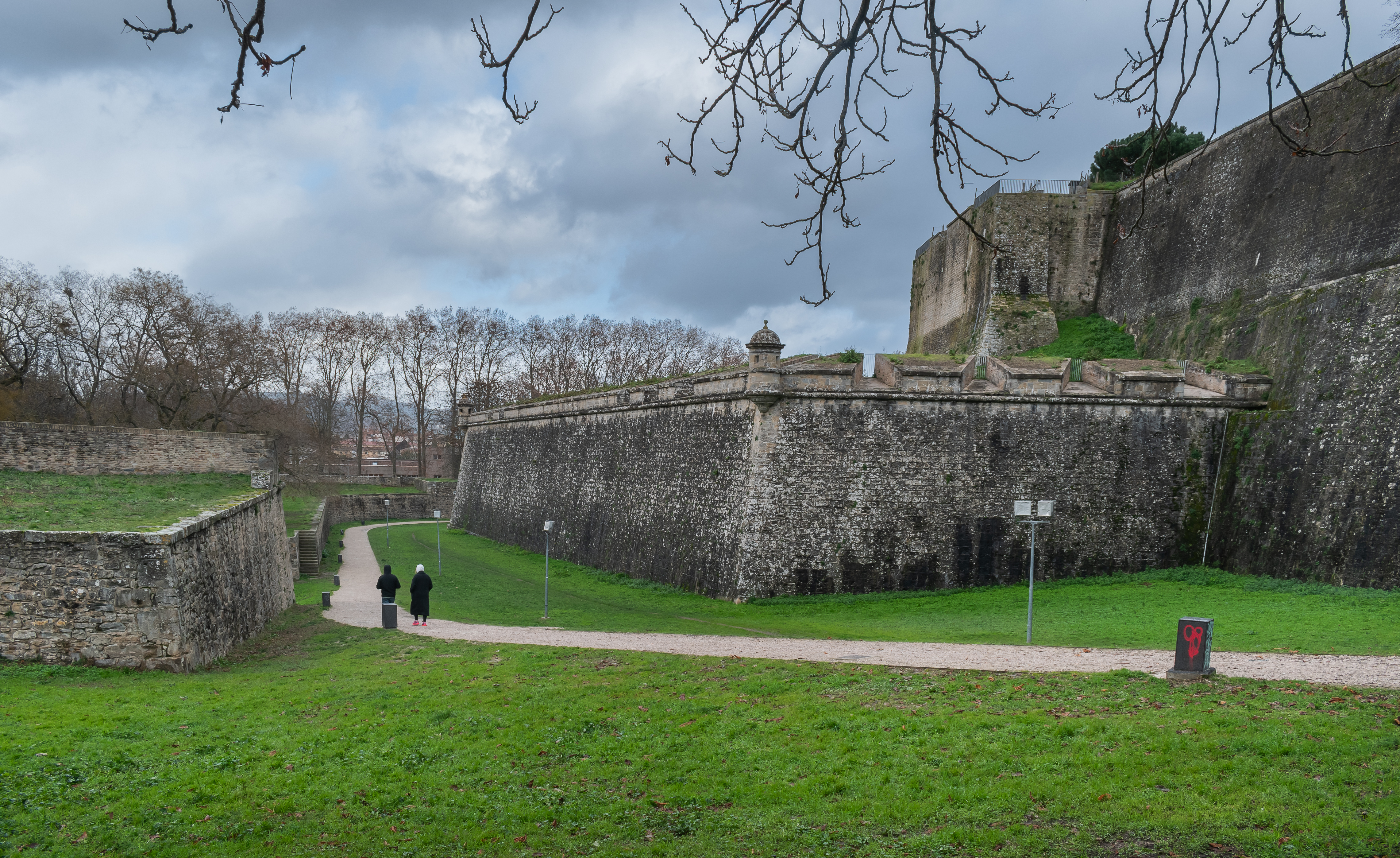
El revellín a la izquierda; baluarte bajo de Guadalupe a la derecha
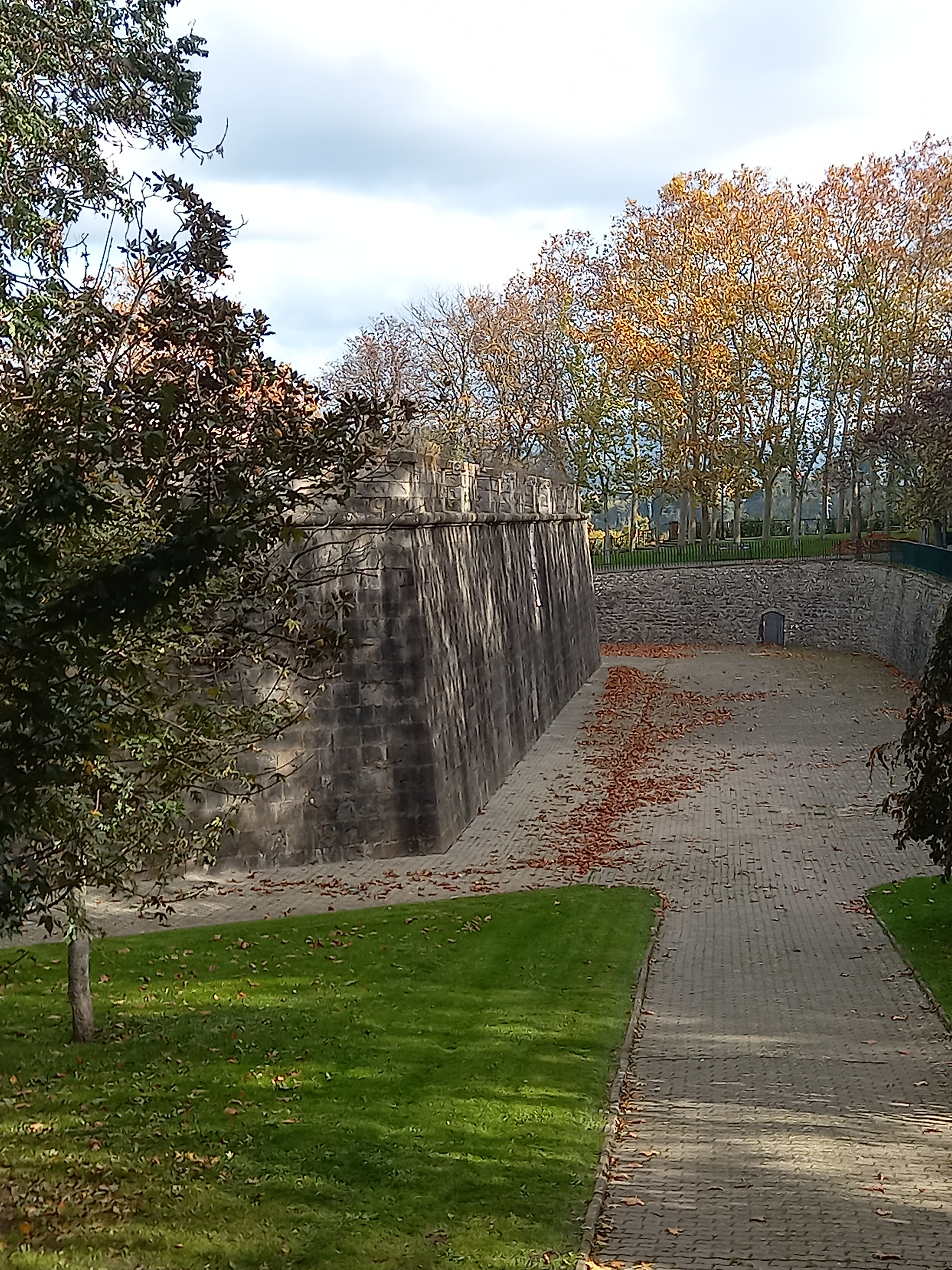
Vista del foso, entre el revellín y su contraguardia

## Frente de la Rochapea
| Dibujo a plumilla del Frente de la Rochapea, siglo XVIII |
| --- |
| 1 2 3 4 5 6 7 |
| 1. Baluarte del Pilar; 2. Baluartillo del Abrevador; 3. Semibaluarte de Parma; 4. Baterías bajas de Parma; 5. Puerta de Rochapea; 6. Portal Nuevo; 7. Baluarte de Gonzaga. |

Este frente se extiende desde el baluartillo del Abrevador hacia el oeste, hasta alcanzar el baluarte del Mirador o de Gonzaga. en los jardines de la Taconera. Incluye dos tramos separados por la depresión del terreno situada entre la Navarrería y el Burgo de San Cernin, lugar por el que se drena hacia el Arga la mayor parte de la terraza en que se asienta la ciudad; en esta zona de la muralla se abría el Portal de la Rochapea, apoyado en el semibaluarte de Parma. Los dos tramos de la muralla que quedan a un lado y otro de esta depresión, se sitúan en una cota más elevada: hacia el este recorre la trasera del Palacio del Virrey; hacia el oeste, tras el antiguo Hospital de Navarra, actual Museo de Navarra, sigue en paralelo a la calle Descalzos. Al final de ese tramo se abría otro portal, el llamado Portal Nuevo, apoyado en el Baluarte de Gonzaga.  Al pie de estas murallas un fuerte escarpe y la cercanía del curso del Arga proporcionaban a este frente la protección que en otra topografía exigiría un foso; actualmente ese talud queda cubierto por un arbolado de gran porte que prácticamente oculta la muralla, algo incompatible con su primitiva finalidad, ahora solo parcialmente visible desde la Rochapea, gracias al fuerte volumen del Palacio del Virrey, o por el acondicionamiento de ese talud con la instalación del ascensor que conecta la Rochapea con la calle Descalzos. 

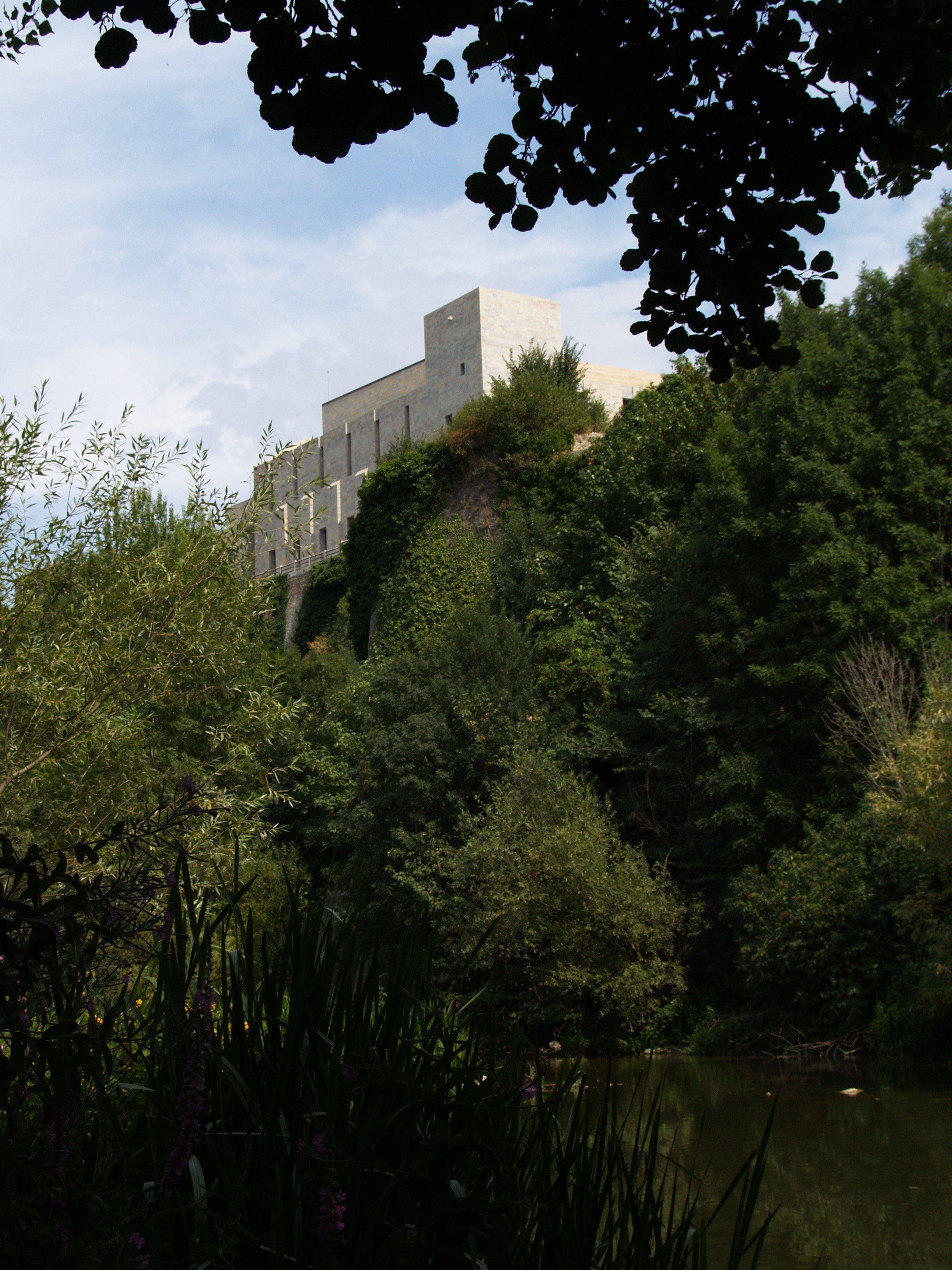
El Palacio del Virrey, desde la ribera del Arga
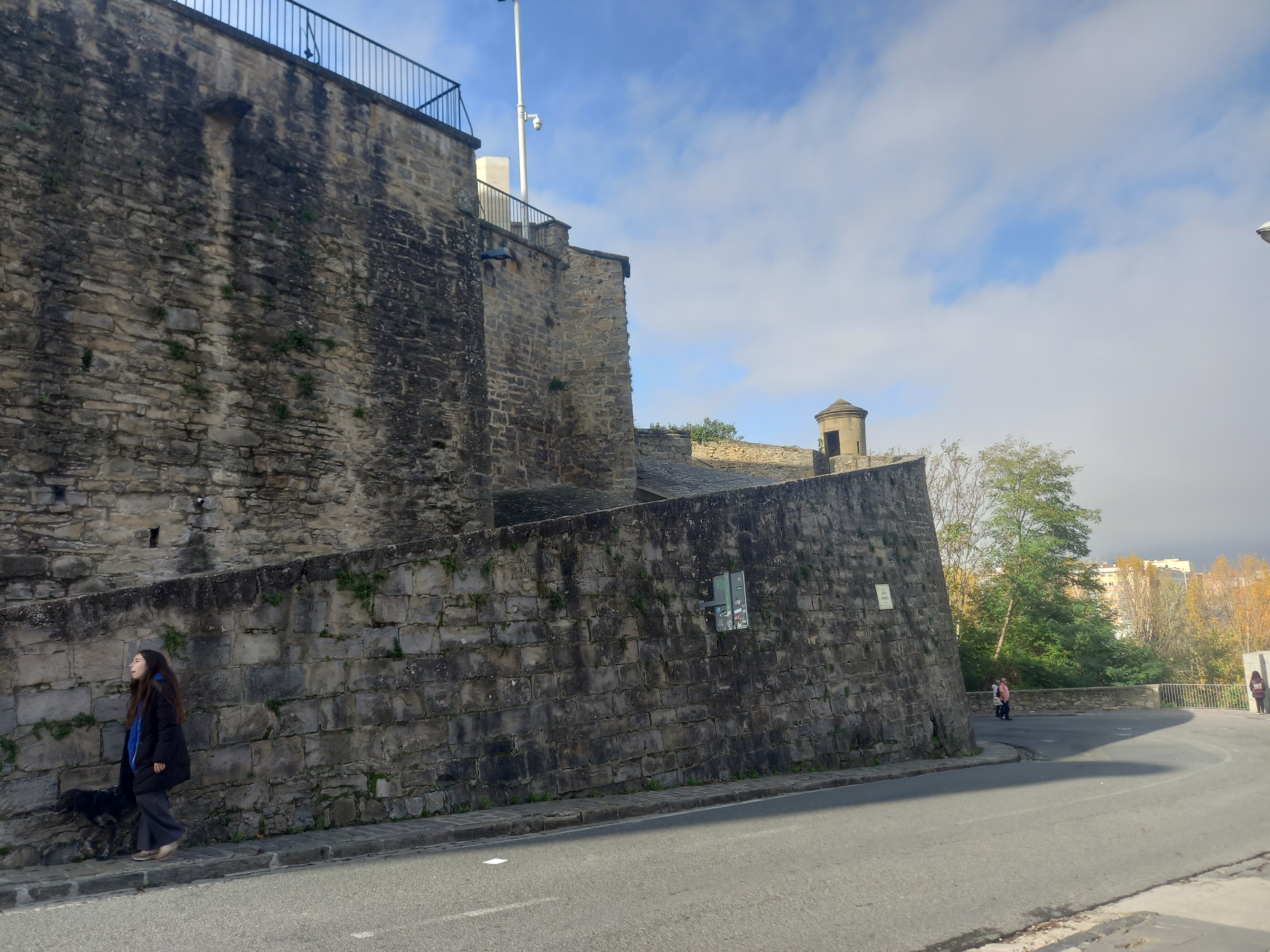
Subida al frente desde el emplazamiento del Portal de la Rochapea
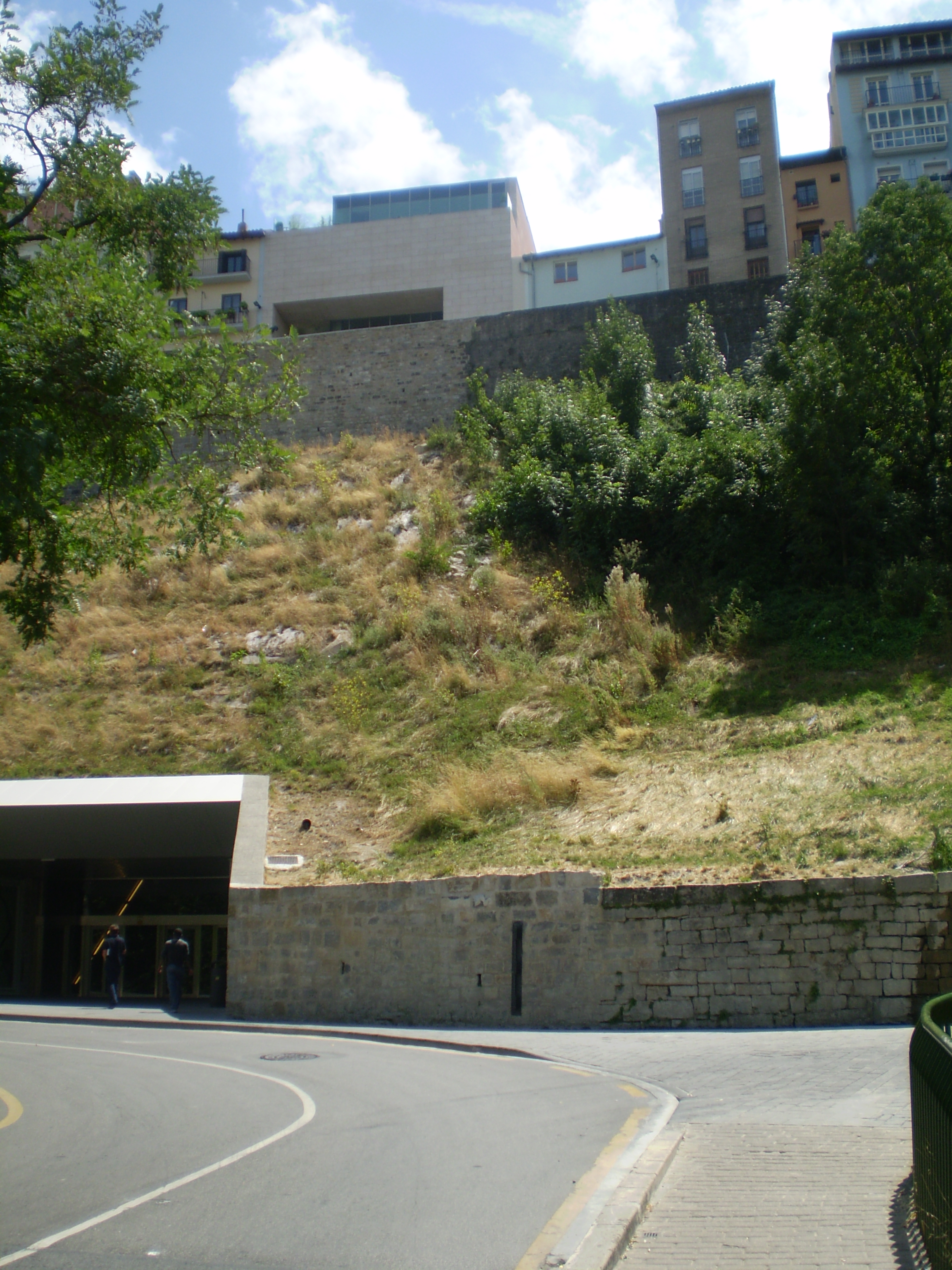
El frente en la zona del ascensor
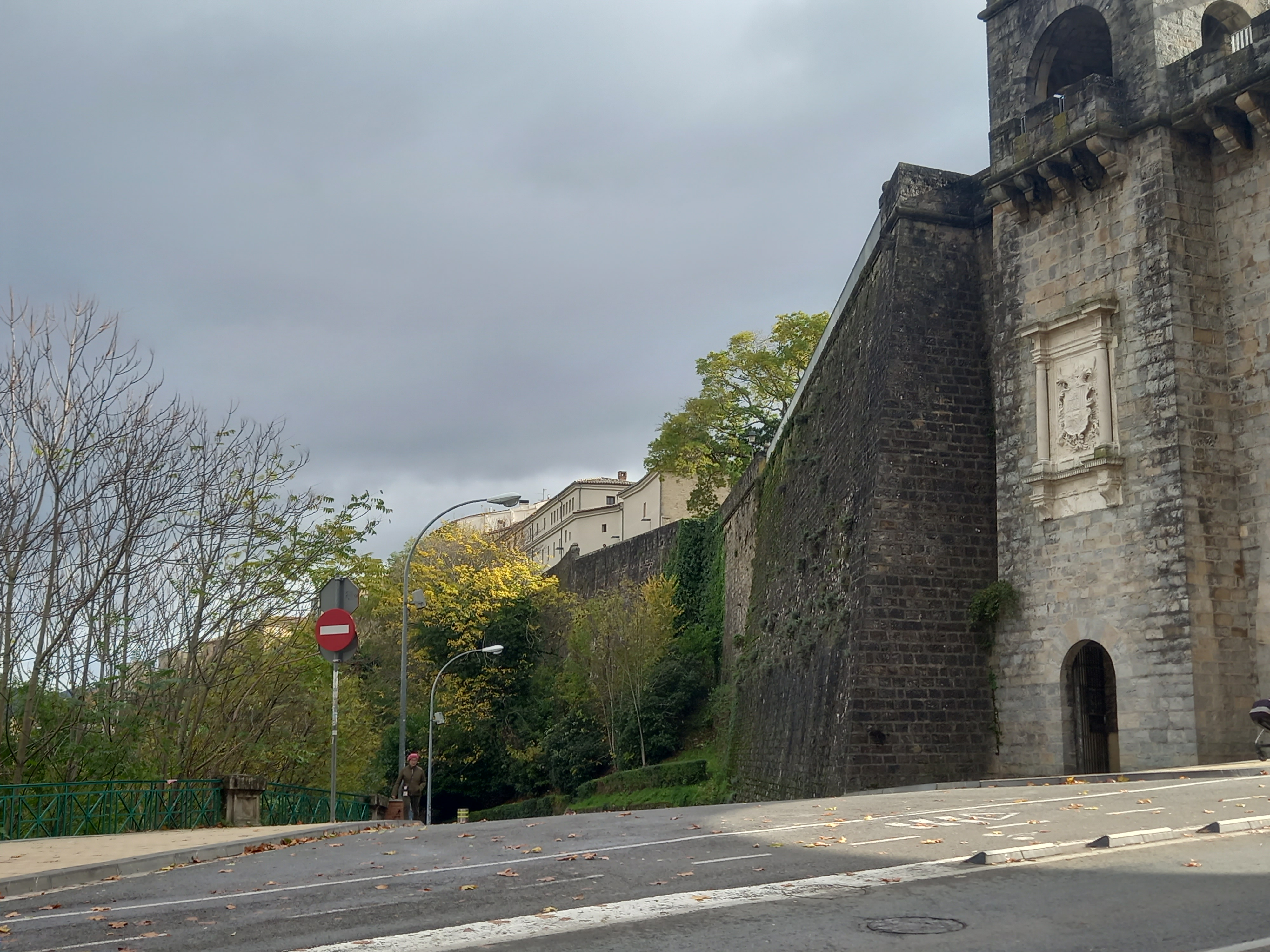
Inicio del frente desde el Portal Nuevo

A pesar de la dificultad que presentaba la topografía para el ataque de este frente, en diversas ocasiones se consideró la conveniencia de construir un baluarte plano en medio de la cortina, entre el baluarte de Parma y el de Gonzaga; así lo propuso el Fratin a finales del siglo XVI, y posteriormente Octaviano Meni en 1683;  Retz, en 1720, no mantuvo esa propuesta en su proyecto general y, en su lugar propuso, dos revellines o baluartes destacados, al otro lado del río. En todo caso en el proyecto general de Verboom se volvió a plantear el baluarte plano sobre la muralla, aunque en una segunda fase del refuerzo de las fortificaciones, que no llegaría a iniciarse.

### La Ronda del Palacio del Virrey
El tramo de la muralla del frente de la Rochapea correspondiente al antiguo Palacio del Virrey se ha conservado en toda su integridad. El acondicionamiento de este Palacio como Archivo Real y General de Navarra, ha supuesto la recuperación de ese camino de ronda. Desde el final de esta ronda, junto al palacio, mediante un juego de escaleras en parte cubiertas se desciende al plano inferior en que se sitúa el semibaluarte de Parma. En la trasera del Palacio, sin interrumpir la ronda, sobresale una pequeña construcción que cubre y da acceso a una antigua nevera, que debió servir al palacio, al que posiblemente estuvo unido. 

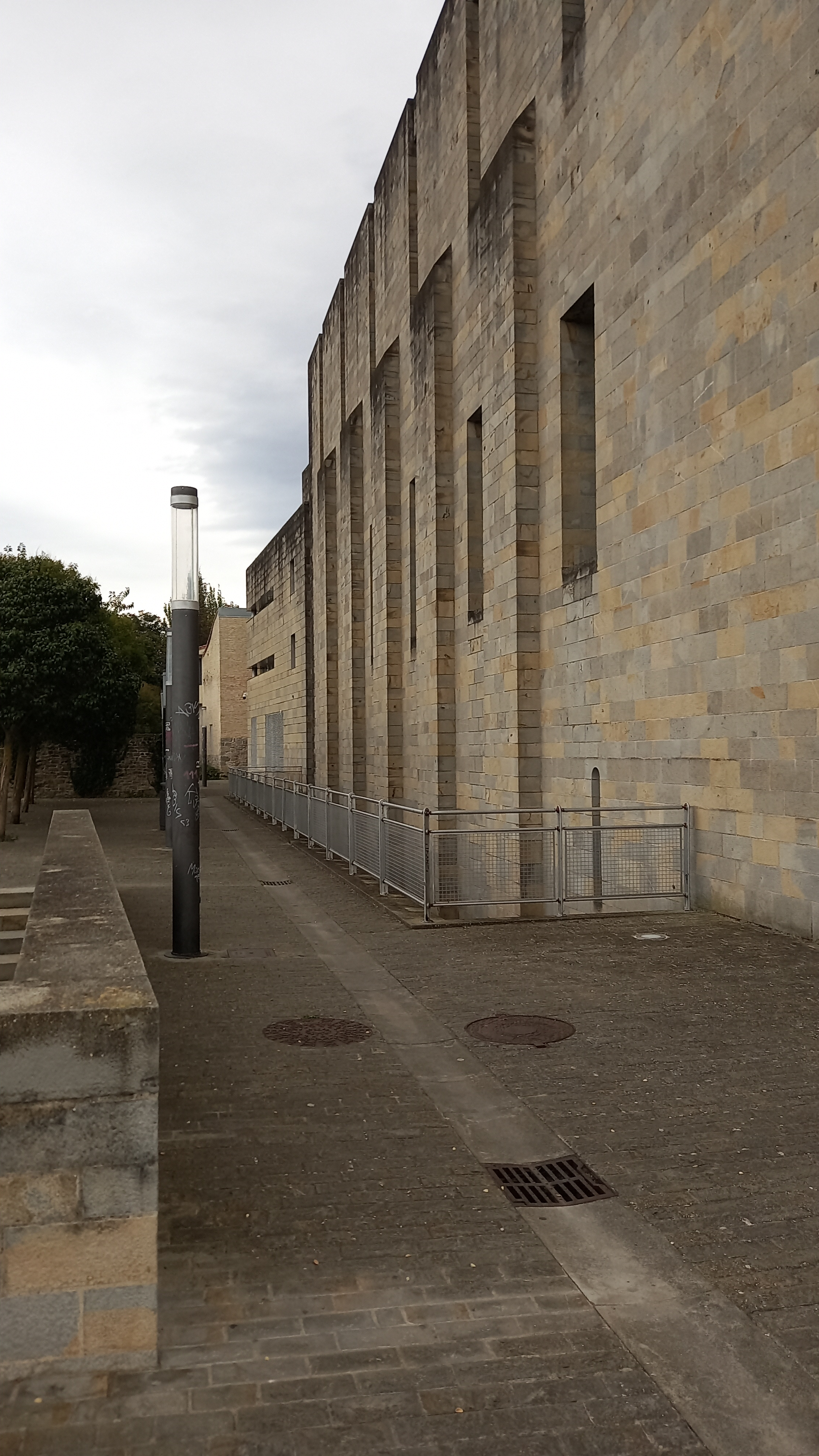
La ronda vista desde el oeste
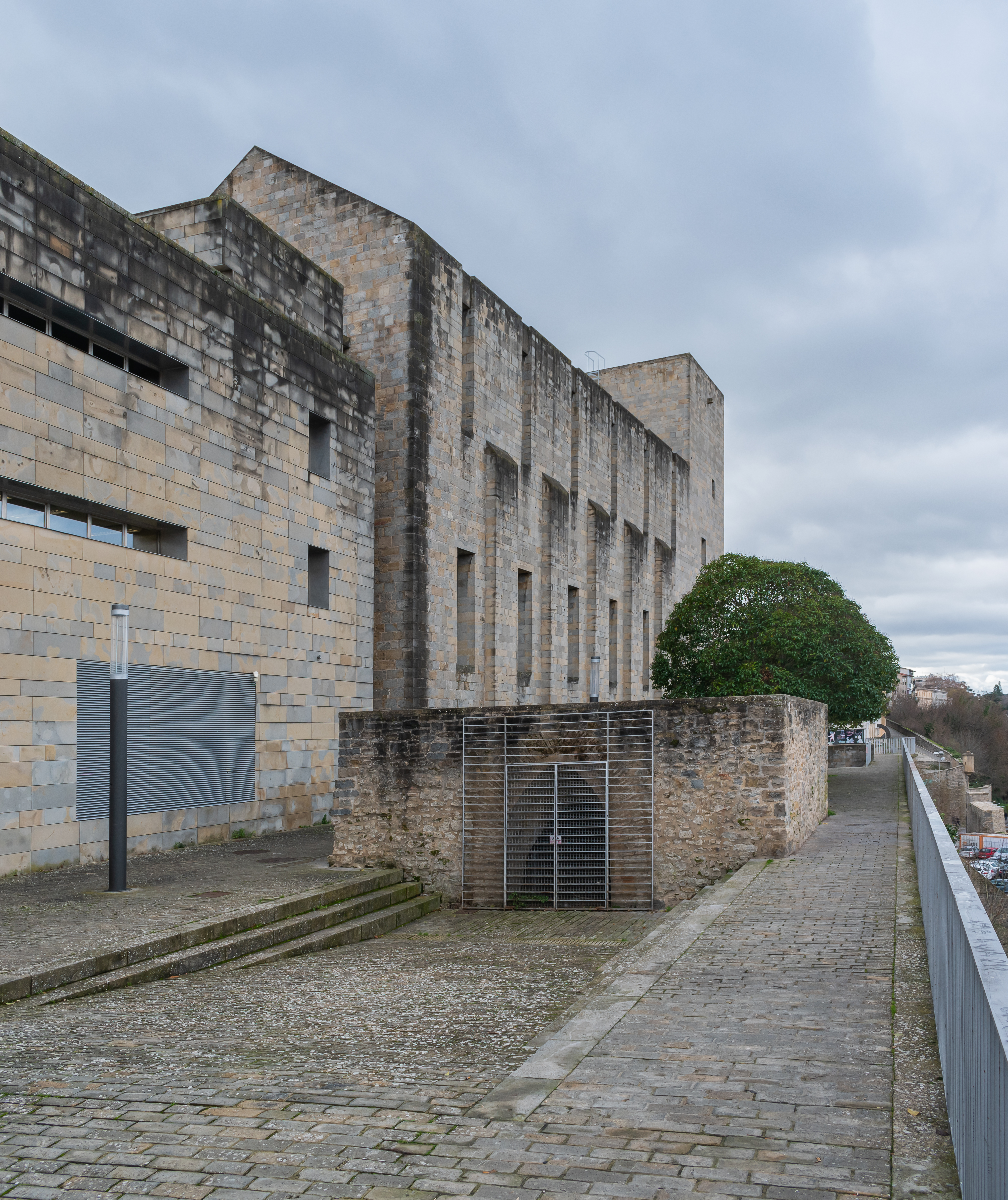
La Ronda vista desde el este, en el centro la Nevera de Palacio.
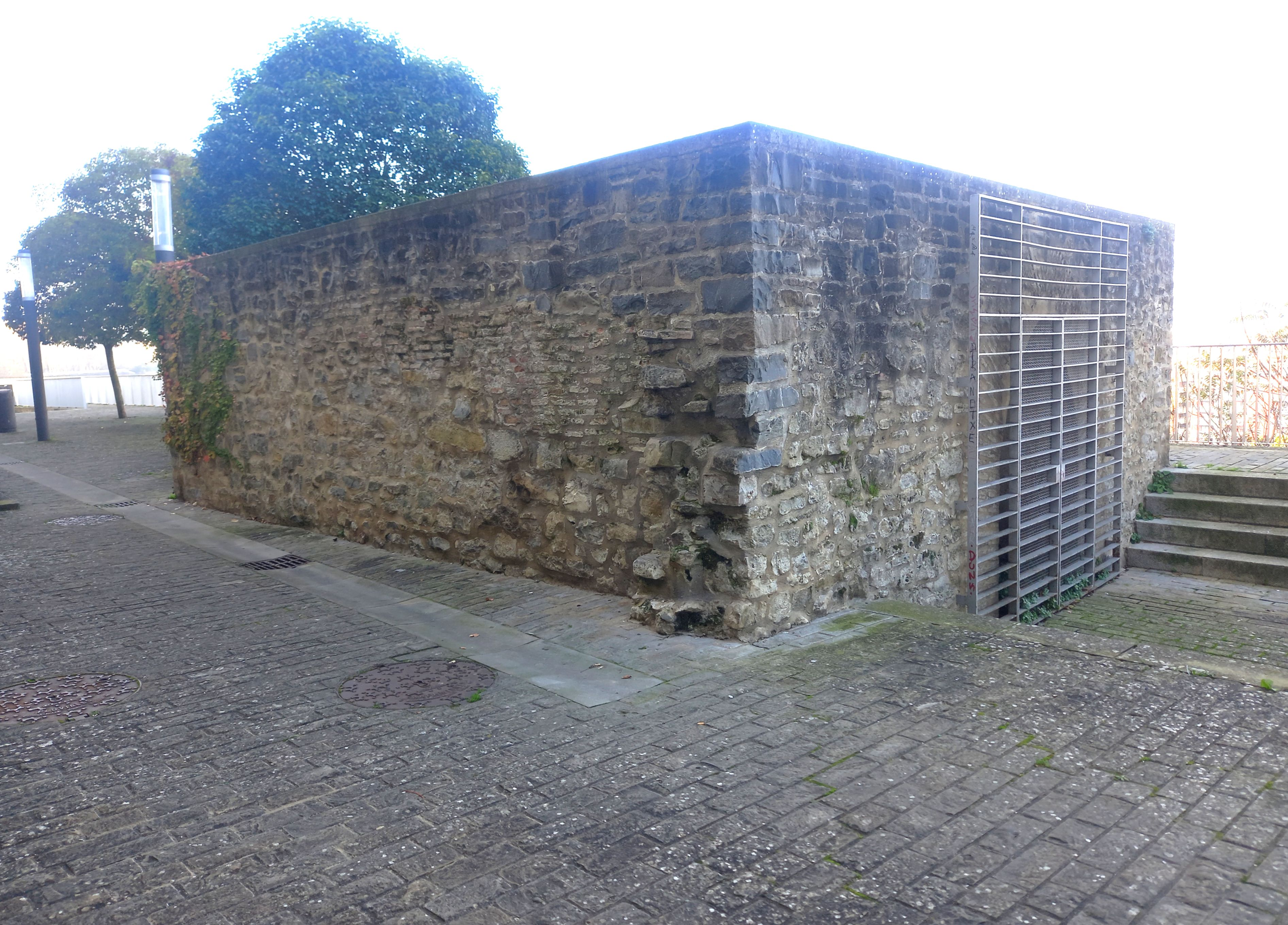
Edificación exterior de la Nevera de Palacio.
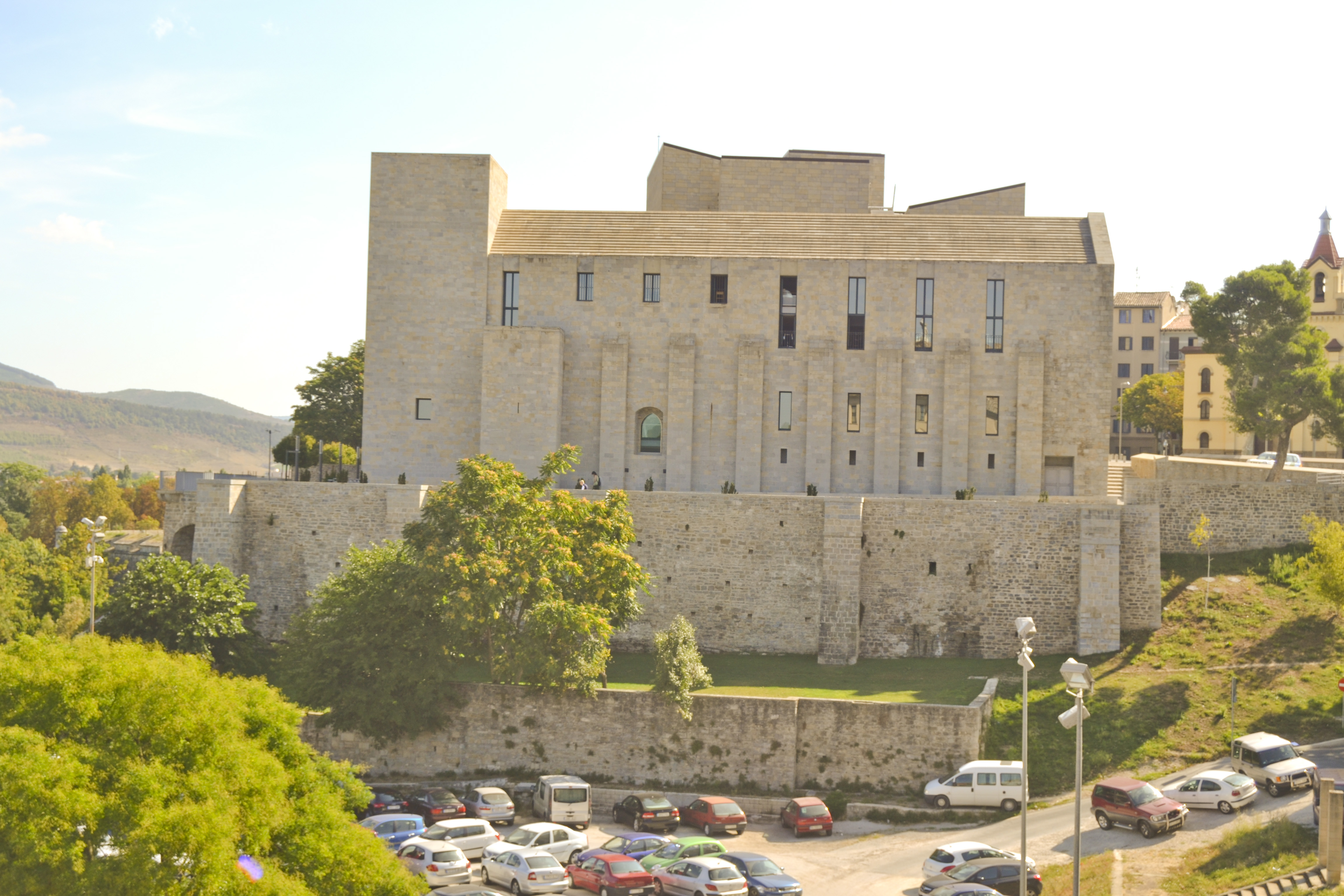
Palacio del Virrey, y muralla que lo separa de la «Tierra de nadie».
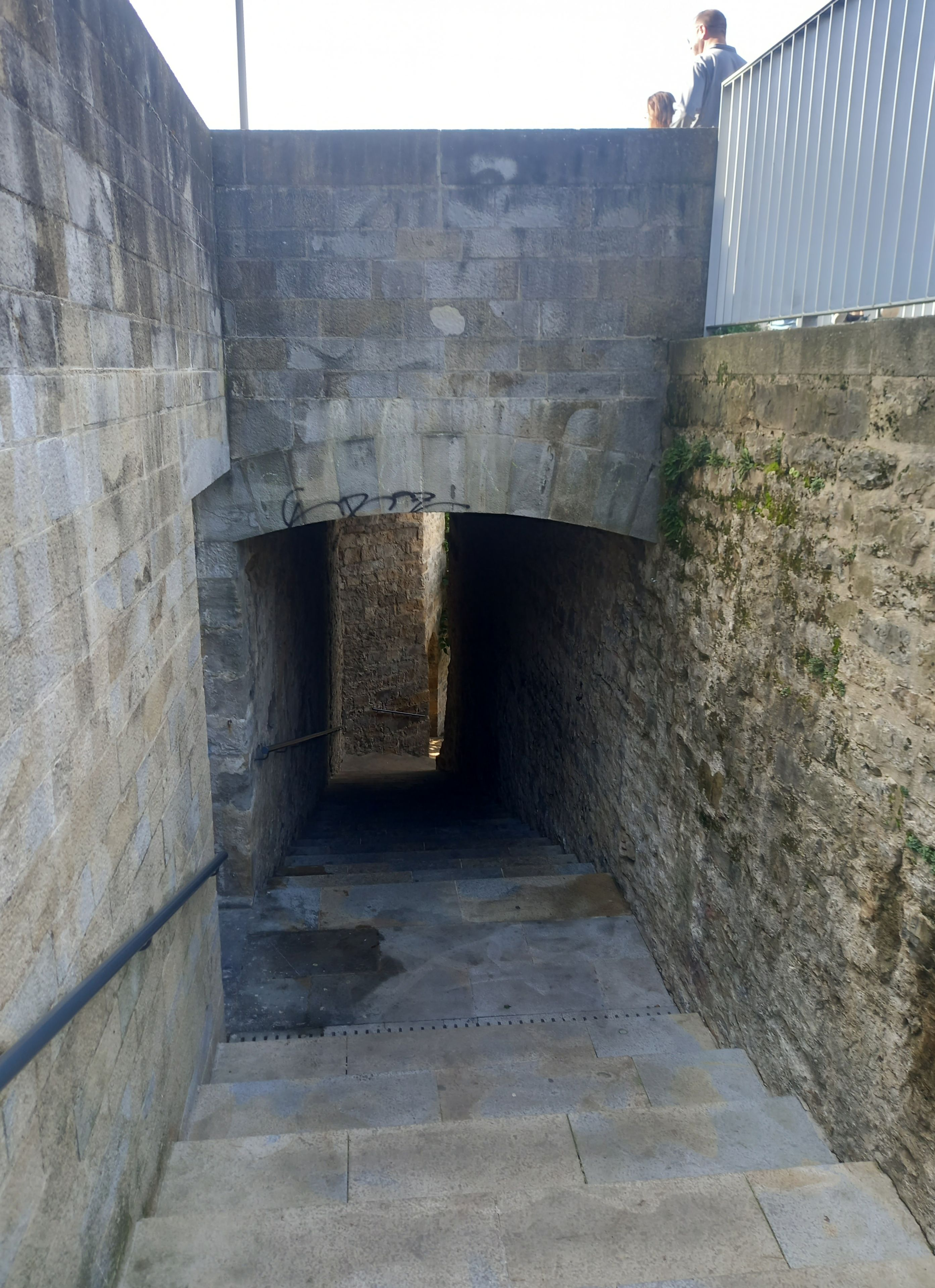
Bajada de la ronda al plano del Semibaluarte de Parma.

### Portal de la Rochapea y Semibaluarte de Parma
El portal de la Rochapea, fue construido por el virrey duque de Alburquerque en 1553, se organizó como el primitivo portal del Abrevador, pero incluyendo en el mismo cuerpo una puerta exterior con un puente levadizo, y una interior que se cerraba con un rastrillo, sobre la que se dispuso una piedra armera con el escudo imperial de Carlos V. En 1914 este portal fue eliminado para facilitar el acceso a la ciudad; el escudo del emperador fue recuperado en 1960 y situado en una de las dos torres del actual Portal Nuevo. El portal se apoyaba en el semibaluarte de Parma o de Palacio. La denominación de Parma aparece por primera vez documentada en la memoria que el príncipe de Chimay, virrey de Navarra, envía al rey el 17 de mayo de 1685. En el proyecto de las fortificaciones de Torelli, de 1694, se indica que debería continuarse el medio baluarte y componer los traveses. No obstante la existencia de una fortificación en ese lugar se remonta a las murallas en el momento de la conquista castellana: un memorial de 1515 que indica las obras a realizar en las murallas se refiere al Espolón de Palacio;En 1540 Luis Pizaño propuso completar con un terraplén el caballero de Tenerías, debajo del Palacio; y el plano que acompañó el memorial de Juan Cardona de 1608 representa en este lugar, junto a la puerta de la Rochapea, un pequeño baluarte o espolón. La denominación de semibaluarte responde a su planta, ya que la dos caras que forman el ángulo de ataque se unen directamente a la muralla, sin necesidad de flancos: Para la protección de la cara izquierda se dispone una plataforma inferior, la llamada Batería Baja, que ocupa la zona que se corresponde con los actuales corralillos de Santo Domingo, lugar del que salen los toros en los encierros de San Fermín.

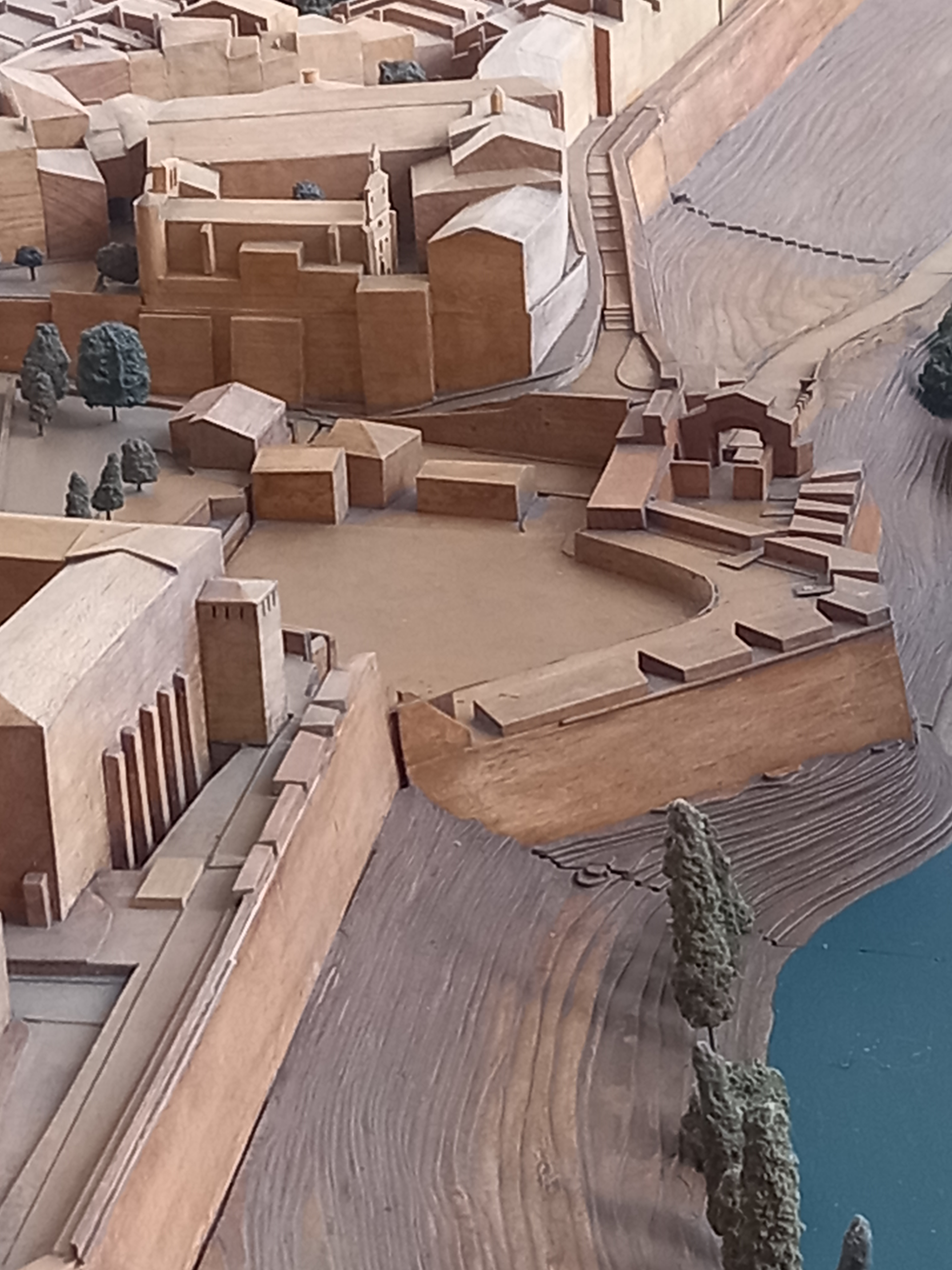
Maqueta del Semibaluarte de Parma; detrás, las Baterías Bajas y el Portal de la Rochapea
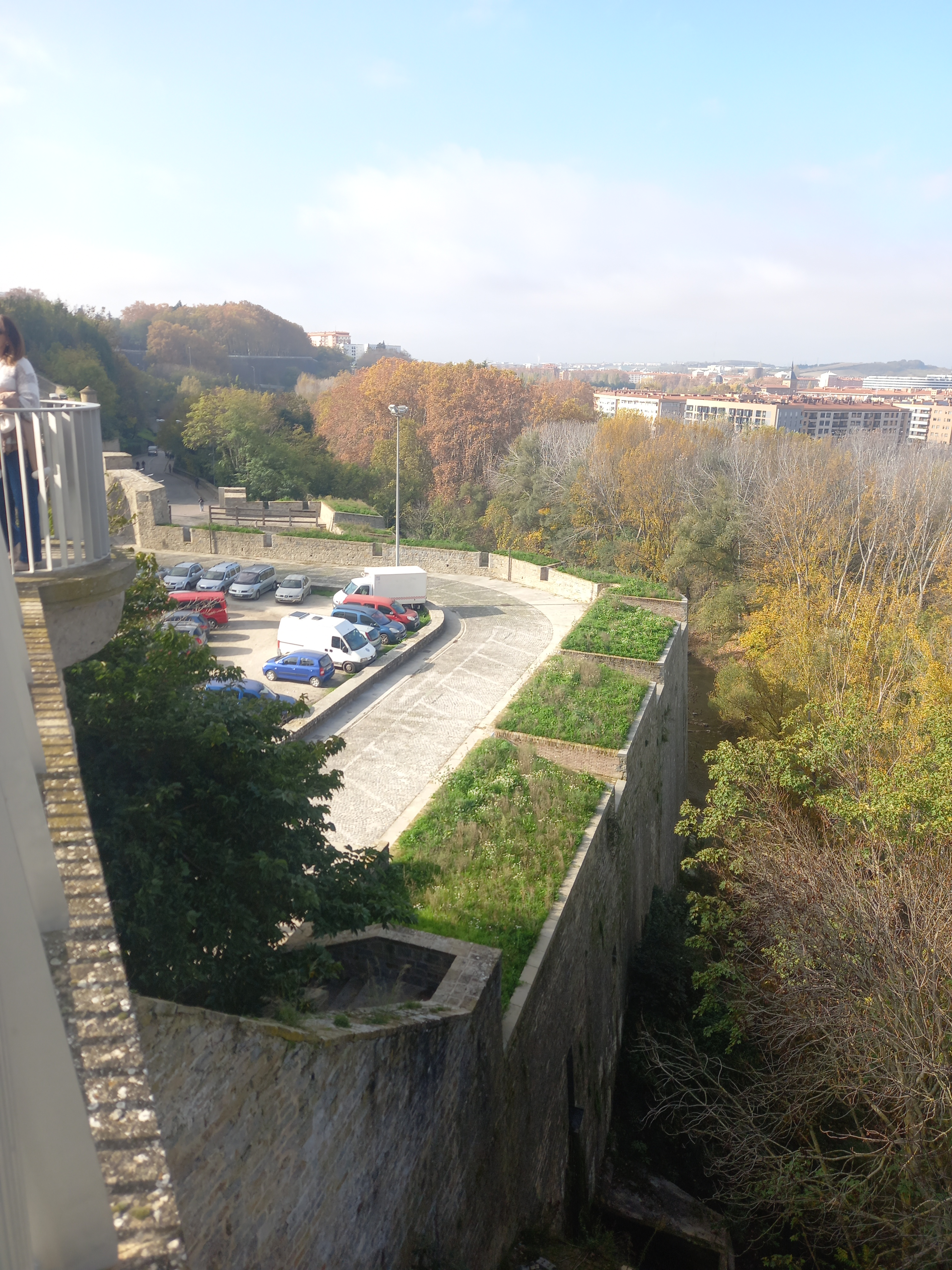
Semibaluarte de Parma
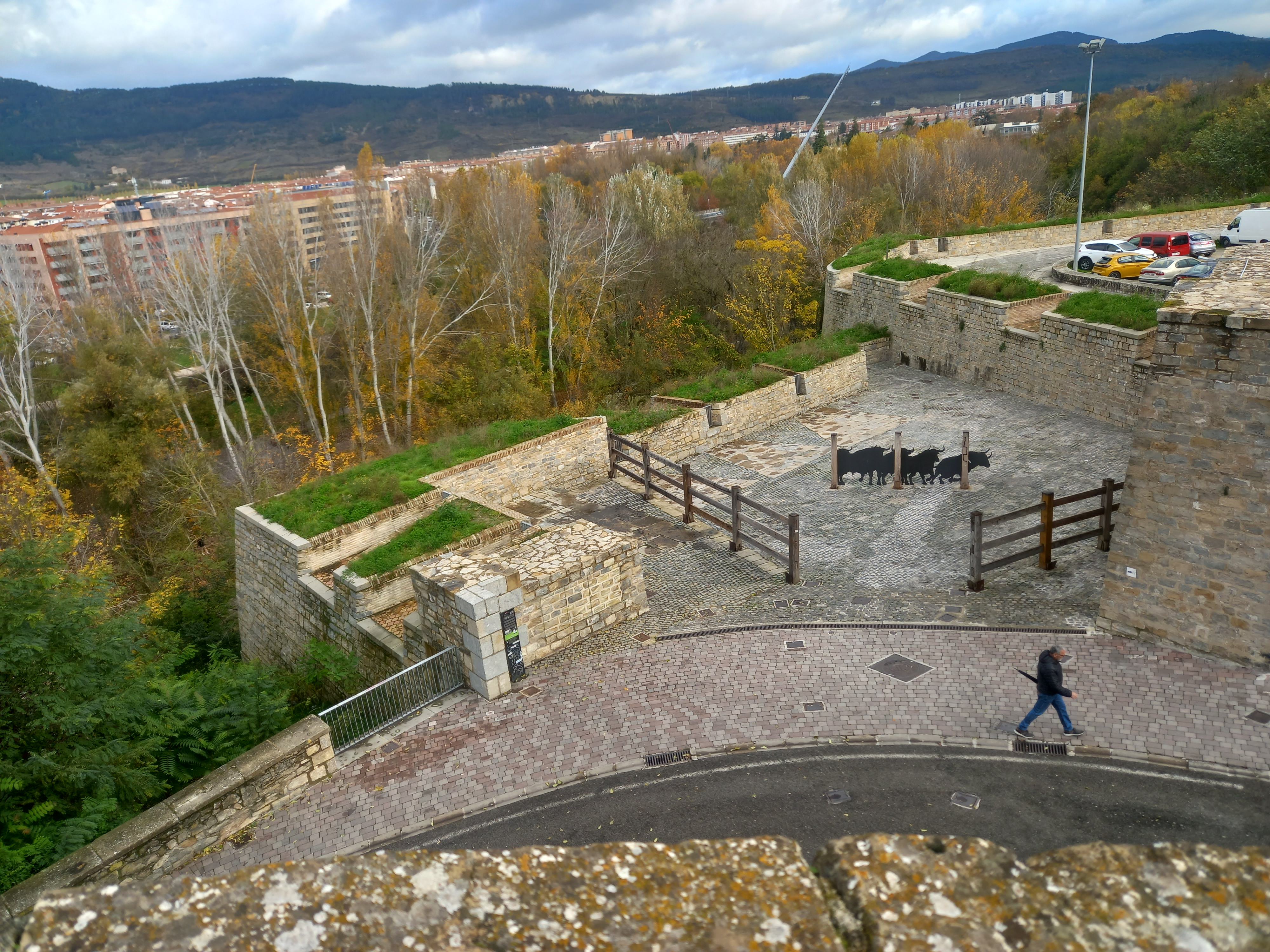
Baterías bajas del Semibaluarte; espacio utilizado, en el encierro, como Corralillos[v]
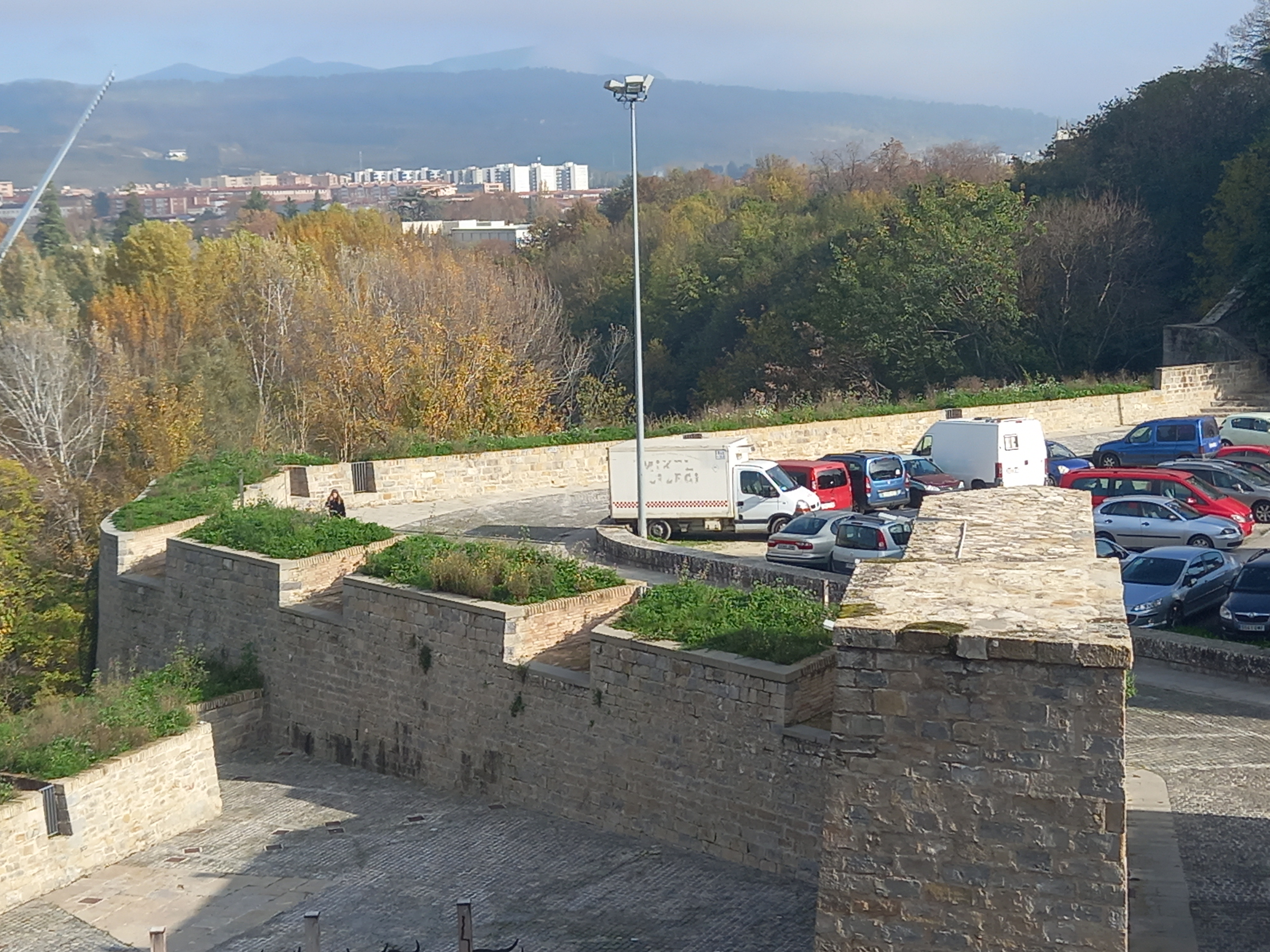
Muros del semibaluarte de Parma, sobre las Baterías Bajas
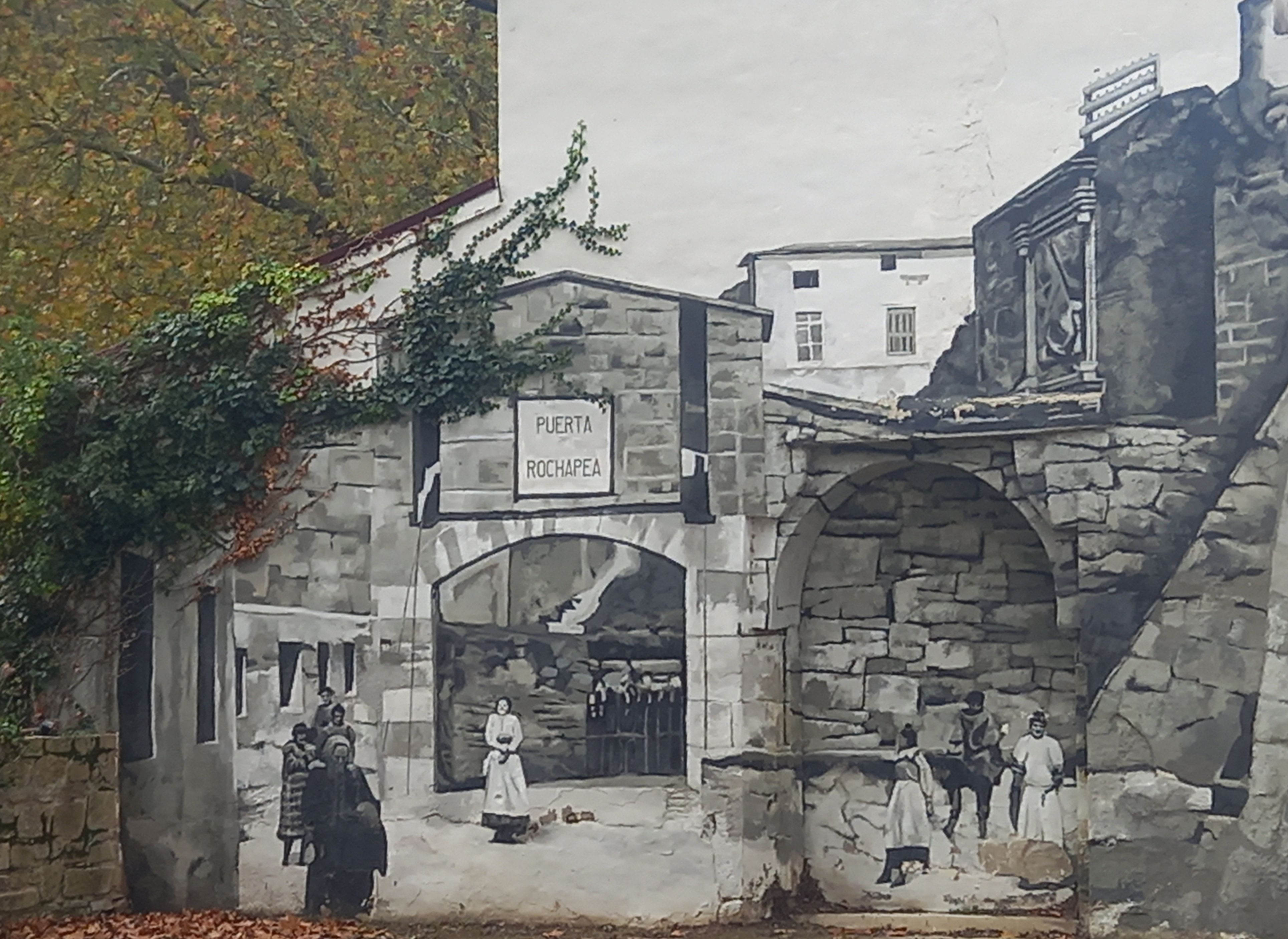
Grafiti reproduciendo el Portal de la Rochapea.

Tanto el semibaluarte de Parma, como la Batería Baja, fueron restaurados en 2022 recuperando su disposición primitiva. Toda esta construcción se sitúa en una cota inferior del Palacio de Virreyes, como corresponde al barranco que separaba la Navarrería del Burgo de San Cernin, de modo que a ambos lados se levantan sendos muros de contención; el que lo separa de la plataforma del Palacio del Virrey, aunque modificado en el siglo XVI, parece ser resto de la primitiva protección del palacio.

### La Ronda de Descalzos y el Portal Nuevo
Desde el lugar que ocupó el portal de la Rochapea hasta el Portal Nuevo se extiende la ronda de Descalzos, conocida así por recorrer las traseras de las casas de la calle de ese mismo nombre. En un primer tramo se eleva desde la cota en que estuvo el Portal de la Rochapea, siguiendo una curva por la trasera del antiguo Hospital de Nuestra Señora de la Misericordia, actual Museo de Navarra, y continúa con un simple muro de contención que tiene al pie un fuerte talud de tierra; posiblemente este muro se sitúa en el lugar que ocupó la muralla medieval del burgo de San Cernin.

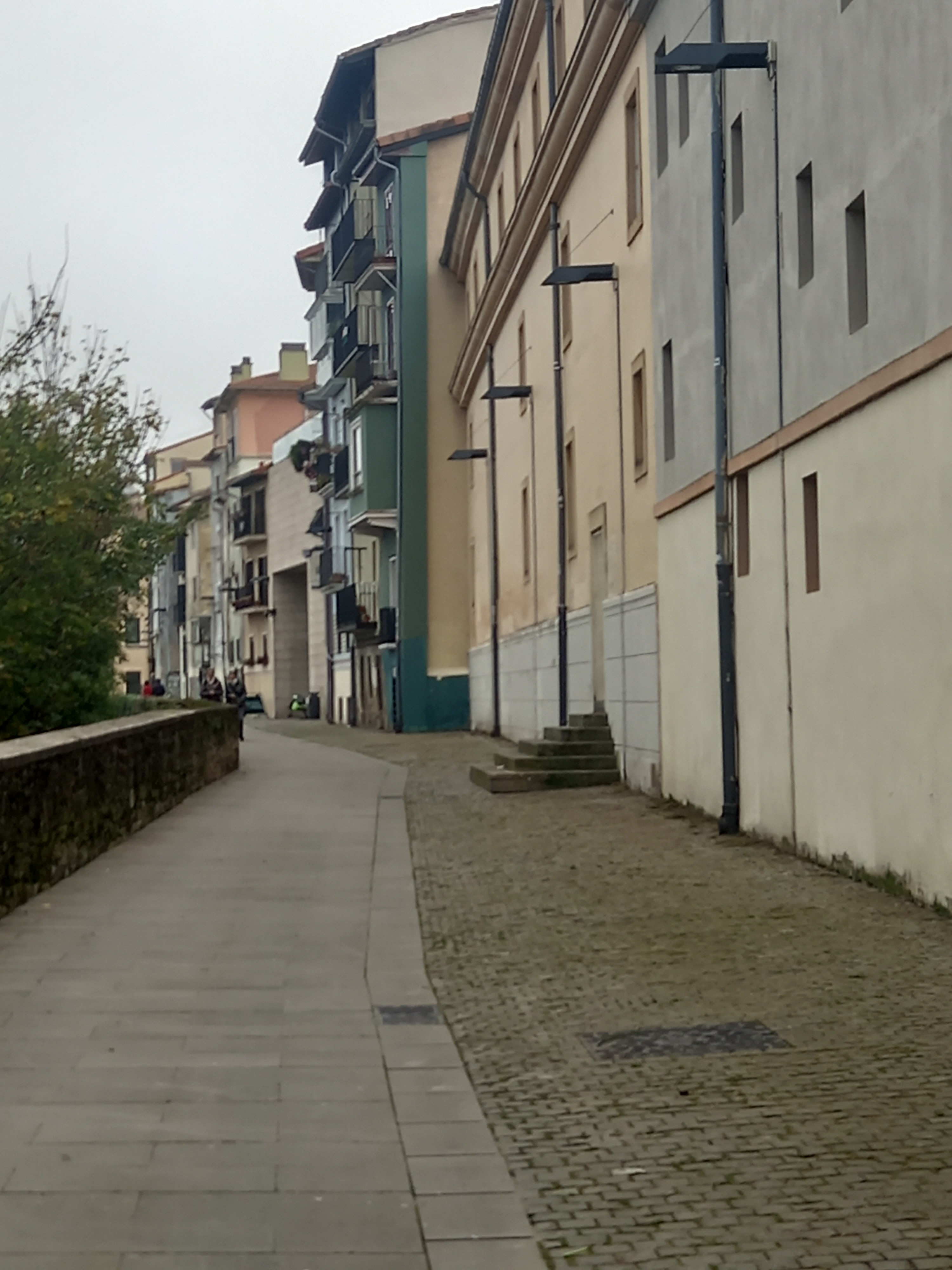
La Ronda de Descalzos desde el Puente Nuevo
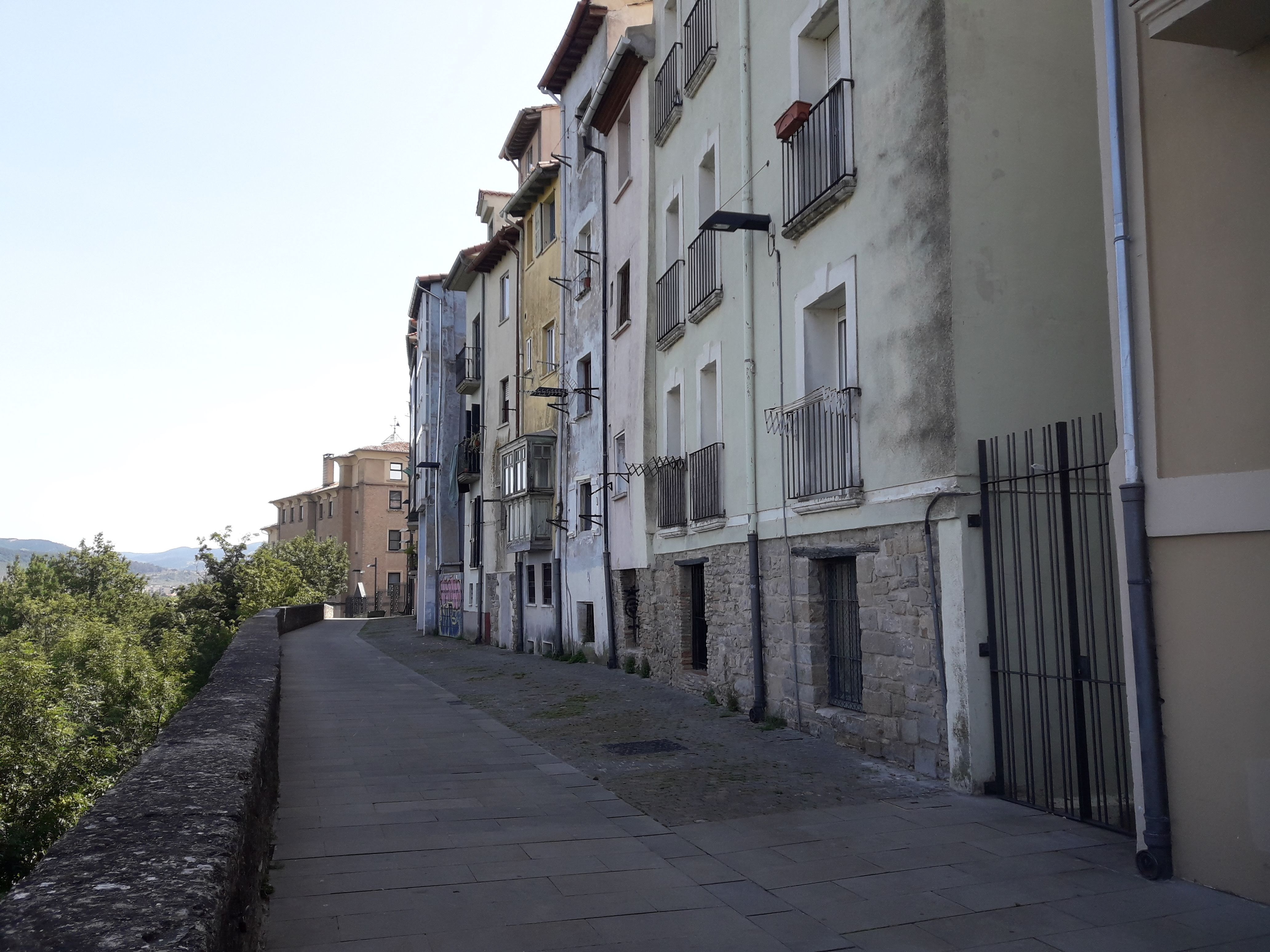
La ronda, en primer plano el echecarte correspondiente a la calle Hilarión Eslava
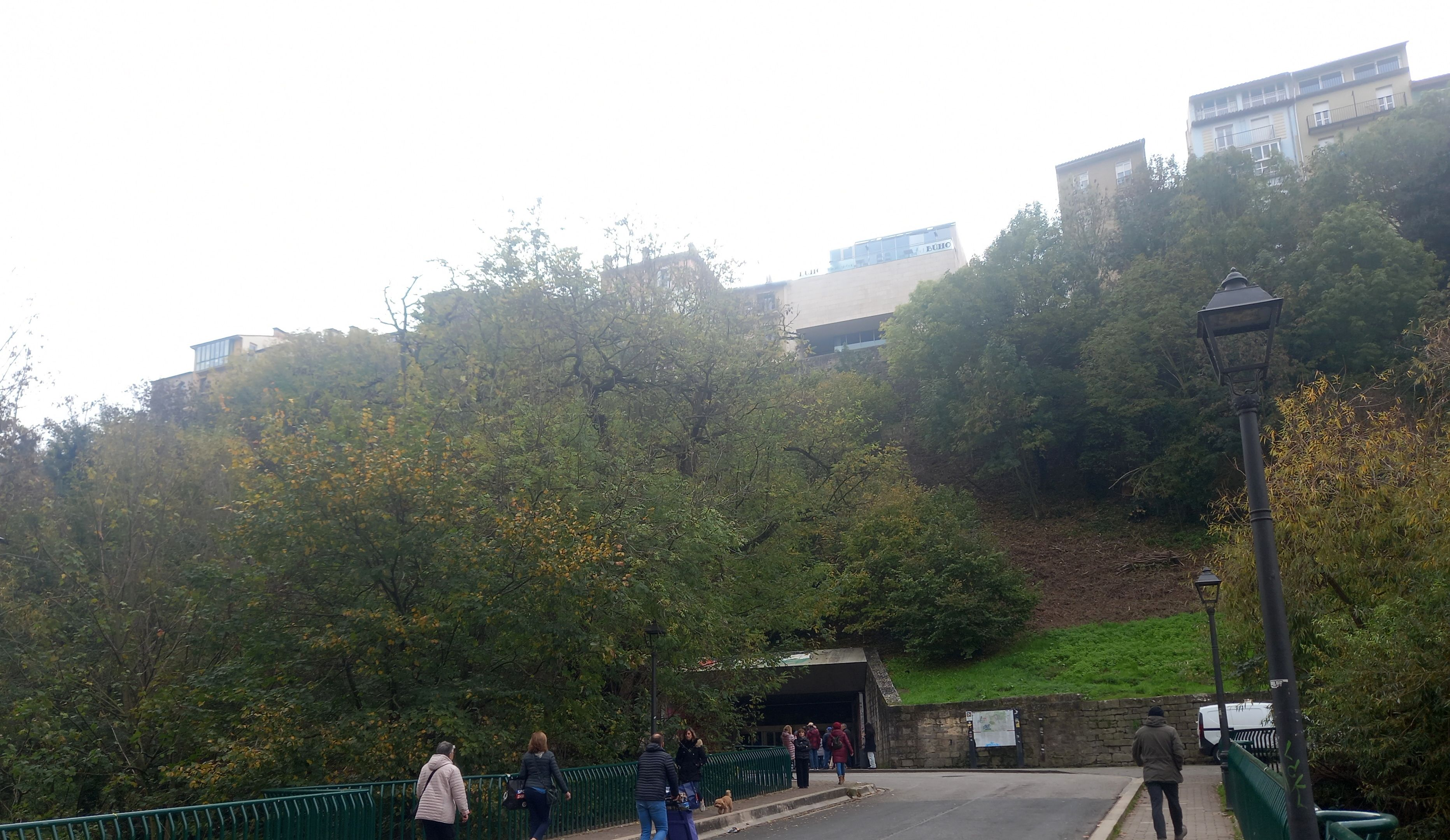
Acceso desde la Rochapea del ascensor que lo comunica con Descalzos
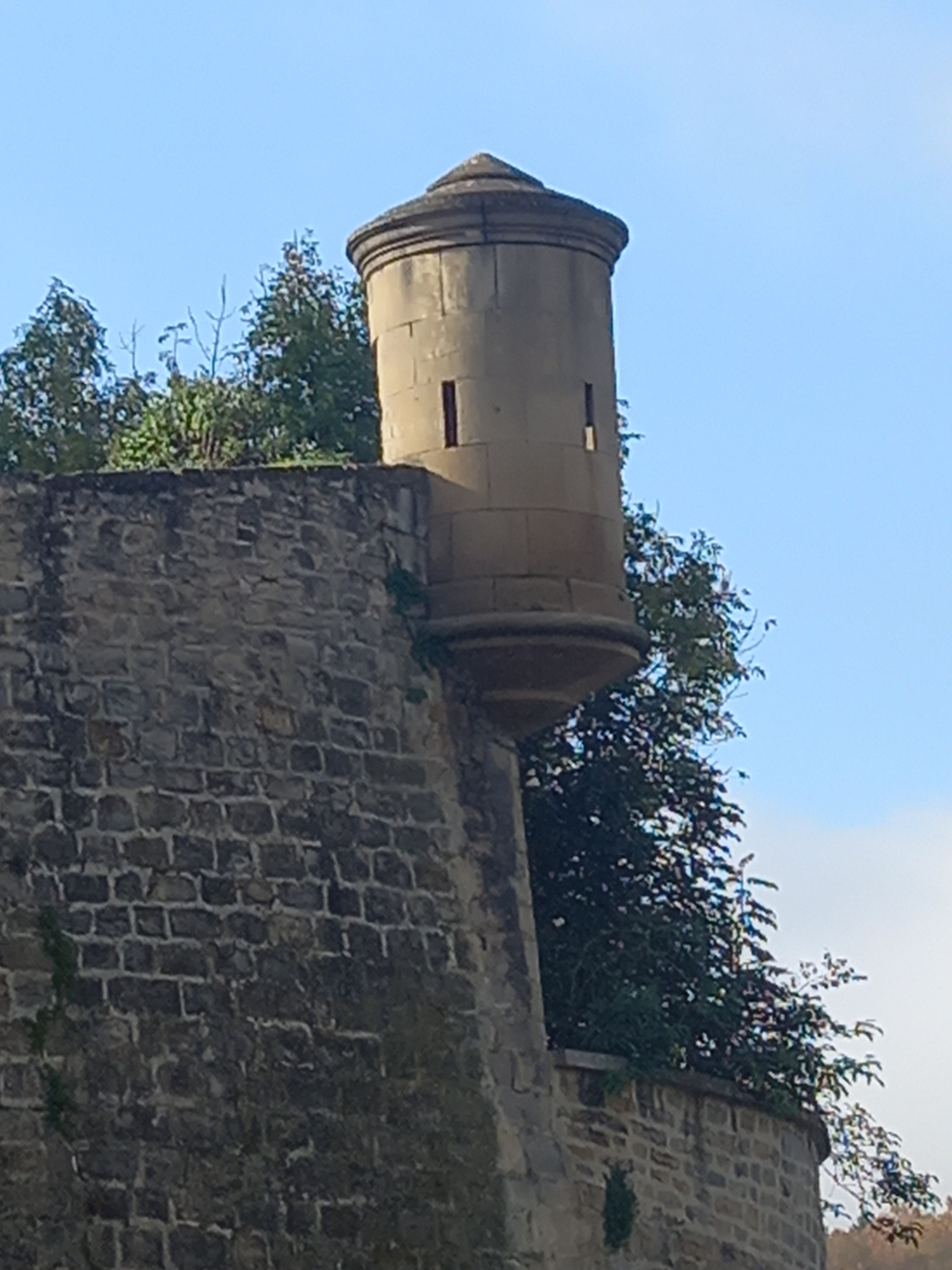
Garita en el inicio del paseo de ronda

Cerca del lugar donde ahora se sitúa el Portal Nuevo existía un baluarte, denominado de Santa Engracia; junto a él debió construirse hacia 1583 un  primer portal, pues en ese año se abonaron gastos de una casilla de arbitrios municipales a la puerta que denominó de Santa Engracia, y también Puerta Nueva de Santa Engracia. Posteriormente, cuando se concluye este tramo de la ronda, se renovó el portal hacia 1675, siendo virrey el Conde de Fuensalida, cuyas armas figuraron en los escudos situados sobre el arco de entrada; este portal fue reconstruido en 1823 tras el bombardeo de los Cien Mil Hijos de San Luis, su arquitectura no tenía especial interés, con una dimensión más propia de una poterna. En 1906 se derribó, para facilitar el acceso a la ciudad por la carretera de Guipúzcoa y fue sustituido por una pasarela de hierro para permitir la ronda de los centinelas. En 1950 se construyó, con el proyecto de Víctor Eusa, un nuevo puente monumental, de carácter historicista, que da continuidad a la ronda de Descalzos con el paseo de borde del Parque de la Taconera.

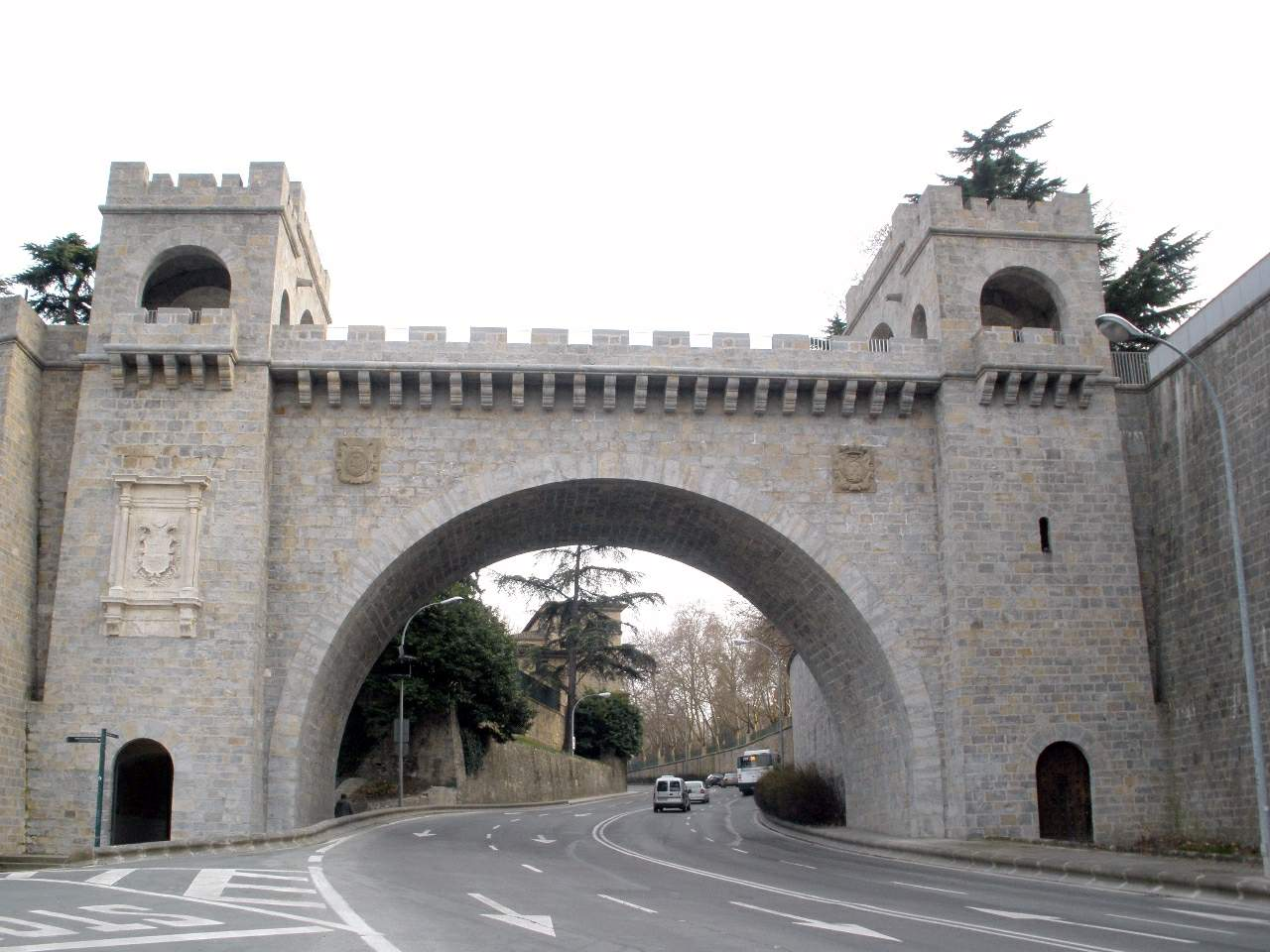
El Portal Nuevo desde el exterior
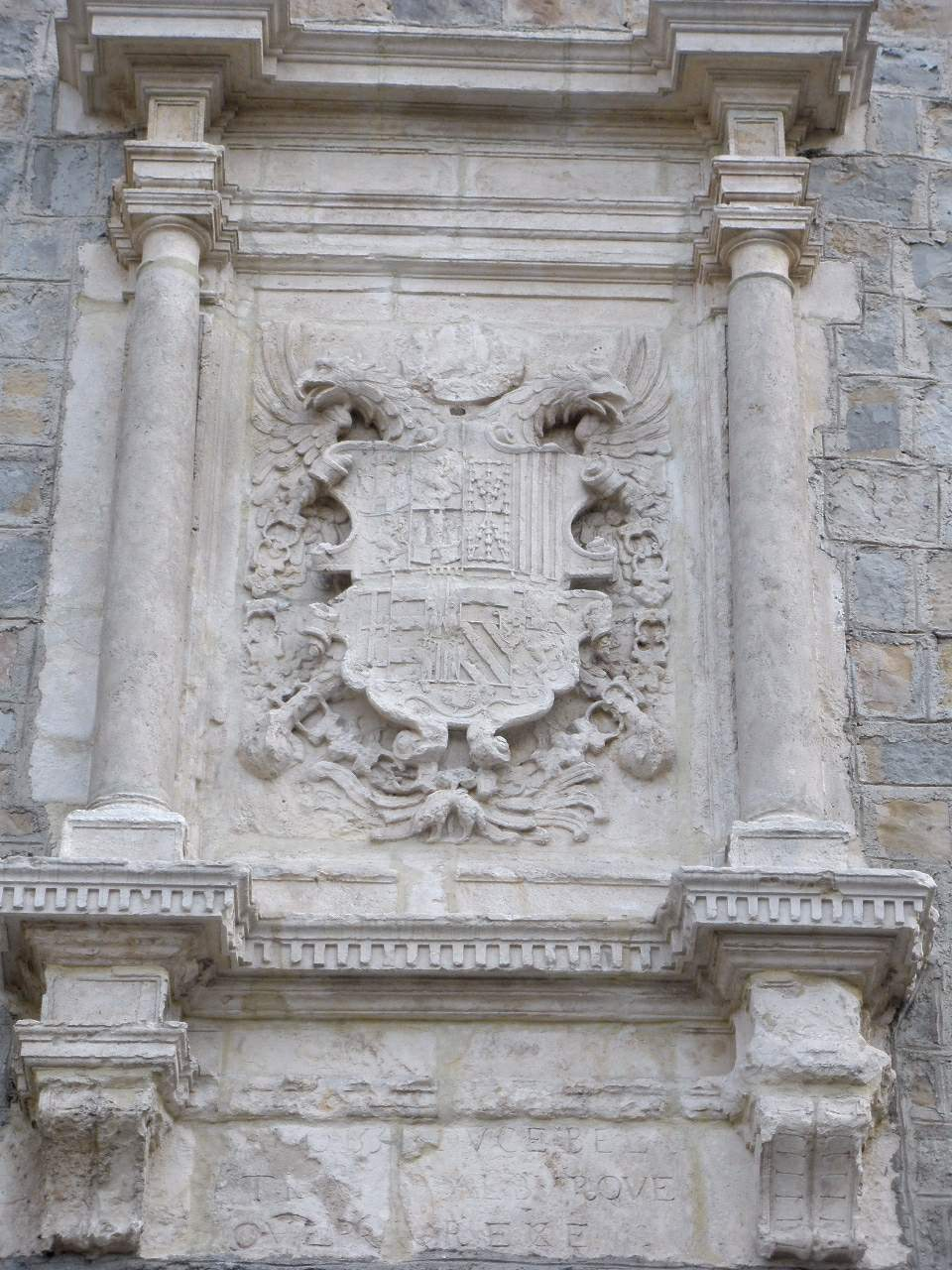
El escudo de Carlos V, que estuvo en el Portal de la Rochapea
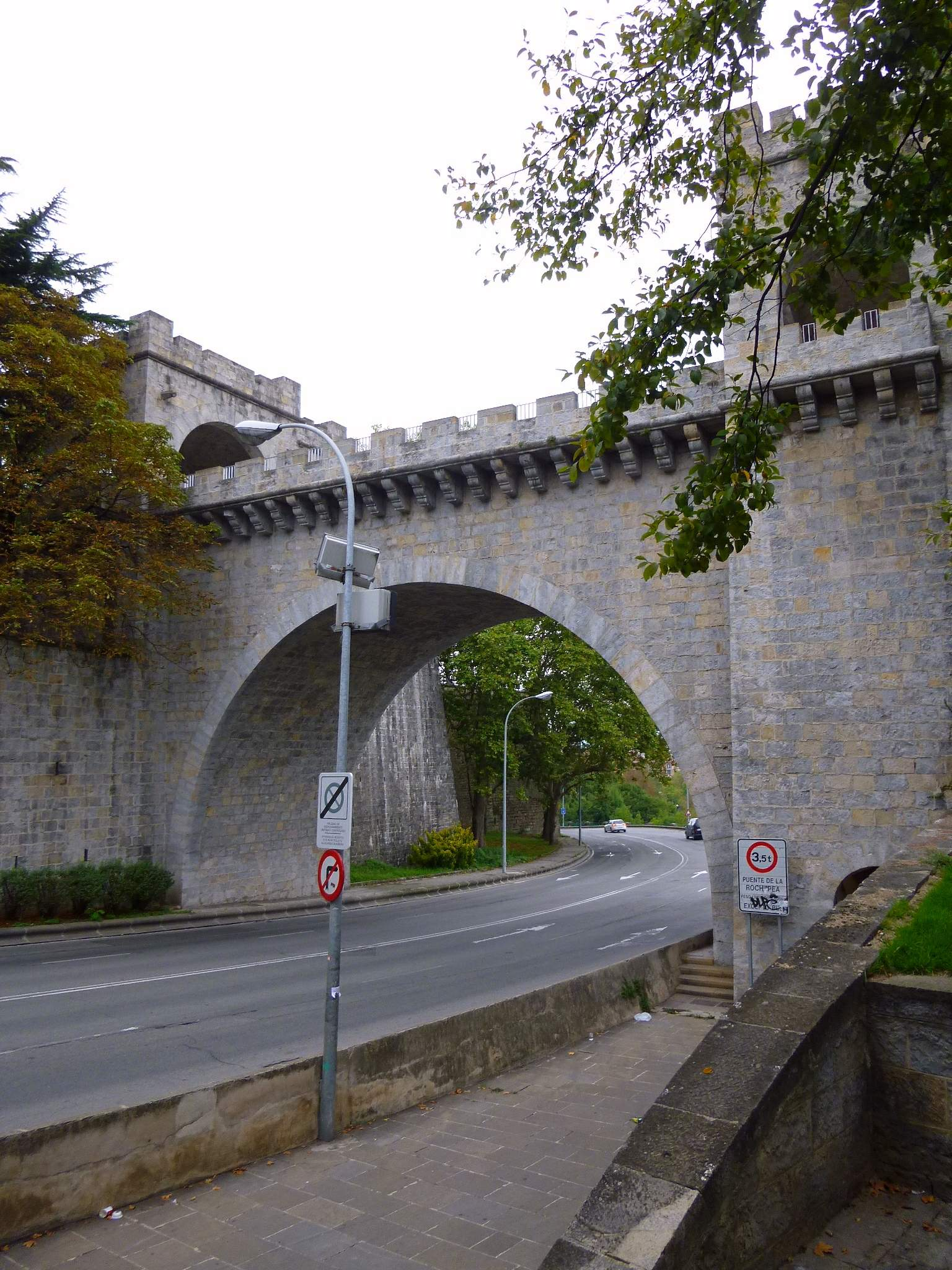
El paseo de ronda sobre el portal
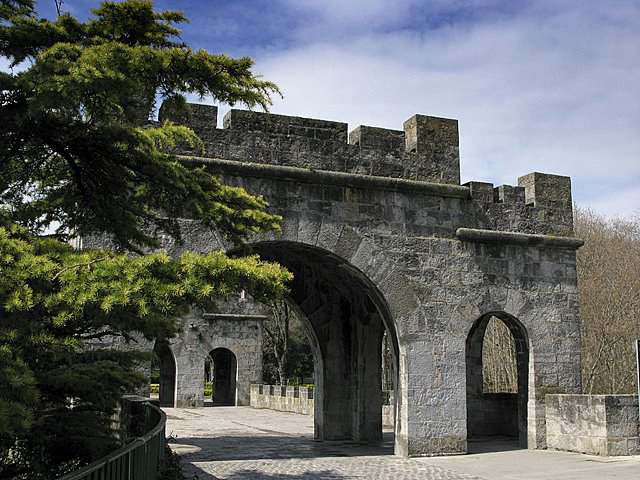
Arcadas que rematan las torres en el camino de ronda.

## Frente de la Taconera
| Frente de la Taconera en un mapa militar de 1882 |
| --- |
| 1 2 3 4 5 6 7 |
| 1. Ciudadela; 2. Portal de la Taconera; 3. Revellín del Portal; 4. Baluarte de la Taconera; 5. Revellín de San Roque; 6. Baluarte de Gonzaga; 7. Portal Nuevo. |

Al estudiar las trazas de la Ciudadela Jacobo Palearo —el Fratín— planteó también las murallas que debían unir el cerco medieval de Pamplona con la nueva fortificación que en la práctica sustituían a las viejas murallas de Pamplona; su propuesta incluía los baluartes y puertas de esas nuevas murallas, y el reforzamiento de las que se mantenían.  En esos estudios tuvo un papel relevante Vespasiano de Gonzaga, virrey de Navarra en esos años. Enseguida comenzaron los trabajos de las nuevas murallas hasta el punto de que en 1584 Felipe II autorizó la demolición de las viejas que habían perdido su utilidad; no obstante, en 1608, la nueva muralla en los frentes de la Taconera y San Nicolás aún no habían sido revestidas de piedra, por lo que su configuración definitiva sería el resultado de los trabajos realizados a lo largo del siglo XVII.
El frente de la Taconera unía el baluarte de Gonzaga con la ciudadela. La suave topografía sobre la que se asentaba explica los elementos con que estaba protegida que incluían, a continuación del citado baluarte, la media luna o revellín de San Roque, el baluarte de la Taconera con el portal del mismo nombre, defendido a su vez por un revellín. Algunas memorias militares distinguen en este frente dos tramos: el frente de Gonzaga, con el baluarte de ese nombre y el revellín de San Roque, reservando la denominación de la Taconera para el resto del frente.

### Baluarte o frente de Gonzaga
Las propuestas del Fratín incluían la sustitución del baluarte de Santa Engracia, en el vértice noroeste del Burgo de San Cernin, por un baluarte más potente que dejase dentro del recinto amurallado el camino a Guipúzcoa y supuso la rótula que unía el frente de la Rochapea con el de la Taconera. El virrey Gonzaga impulsó decididamente la construcción de ese baluarte que pasó a conocerse con su nombre, aunque se conoció también con el nombre de Santa Engracia, tal como baluarte al que había sustituido, y, posteriormente, cuando su finalidad defensiva había desaparecido, como el Mirador, por la panorámica que proporciona. A lo largo del siglo XVII, varios ingenieros estudiaron la defensa de esta zona, a la que en ocasiones se refieren como frente de Gonzaga. Octaviano Meni en 1683 propuso la construcción de una hornabeque sobre la ermita de San Roque; pero abandonada  de momento esa propuesta, los estudios posteriores tratan de resolver los problemas que planteaba el baluarte, al disponer la cara derecha, frente al río, a una cota inferior que la izquierda. El ingeniero Esteban Escudero, y después Hércules Torrellí, plantean el desdoblamiento del baluarte con una plaza baja y otra alta, y añadiendo una contraguardia; construcciones que solo se hicieron en parte; de hecho, el proyecto general de Verboom de 1726 incluye entre las obras que deberían hacerse en una segunda fase, completar esta contraguardia. Finalmente el baluarte dispuso de foso, casamatas y contraguardia.
 

En 1925, el Ayuntamiento, autorizado por la  Real Orden de 26 de septiembre de 1924, con el fin de ampliar el llamado paseo del Mirador de la Taconera y unirlo con los glacis de la Cuesta de la Reina. Esta actuación supuso en la práctica la demolición del baluarte y el cegado de una parte de los fosos que lo rodeaban; en consecuencia, nada queda actualmente reconocible de la configuración que mantuvo el frente de Gonzaga hasta ese año. En 1934 en el flanco sur del baluarte se erigió un monumento al rey Teobaldo I sobre una galería de arcos góticos, procedente del monasterio de Santa María de Marcilla; de aquel monumento actualmente solo se conserva esos arcos. Por lo demás, las fotografías previas a estas actuaciones hacen suponer que su primitiva construcción del baluarte fue ampliada y modificada en varias ocasiones, teniendo finalmente el aspecto de una fortaleza inacabada;

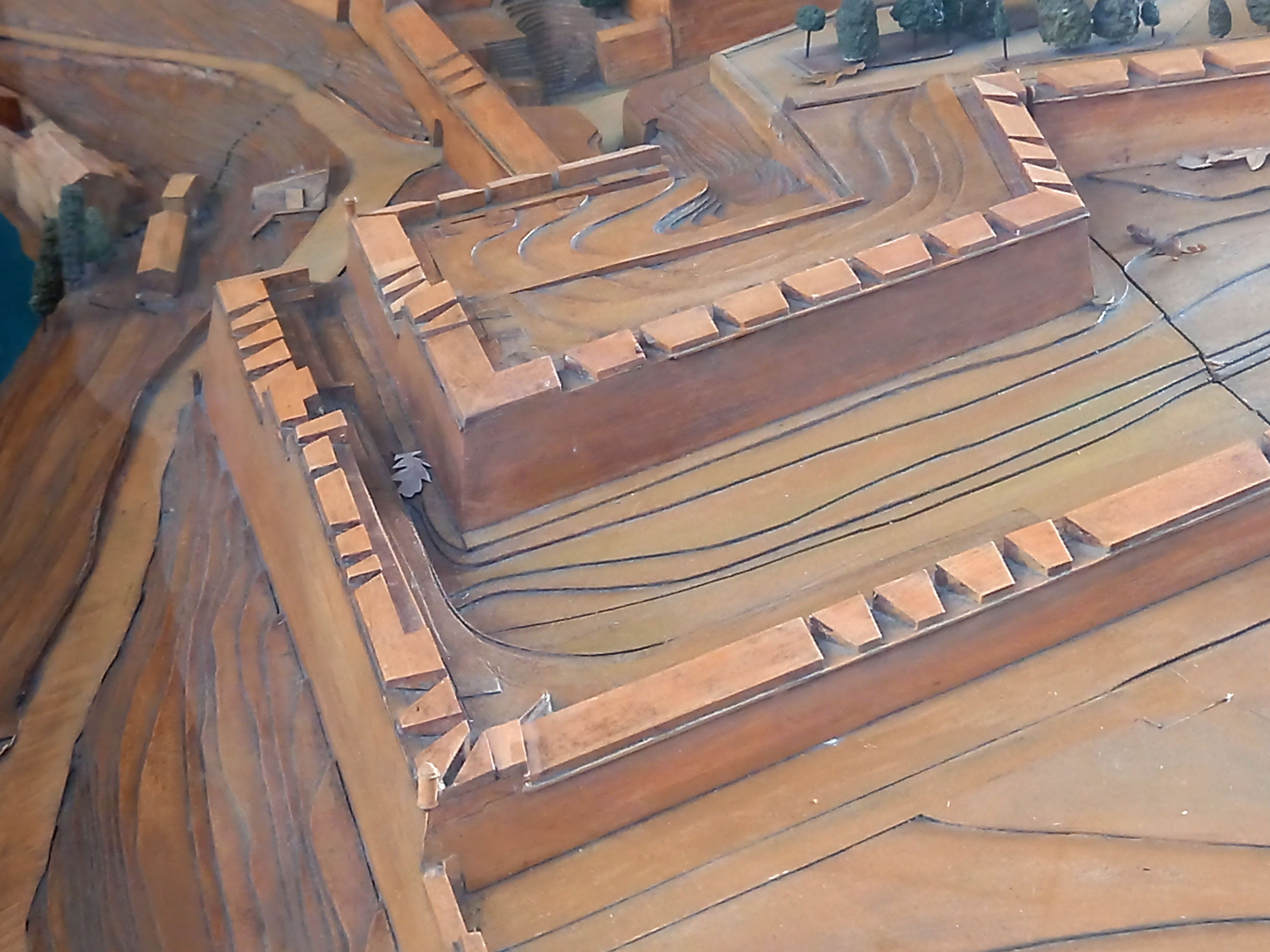
Baluarte de Gonzaga y su contraguardia en la maqueta de L. Sarasola.[o]
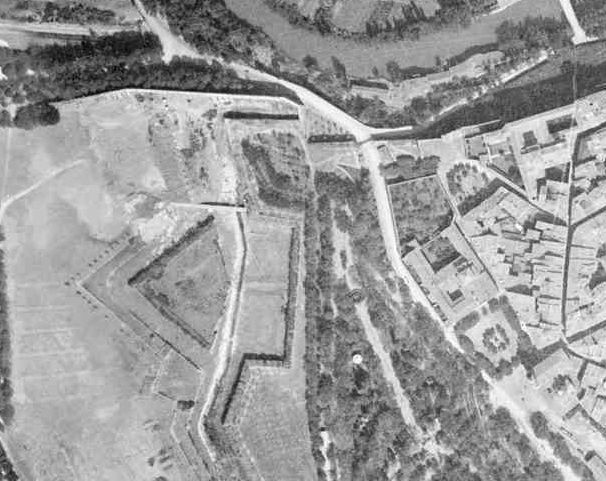
Baluarte, aún visible, y su entorno en una ortofoto de hacia 1927.
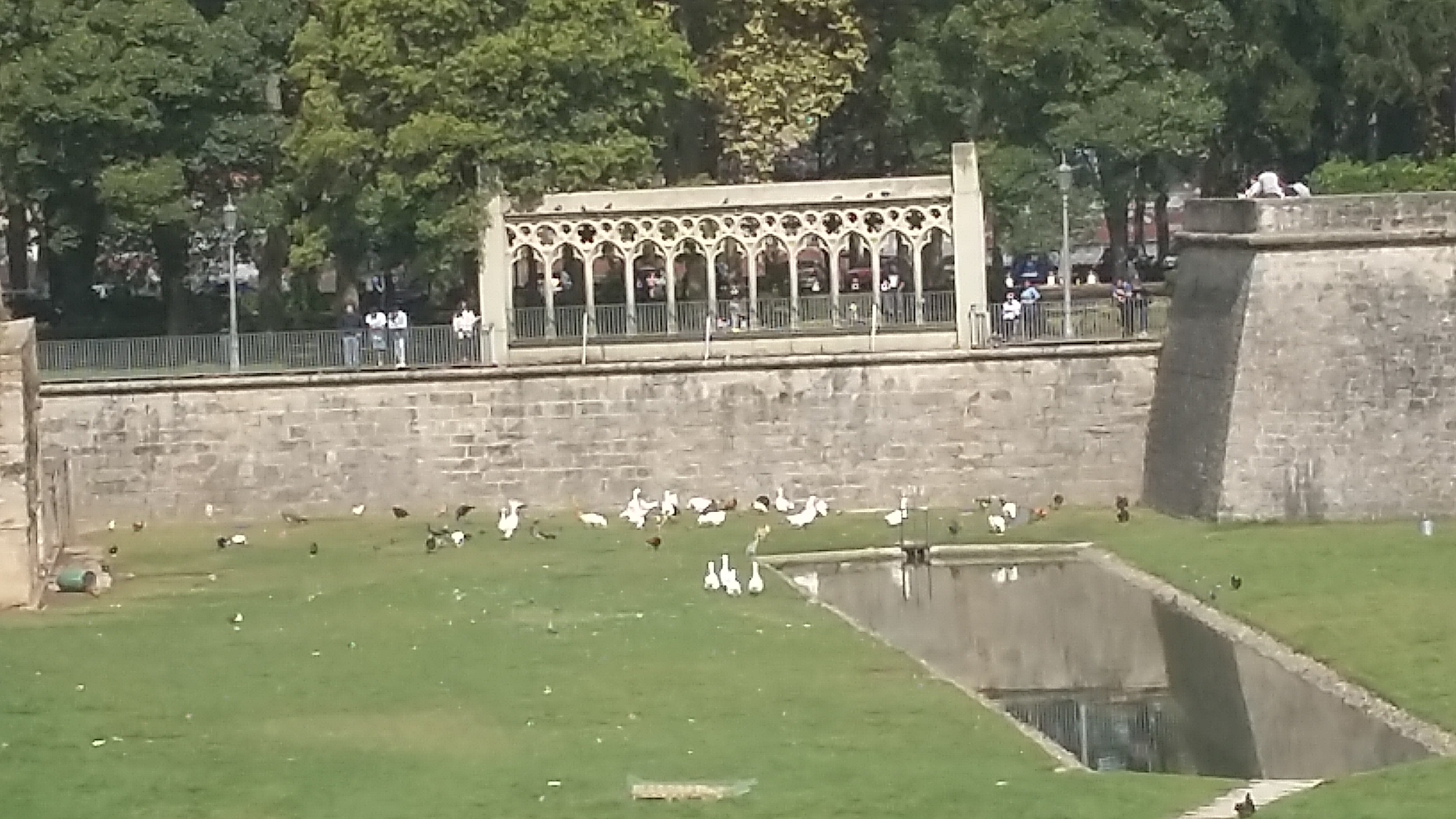
Flanco sur del baluarte, con la arcada gótica situada allí en 1934.

### Revellín de San Roque y baluarte de la Taconera
El baluarte de la Taconera. estaba ya previsto en la traza general de la fortificación preparada por el Fratín , aunque su forma fuese algo distinta de la que finalmente adoptó, y queda ya reflejada en un plano de 1608, de Francisco Pelear, hermano del Fratín, al que sucedió en la dirección de las fortificaciones de la ciudad. El revellín, llamado de San Roque por su cercanía a la antigua ermita dedica a este santo, defiende la cortina que une el baluarte de la Taconera con el de Gonzaga, fue ya propuesto en 1641 por el ingeniero Juan de Garay, pero su ejecución se retrasó y debió iniciarse hacia 1695, año en que era virrey de Navarra Domingo Pignatelli, marqués de San Vicente, cuyo escudo de armas puede aún verse en la cara izquierda del revellín.
 

En 1935 el Ayuntamiento obtuvo del Ramo de Guerra la cesión en precario del glacis, fosos y todas la murallas del frente de la Taconera; la cesión se condicionaba a su destino para parques y jardines, y aunque se permitía la cubrición de los fosos, deberían mantenerse las construcciones existentes. En enero de 1942 se ejecutó el plan general de jardinería, desarrollado por Víctor Eusa y el ingeniero municipal José Berazaluce; este plan suponía la ampliación del parque de la Taconera, especialmente en la ampliación del Mirador. Su puesta en marcha no fue pacífica pues, por parte del delegado de Bellas Artes en Navarra, se consideraba inadmisible la modificación de las murallas que formaban parte del declarado Monumento Nacional; no obstante, finalmente se llevó a cabo. Tras estas actuaciones aún puede verse el revellín de San Roque, denominado también media luna de Gonzaga, con las casernas situadas en su gola, a las que se accede desde el foso, convertido ahora en un minizoo poblado de rumiantes, anátidas, gallináceas y roedores.

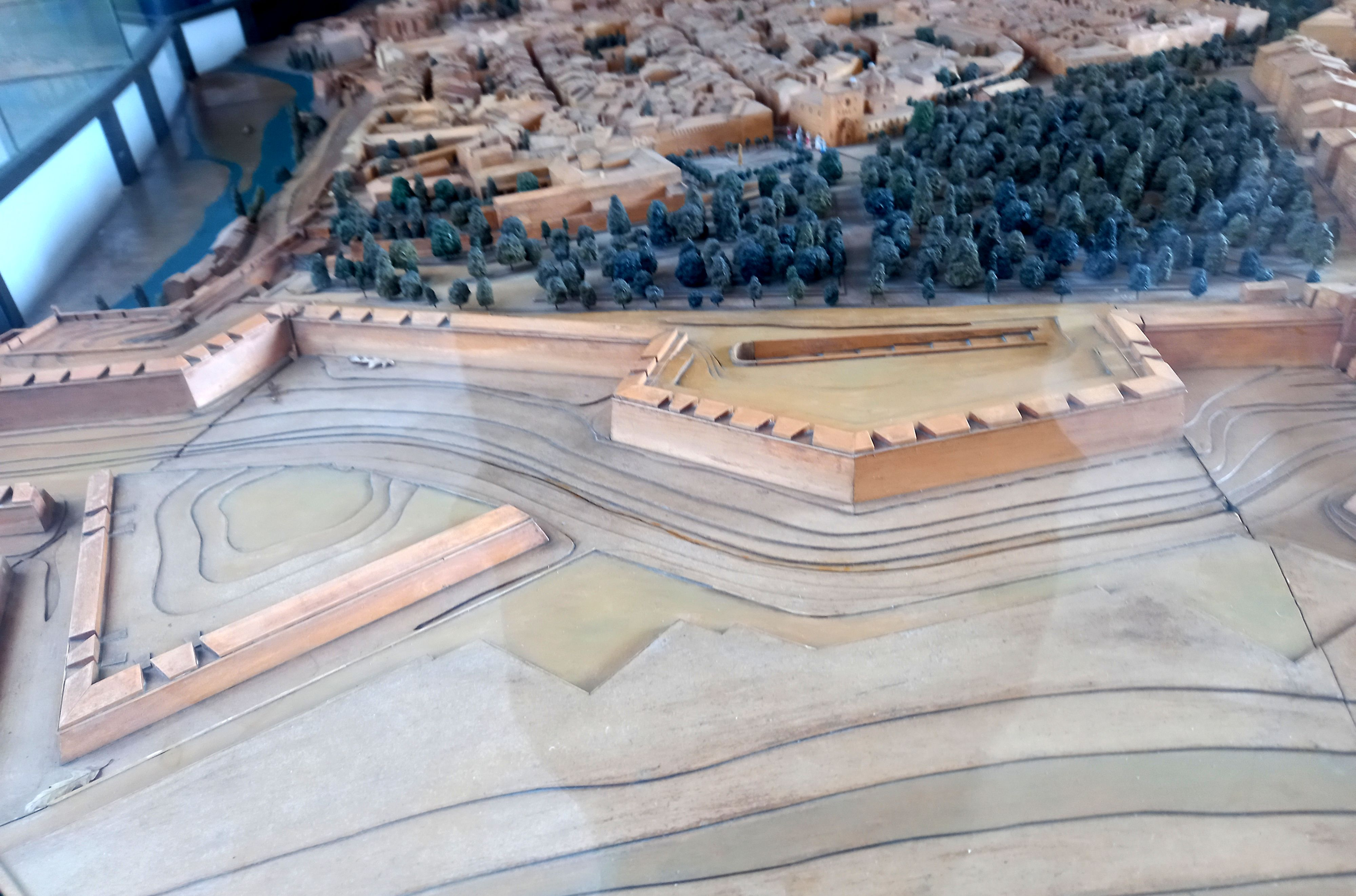
Baluarte de la Taconera y revellín de San Roque en la maqueta de L. Sarasola.[o]
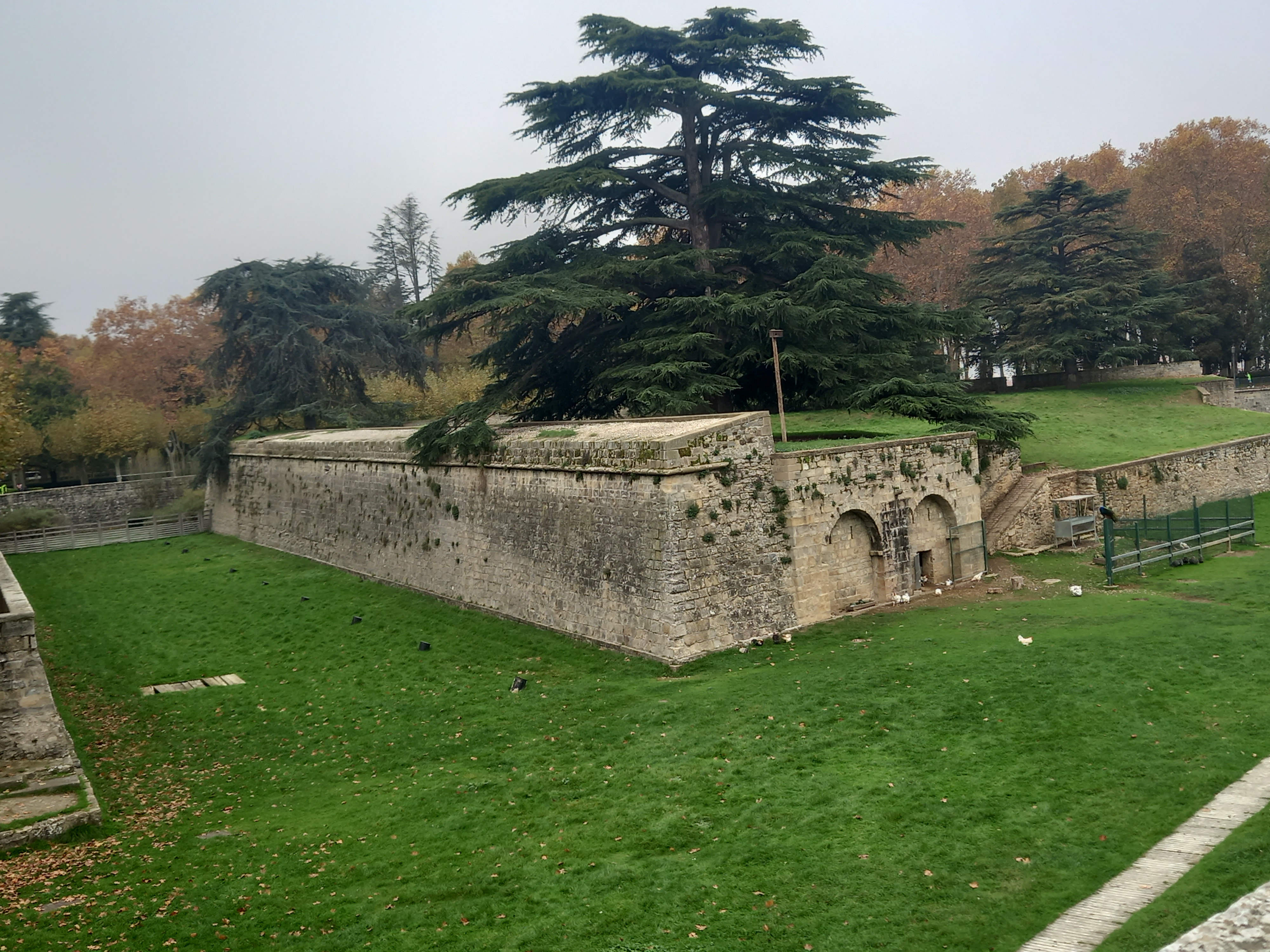
Cara izquierda del revellín de San Roque e inicio de su gola.
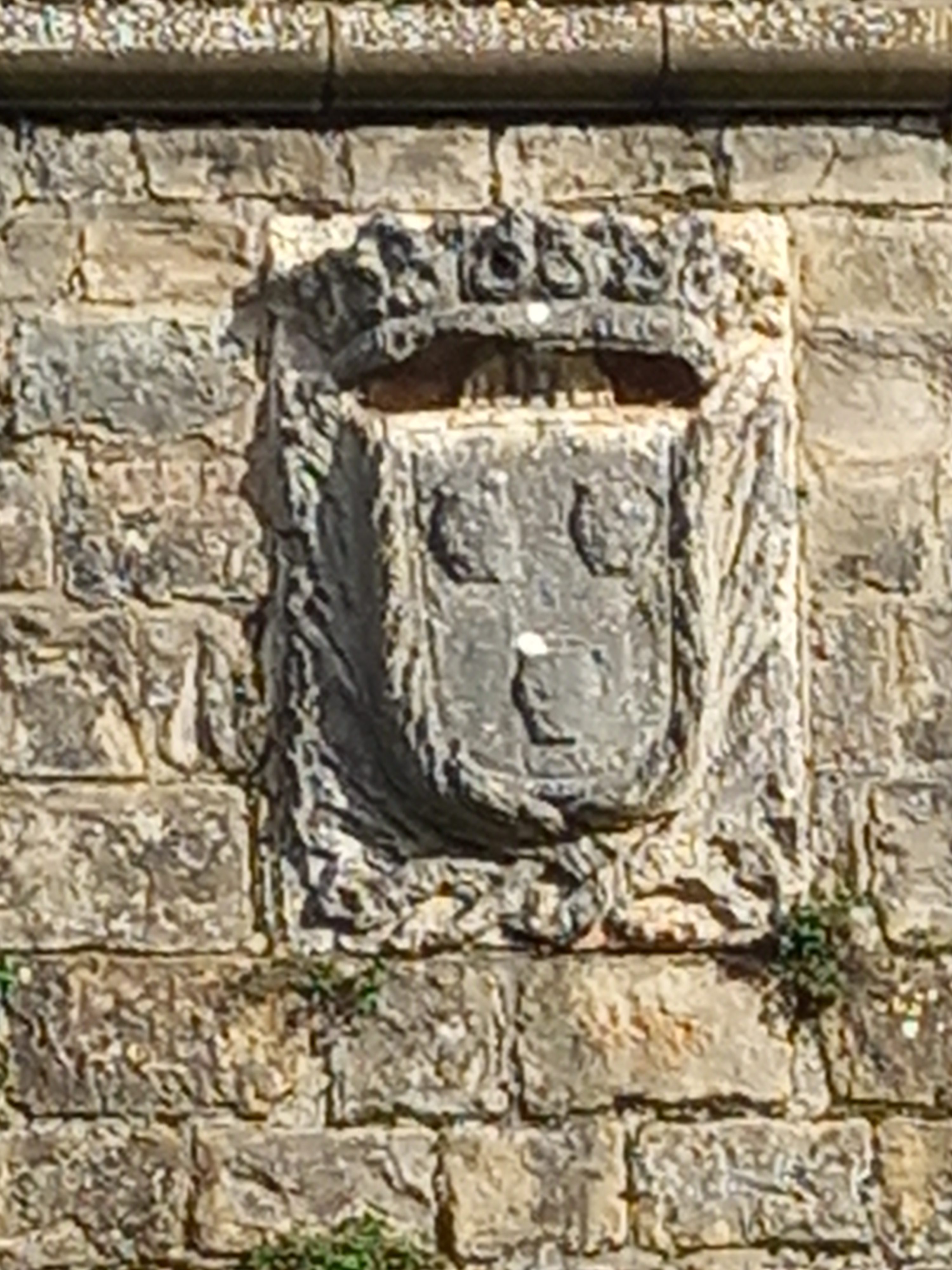
Escudo del Marqués de San Vicente en la cara sur del revellín
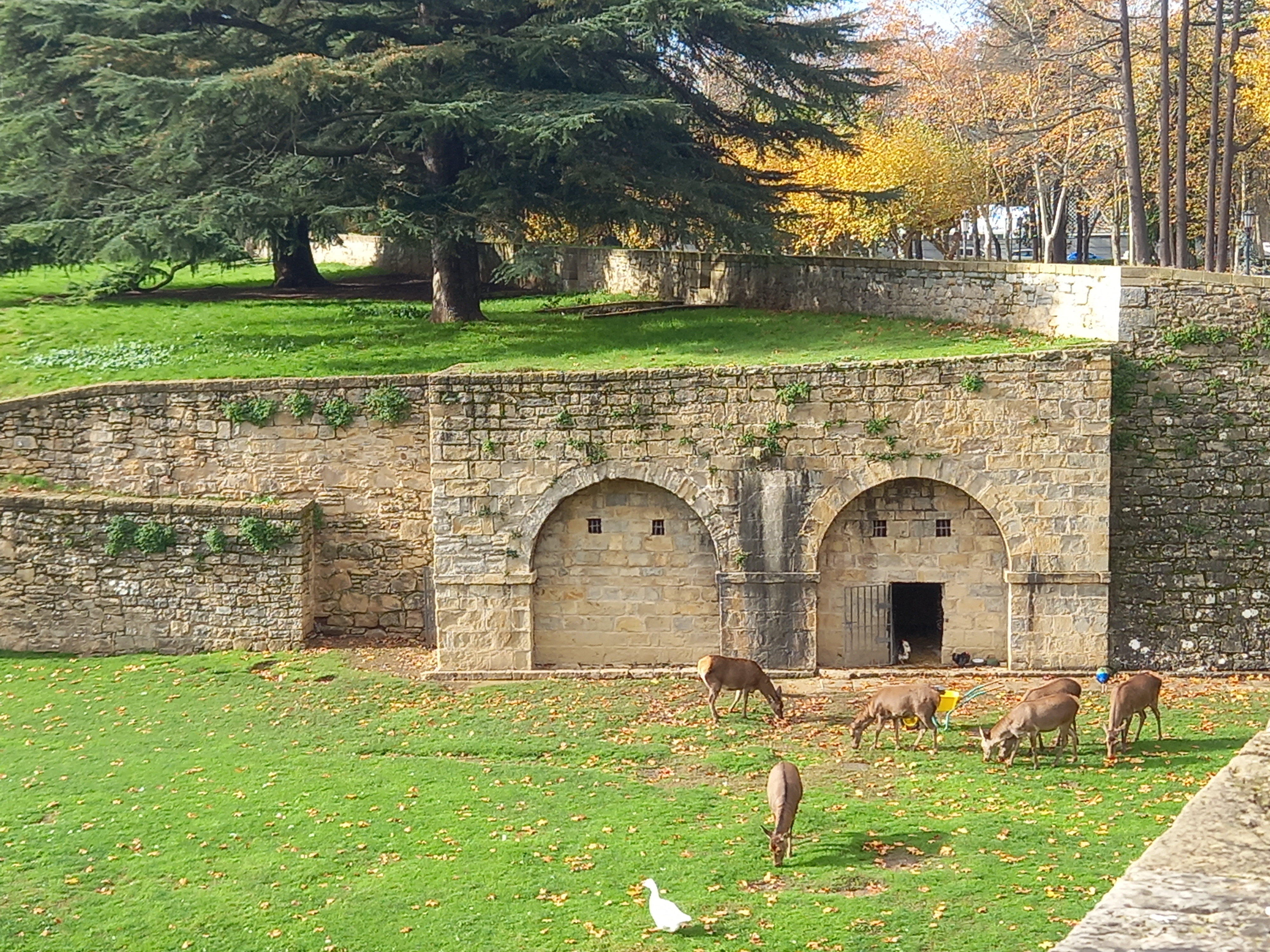
Derecha de la gola, con entrada a las casernas

Al otro lado del foso, se mantiene la configuración de la muralla y el baluarte de la Taconera, aunque su coronación sufrió, hacia 1949, un cambio considerable, se eliminaron las cañoneras que defendían el baluarte, y fueron sustituidas por un pretil de piedra propio del paseo en que se convirtió el camino de ronda de esa zona.

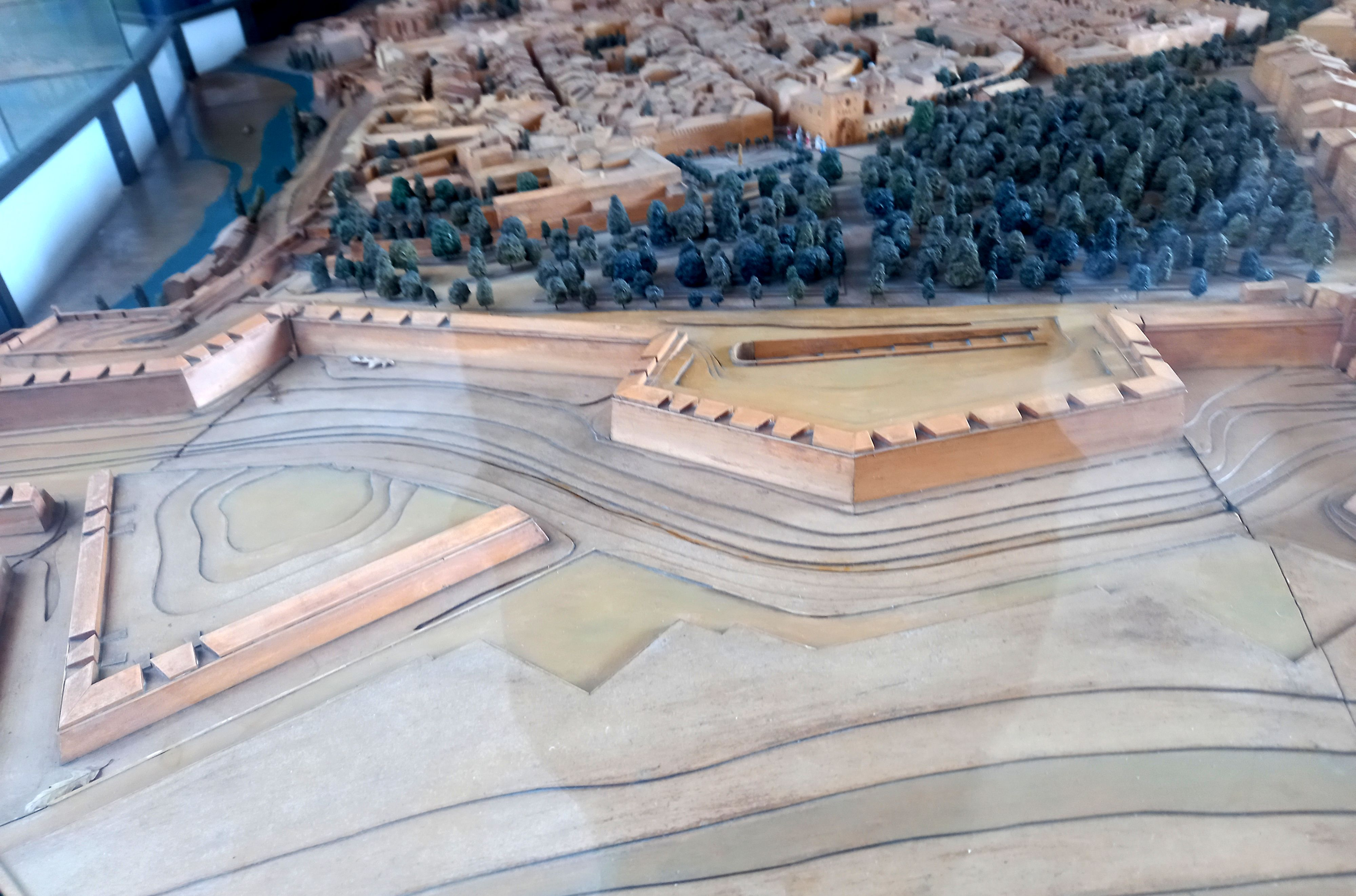
Baluarte de la Taconera, a la izquierda el revellín de San Roquemismo nombre[o]
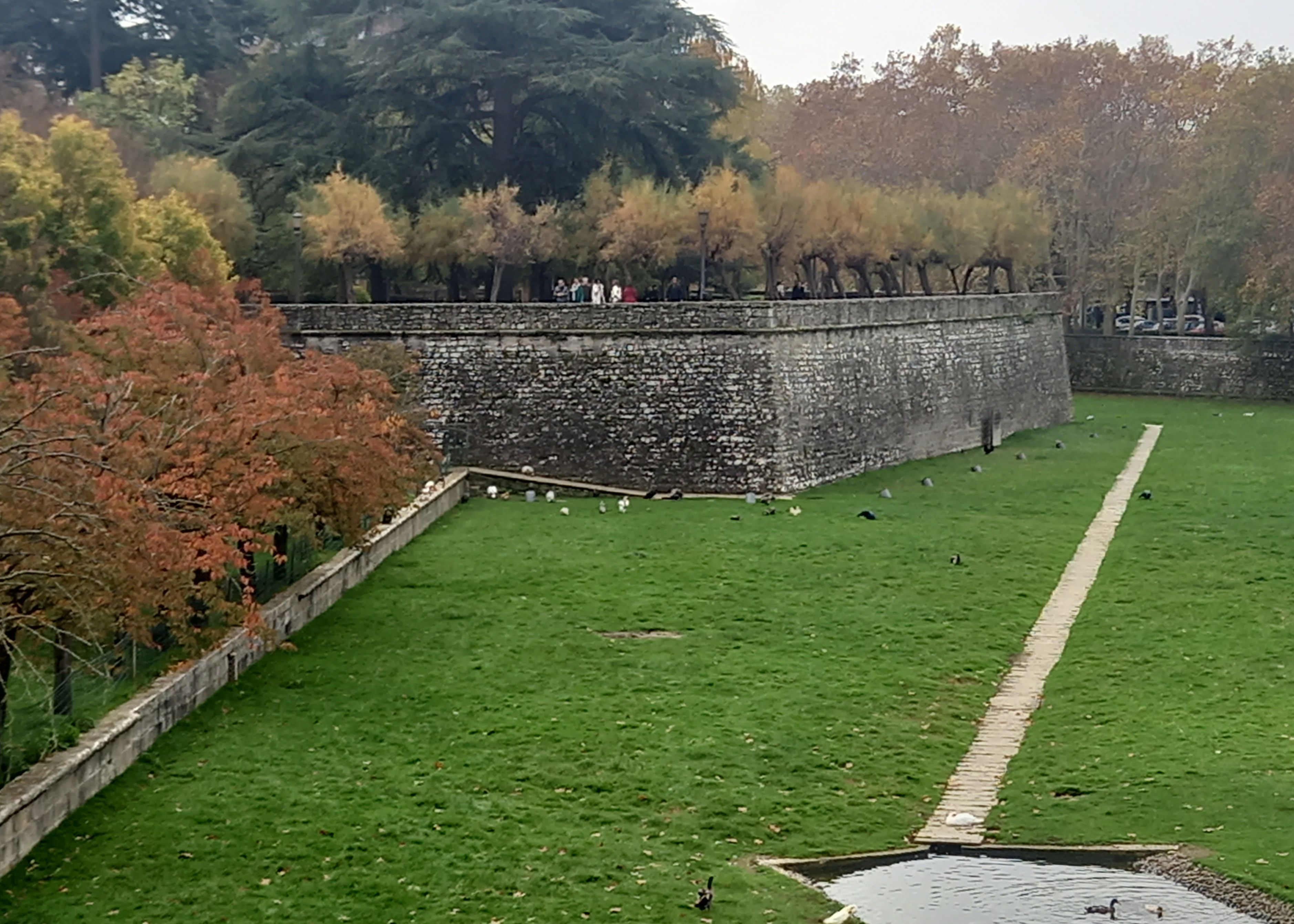
Baluarte de la Taconera, visto desde el oeste
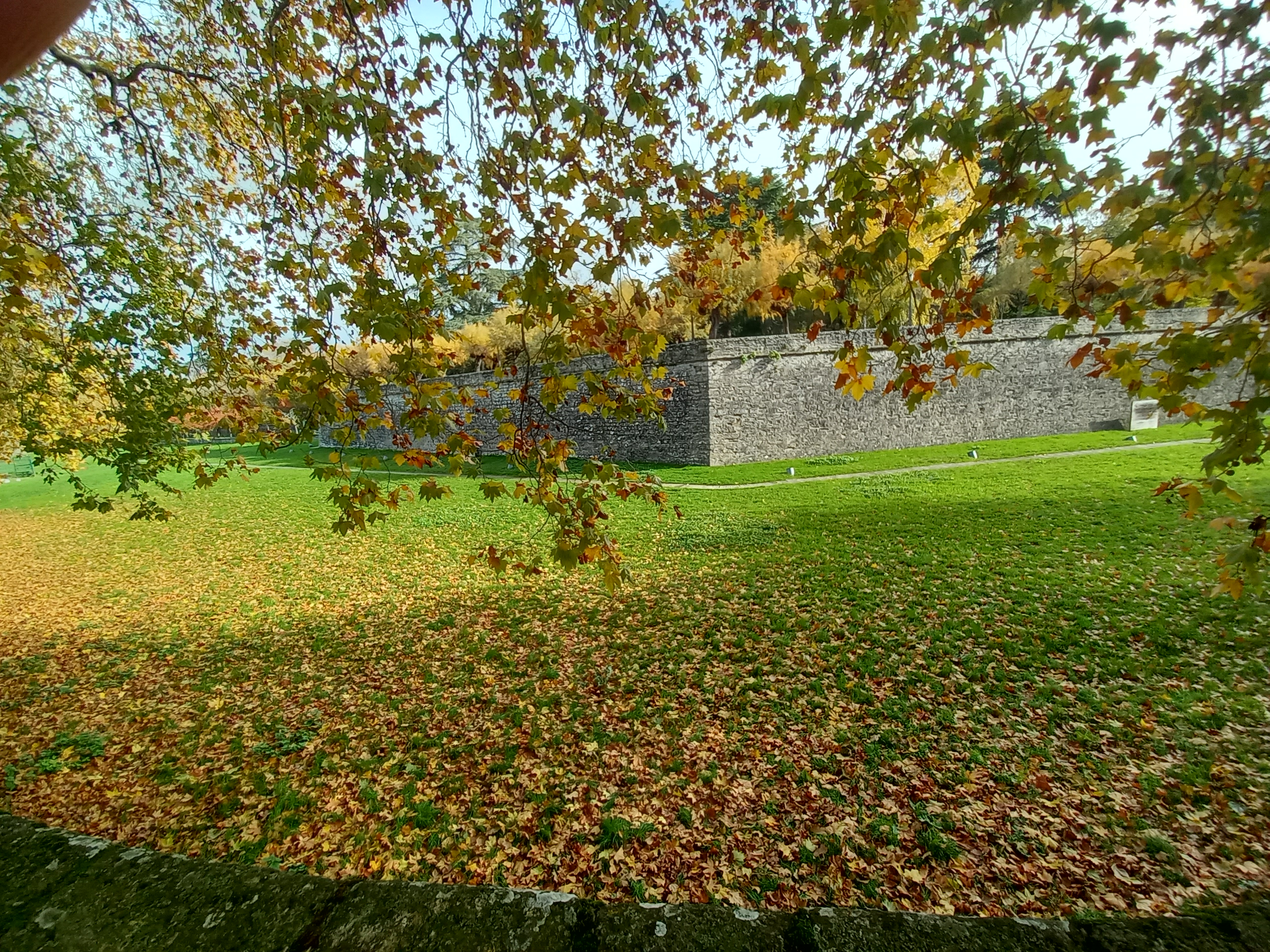
El baluarte de la Taconera, visto desde el este

### Portal de la Taconera y unión con la Ciudadela
En 1641 Juan de Garay proponía la construcción de una media luna frente a la puerta de la Taconera, que debería disponer de un puente levadizo, por la documentación disponible se sabe que al año siguiente se comenzó esta obra. En cualquier caso, el portal no se concluyó hasta 1666, siendo virrey Francisco Tuttaviilla, duque de San Germán, con un diseño similar al del Portal de San Nicolás, que se construyó en esa misma fecha. Suponía la entrada de la ciudad del Camino Real de Estella; incluía un puente levadizo sobre el foso, y era defendido por un revellín exterior. Como otros portales de la ciudad, este de la Taconera, fue eliminado en 1905 para facilitar el paso de vehículos, segúFfrontn proyecto del arquitecto municipal Julián Arteaga; así se dejó libre para la circulación de vehículos una entrada de 15 metros, disponiéndose en cada uno de los lados un templete de inspiración modernista, sobre columnas de hierro fundido. Afortunadamente los escudos y las piezas más representativas del antiguo portal fueron conservadas en los almacenes municipales, y en 2002 el Ayuntamiento reconstruyó el portal cerca de su ubicación original, junto al foso de las antiguas murallas. El revellín que defendía el portal perduró durante varias décadas pero, finalmente, sus restos quedaron enterrados bajo el parque Antoniutti. Desde este Portal el frente de la Taconera se prolongaba hasta alcanzar los fosos de la Ciudadela.

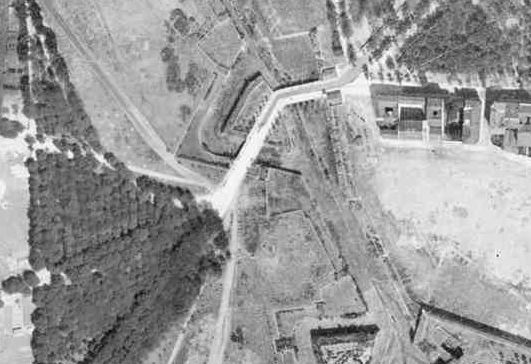
Restos del camino y revellín de la taconera en una ortofoto de 1930
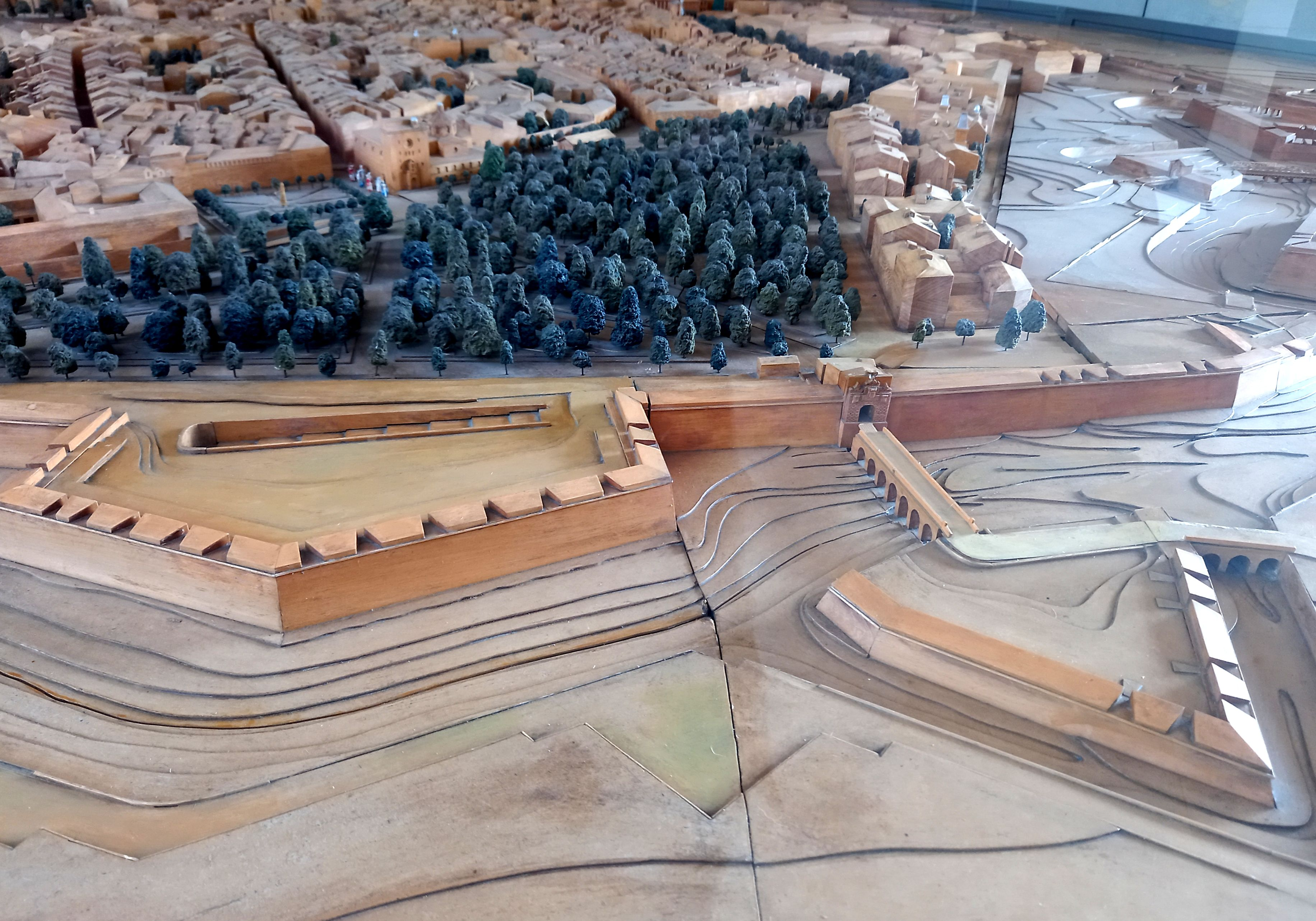
Baluarte y Portal de la Taconera, con su revellín y puente de acceso.[o]
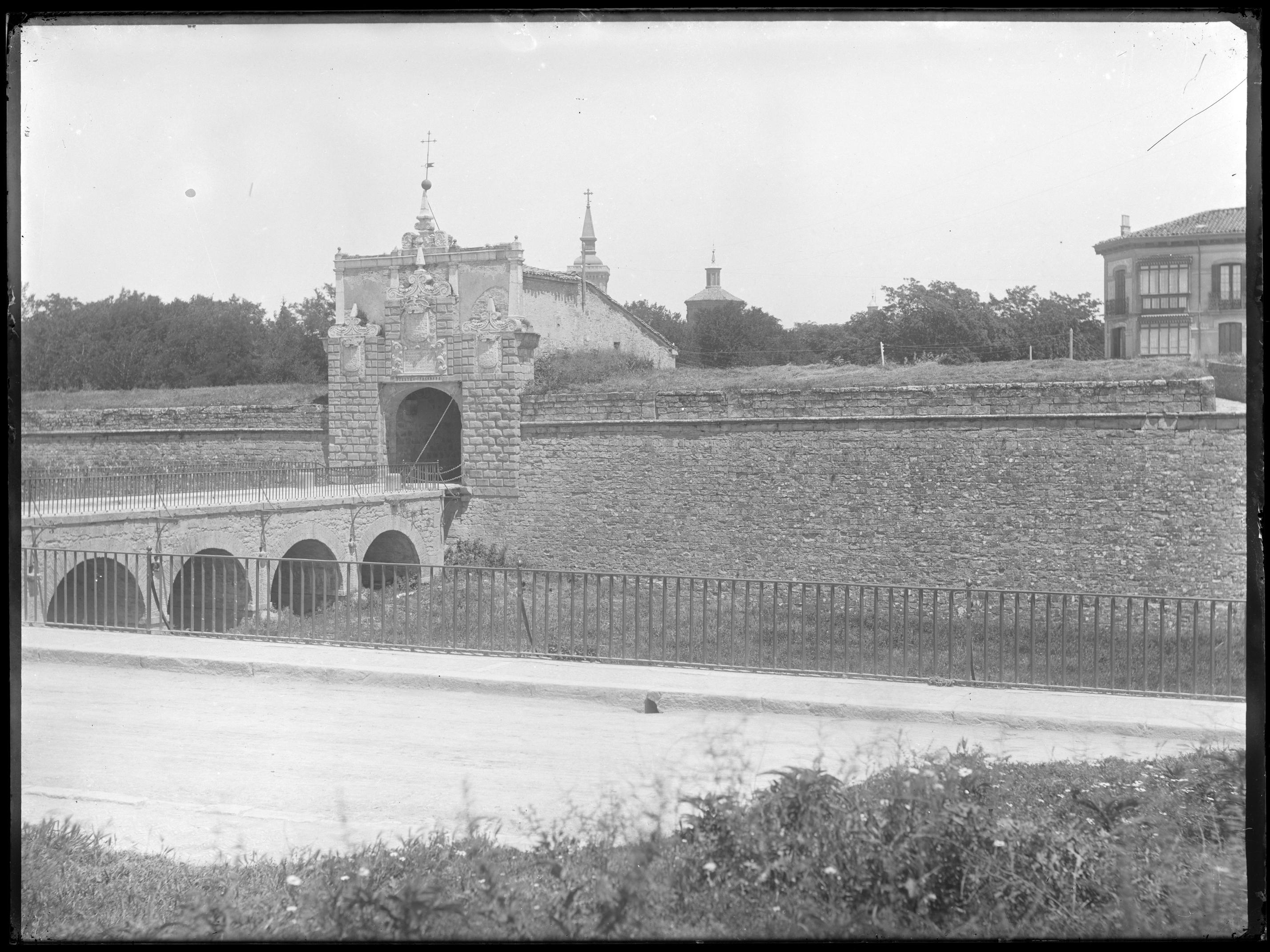
El portal y puente de acceso en una fotografía de Altadill
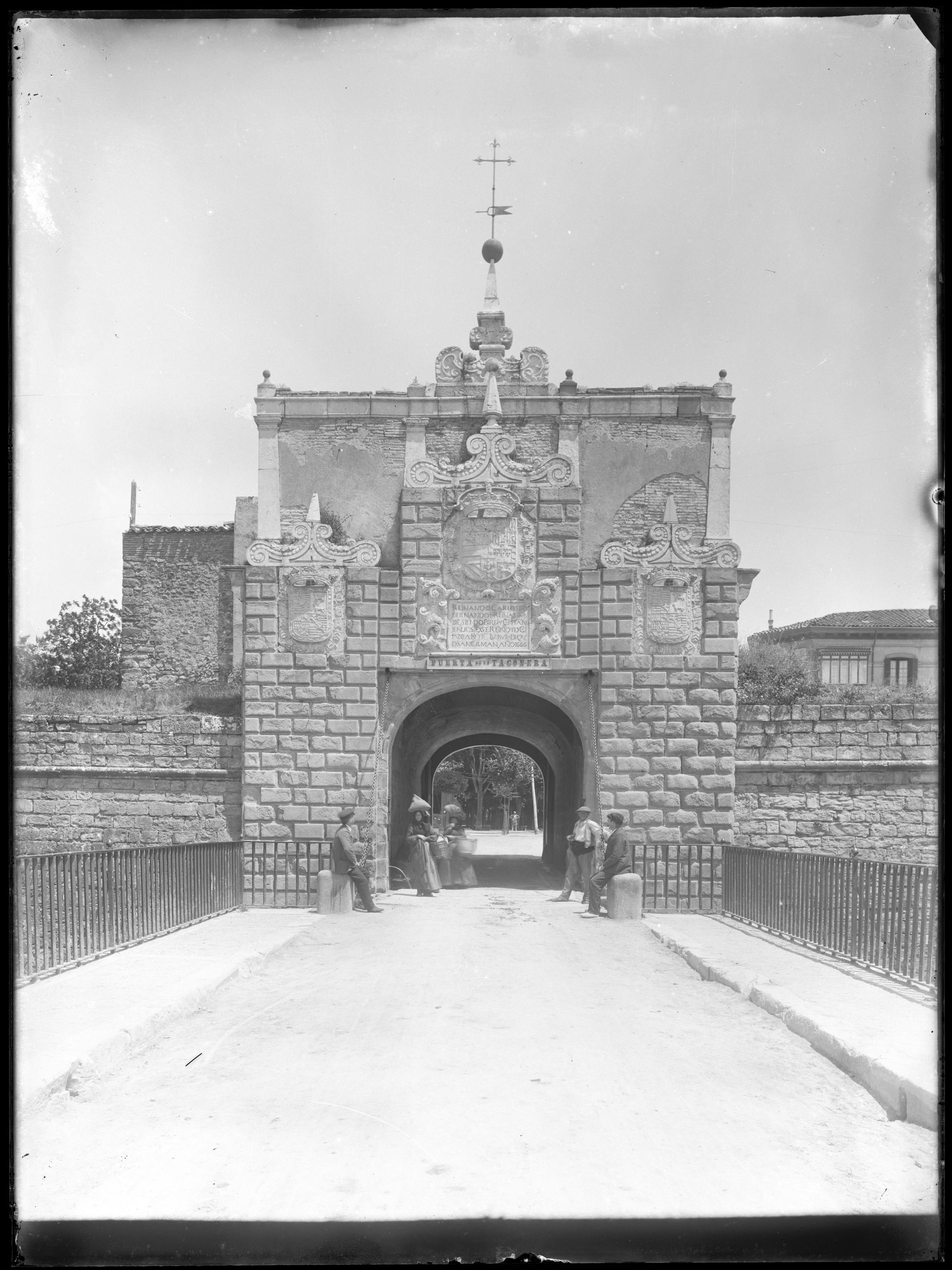
El Portal en una fotografía de Altadill
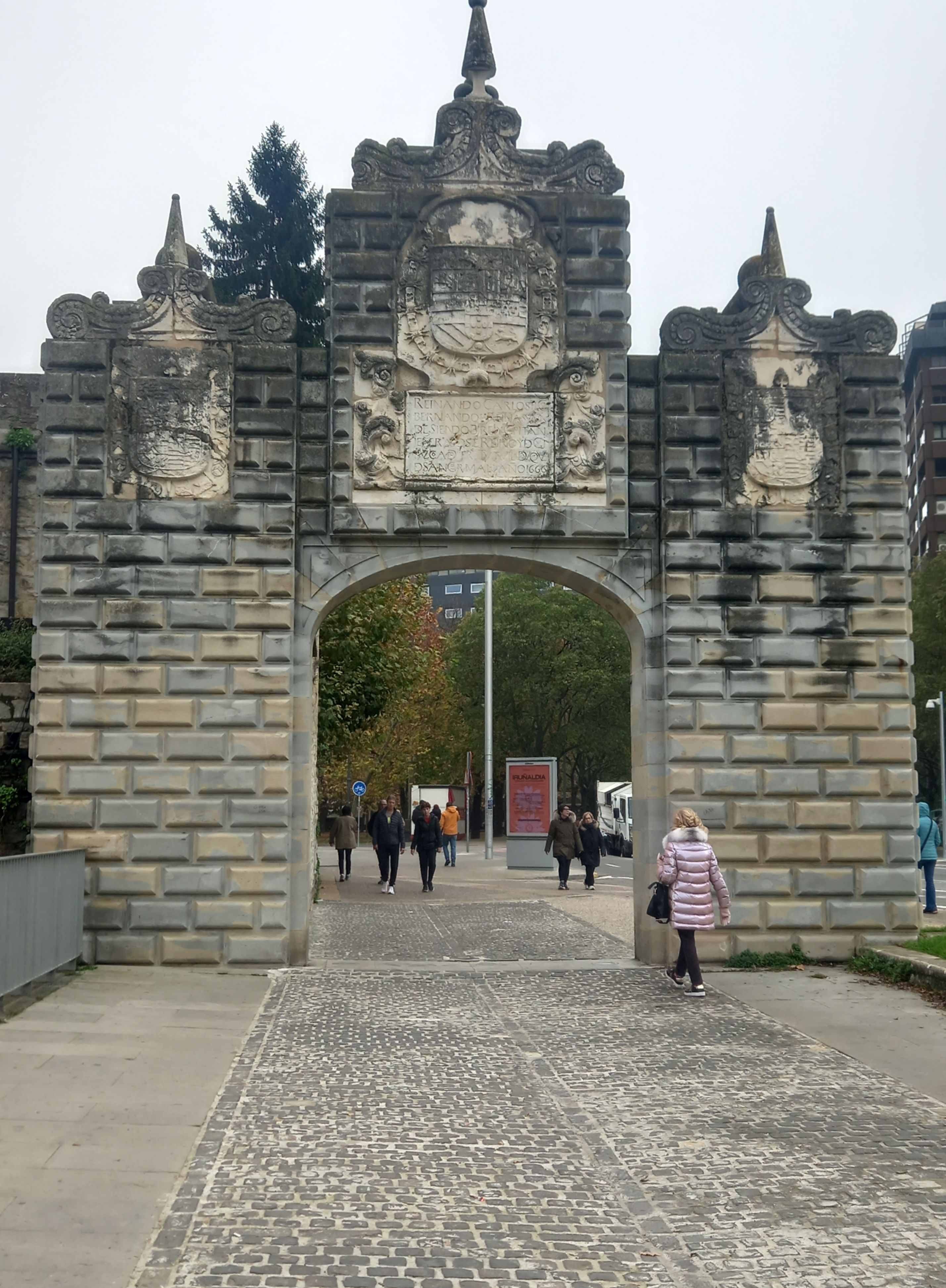
El Portal tal como quedó reconstruido en 2002.

## La Ciudadela

En 1571 el rey Felipe II, encargó a Jorge Jacobo Palera, el Fratín, las trazas de una nueva fortaleza que defendiese de posibles enemigos exteriores la ciudad de Pamplona, y asegurase así mismo el poder real; así lo había aconsejado al rey dos años antes el ingeniero Juan Bautista Antonelli. Un año después, en 1572, era nombrado virrey de Navarra Vespasiano Gonzaga, marqués de Sabioneda y duque de Trayetto, quien tuvo también una intervención directa en el proyecto. El mismo año 1571 comenzada la construcción, en 1574 se trasladaron a ella los soldados que estaban de guarnición en Estella, y en 1581 había quedado terminado el pentágono que formaba la ciudadela y los cinco baluartes, aunque las cortinas que los unían aún no habían sido revestidas de piedra y quedaban formadas solo por fajina y tierra. Las obras continuaron, pero hasta 1646 no se concluyeron, para ese año se había construido una media luna frente a cada una de las cinco cortinas que unían los baluartes, así como un fuerte y profundo foso a su alrededor, con sus contraescarpas de piedra, caminos cubiertos y plazas de armas.

### Baluartes
La dimensión de los baluartes responde al diseño del Fratín, del año 1571, recogiendo las variaciones introducidas por Gonzaga sobre un proyecto anterior en que tenían un menor tamaño. Por su forma se trata de baluartes regulares, pues su planta es simétrica respecto al eje central y  llenos, pues están terraplenados interiormente de modo que las plataformas en que se sitúan las cañoneras cubren toda la planta de los baluartes y quedan en continuidad con el paseo de ronda de los muros cortina; el acceso a esas plataformas se realiza desde el interior de la ciudadela mediante rampas que facilitan el transporte de las pesadas piezas de artillería. Los planos que se conservan muestran ya las casamatas retrasadas en el encuentro de los flancos con las cortinas, y el acceso a estas mediante galerías abovedadas que atraviesan el terraplén de las cortinas. 

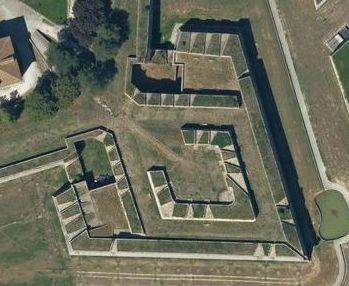
Baluarte Real o de San Juan

Los baluartes actuales disponen en los dos flancos de unas plazas bajas, de modo que en esa zona los baluartes contaban con dos series de baterías, las situadas en ese esa zona y las del plano superior del baluarte. Esta era ya la configuración prevista en 1672, pues un informe de esa fecha del ingeniero Rinaldi incluye un plano en que figuran esas plazas bajas en los ángulos de comunicación de los baluartes con la muralla, aunque solo se hicieron después, hacia 1687. En esa fecha los baluartes deberían ser más altos, pues en ese mismo informe se aconseja rebajarlos pues con la altura que tenían cuanto más se acercara el enemigo a la muralla, quedaría más a cubierto; el Consejo de Guerra aceptó esa sugerencia, y se puso en ejecución.
A la configuración descrita, el baluarte Real o de San Juan añade sobre su plano superior, un caballero, a modo de un segundo baluarte construido sobre el que le sirve de base; dotado de otro conjunto de baterías que, por su posición, tenían más alcance. Su construcción consta en el cuaderno de cuentas de los años 1688-1690.

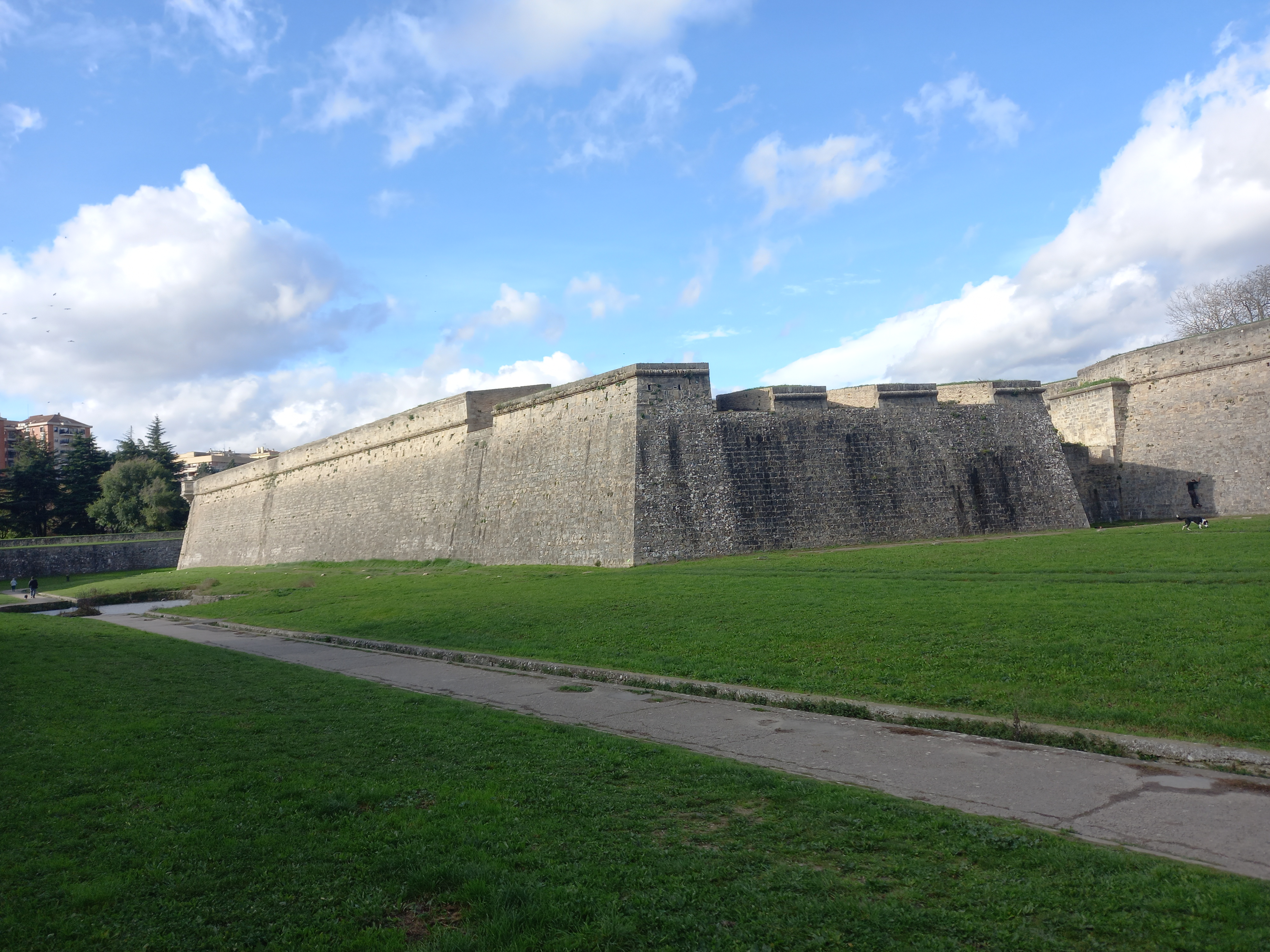
Cara y flanco del baluarte de Santa María
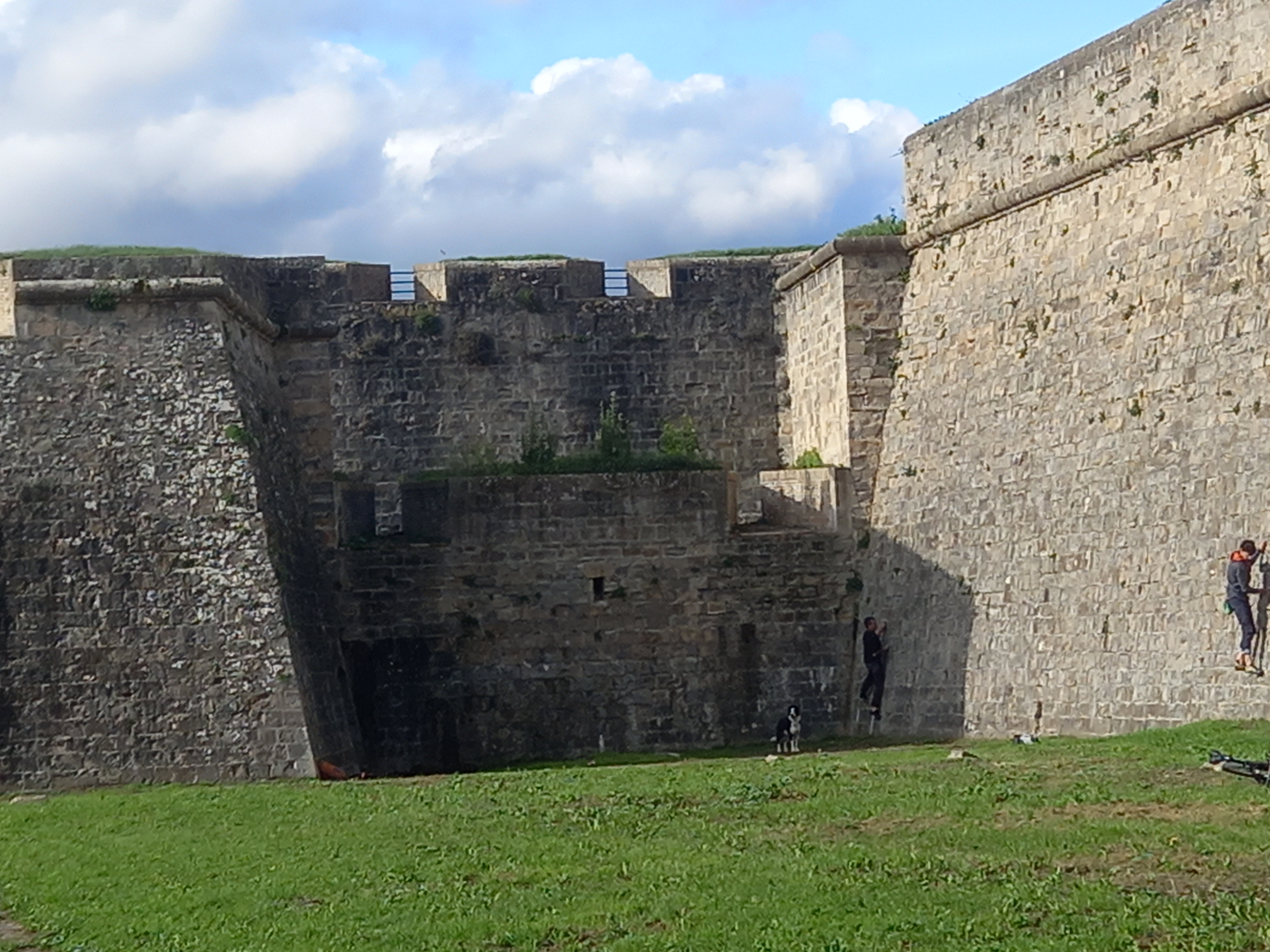
Casamata en el encuentro del flanco del baluarte de Santa. María con el muro cortina
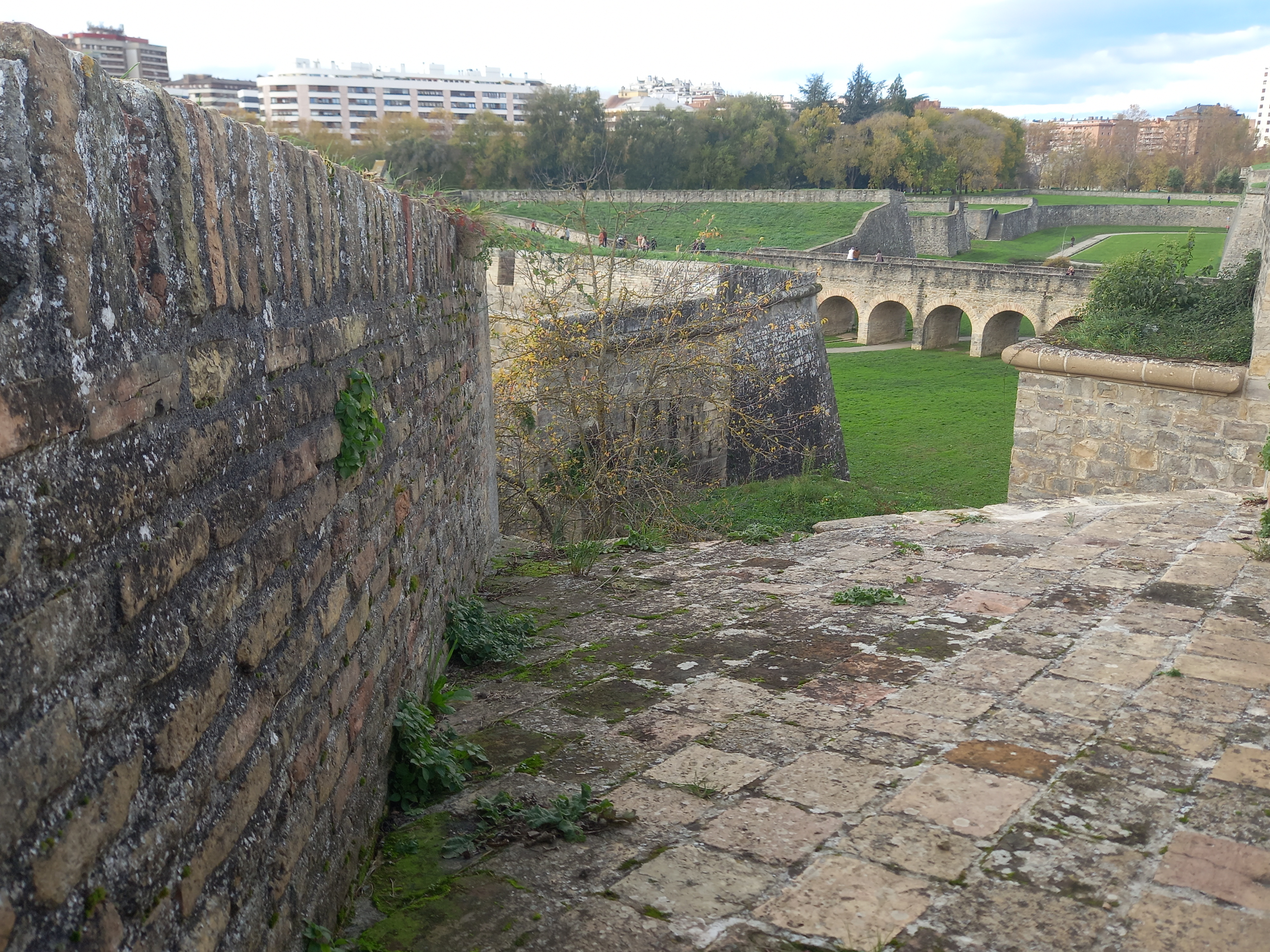
Baterías bajas vistas desde una aspillera del plano superior del baluarte de Santa María
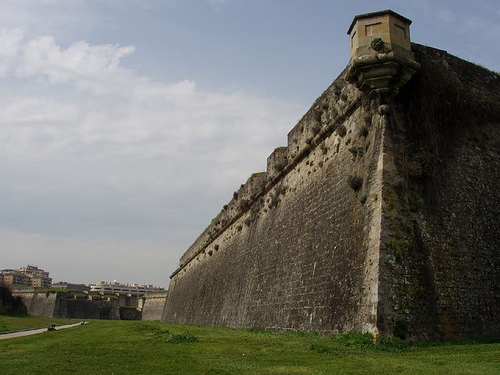
Ángulo del baluarte de San Juan, al fondo el baluarte de Santa María

#### Mutilación de los baluartes de San Antonio y la Victoria
Una Real Orden de 21 de marzo de 1889 autorizaba el derribo del frente de la ciudadela que lo separaba de la ciudad; en consecuencia, se derribaron dos tercios de los baluartes de sus extremos (el de San Antón al oeste, el de la Victoria al este) y la cortina que unía el baluarte de la Victoria con la puerta principal de la Ciudadela; por lo demás se vació el terraplén de ese tramo, quedando ese espacio a nivel de la plaza interior de la ciudadela. La medida había sido solicitada por el Ayuntamiento con el fin de construir el primer ensanche de la ciudad. Se rellenaron además los fosos, desde el baluarte de la Victoria al Real, quedando así enterradas las medias lunas de Santa Teresa y San Lucía; proporcionando un terreno en el que se construyeron diversas instalaciones militares. En 1966 el Ejército cedió al Ayuntamiento la ciudadela, habiéndose producido antes el traslado a otros emplazamientos de los cuarteles existentes en la calle Yanguas y Miranda y comienzo de la avenida del Ejército. Dentro de las obras realizadas por el Ayuntamiento para adaptar el recinto a su nueva función como parque y centro cultural, se reconstruyó el tramo del muro cortina demolido entre la puerta principal y el baluarte de San Antón.

#### Palacio de Congresos, el Baluarte
En el terreno que la retirada de los cuarteles había dejado libre al inicio de la avenida del Ejército, entre 1999 y 2003, se construyó el Palacio de Congresos y Auditorio de Navarra. En la excavación realizada para la construcción de los sótanos, en gran parte ocupados por un aparcamiento subterráneo, salieron a la luz los restos enterrados del baluarte de San Antón y una de las caras del revellín de Santa Teresa, así como las contraescarpas de los fosos. A la vista de estos restos la Institución Príncipe de Viana exigió su conservación, al menos en su mayor parte; esto obligó a una modificación del proyecto inicial, para integrarlos en una de las áreas expositivas del primer sótano. Finalmente, el Palacio de Congresos adoptó como marca comercial, Baluarte.

### Medias lunas y contraguardias
Hasta 1608 la única defensa externa que tenía la ciudadela era un foso excavado en tierra, seco, y sin contraescarpa, al que Felipe III mando reforzar en ese año con una estacada. Posteriormente se añadió delante de cada muro cortina una media luna, su construcción quedó ya completadas en 1645, aunque, aún en 1680, solo la correspondiente a la puerta principal estaba recubierta de piedra. Las medias lunas y contraguardias que actualmente se conservan, todas recubiertas de piedra, fueron impulsadas por el virrey Enrique Benavides y Bazán, según el dictamen del ingeniero Juan de Ledesma; en un primer proyecto de este ingeniero de 1685 solo se preveía rehacer cuatro medias lunas, pues la de la puerta principal se consideraba suficiente; sin embargo, finalmente se reconstruyeron las cinco medias lunas —es decir, una ante cada muro cortina—, dotando de contraguardias a las dos que corresponden a los muros más expuestos al exterior, y que ahora quedan en la Vuelta del Castillo.
Las medias lunas situadas en el interior del foso que rodea la ciudadela, disponen una garita en el ángulo frontal, con parapetos continuos en sus dos caras; la planta de la gola, donde no existe parapeto, presenta un ángulo muy abierto con el vértice hacia el muro cortina y los lados paralelos a las caras de los baluartes contiguos. La contratación de estas obras se inició en octubre de 1683, en enero de 1685 se encargan los cuatro escudos con armas del virrey que debían ponerse en cada una de las cuatro medias lunas, con una inscripción que recordase que se habían hecho reinando Carlos II de Castilla y V de Navarra, siendo virrey don Enrique Benavides y Bazán. En cualquier caso la ejecución de estas obras se prolongó hasta 1689, bajo los virreinatos de Ernesto Alejandro Domingo de Croy Ligne, príncipe de Chimay, y Alejandro de Bournonville, incluyéndose también la construcción en piedra de las contraescarpas.

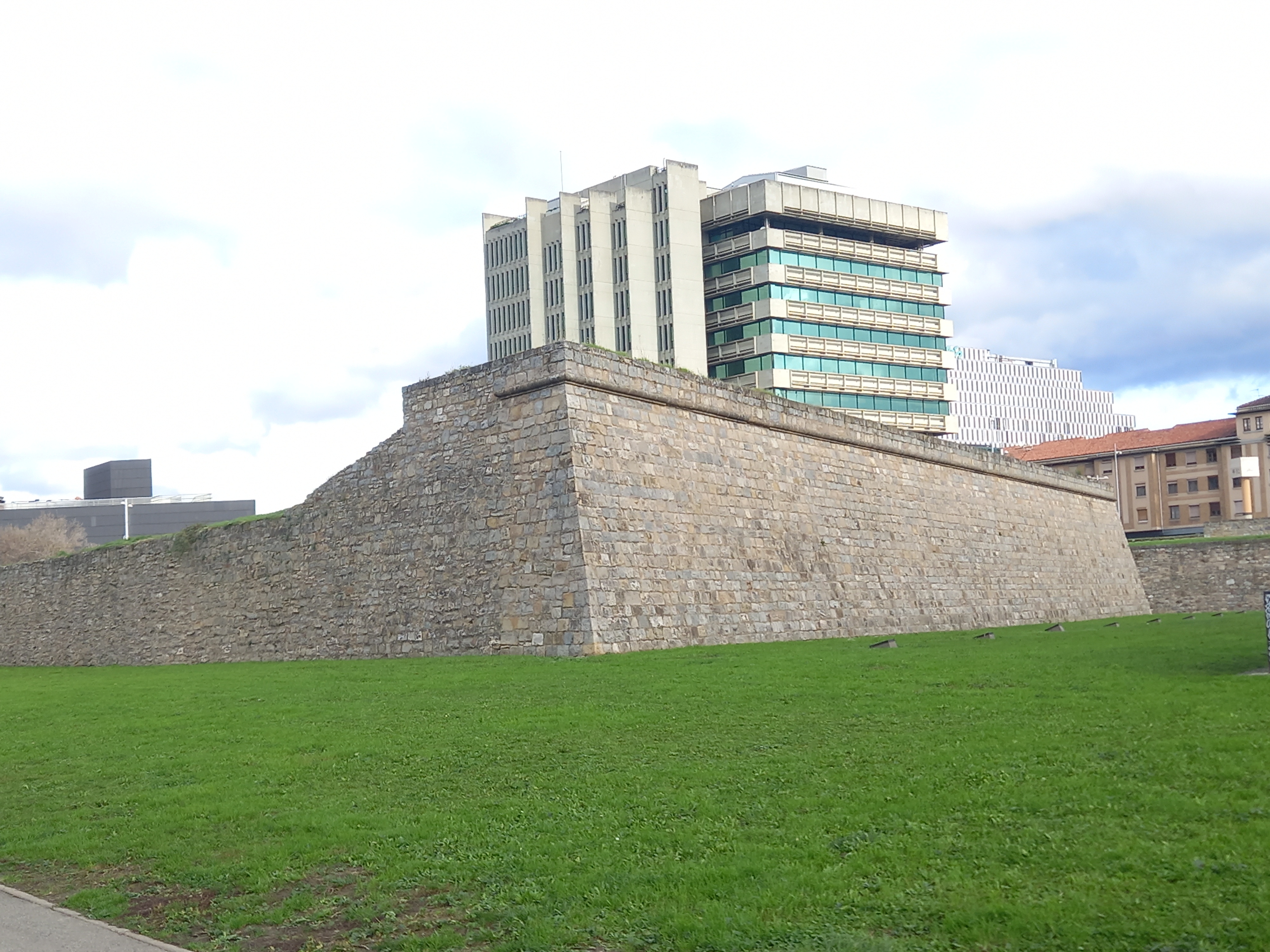
Media luna de Santa Lucía, cara sur
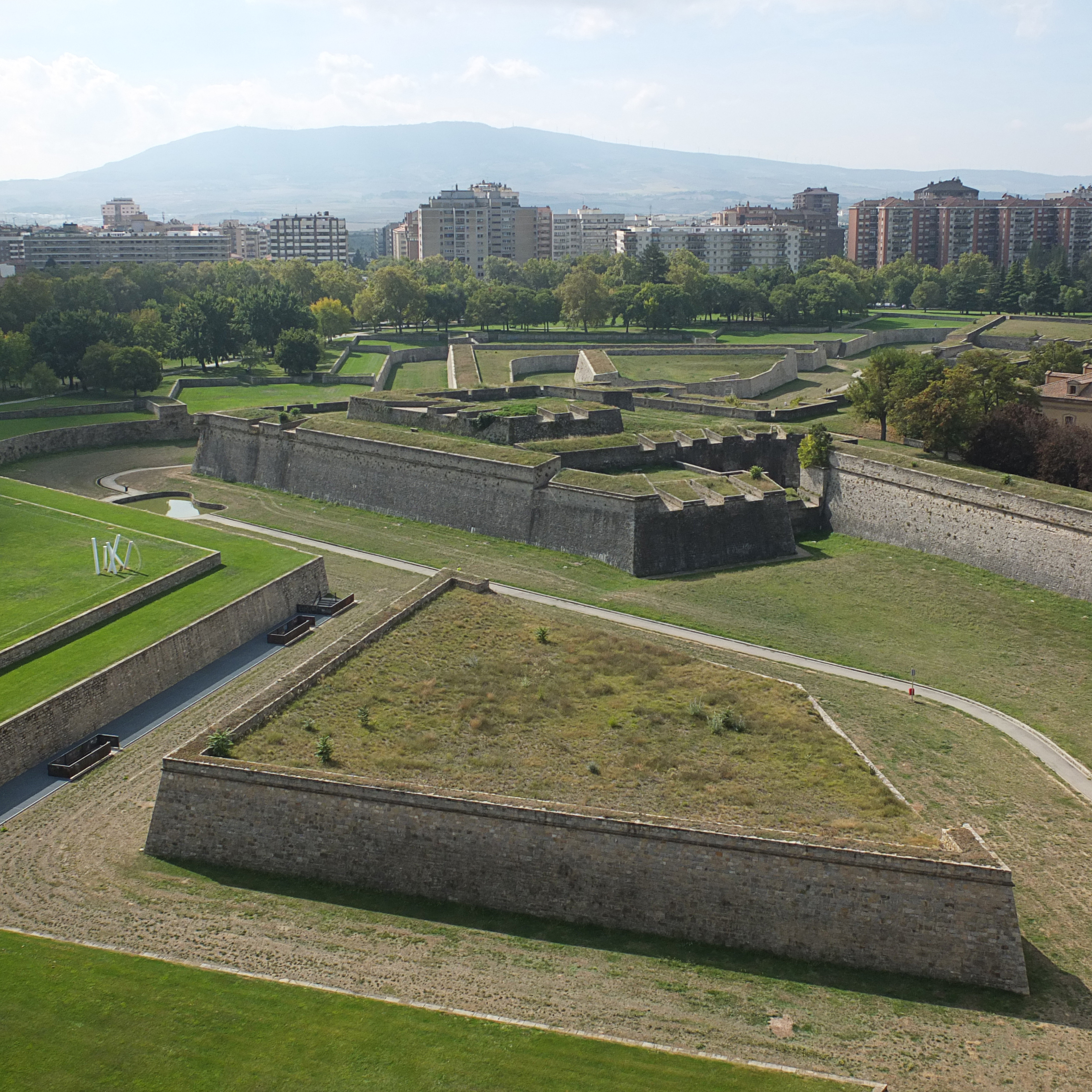
Media luna de Santa Lucía, al fondo Baluarte Real
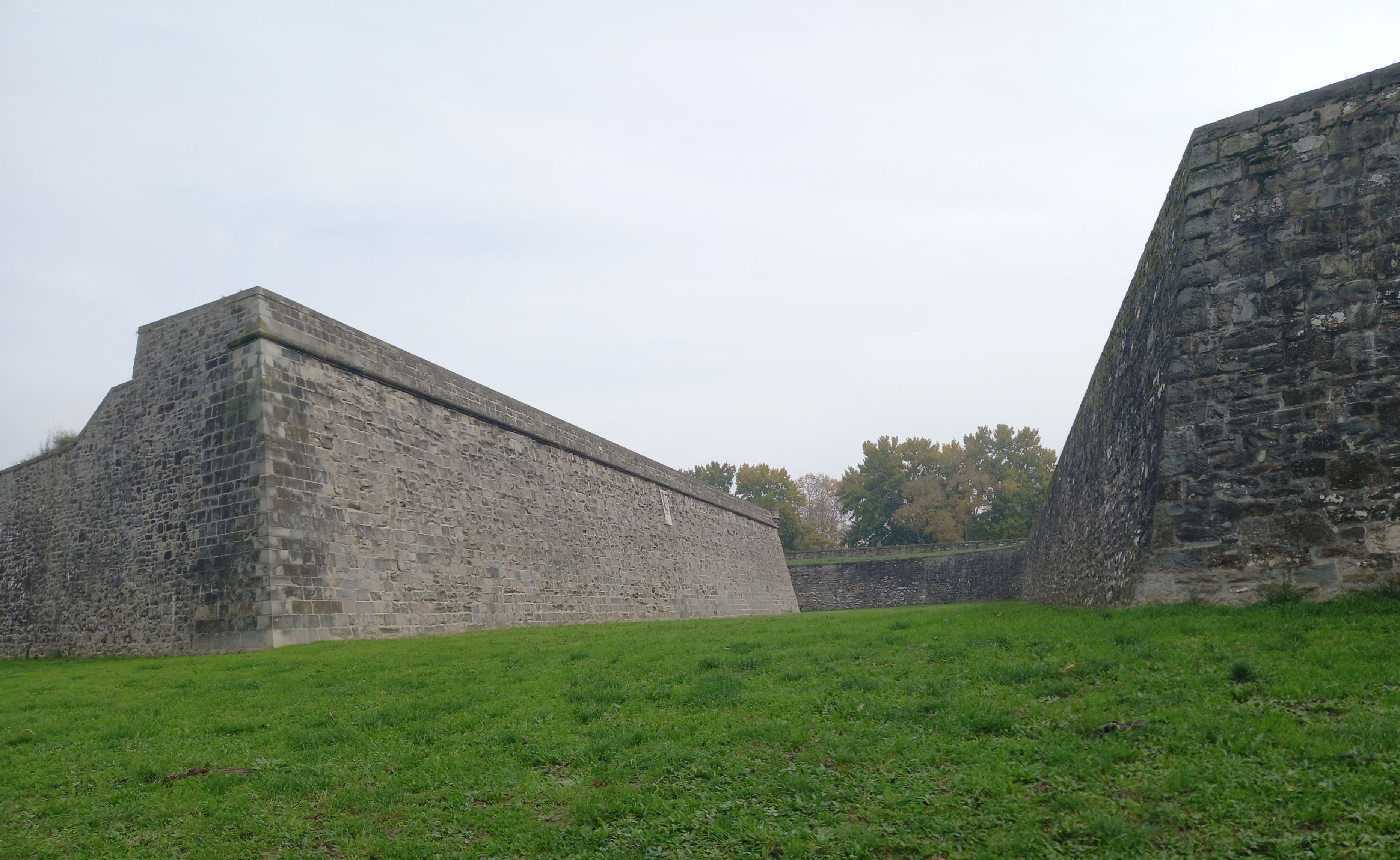
Media luna de Santa Clara, a la izquierda, y su contraguardía, a la derecha
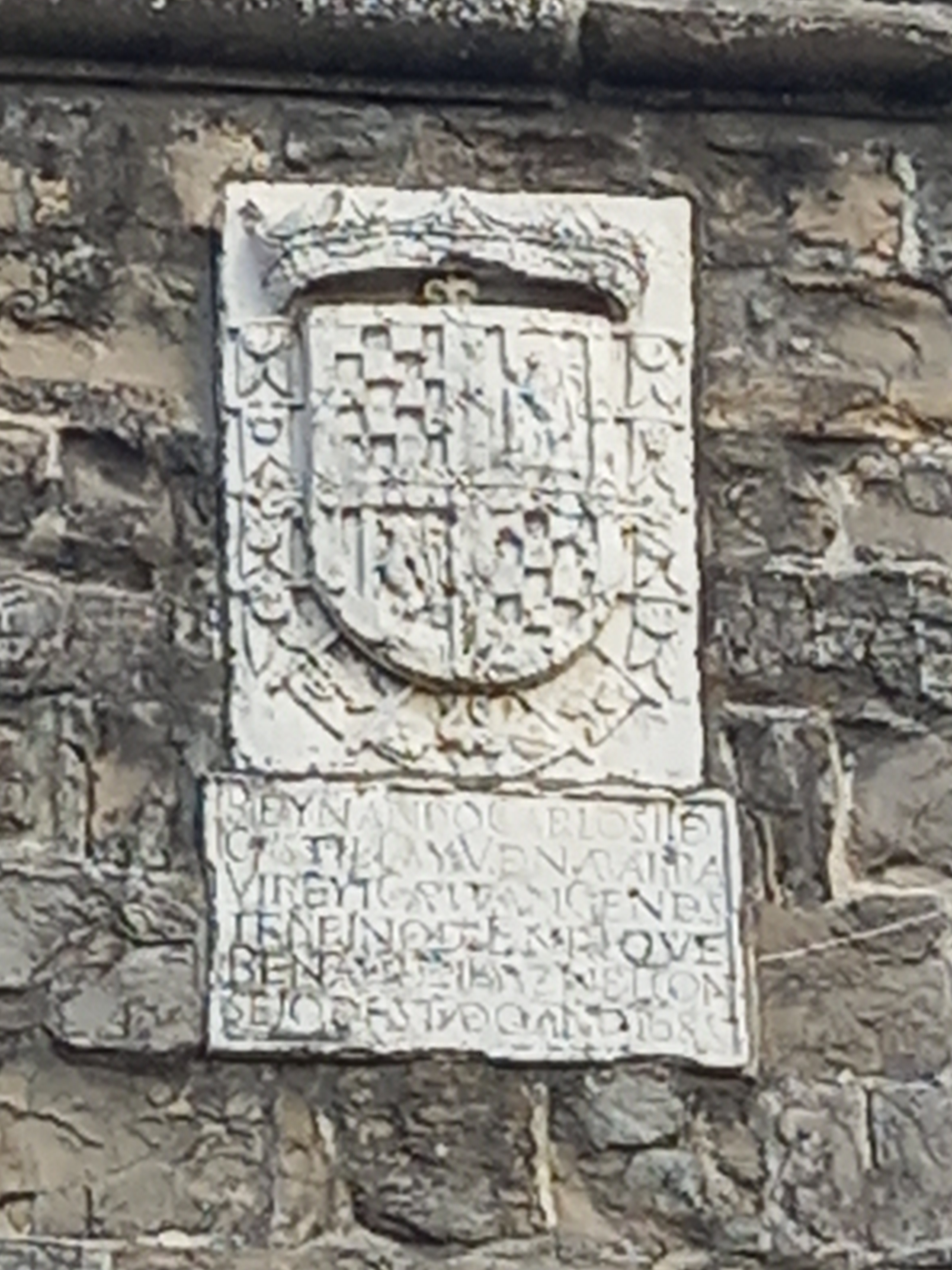
Armas del virrey que se conservan en la contraguardia de Santa Clara

### Portal principal
En el centro del muro cortina que unía el baluarte de la Victoria con el de San Antón, se situaba la puerta principal de la ciudadela, que la conectaba con la ciudad. La puerta estaba defendida por la media luna de Santa Teresa, que era atravesada por la cara izquierda por el puente que salvaba el foso y daba acceso a la puerta principal. La seguridad de esta puerta seguía el sistema tradicional, que se utilizaba en la mayor parte de los portales de las fortificaciones de Navarra: el de la Taconera, el de San Nicolás y la Puerta del Socorro; es decir en todos los casos en que, delante la puerta, la topografía presenta un terreno prácticamente llano, en el que para su defensa se excavó un foso. La lápida situada sobre la puerta indica el año 1571, siendo virrey Gonzaga; mantiene actualmente un diseño muy sencillo, con un simple tejaroz sobre el que se sitúa esa lápida. En 1645, cuando se construyeron las medias lunas exteriores, y se dio por concluida la ciudadela, para conmemorarlo se colocaron en la parte superior del portal tres escudos: en el centro, las armas reales de la corona de España (Castilla, León, Navarra, Aragón, Nápoles, Jerusalén y Hungría, con los escudetes de Portugal y Borgoña, y Granada en punta); y a los lados los de los virreyes que dieron el último impulso a la ciudadela: Álvarez de Toledo, conde Oropesa (1643-46) y Ponce de León (1646-1649).
En los años veinte del siglo XVIII hubo algunas propuestas para proporcionar un diseño más elaborado al portal, enmarcando la puerta entre unas dobles pilastras, que dejaban entre ellas el escudo real, pero nada de eso se hizo. Poco después, en 1756, el portal se completó con el Cuerpo de Guardia formado por dos casillas porticadas que encuadran por el interior el portal; además se construyó sobre el portal un cuerpo superior con una arcada.  Cuando en 1889 se derribaron parcialmente los baluartes del muro cortina en que se situaba la puerta, se derribó también la media cortina que lo unía al baluarte de San Antón, mientras que se conservó la otra mitad de la cortina, manteniendo este tramo el paseo de ronda en toda su anchura. Cuando en 1964 se cedió al Ayuntamiento la ciudadela y todas sus defensas exteriores, y se abrió la avenida que recibió el nombre del Ejército, pareció conveniente recuperar el muro que había sido derribado, y así se hizo en 1970, utilizando además sillares de la antigua muralla; pero no se añadió el terraplenado de tierra que sostenía el antiguo paseo de ronda.

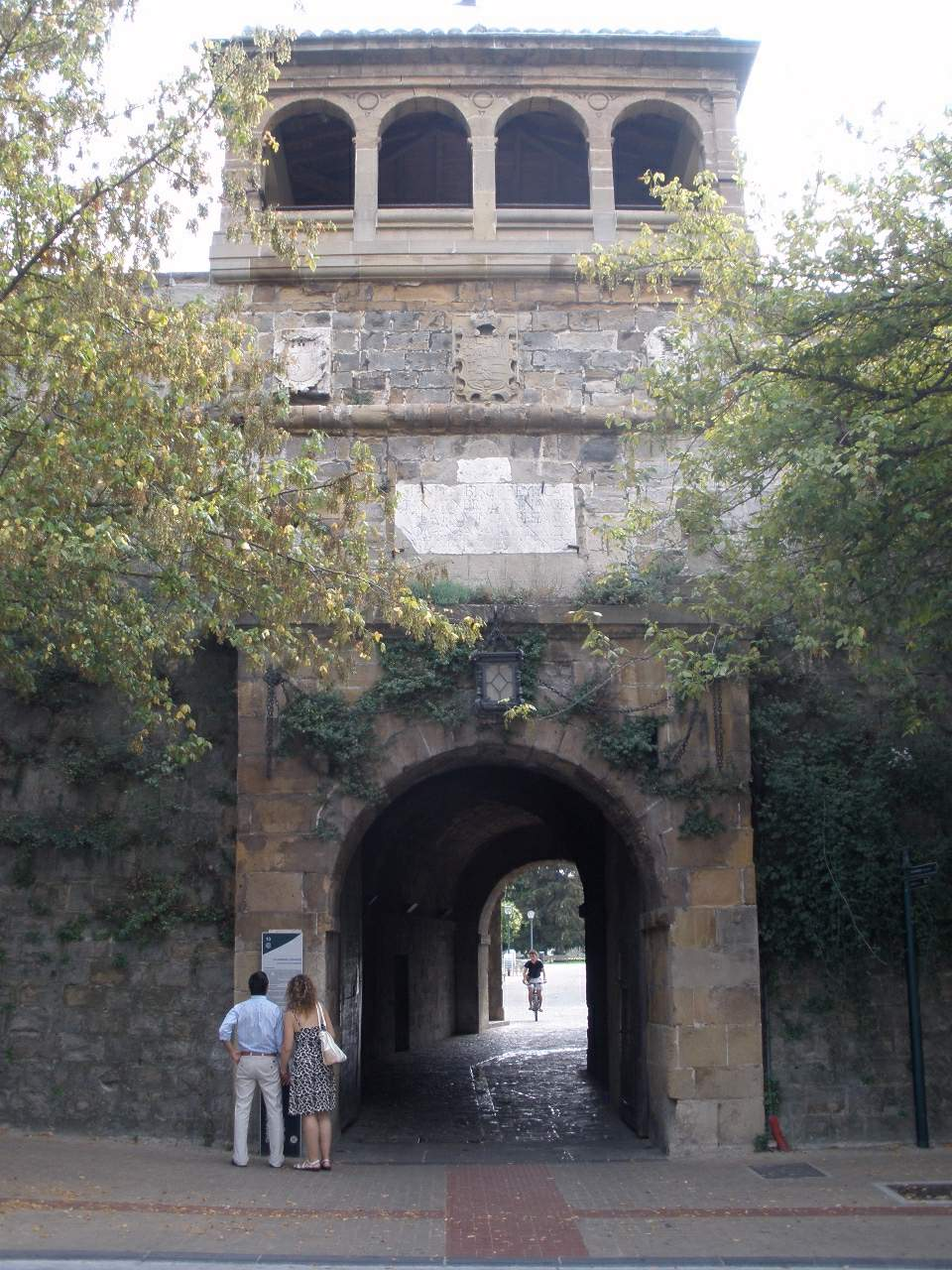
Puerta exterior, en avda. del Ejército
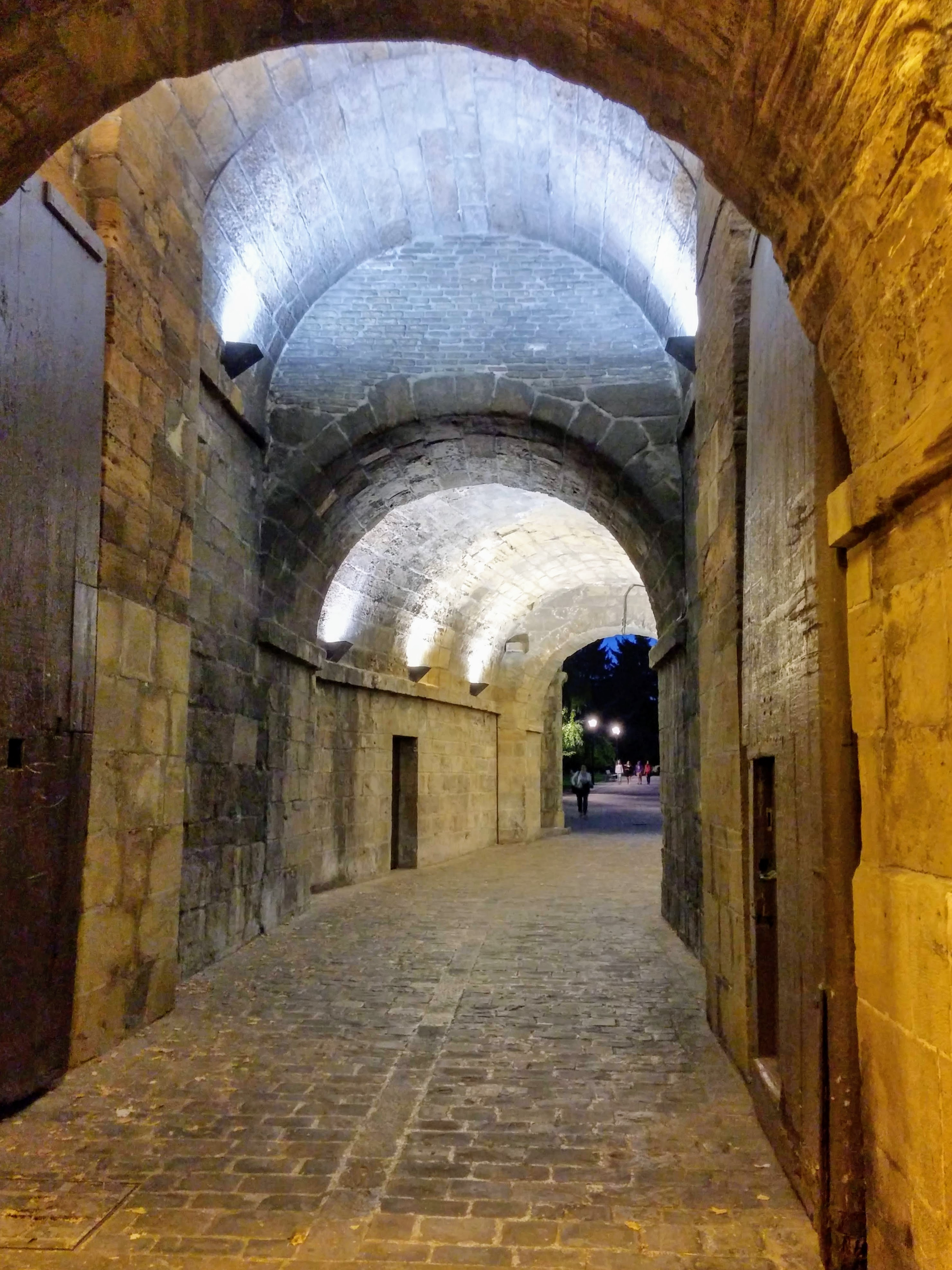
Pasaje bajo la muralla
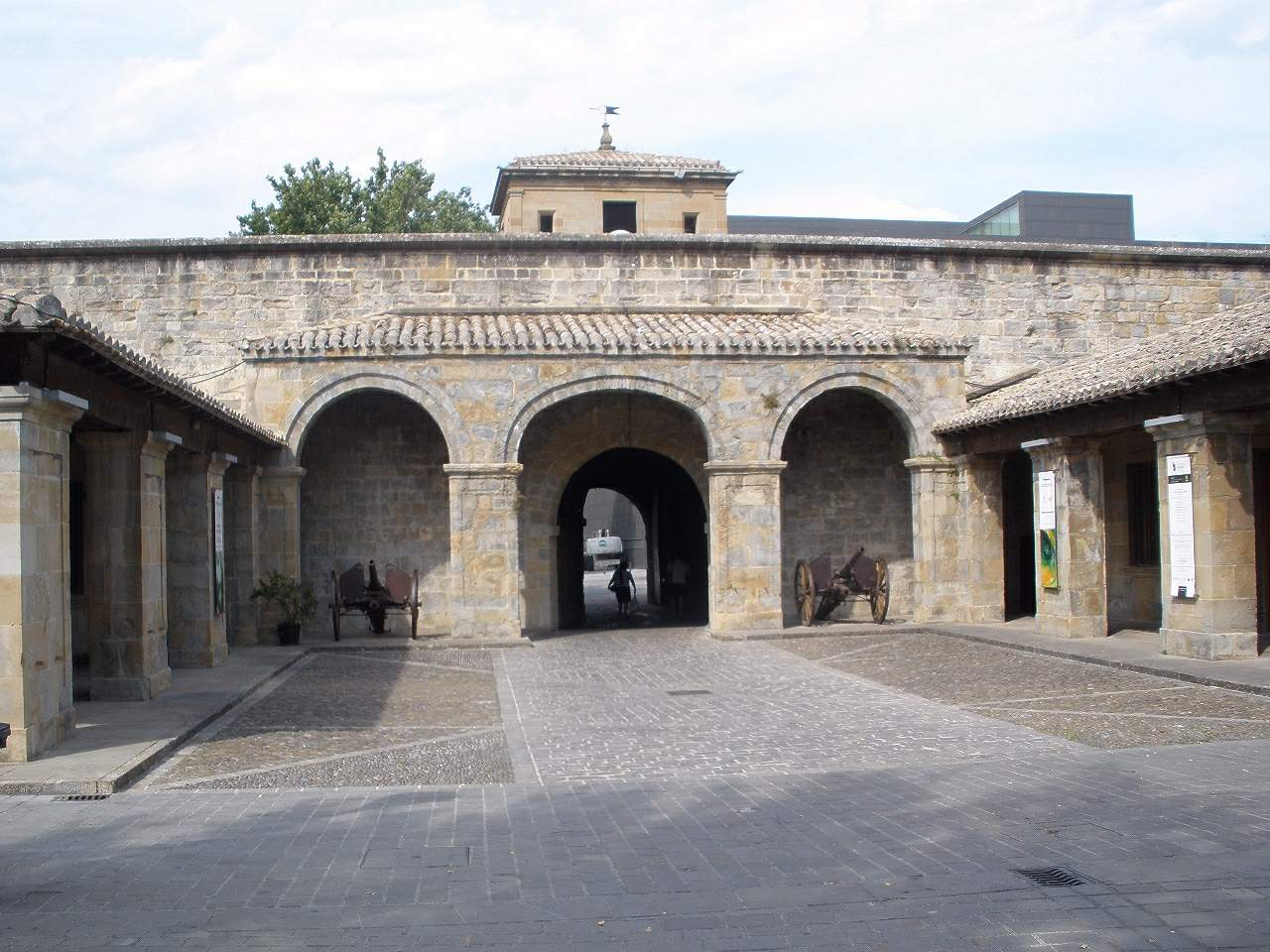
Plaza porticada del Cuerpo de Guardia
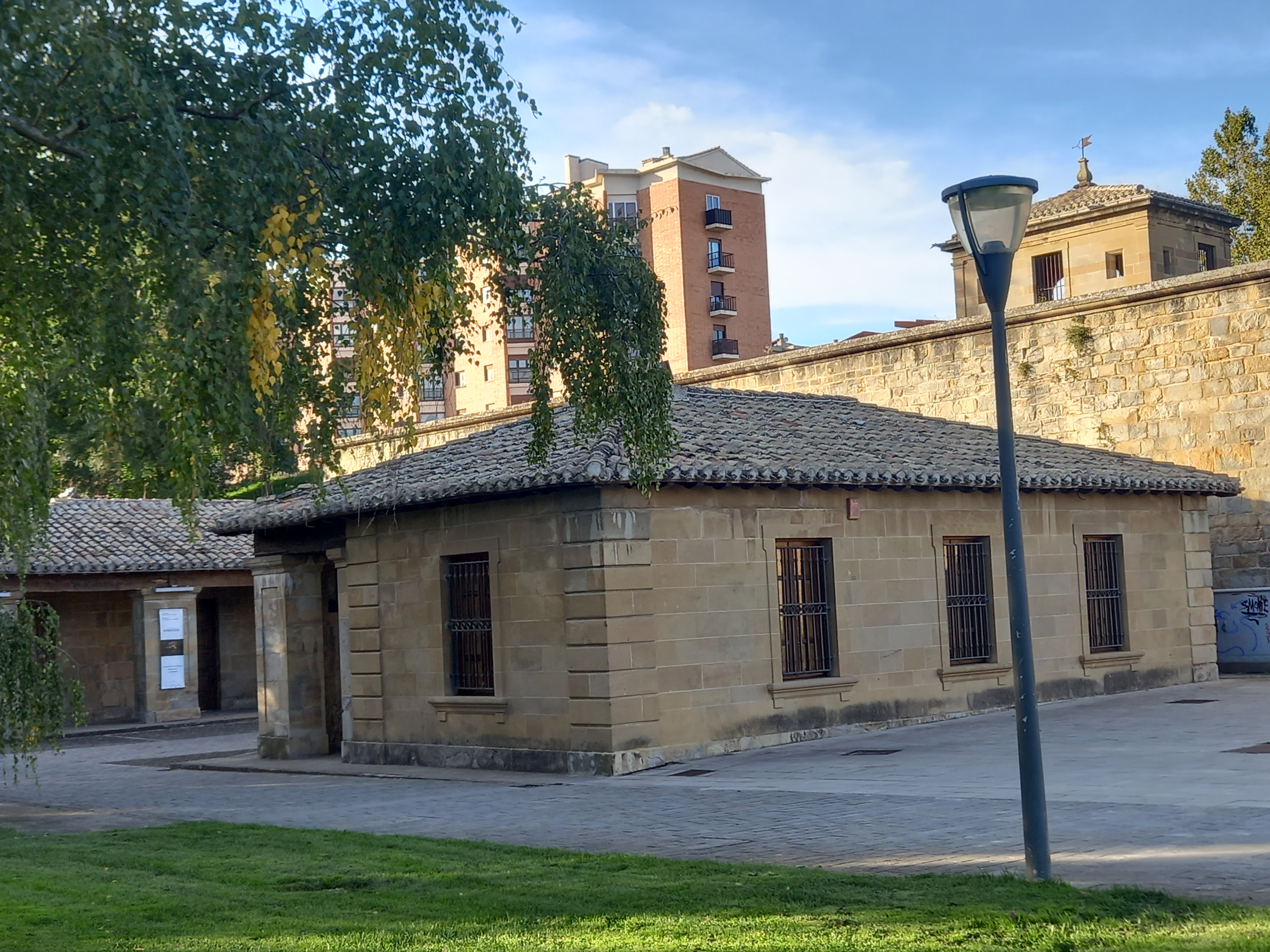
Casetas del Cuerpo de Guardia

### Puerta de Socorro
La Puerta de Socorro ocupa el centro de la cortina que une los baluartes de Santa María y de Santiago, queda defendida por la media luna de Santa Isabel y su contraguardia. El puente que le da acceso atraviesa esos dos elementos de la fortificación, disponiendo una puerta en cada una de estas construcciones. En la puerta, situada en el plano del muro cortina, que da acceso a la ciudadela, se dispone un puente levadizo de balancín. La denominación de esta puerta se refiere a su utilidad «para recibir socorro en caso de motín, o poner a salvo la guardia de la plaza cuando esta haya caído en poder del enemigo» Primitivamente esta puerta estuvo situada junto al flanco del baluarte de Santa María; ya en 1672 el ingeniero Rinaldi había señalado el inconveniente de esa posición, aconsejando trasladarla a la mitad de la cortina, de modo que pudiese defenderse con fuego cruzado desde los dos baluartes que limitan ese muro. Sin embargo, esa modificación y la construcción de la nueva puerta en el centro del muro no se realizó hasta 1720, bajo la dirección del ingeniero Ignacio Sala Garrigó.

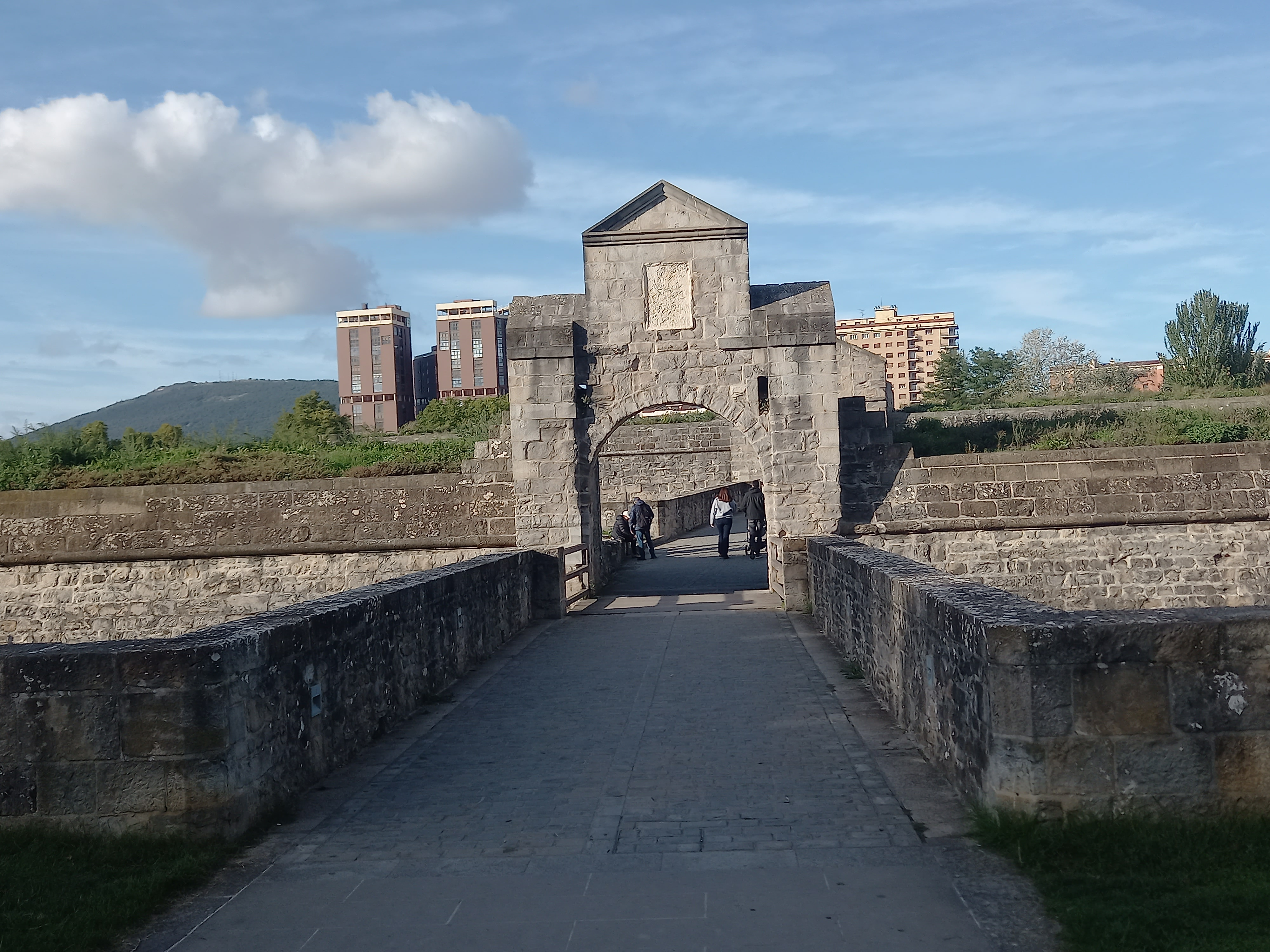
Puerta exterior, abierta en la contraguardia
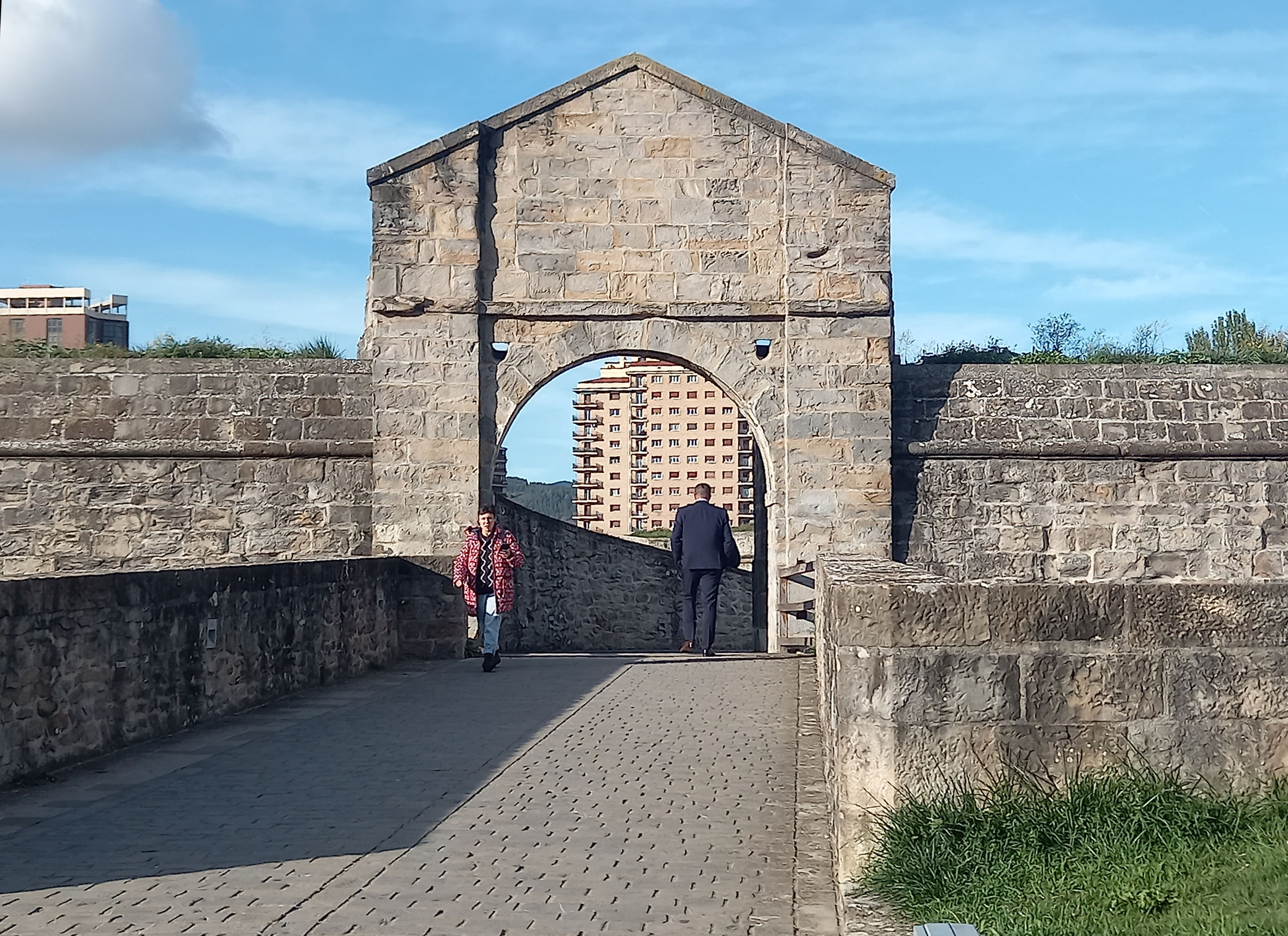
Puerta intermedia, en la media luna de Santa Isabel
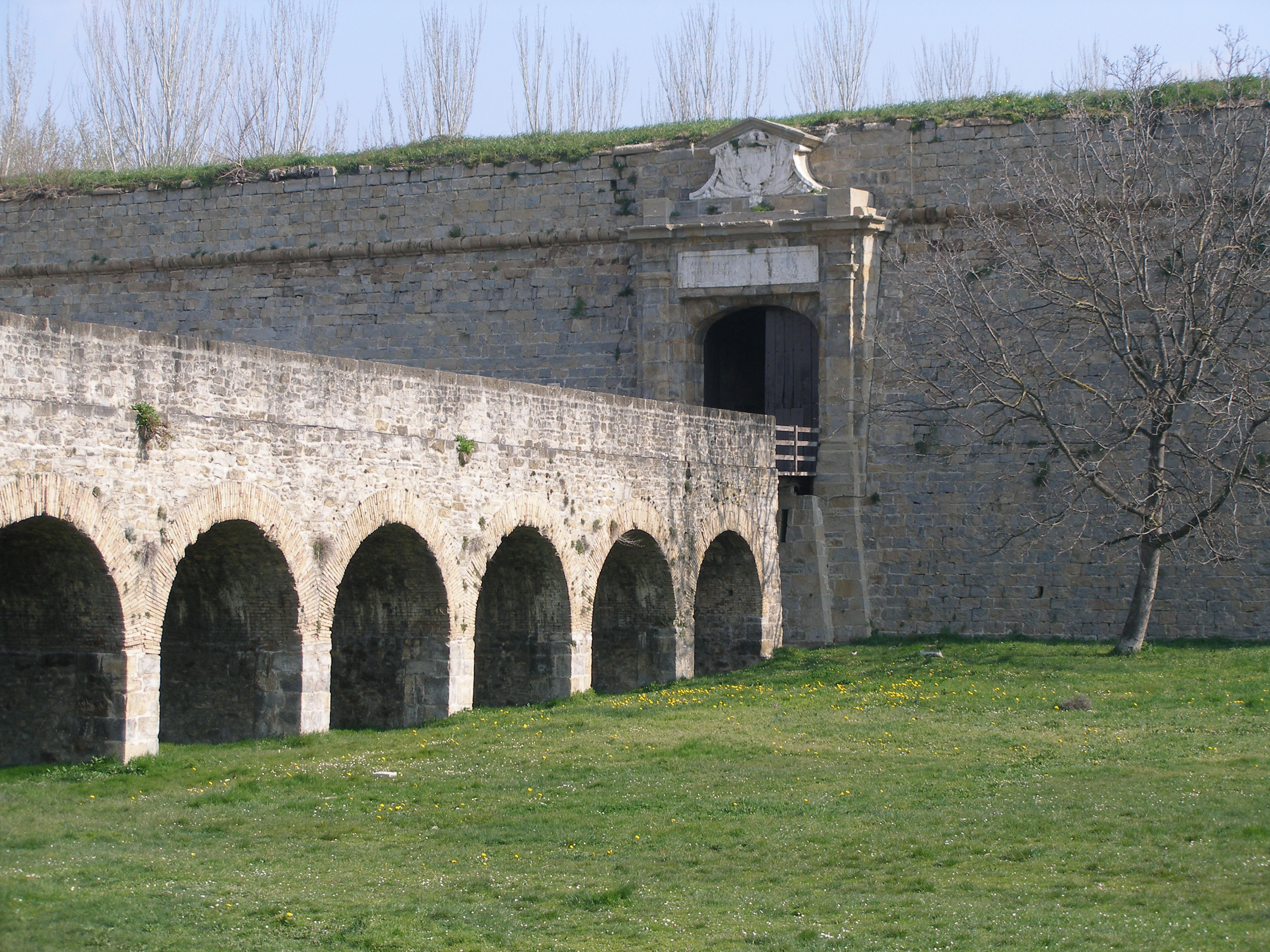
Puente ante la puerta interior
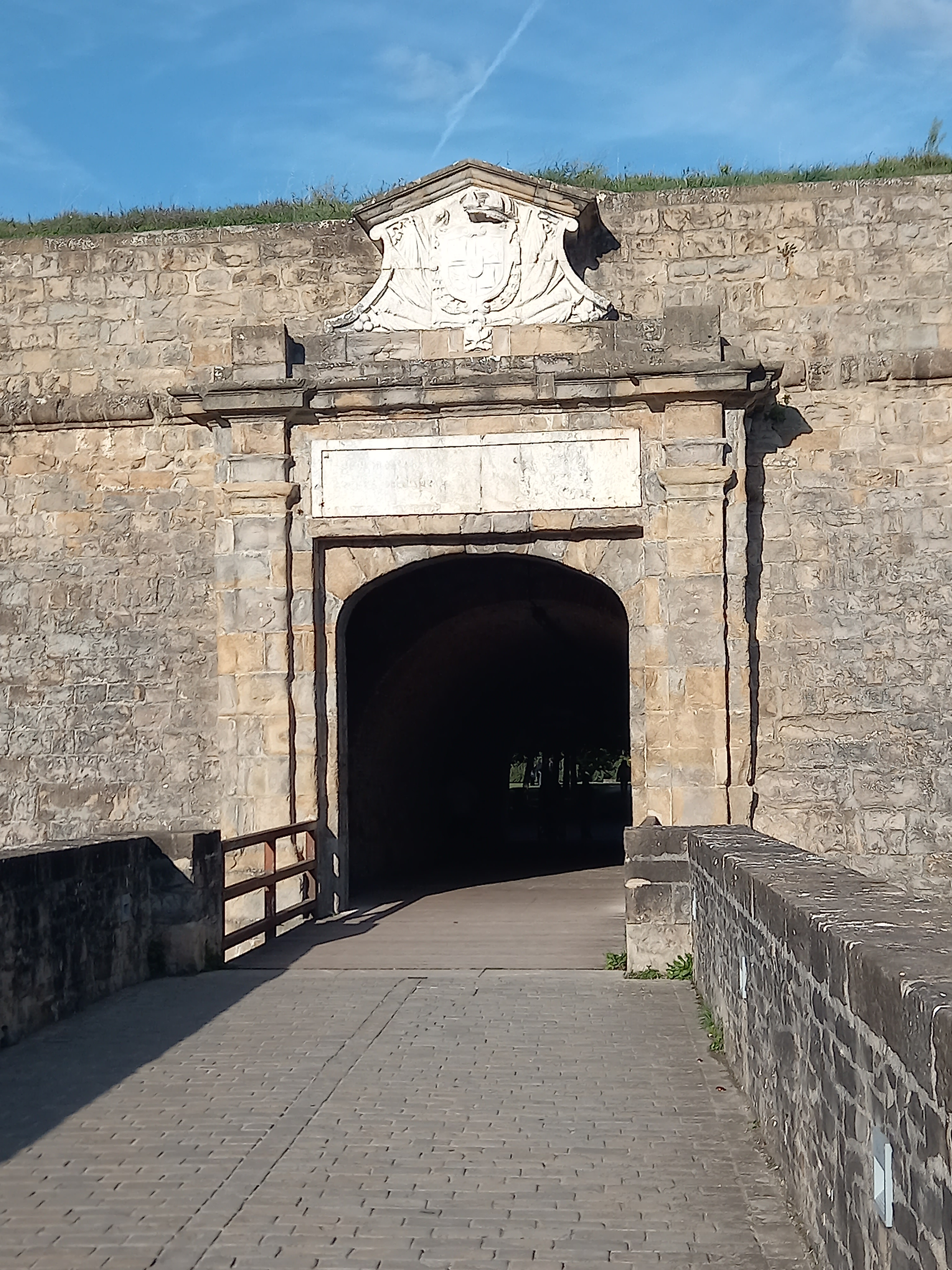
Puerta interior

### Bóvedas a prueba de bomba y edificaciones en el interior.
Contemporáneas a la nueva Puerta de Socorro son las trece bóvedas a prueba de bomba, que proyectó también Ignacio Sala, construidas en el terraplén de la cortina en que se encuentra esa puerta. En el interior de la ciudadela se conservan: un horno de buen tamaño, construido en 1640; el polvorín, construido inicialmente por Hércules Torelli en 1694, y reconstruido por Francisco Mauleón en 1718; el almacén de grano, conocido como Pabellón de Mixtos, de esos mismos años; y  la sala de armas, proyectada por Jorge Próspero de Verboom en 1725, y concluida su construcción en 1752;

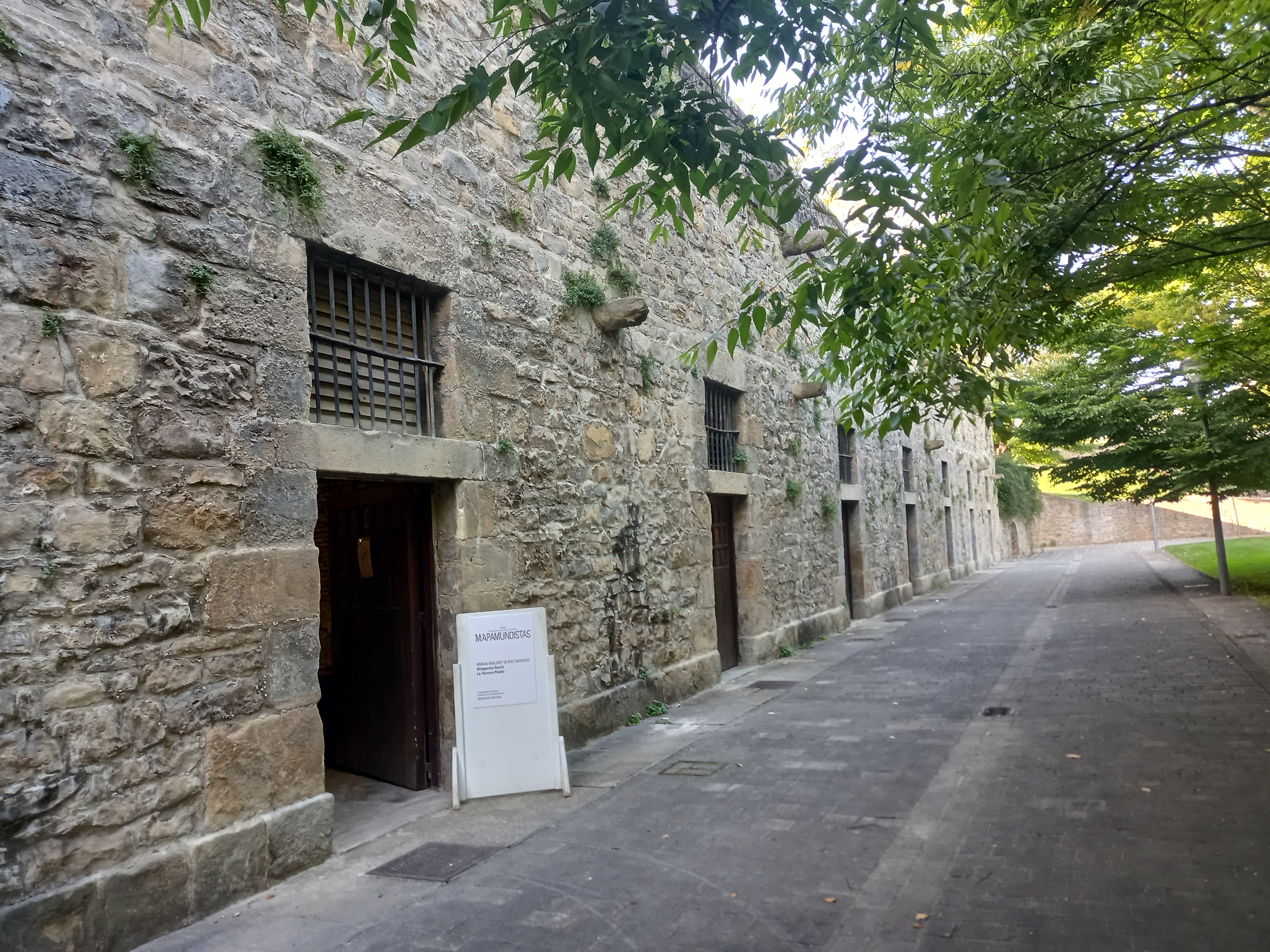
Exterior de las bóvedas a prueba de bomba
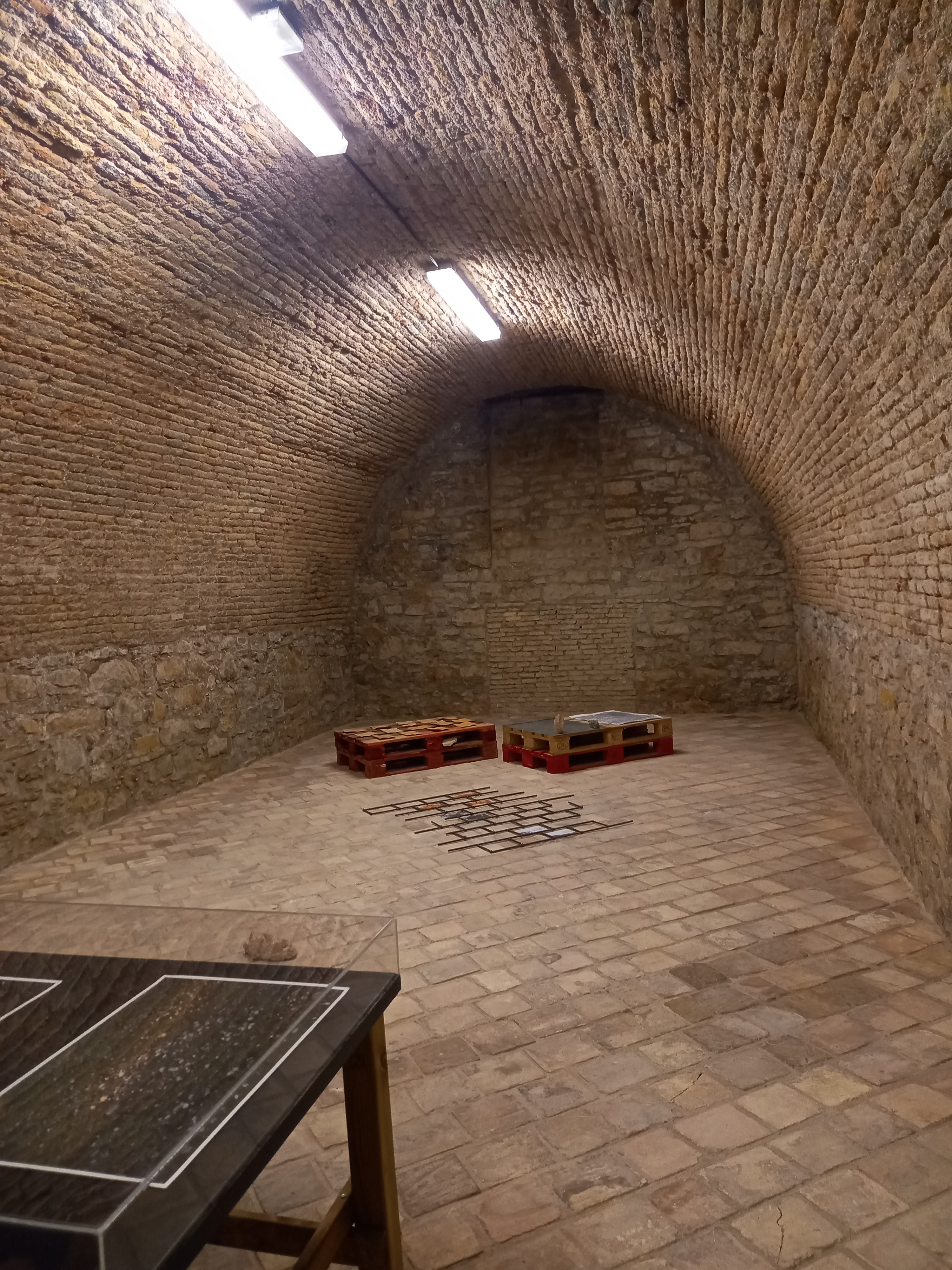
Vista interior de una de las bóvedas
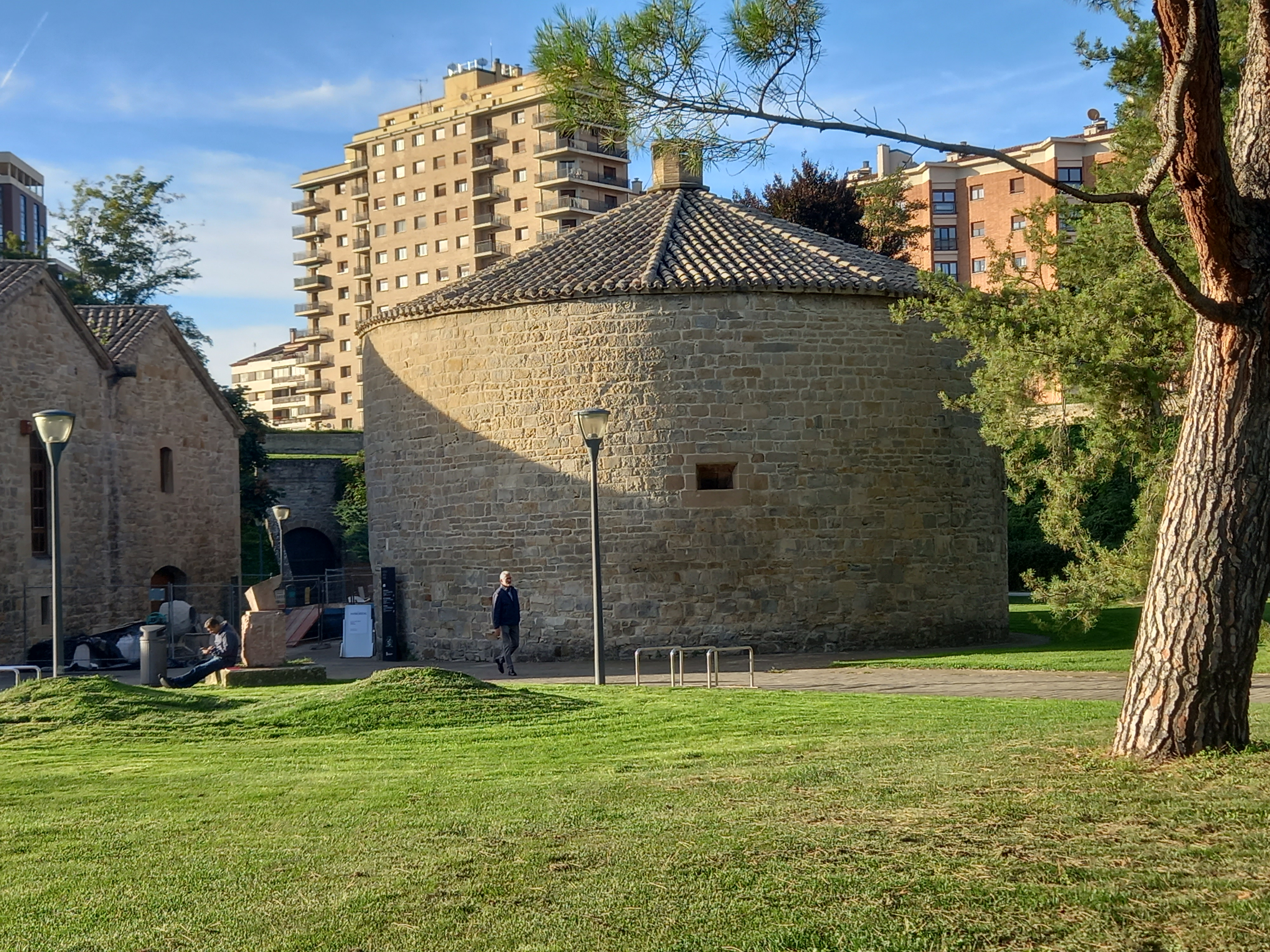
Horno
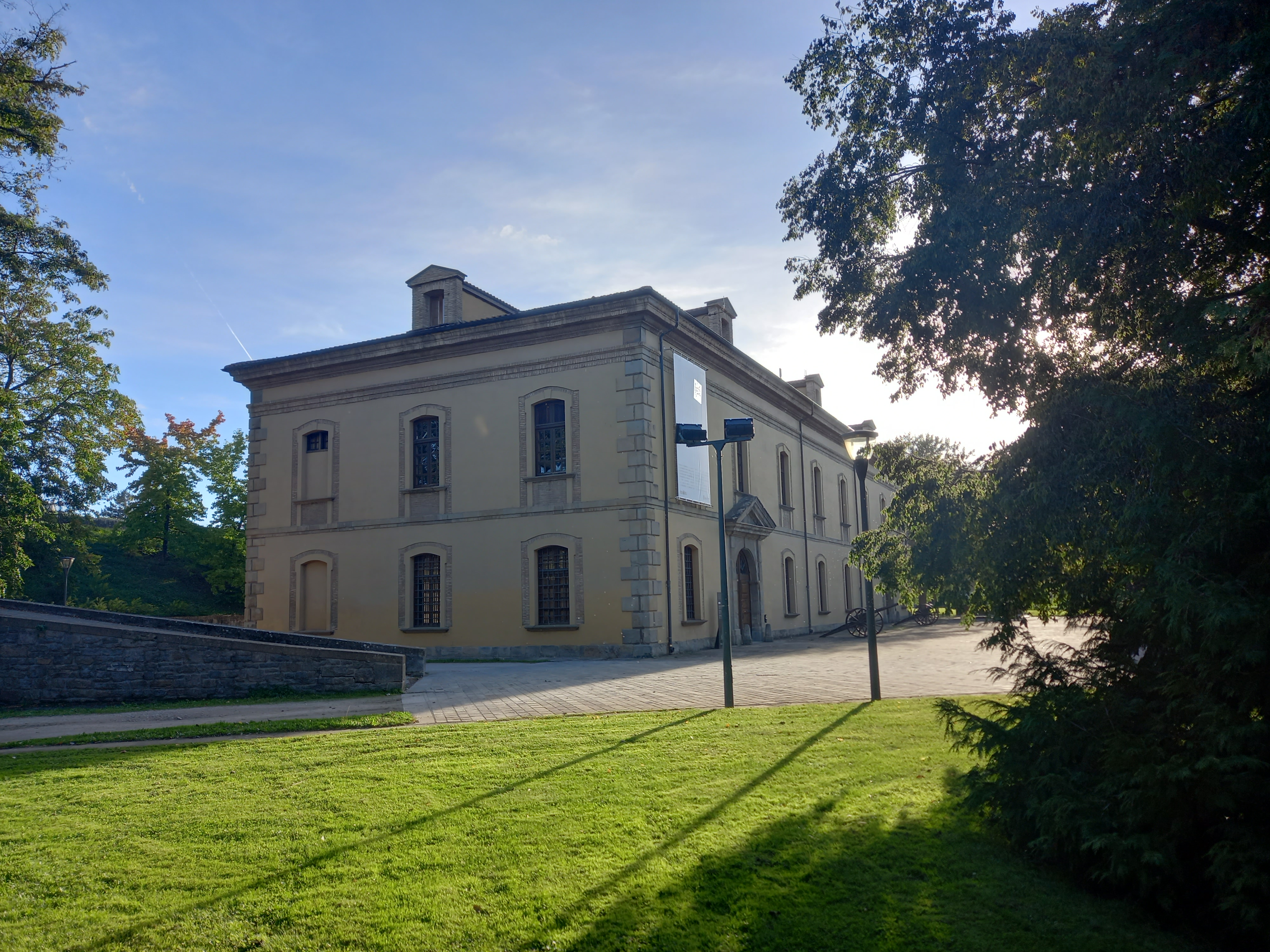
Sala de armas
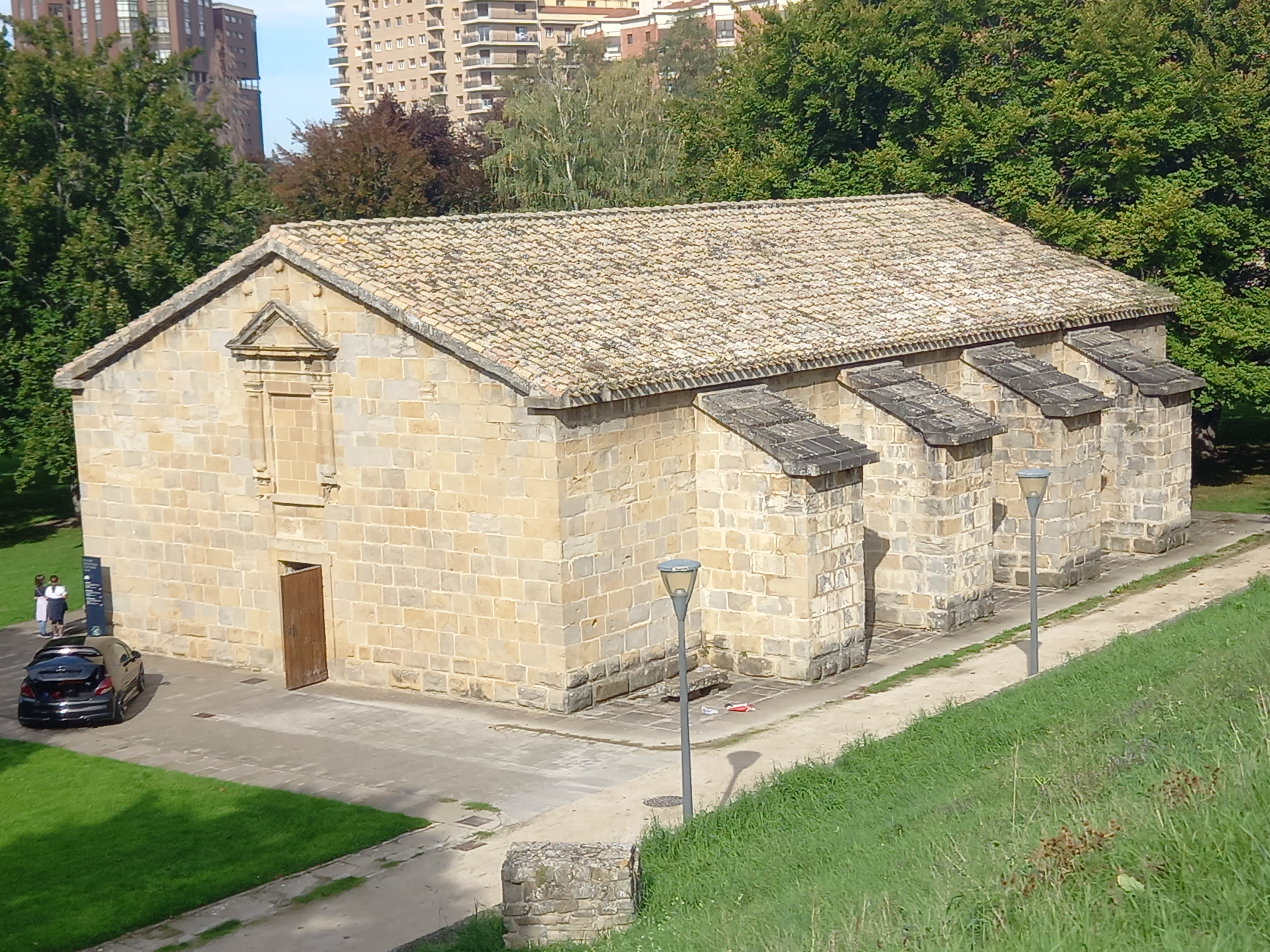
Polvorín

### Foso y caminos cubiertos
La ciudadela estuvo rodeada por un amplio foso, con su contraescarpa y camino cubierto; en el interior del foso se situaban las medias lunas y las contraguardias. Tras el derribo en 1888 de los baluartes de San Antón y de la Victoria, el foso existente entre estos dos baluartes y entre el de San Antón y el Real quedaron cegados, junto con las medias lunas que contenían. En la zona comprendida entre la cortina que une los baluartes de la Victoria Real y la calle Yanguas de Miranda se construyó en 1997 la nueva de estación de autobuses de la ciudad, inaugurada en 2007; con motivo de esas obras se recuperó el foso que había quedado cubierto, sus contraescarpas, el camino cubierto y la media luna de Santa Lucía.

Las primeras trazas de la ciudadela preveían ya un foso alrededor, el Fratín proponía un fosillo excavado en el foso, previsto para contener agua, dejando entre él y los baluartes un zona estrecha; Gonzaga prefería un foso entero y ancho. La realización de ese foso se retrasó; según se anota en un plano fechado en 1608, solo la mitad del foso tenía agua y aún era necesario continuarlo hacia la campaña. Hasta 1687 el foso no disponía de contraescarpa y, aunque hay referencias anteriores al camino cubierto que rodea el foso, hasta la memoria de 1706 del ingeniero francés De Tigné, no hay ninguna mención a las plazas de armas que debían hacerse en los ángulos entrantes del camino cubierto. El plano de Tigné de la ciudadela, y los planos elaborados por ingenieros franceses entre 1708 y 1710. reflejan unas plazas de armas similares a las que existen actualmente, con potentes traversas que las protegen de posibles tiros de enfilada.

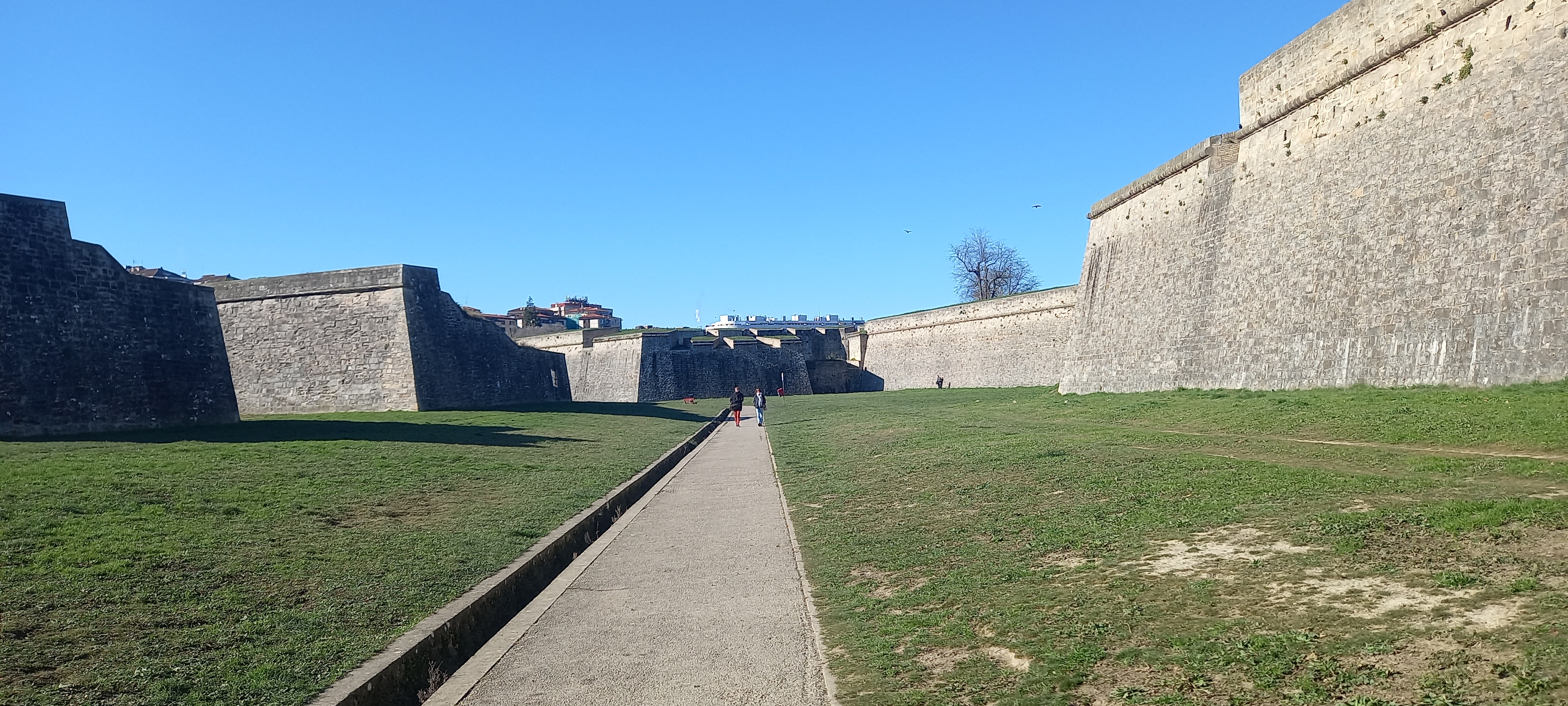
Foso, en primer plano, a la derecha el Baluarte Real; a la izquierda contraguardia y media luna de Santa Clara
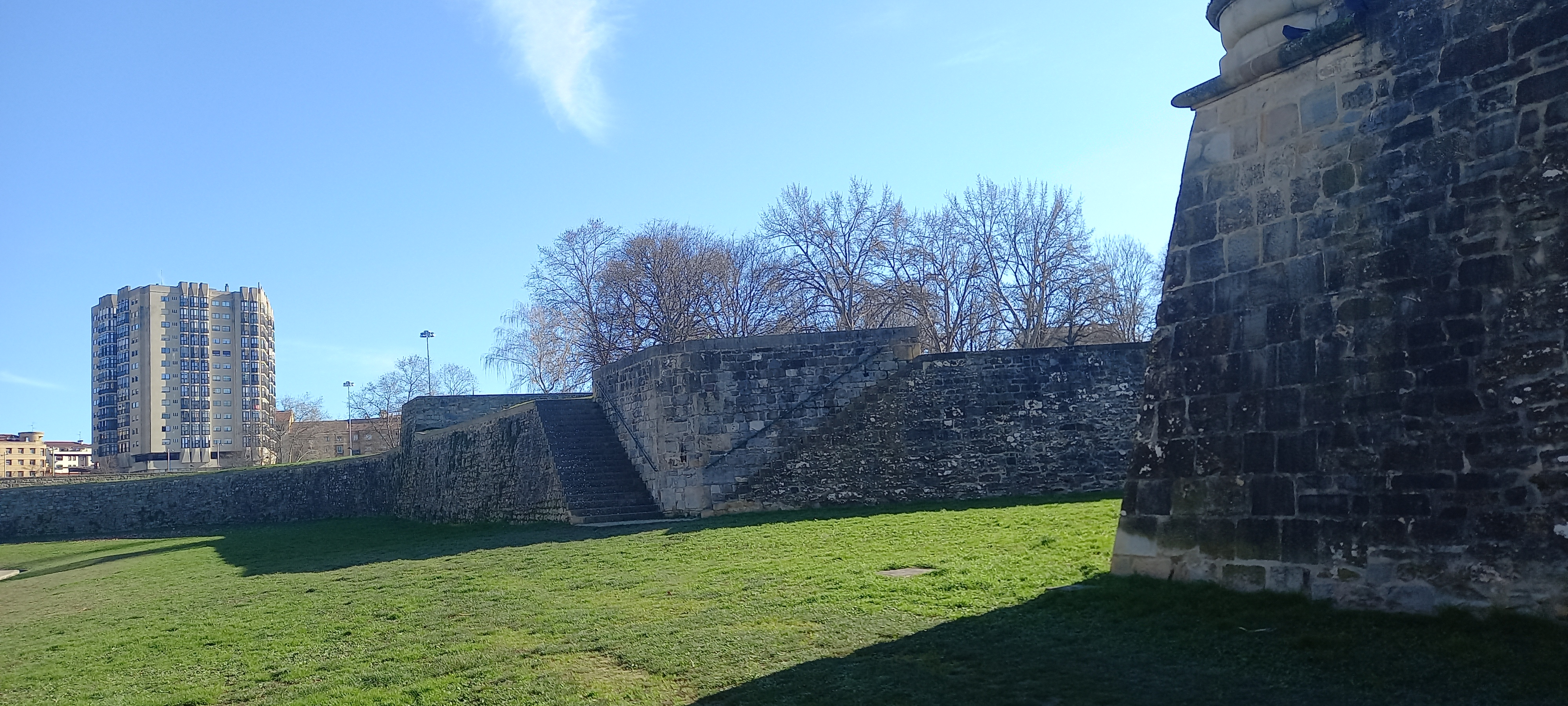
Escaleras de subida del foso al camino cubierto, a la derecha media luna de Santa Clara
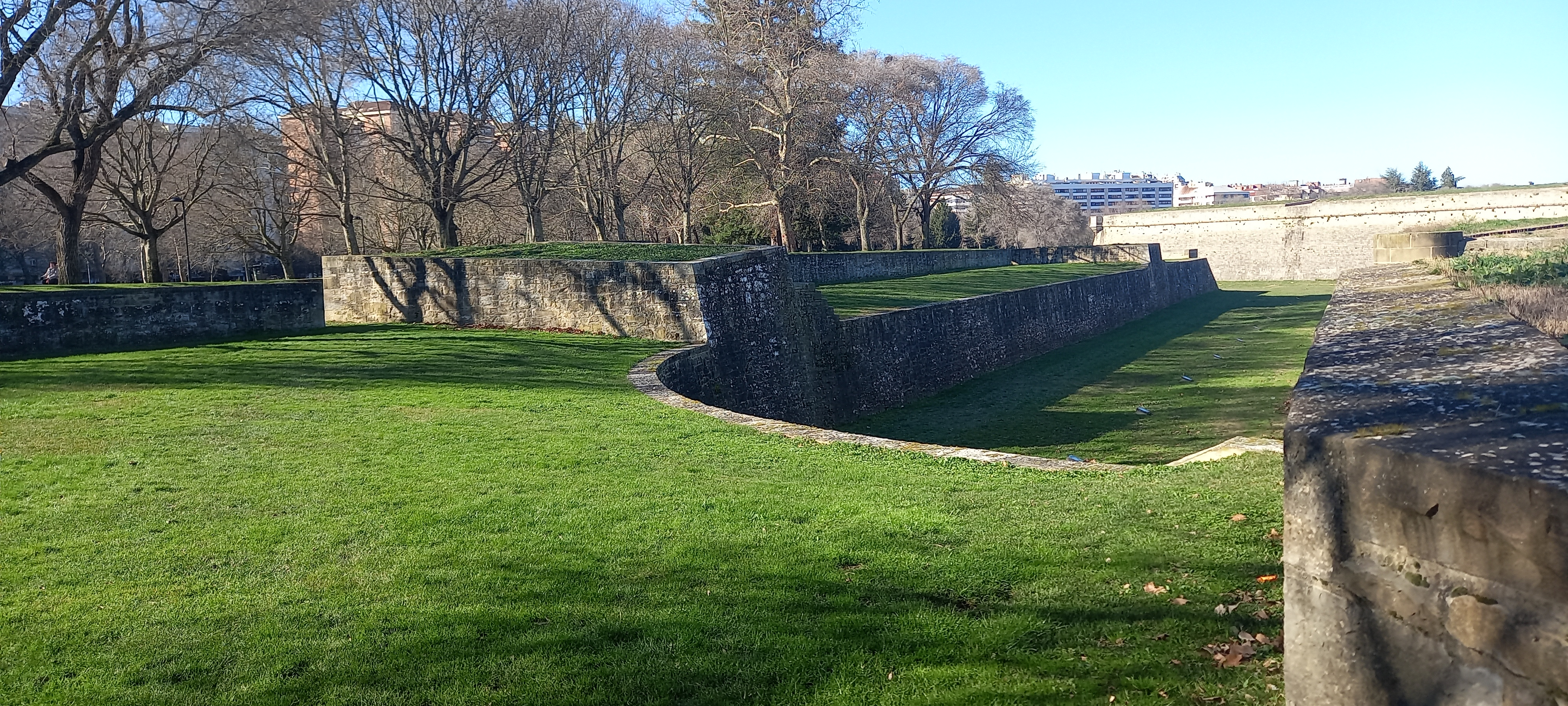
Plaza de armas frente al ángulo de la contraguardia de Santa Clara, al fondo a la izquierda se sitúa la traversa que protege la plaza de tiros enfilados

## Frente de San Nicolás y de la Tejería
El Fratín incluía en sus propuestas el trazado de las murallas que defendían el sur de la ciudad; aprovechaba para ello el muro viejo de la Navarrería, desde el bastión del Caparroso hasta el castillo de Santiago, y lo prolongaba hasta alcanzar la Ciudadela. En el centro de este tramo adosaba un bastión, y envolvía el castillo de Santiago con el bastión de la Reina. En estas murallas, se distinguían dos frentes: el llamado de San Nicolás comenzaba en la Ciudadela  y se extendía hasta el baluarte de la Reina, y el frente de Tejería, desde este baluarte al del Labrit Todas estas fortificaciones fueron derribadas entre 1918 y 1921, y sus cimentaciones enterradas bajo las calles y manzanas de la primera fase del Segundo Ensanche.

### Frente de San Nicolás
| Frente de San Nicolás, mostrando las edificaciones existentes entre la muralla y la Población de San Nicolás. 7 de junio de 1727                         |
| --- |
| 1 2 3 4 5 |
| 1. Baluarte de la Reina; 2. Revellín de San Nicolás; 3. Portal de San Nicolás; 4. Baluarte de San Nicolás; 5. Baluarte de San Antonio (de la Ciudadela). |

En 1608 todo este frente estaba ya levantado, incluía el baluarte de San Nicolás, cuya extensa cara derecha se iniciaba en la ciudadela, seguía una cortina en la que se abría la puerta de San Nicolás, y concluía en el amplio bastión de la Tejería, denominado posteriormente de la Reina; en ese año este frente estaba aún sin revestir de piedra; tarea que fue acometida a lo largo de toda la mitad del siglo, El proyecto general de las fortificaciones elaborado por Garay en 1641 incluía en este frente las siguientes actuaciones: disponer un puente levadizo en el portal de San Nicolás, y terminar la cortina con la casamata del baluarte de San Nicolás; ese mismo año había comenzado la construcción de la media luna de San Nicolás. En 1665 se dieron por terminados los baluartes de San Nicolás y de la Reina. El siguiente año el virrey Francisco Tuttavilla mandó construir el portal de San Nicolás, con un diseño barroco similar al que dio al Portal de la Taconera. En 1689 se inició la construcción de un caballero sobre el baluarte de la Reina, siguiendo el proyecto general de Esteban Escudero;  disponía sus caras y flancos paralelos a los del baluarte. En 1918 la construcción del Segundo Ensanche de la ciudad supuso el derribo de todo este frente; ya antes, en 1906, la ampliación del portal de San Nicolás llevó consigo la pérdida del portal del siglo XVII, aunque los escudos de su frontis fueron situados al lado de la nueva puerta.. En 1929, con las piezas que componían el antiguo frontis, el portal de San Nicolás se reconstruyó como entrada a los jardines de la Taconera.

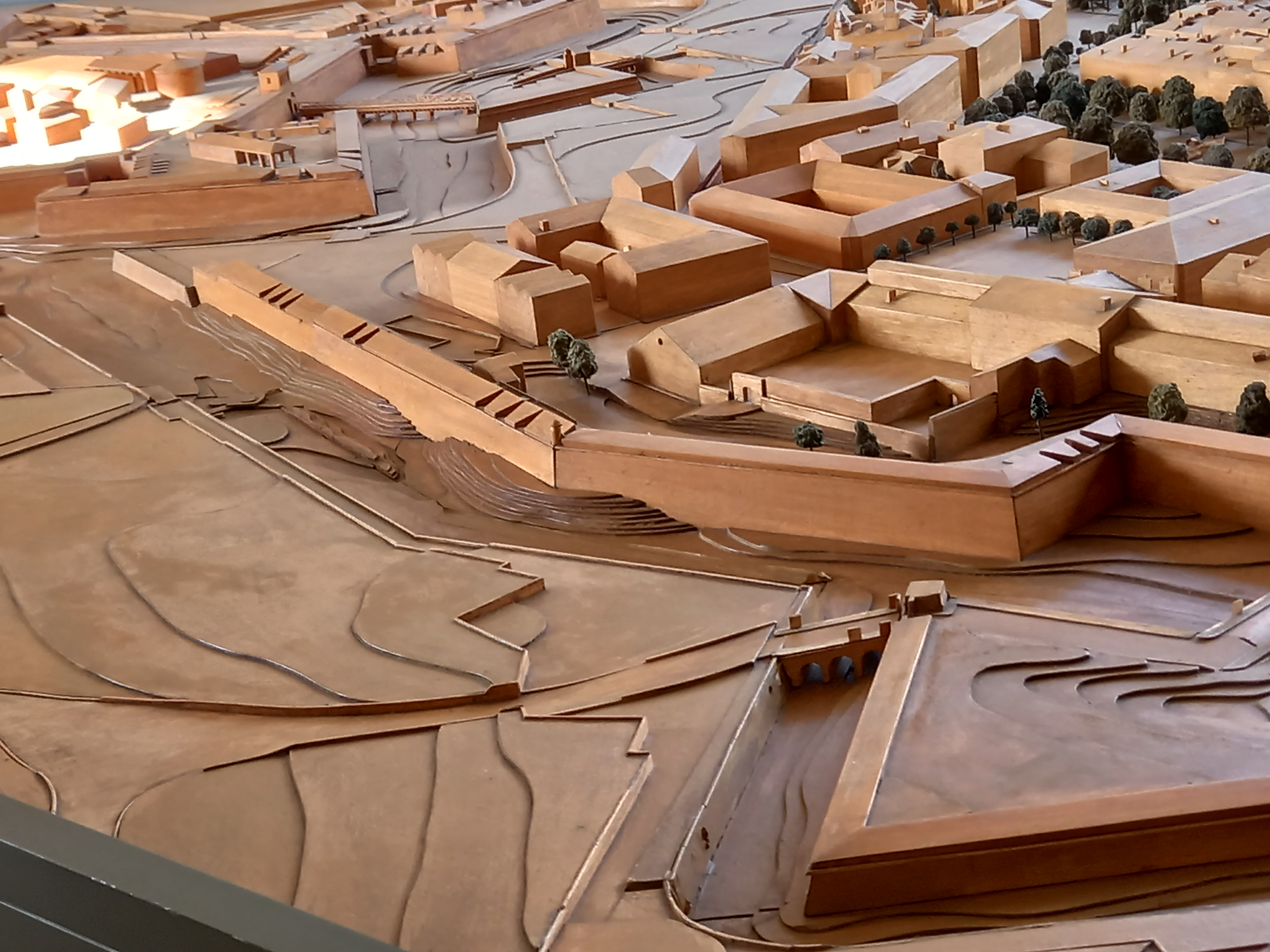
Baluarte de San Nicolás, delante a la derecha la media luna
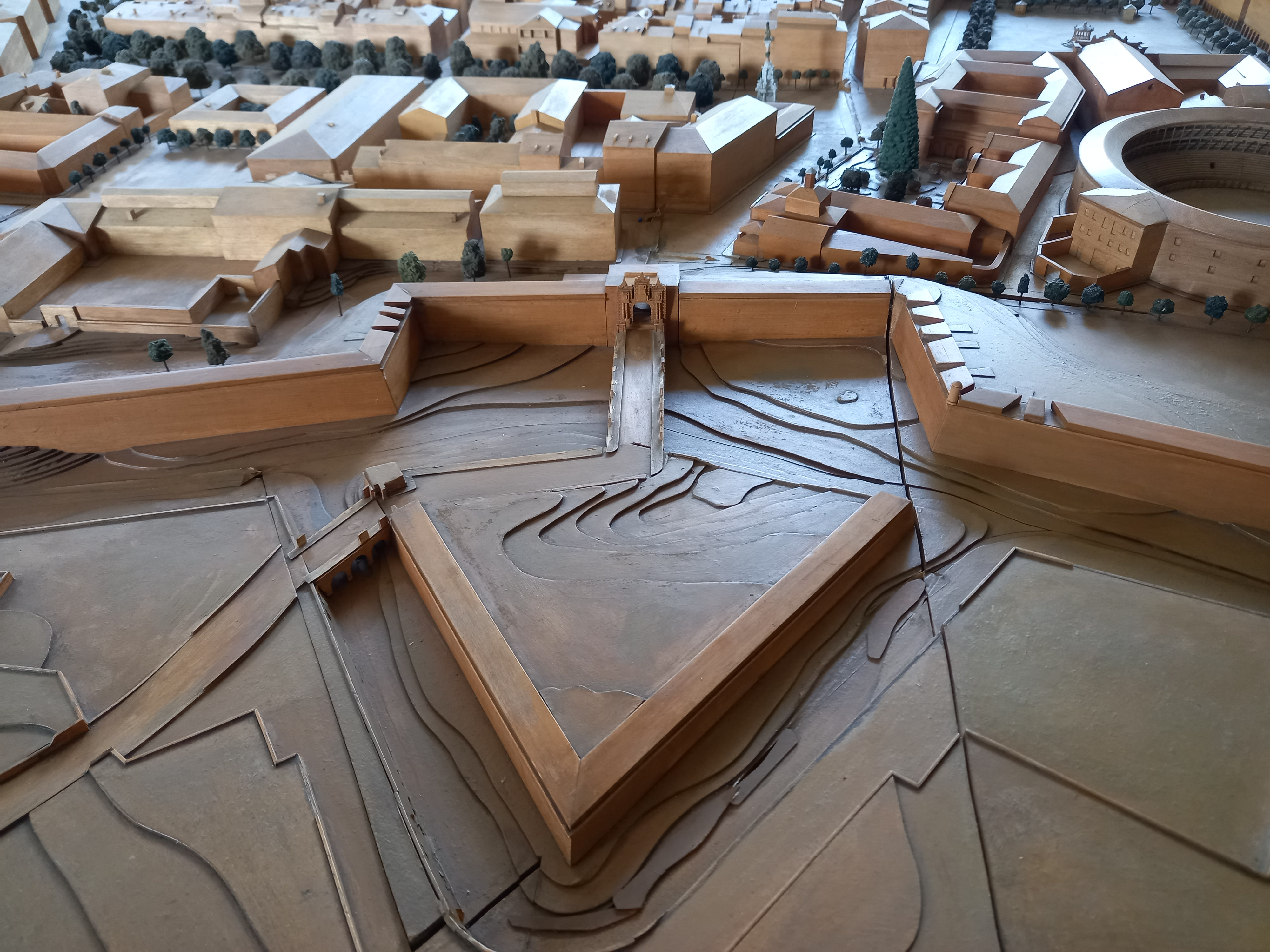
Portal de San Nicolás con su media luna
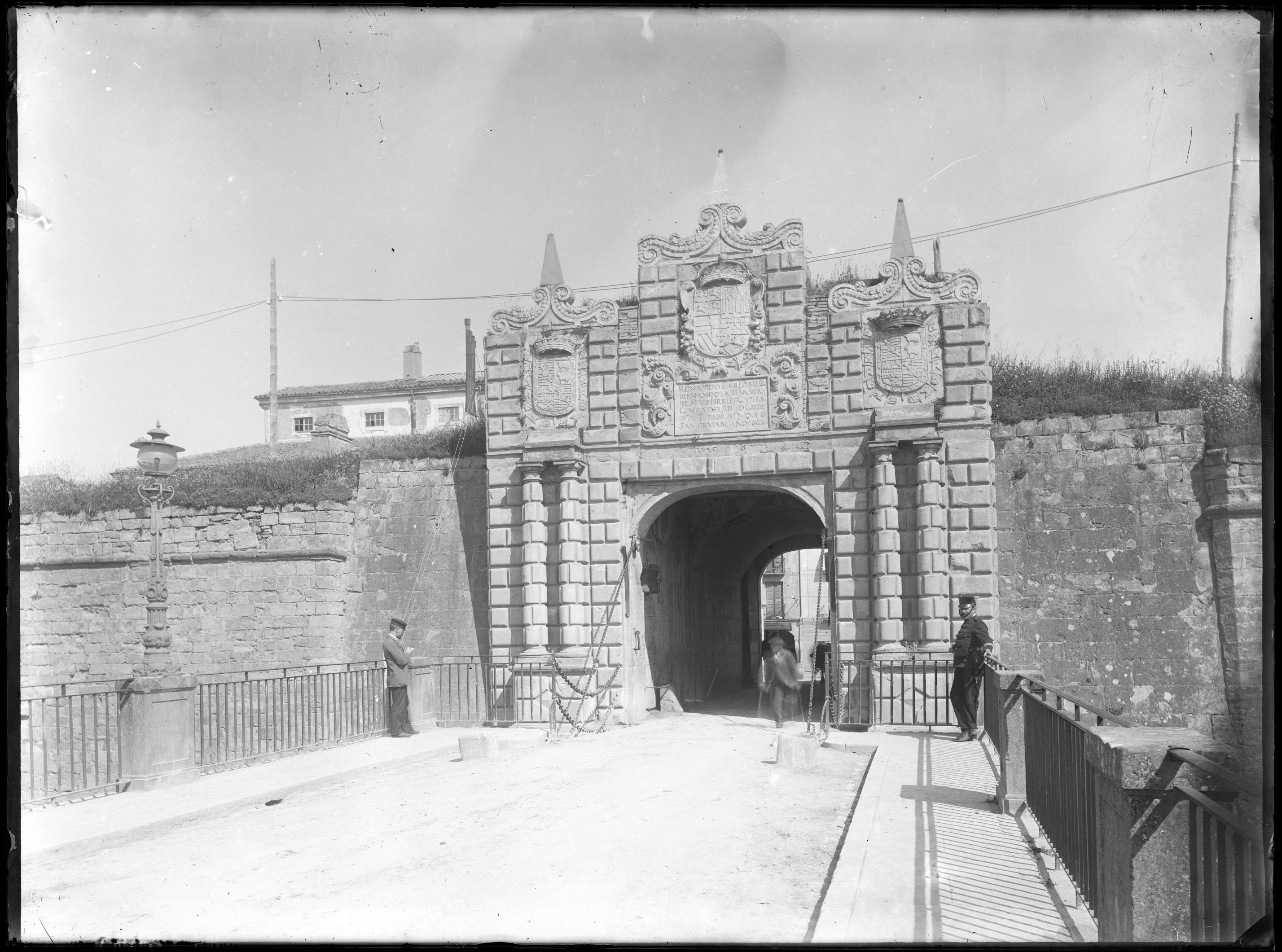
El portal de San Nicolás. Foto de Altadill
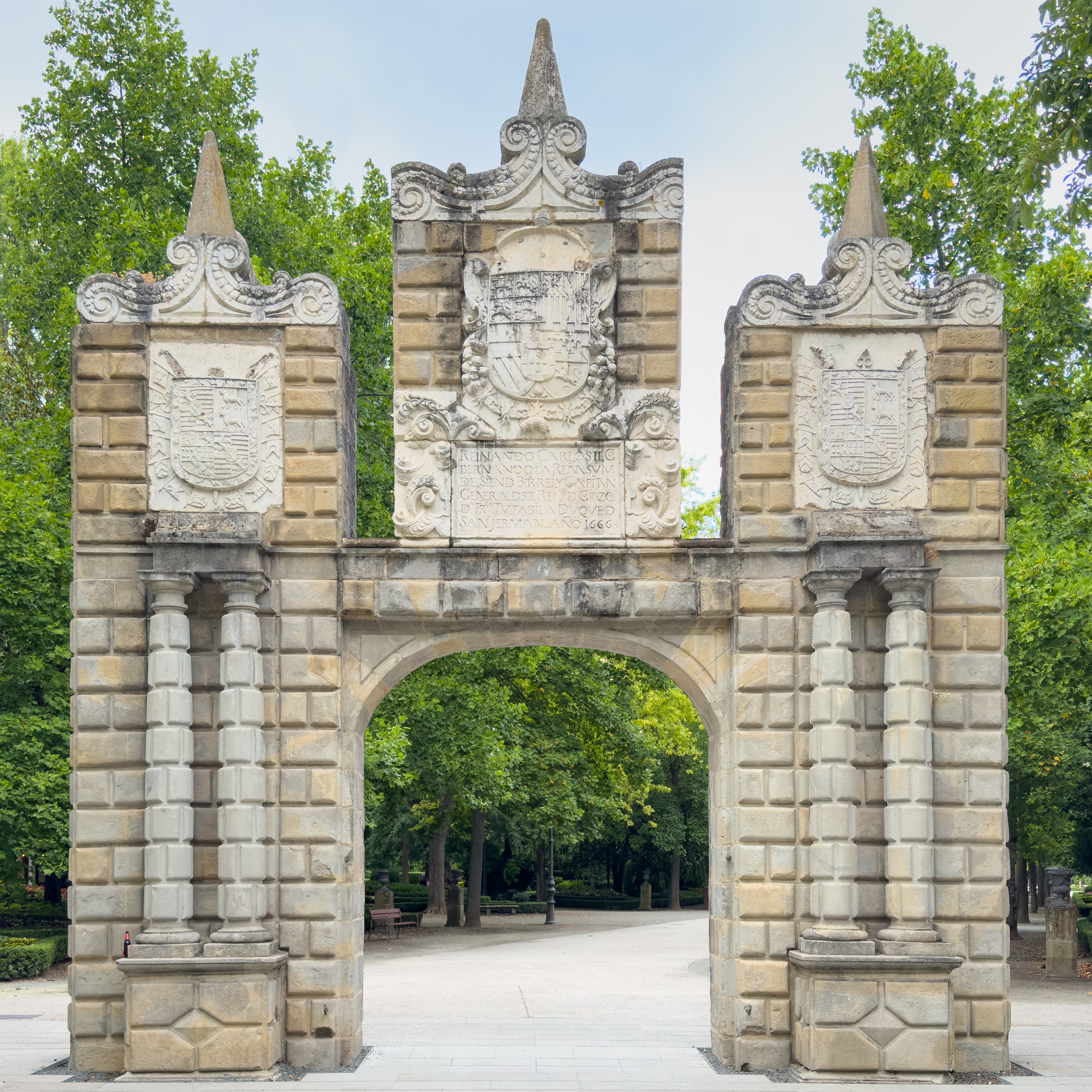
El portal reconstruido en el parque de la Taconera

### Frente de la Tejería
El frente de la Tejería mantenía las trazas del antiguo cerco de la Navarrería, aunque la construcción del baluarte de la Reina había cubierto el lugar que en el cerco ocupaba la puerta de la Tejería, que había sido trasladada al flanco izquierdo del baluarte. Frente a la cortina que unía el baluarte de la Reina con el del Labrit se situaba la media luna de la Tejería; en 1641 Garay, en su proyecto general, indica la necesidad de levantar mucho el remate de sus dos caras, por lo que debía estar ya avanzada; prevé también disponer en la puerta de Tejería un puente levadizo. Al pie de esta muralla descendía un camino que llevaba al molino de Caparroso, dejando al otro lado una zona tan alta como la terraza en que se asienta la ciudad. Ya en 1683 el ingeniero Octaviano Meni había identificado en esta zona uno de los ataques posibles más peligrosos; por esto propuso revestir de piedra la media luna ya existente como defensa de la cortina, No obstante la solución definitiva la proporcionaría en el siglo XVIII el fortín de San Bartolomé.

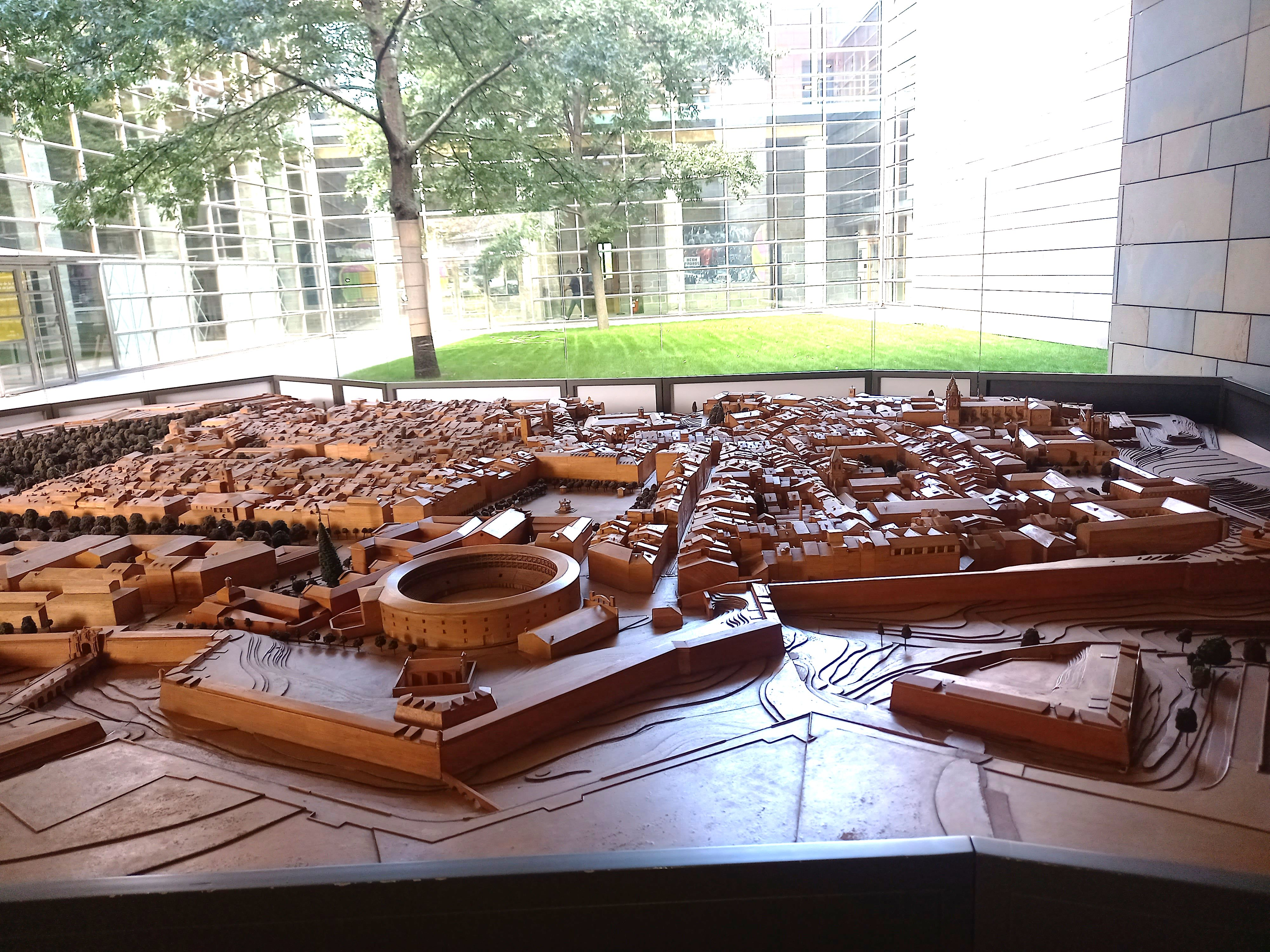
Baluarte de la Reina y media luna de la Tejería
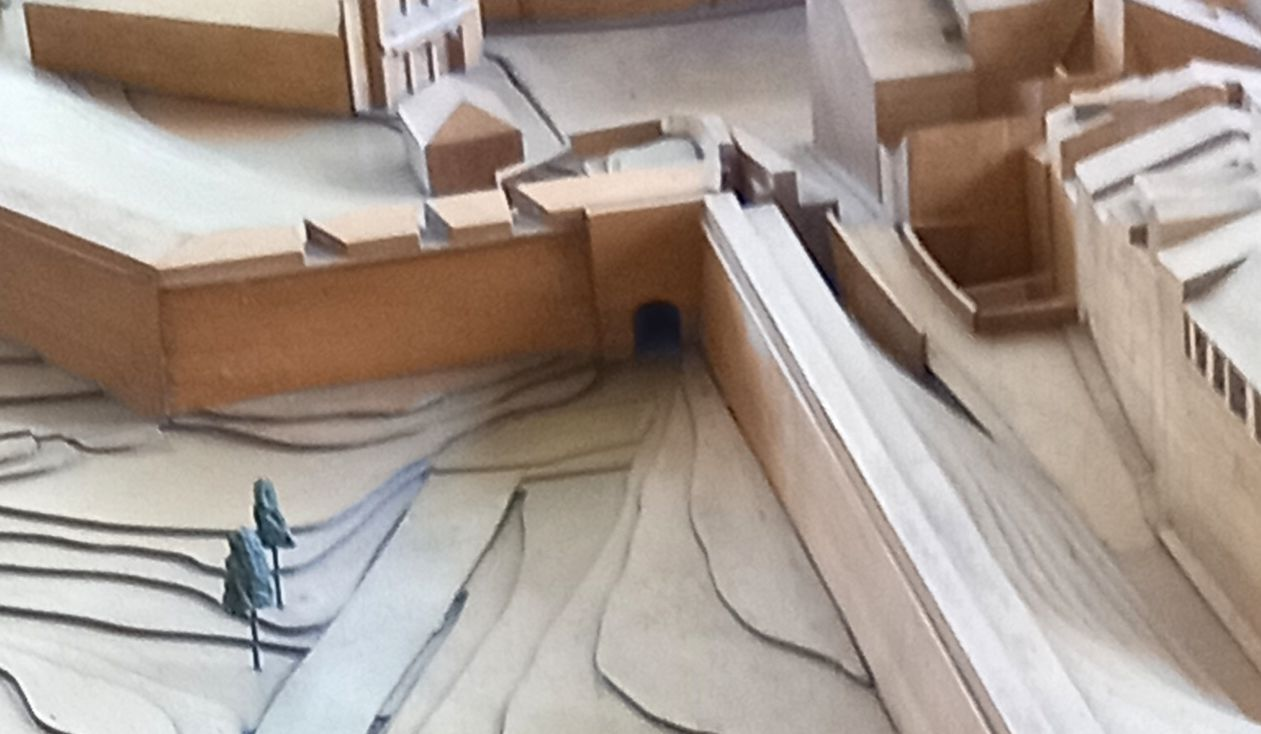
Puerta de la Tejería en el flanco izquierdo del baluarte de la Reina
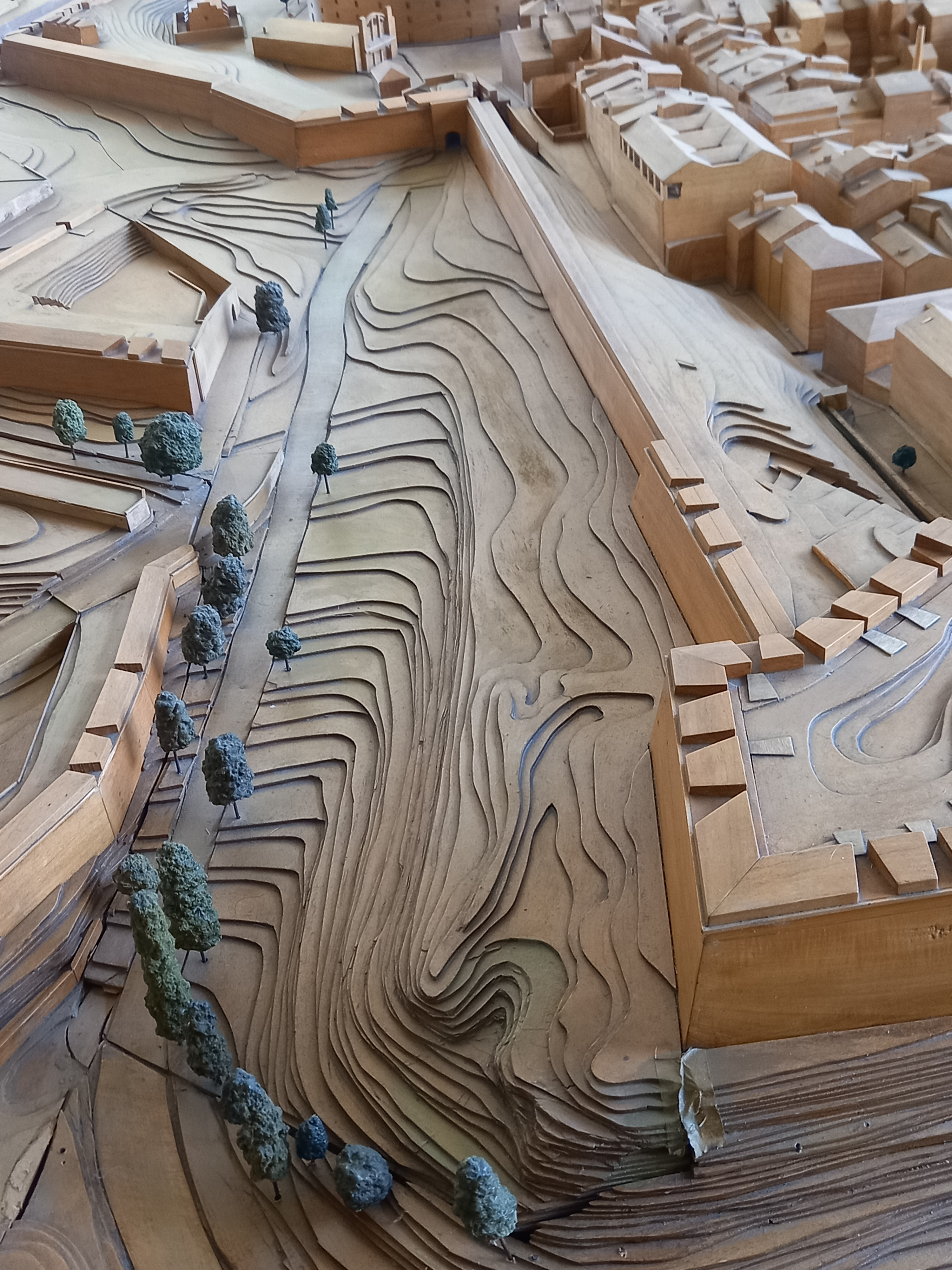
Subida desde el molino de Caparroso a la puerta de la Tejería
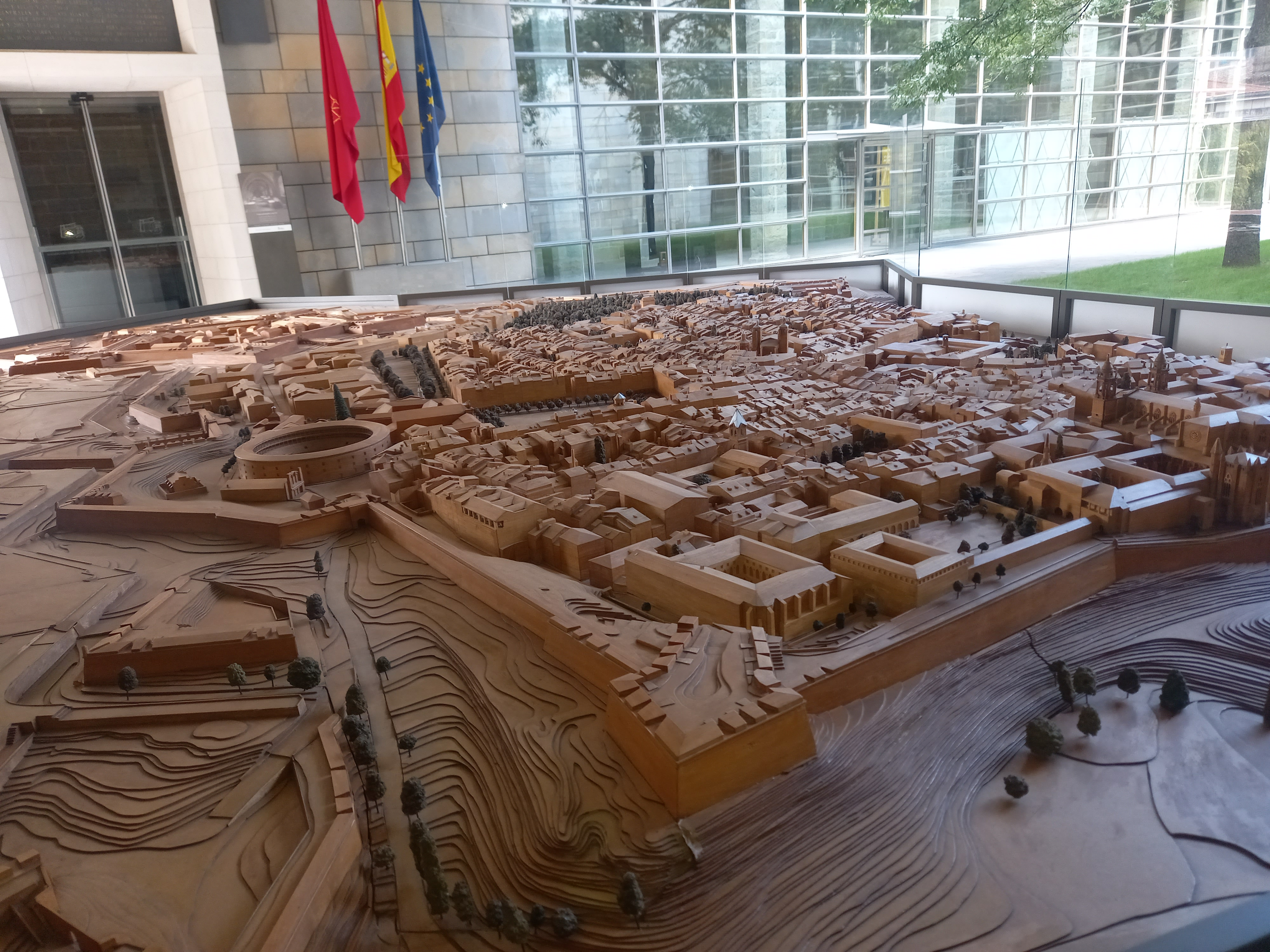
En segundo plano a la izquierda el revellín que defiende la cortina de la Tejería

## Fortificaciones exteriores

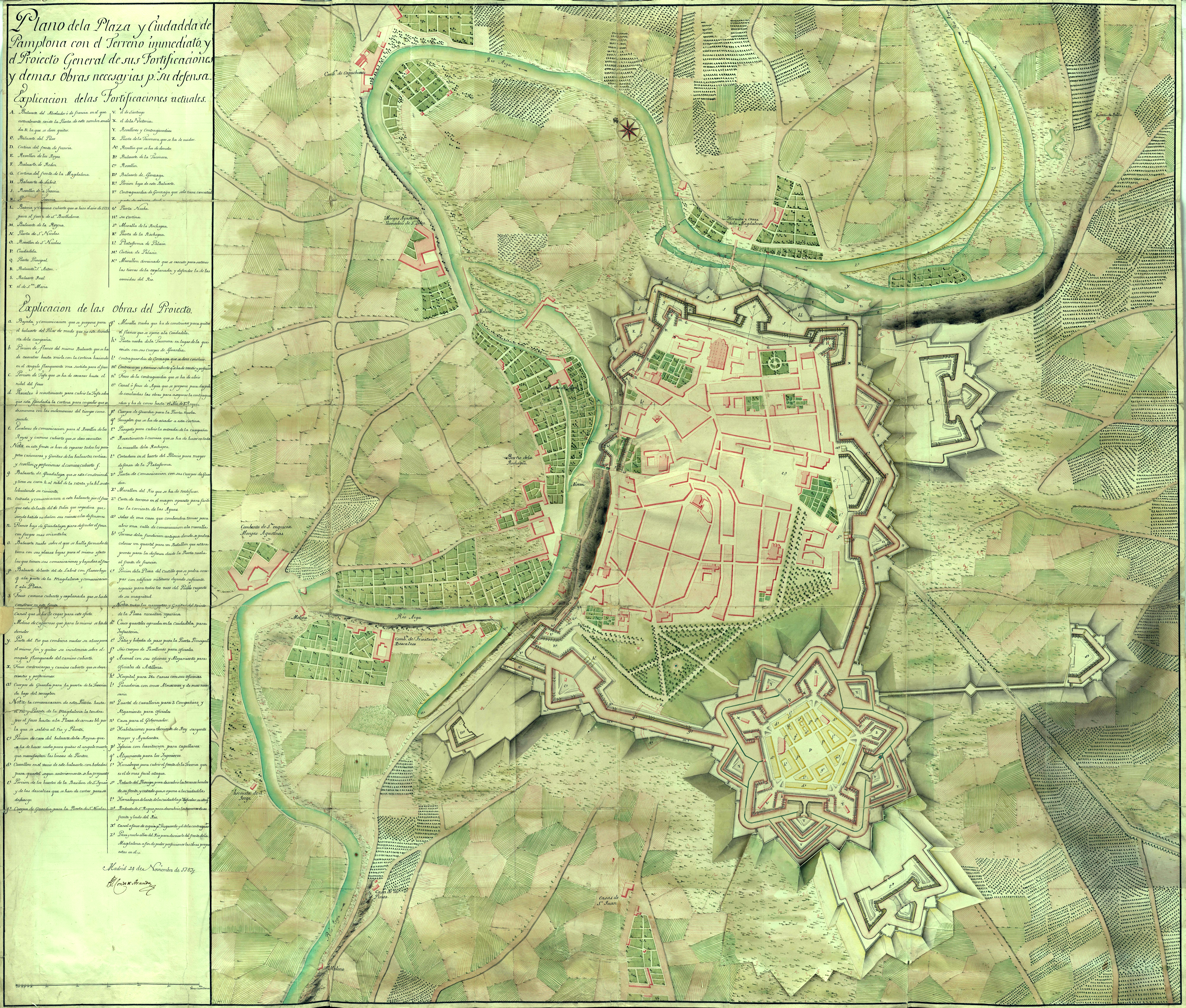
Plano de 1757 con el Proyecto General de las fortificaciones y obras necesarias para su defensa (no todas se llegaron a construir, ni de la forma propuesta).

Tras la Guerra de Sucesión el arte de fortificación en España siguió los presupuestos de Vauban; este mismo influjo tuvo sus consecuencias en los planes para reforzar las defensas de Pamplona. La principal novedad de esos planes fue la propuesta de fortificaciones exteriores a la ciudad amurallada. En este sentido el proyecto general de Alejandro de Retz de 1720, además de reforzar con contraguardias distintos baluartes y revellines, planteaba: un baluarte en el paraje llamado la Cruz Negra; una luneta cerrada por la gola delante de la cara derecha del baluarte del Labrit; otro baluarte destacado entre los del Redín y el Labrit; y dos revellines para la defensa del frente de la Rochapea, situados al otro lado del Arga.
En 1725 el ingeniero general Jorge Próspero de Verboom llegó a Pamplona para reconocer las fortificaciones de la plaza previstas en el proyecto de Retz. Allí permaneció hasta septiembre de 1727; a él corresponde el proyecto general de fortificaciones de la ciudad que remitió para la aprobación de Felipe V el 28 de mayo de ese año, y que sería el proyecto oficial seguido durante todo el siglo XVIII. Este proyecto recogía y perfilaba las propuestas de fortificaciones exteriores de Retz; de ellas se llevaron a efecto el fortín de San Bartolomé, frente a la cara derecha del baluarte de Labrit; el Fuerte del Príncipe, al sur de la ciudad, en la zona de la Cruz Negra; y el Fortín de la Cruz de San Roque, defendiendo el Baluarte de Gonzaga. Estas tres construcciones estaban ya en marcha, en distinto grado de terminación en 1757. El proyecto de Verboom contemplaba también un hornabeque avanzado delante del revellín de Santa María, que no se llegó a construir.

### Fortín de San Bartolomé
La necesidad de proteger el frente de Tejería con una fortificación situada al sur del baluarte del Labrit estuvo presente en las propuestas de los ingenieros militares desde mediados del siglo XVII. Ya en 1641 Juan de Garay, propuso la construcción de un hornabeque; en 1694 Hércules Torelli, planteó una media luna cerrada por su gola; finalmente Verboom, en 1727, proyectó un fortín en forma de bastión destacado con varias casernas a prueba de bomba. Así comenzó a construirse ese mismo año, pero en 1736 faltaban aún casi todos los revestimiento de piedra, y las obras estuvieron interrumpidas prácticamente hasta 1756, en esa fecha lo realizado era tan poco que el ingeniero Juan Martín Zermeño propuso su demolición, sustituyéndolo por un hornabeque dejante del frente de la Tejeria. Desechada esa propuesta, se reanudó la construcción del baluarte de modo que, aunque ya había estado operativo para la defensa durante la Guerra de la Convención (1793-1795), en 1796 Antonio Hurtado proyectó y ejecutó algunas mejoras, aumentando el número cañoneras y casernas, y disponiendo unas rampas para subir a los terraplenes, enmarcando la herradura de acceso. Tras su restauración, en 2010 en este antiguo fortín se ha emplazado el Centro de Interpretación de las Fortificaciones, donde puede consultarse toda la información sobe los elementos que las integran y su evolución.

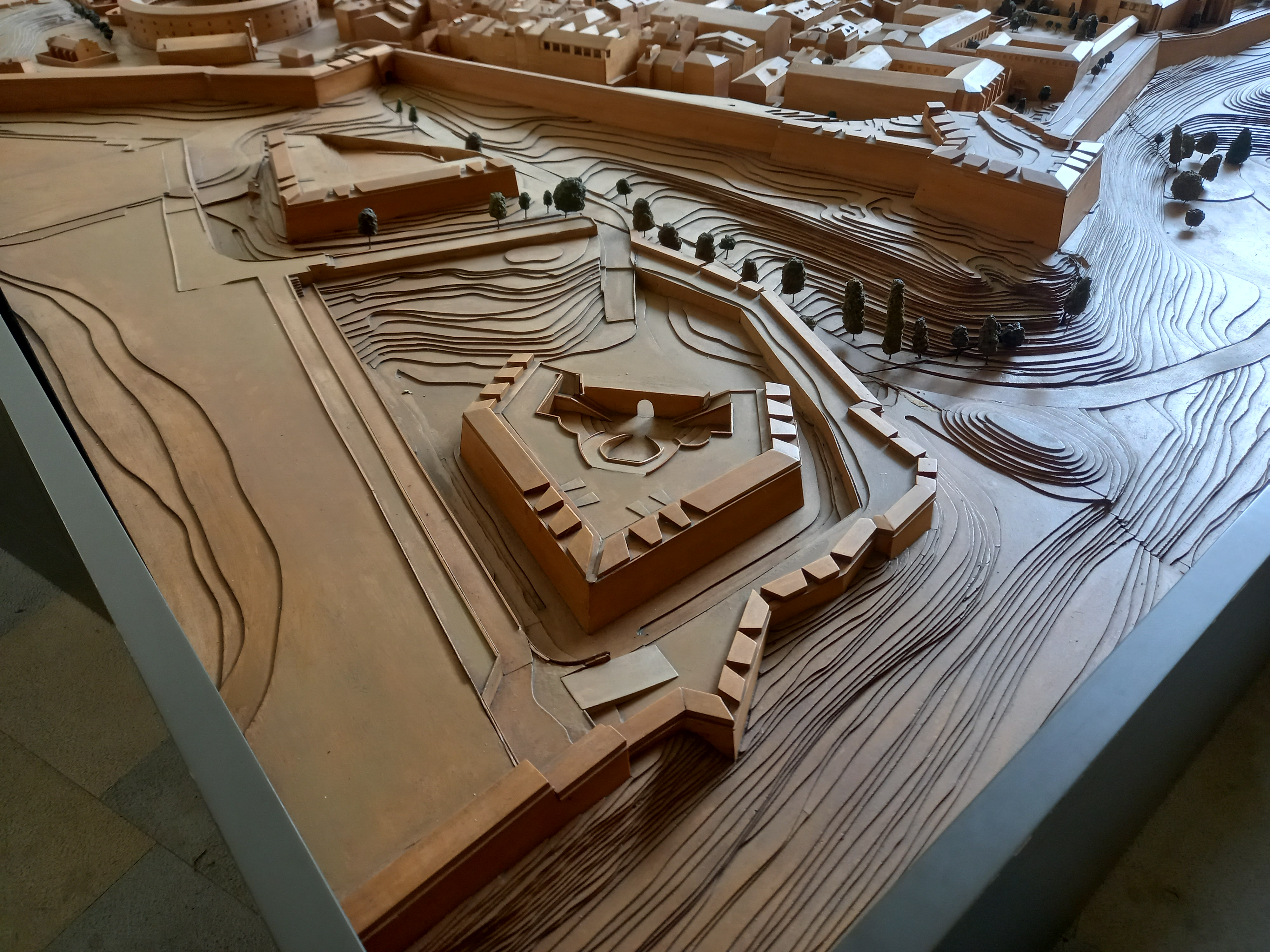
Maqueta[o] del Fortín de San Bartolome, vista desde el sureste
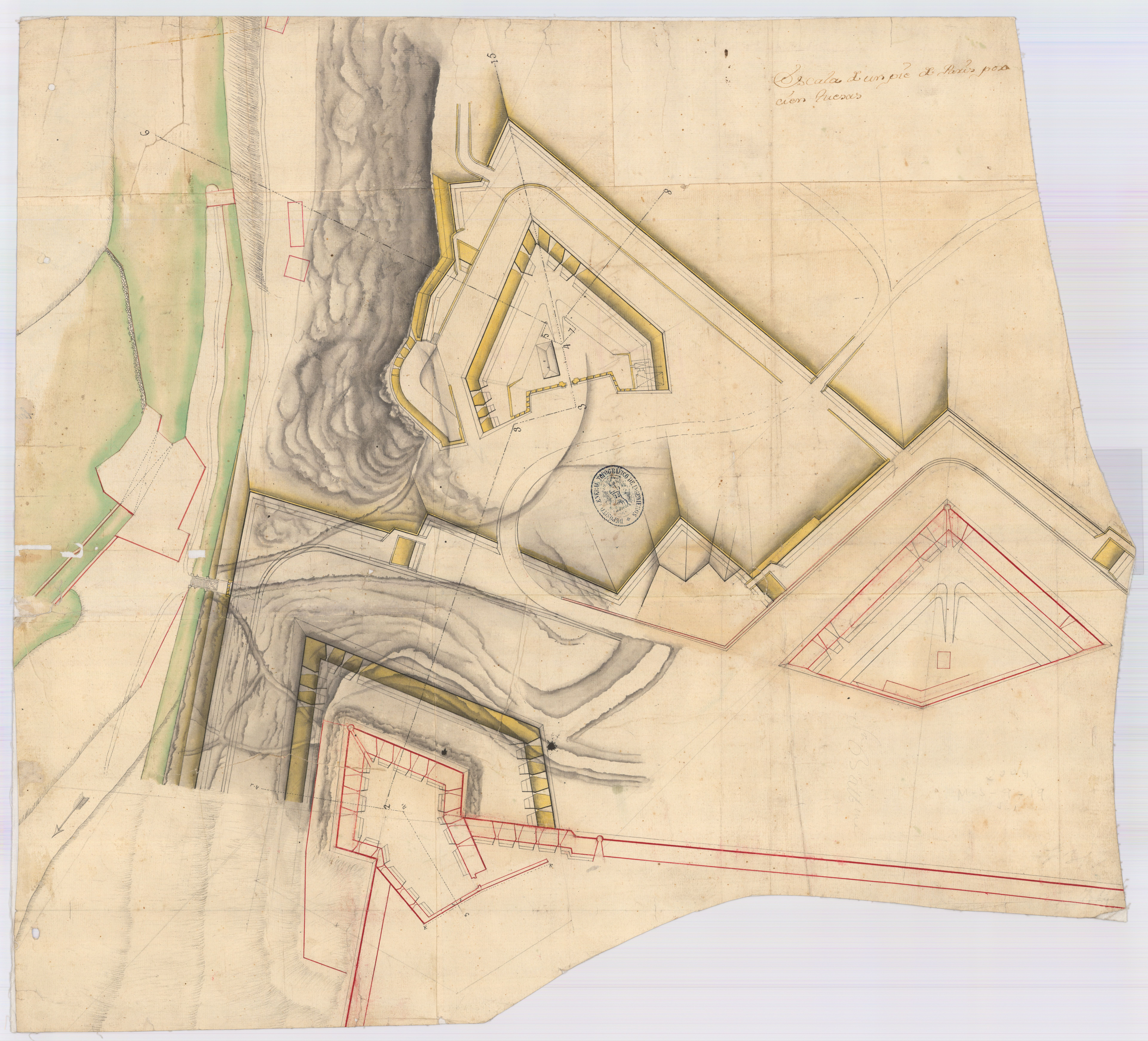
Fortín de San Bartolomé, en la parte inferior: baluarte de Labrit, a la izquierda; y revellín de la Tejería, a la derecha.[av]
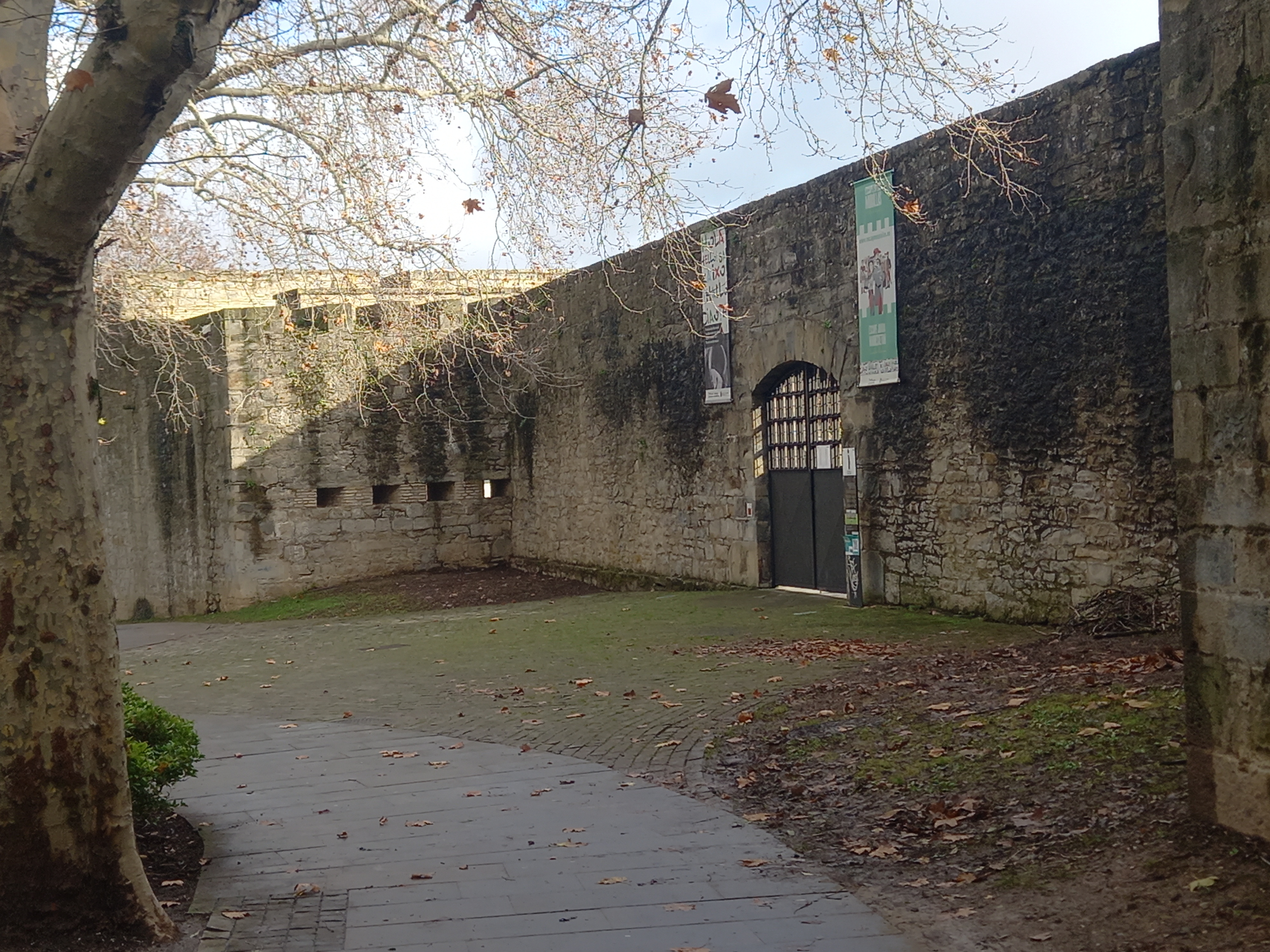
Gola del fortín y puerta de acceso
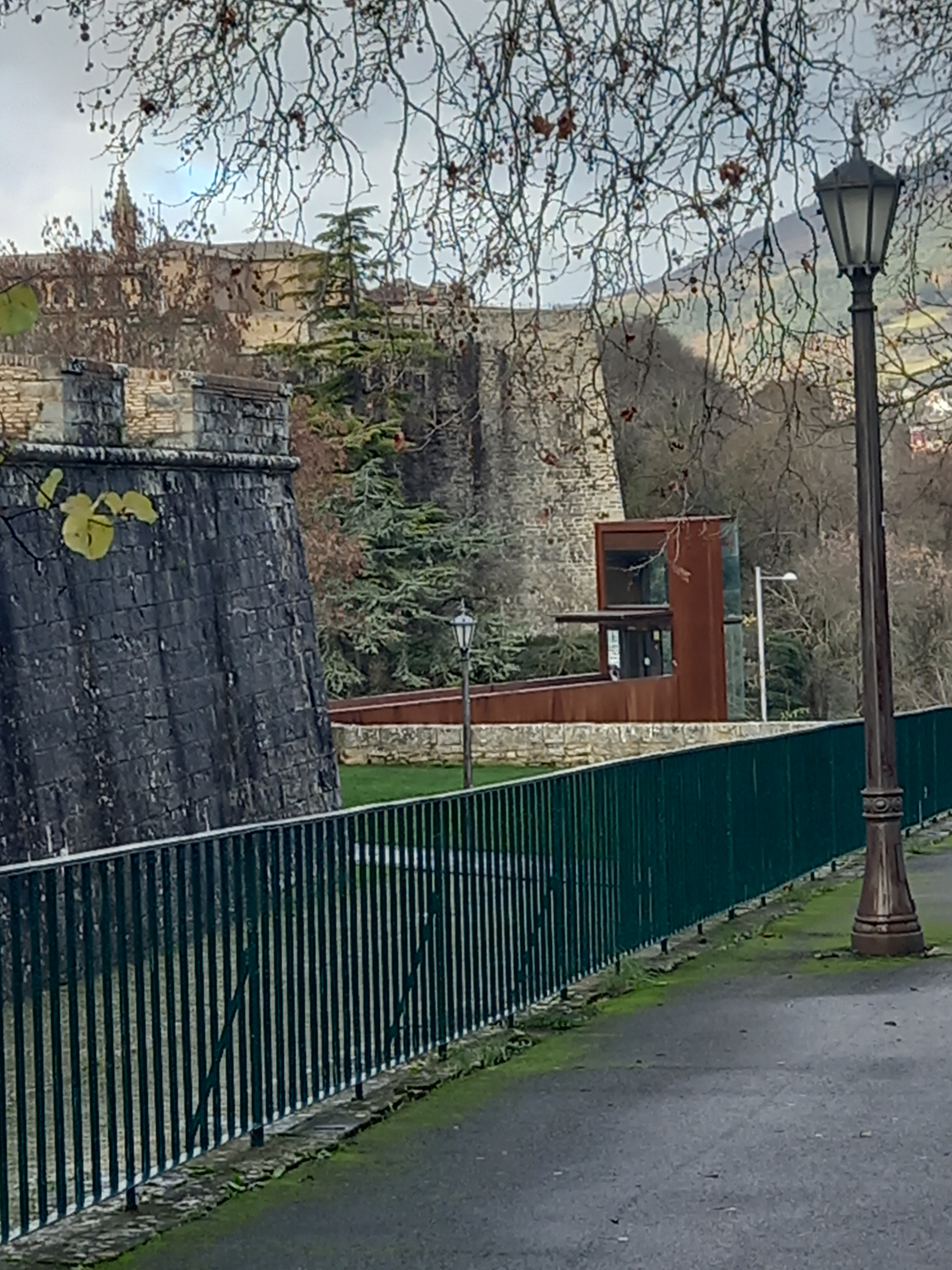
Flanco izquierdo del fortín, al fondo el baluarte de Labrit
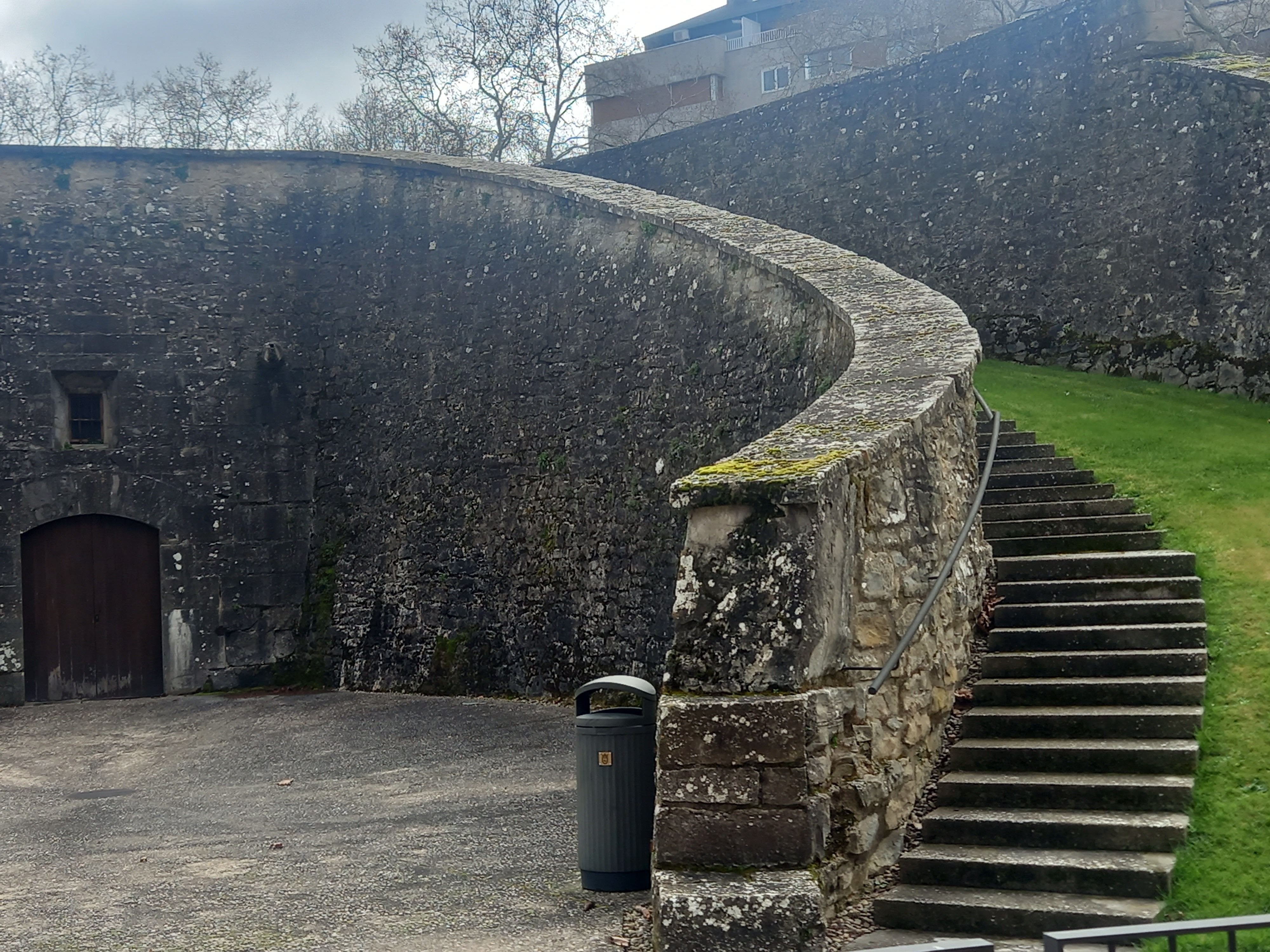
Interior del fortín

### Fuerte del Príncipe
La primera propuesta de construir una defensa exterior en la zona de la Cruz Negra  es de 1683, aunque no se situaba exactamente en el lugar que luego ocupó el Fuerte del Príncipe. Se incluye en el proyecto general de las defensas de Pamplona elaborado esa año por el ingeniero Octaviano Meni; proponía un fuerte cuadrangular en una lengua avanzada en el borde de la terraza en que se sitúa la ciudad, dominando por tanto la hondonada donde se asienta actualmente el barrio de la Milagrosa. Más adelante, en 1720, en el proyecto general que preparó Retz incluyó en ese lugar un baluarte. En 1725, cuando Verboom llega a Pamplona pide a Francisco Mauleón, que prepare un proyecto para ese lugar; el plano que realiza muestra una planta cuadrada con bastiones en los vértices en los que sus flancos son curvos con orejones. Esta solución fue abandonada, de modo que el proyecto general de las fortificaciones de Pamplona, enviado por Verboom al rey el 28 de mayo de 1726, propone allí el Fuerte Príncipe Fernando, compuesto por un hornabeque con dos medios baluartes de flancos rectos, protegido por un revellín y delante de él una pequeña luneta; la cara derecha del hornabeque defendía la hondonada de Abejeras, y la izquierda el frente de la Tejería.
Su construcción debió de iniciarse pronto; en 1728 entre las obras previstas en este fuerte se incluía perfeccionar el camino cubierto que lo unía a la Ciudadela y la explanada; se había iniciado la muralla simple iniciada en la gola, pero el ritmo de construcción, tal como sucedió con el fortín de San Bartolomé no fue rápido y tuvo interrupciones; tal era la situación de las obras que en 1757 Juan Martín Zermeño, propuso continuar el fuerte como un baluarte destacado; en todo caso esa propuesta se desestimó y continuaron las obras del hornabeque, aunque según informaba Hurtado en su memoria de 1796 sobre el estado de las fortificaciones, la construcción del fuerte había avanzado poco y en esa situación era dudosa su utilidad; En 1875 al basamento de piedra se le añadió unos parapetos de ladrillo con aspilleras para fusileria. En el vuelo fotográfico realizado por Ruiz de Alda en 1927 se pueden ver las huellas que dejaba el fuerte derruido, y el baluarte avanzado en punta. Después de la guerra civil sobre esa base se construyó un Albergue del Frente de Juventudes, reformado en los años cincuenta como Colegio Menor Ruiz de Alda, actual Residencia Juvenil Fuerte del Príncipe, en la que aún pueden verse los muros del baluarte en punta.

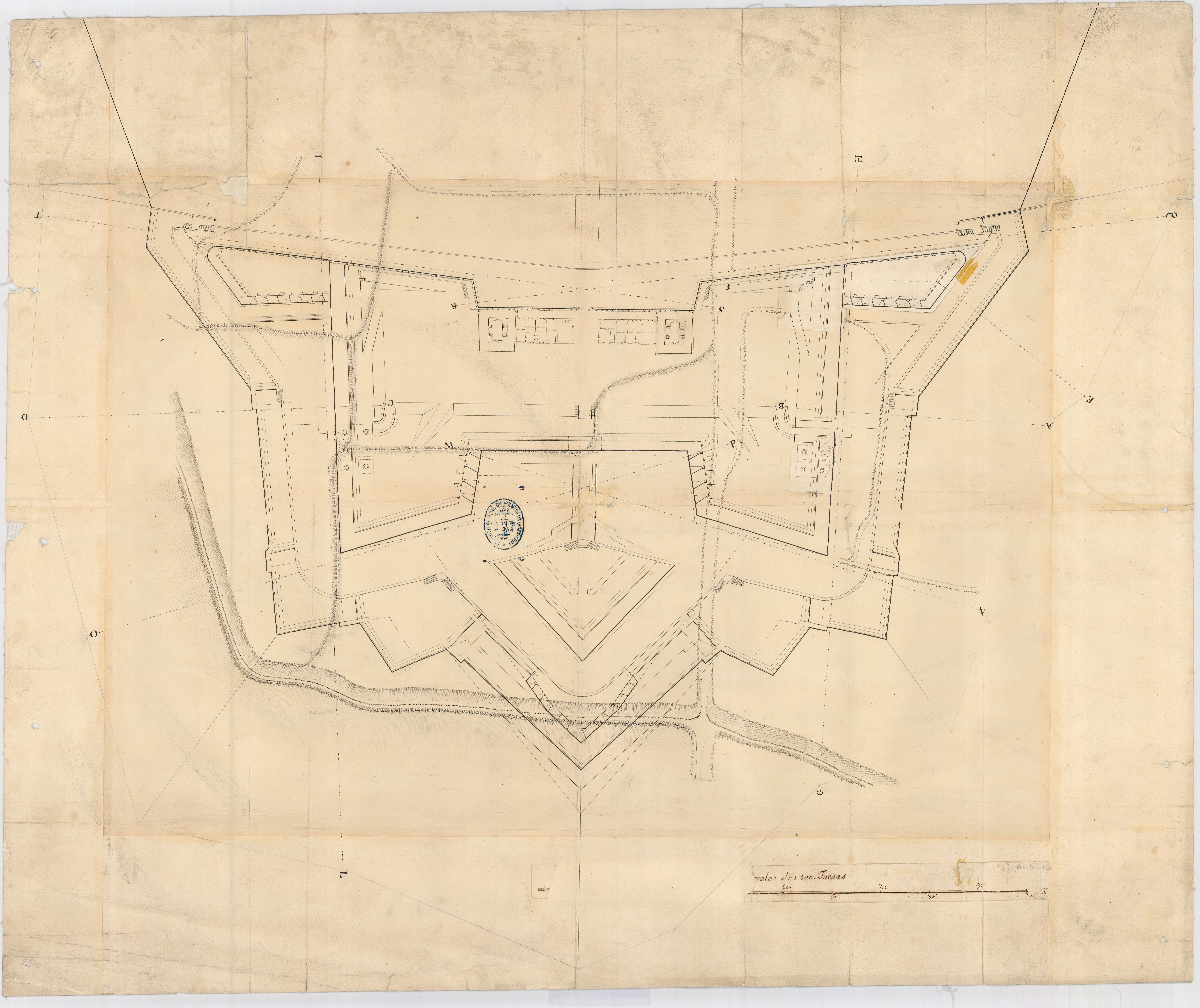
Plano del Fuerte del Príncipe
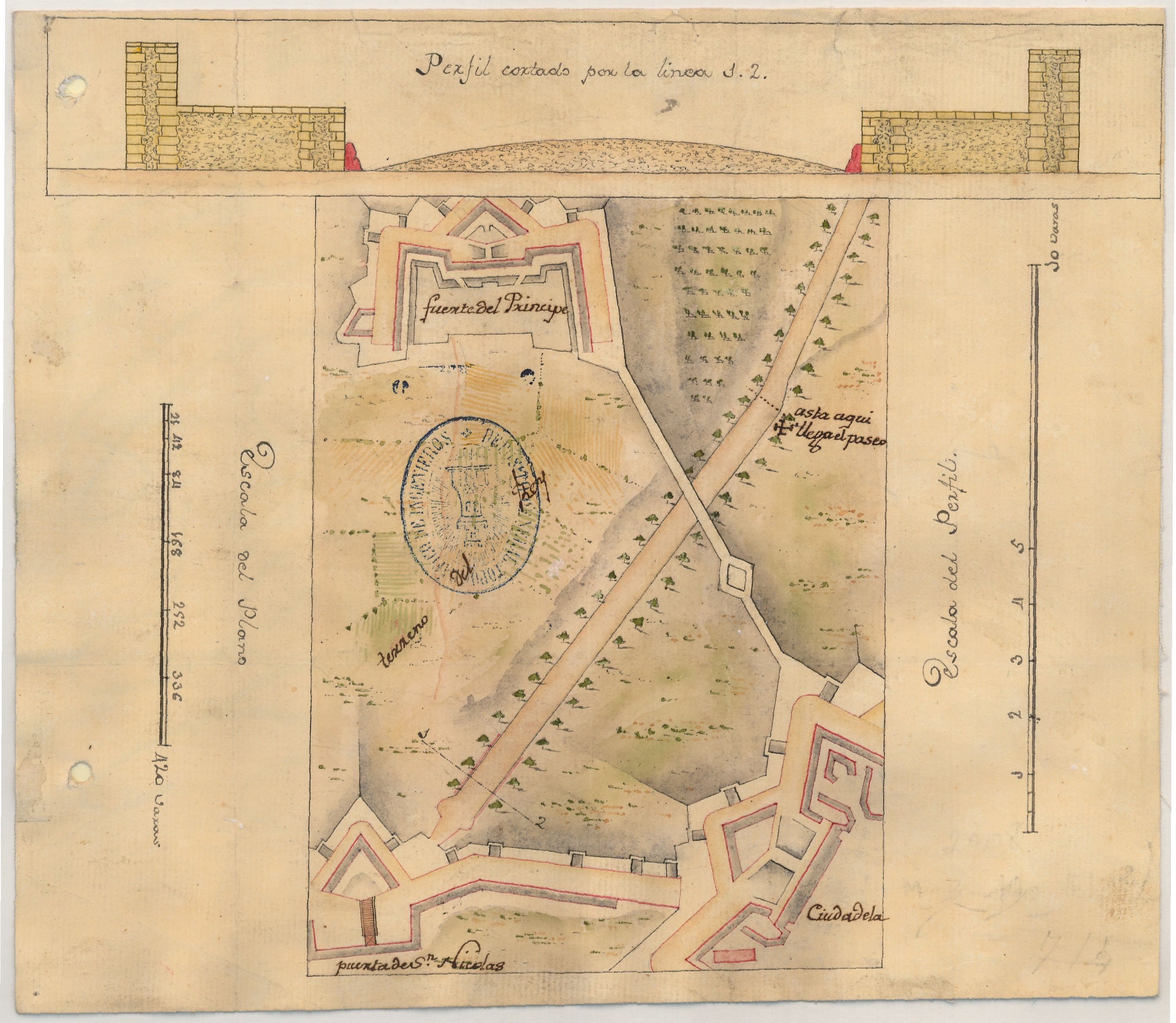
El plano muestra el camino cubierto desde la ciudadela al fuerte del Príncipe
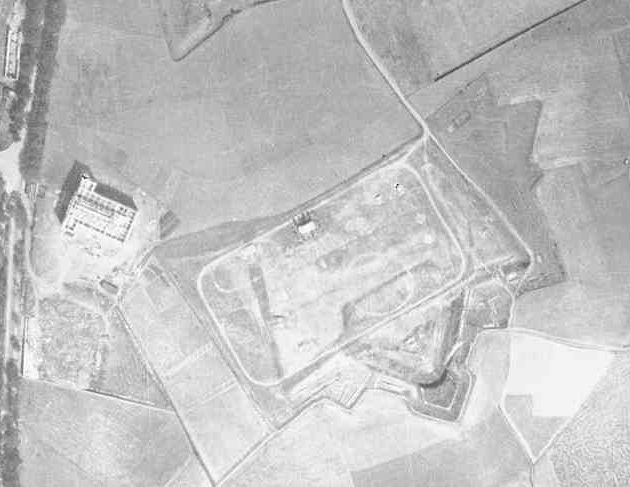
Ortofoto de 1927 en la que se ven los restos del fuerte
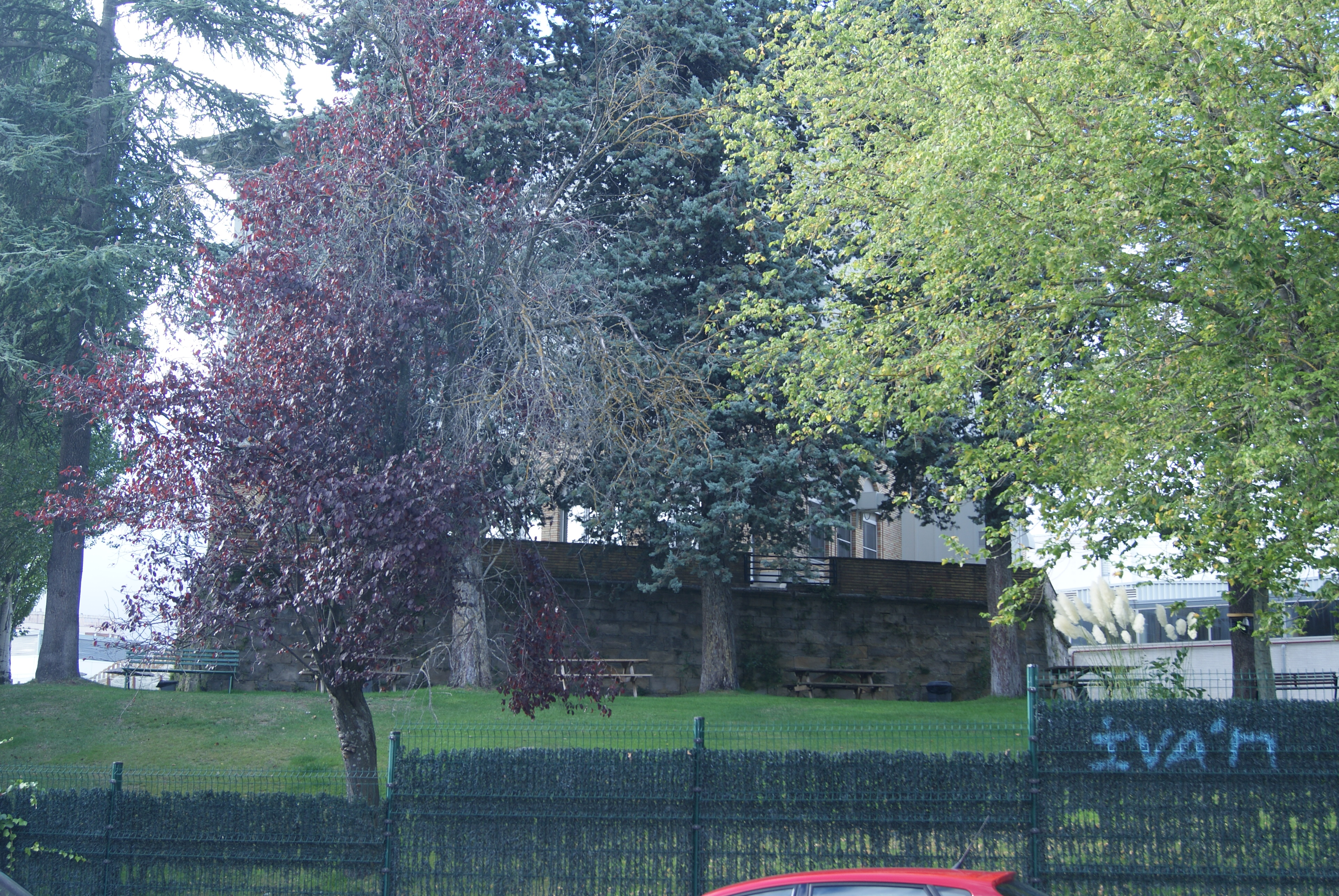
Muros del revellín del fuerte; sobre esa base se levanta actualmente la Residencia Fuerte del Príncipe

### Fortín de la Cruz de San Roque
Este fortín se situaba en el escarpe de la ermita de San Roque, de la que tomó el nombre, defendía el frente de Gonzaga y protegía del avance enemigo en la hondonada del río, en la zona de Trinitarios. Ya en 1669 Amador de Lazcano había propuesto un fortín en aquel lugar, pero nada de esto se llegó a hacer. La construcción que finalmente se construyó fue proyectada por Verboom en 1726; adaptándose al río, tenía dos caras y un solo flanco: el que se enfrentaba al río. En 1727 ya se había replanteado su construcción e iniciado los movimientos de tierra; sin embargo, los avances fueron lentos y en 1737, además de la excavación de los fosos y el terraplenado, solo se había levantado de mampostería el flanco frente al río. Prácticamente no hubo avances en su construcción hasta la reanudacion de las obras unos años antes de 1756. En 1797 la memoria del ingeniero Hurtado indica que el fortín había sido demolido con ocasión de la guerra de la Convención (1795), y sustituido por otro provisional de forma distinta, posiblemente por considerarlo perjudicial para la defensa por la facilidad en que podía ser tomado por el enemigo y utilizado contra la plaza. En cualquier caso los restos que pudiesen conservarse quedaron ocultos por la ampliación del parque de la Taconera.

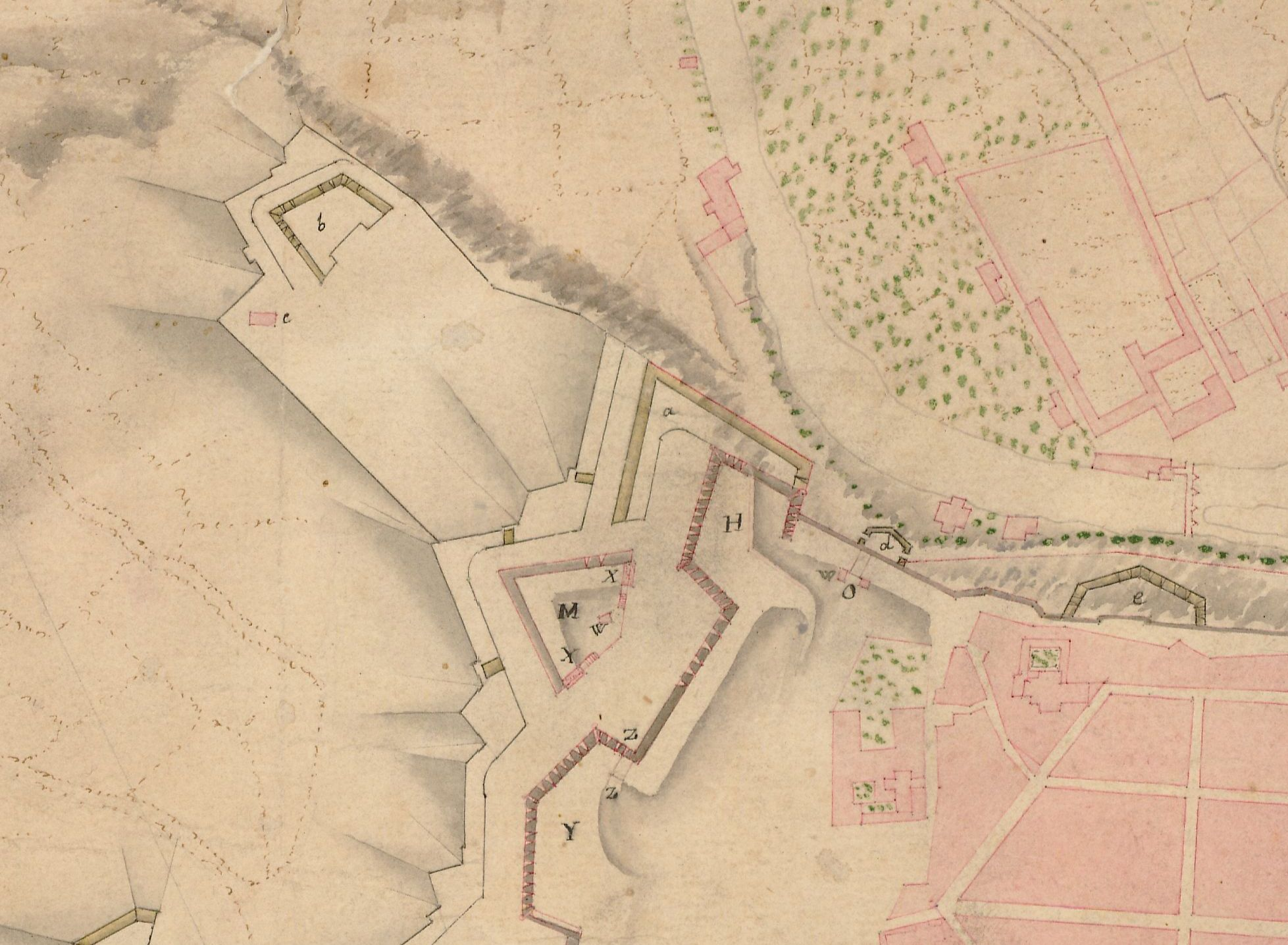
Ubicación del Fortín, en un plano que recoge las fortificaciones existentes y previstas en Pamplona (1850)
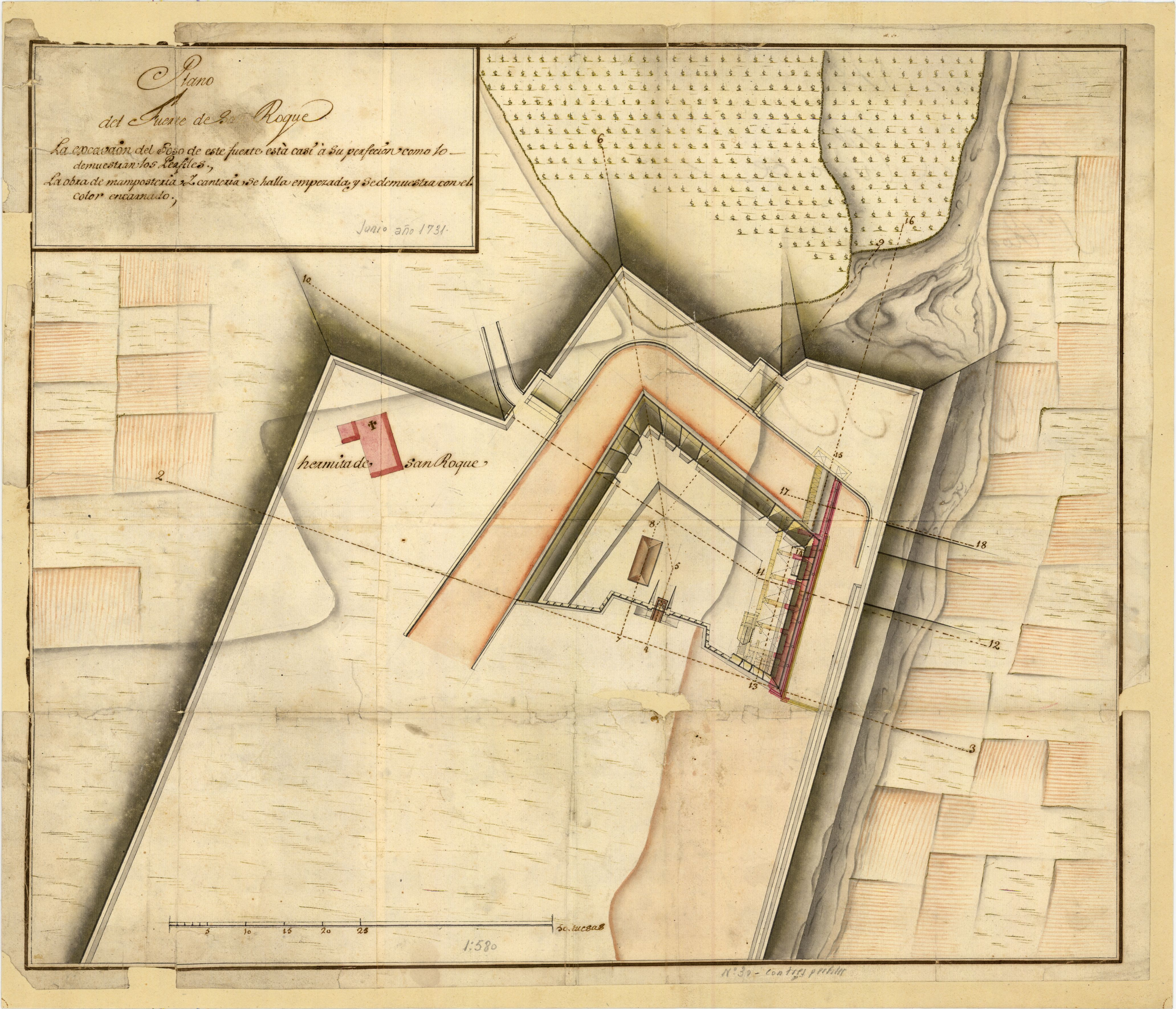
Proyecto del Fortín, en el que se incluye la ermita de San Roque (junio de 1731)
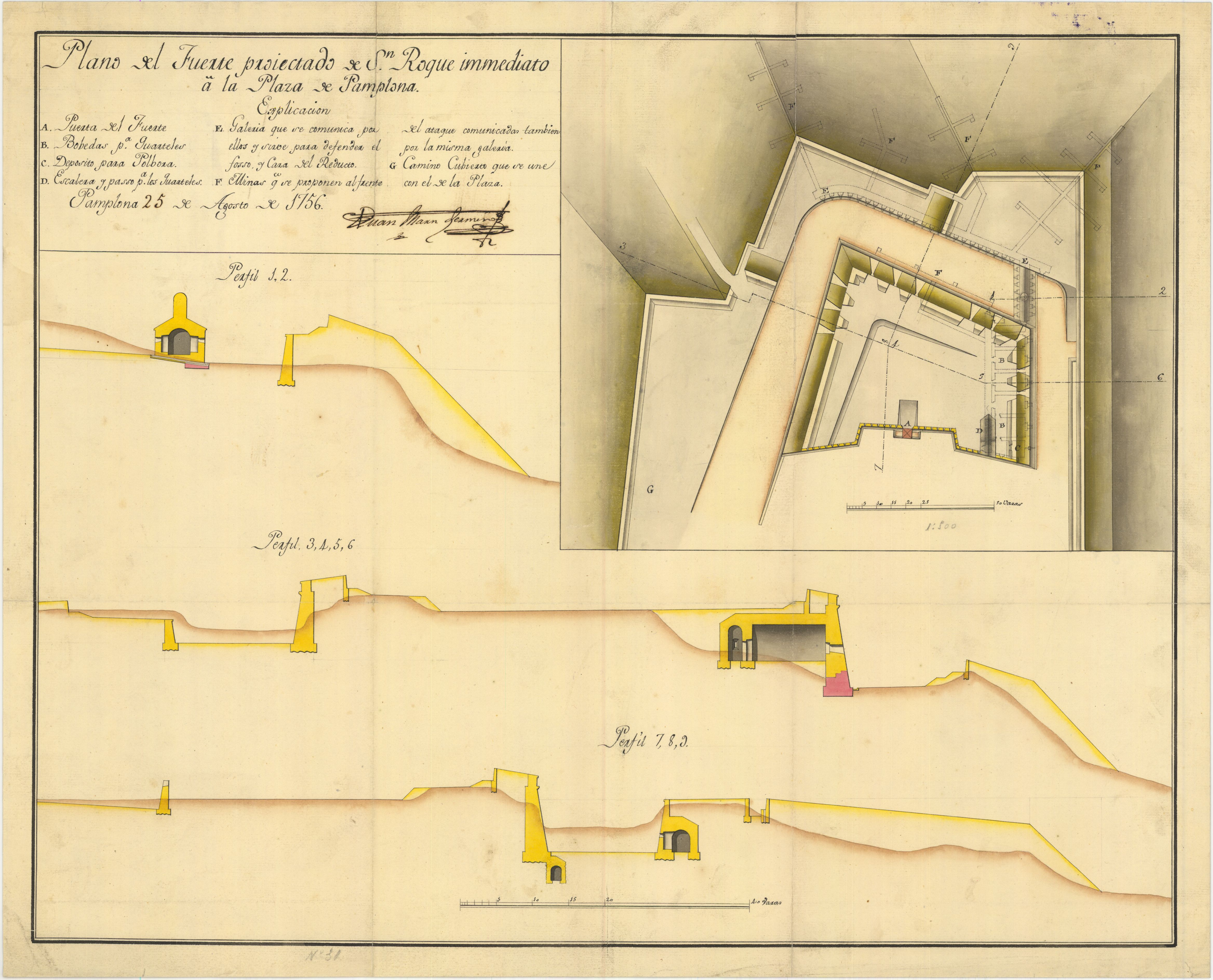
Proyecto del Fortín, y estado de la construcción (25 de agosto de 1756)

## Glosario de ingeniería militar
- Baluarte o bastión, refuerza las murallas en determinados puntos, especialmente en las esquinas, de planta pentagonal disponen de dos caras que forman el ángulo saliente, dos flancos que lo unen a las cortinas y una gola por la que se entra al baluarte.[241]
- Caballero, obra construida dentro de otra, por tanto, con mayor altura para poderla defender y dominar lo que le rodea.[242]
- Camino cubierto, terraplén de tránsito y vigilancia que rodea un foso; dispone a lo largo de una banqueta desde la que se puede hacer fuego hacia el exterior, a cubierto del posible atacante;[241] en los ángulos que forma el camino suelen disponerse las denominadas plazas de armas.[243]
- Casamata, parte del bastión, situada en el flanco, protegida con bóveda resistente y también lateralmente; en ella se alojan piezas de artillería, para defender el foso.[241]
- Contraescarpa, revestimiento del lado exterior del foso, habitualmente dispone de un camino cubierto.[244]
- Contraguardia, formada por dos caras en ángulo, se sitúan delante de los baluartes o revellines.[245]
- Cortinas, lienzos de muralla entre dos baluartes.[245]
- Escarpa, plano inclinado que forman las murallas hacia el exterior.[246]
- Estacada, hilada de estacas clavadas verticalmente, separadas unos 10 cm y unidas con listones horizontales.[245]
- Fajina, haz de ramas menudas, muy apretadas, utilizadas en la ingeniería militar para construir atrincheramientos, espaldones y parapetos.[247]
- Foso es la excavación profunda que rodea la fortaleza, para dificultar su asalto, un lado es continuación del plano inclinado (escarpa) del muro de la fortaleza, hacia el exterior lo cierra un muro en talud, llamado contraescarpa.[248]
- Gola, recibe ese nombre la entrada a una fortificación desde la plaza, se aplica especialmente a la entrada al baluarte. En la media luna o en el revellín corresponde a la contraescarpa que termina esa construcción por el lado de la plaza.[249]
- Hornabeque está formado por dos semibaluartes, unidos por un muro cortina; se sitúan delante de la cortina; por su forma, cada uno de sus baluartes defiende la cara del otro baluarte, y la cortina que los une.[250]
- Luneta es un baluarte pequeño y habitualmente aislado, se suele disponer para la defensa de los ángulos de los baluartes o revellines.[250]
- Media luna es una obra exterior con dos caras en forma de ángulo, y con la gola semicircular, se solía usar para cubrir la puerta de una fortaleza, o los flancos de un baluarte.[251] En las fortificaciones de Pamplona, y especialmente en la ciudadela, se da ese nombre a los revellines.[252]
- Padrastro, monte, colina o lugar alto que domina una plaza y desde la que puede hacerle daño el enemigo.[253]
- Plaza de armas, espacios ampliando el camino cubierto que se dejan en los ángulos entrantes y salientes, con dimensión suficiente para contener la tropa destinada a la defensa del camino o a las salidas.[243]
- Portales, se abren en las murallas, disponían para su defensa de distintos elementos constructivos y de un foso.[250]
- Poterna es una puerta más pequeña, de carácter secundario, que da al foso, o al final de una rampa.[254]
- Puerta de socorro, salida al campo en la ciudadela, sirve para recibir socorro o poner a salvo la guarnición de la plaza, si cae en el poder del enemigo.[255]
- Revellines, construcciones con dos caras en ángulo saliente, o circular convexa hacia el exterior; hacia la fortaleza dispone dos semigolas en ángulo, constituidas por la contraescarpa del foso; en las fortificaciones de Pamplona, y especialmente en la ciudadela, se le denomina también media luna.[252]
- Tenaza, queda formada por uno o dos ángulos se sitúa delante de la cortina.[252]
- Terraplén, macizo de tierra con que se rellena el muro de una fortificación, o que se levanta previamente, para después revestirlo con piedra.[252] También se utiliza este término para referirse a la superficie horizontal de la muralla, es decir, a su parte superior que, habitualmente, termina hacia la campaña con un parapeto, y hacia la plaza por un talud interior.[256]
- Traversa, parapeto construido de piedra, o a veces solo de tierra, que protege un camino cubierto o trinchera de posibles tiros de enfilada.[257]

### Fotografías en el Archivo Municipal de Pamplona
- Portal de la Rochapea
  - Portal de la Rochapea, 1902, de Aquilino García Deán
  - Portal de la Rochapea, 1912, de Aquilino García Deán
- Portal Nuevo
  - Portal Nuevo, antes de su derribo en 1906., 6-05-1906, de Aquilino García Deán
  - Portal Nuevo, vista desde el inteior de la plaza, hacia 1900, autor desconocido
  - Pasarela metálica en el lugar en que estuvo el Portal Nuevo,  hacia 1945, reportaje del esudio de Zubieta y Retegui

- Baluarte de Gonzaga
  - Vista del baluarte de Gonzaga 1932, de José Galle Gallego
  - Baluartede Gonzaga y cuesta de la Reina hacia 1900, autor desconocido
- Baluarte de la Reina
  - Baluarte de la Reina, 25-7-1915, de Aquilino García Deán. En el muro a la  izquierda del baluarte se evn los escudos y la inscripción que estuvieron en el frontis del Portal de San Nicolás..
  - Baluarte de la Reina, al comenzar el derribo de la murallas, 25-07-1915, de Aquilino García Deán
  - Baluarte de la Reiina, junto al portal de la Tejería, hacia 1913, de Aquilino García Deán
  - Foso del frente de San Nicolas, 1901, de Julio Altadill, cordeleros trabajna en el foso, al fondo, flanco derecho del baluarte de la Reina.
- Portal de San Nicolás
  - Portal de San Nicolás, hacia 1885, autor desconocido
  - Portal de San Nicolás, hacia 1906, de Julio Altadill
- Frente de la Tejería
  - Portal de la Tejería en el flanco izquierdo del baluarte de la Reina, 1915, de Aquilino García Deán
  - Puerta de la Tejería, vista del interior de a plaza, y cuerpo de guardía, hacia 1915, autor desconocido
  - Derribo de la puerta de la Tejería, 1918, de Aquilino García Deán. Vista desde el interior de la plaza
  - Seis fotografía del derribo del lienzo de Tejería, 30-07-1918, de Aquilino García Dean, en algunas de ellas aparece restos de la fortificación primitiva.
  - Frente del revellín de la Tejería, hacia 1915, de Aquilino García Deán
  - Gola del Revellín de Tejerría, hacia 1915, de Aquilino García Deán
- Fuerte del Príncipe
  - Fotografía de la cara y flanco izquierdo del baluarte, 1919, de Aquilino Garacía Dean
  - Gola, flanco y cara derecha del baluarte, 1934, de Julio Cía
  - Gola y flanco derecho, 1934, de Julio Cía
  - Construcción del Albergue del Frente de Juventudes, sobre el balaurte, s.f, de Julio Cía

- Datos: Q10013074
- Multimedia: Fortifications and walls of Pamplona / Q10013074